# Bunuri mobile din domeniul numismatică clasate în patrimoniul cultural național al României aflate în județul Dolj
Acestă listă conține bunurile mobile din domeniul numismatică clasate în Patrimoniul cultural național al României aflate la momentul clasării în județul Dolj.

## Tezaur
| Foto | Informații generale                                      | Detalii tehnice | Descriere | Deținător                                              | Legături |
| ---- | -------------------------------------------------------- | --- | --- | ------------------------------------------------------ | -------- |
|      | Denar                                                    | Datare: Nedatată Școală: Roma Descoperit: jud. DOLJ, com. VÂRTOP, VÂRTOP Material: argint                                                                                                  | Descriere avers: Bustul drapat al Iuliei Mamaea, spre dr. C.p. Descriere revers: Juno în picioare, cu voal și diademată, spre stg., ține patera în mâna dr. și un sceptru în cea stg.; la picioare, în față, păun. C.p. Legendă revers: IVNO CONSERVATRIX | Muzeul Olteniei. Secția de Istorie-Arheologie, Craiova | Cimec    |
|      | Denar                                                    | Datare: 114-117 p. Chr. Școală: Roma Descoperit: jud. DOLJ, com. VÂRTOP, VÂRTOP Material: argint                                                                                           | Descriere avers: Efigia împăratului Traianus-laureat, drapat, spre dr. Descriere revers: Felicitas în picioare, din față, cu privirea spre stg., ține caduceus în mâna dr. și cornucopiae în cea stg. Legendă revers: P. M. TR. [P. C]OS-VI. P. P. S. P. Q. R. | Muzeul Olteniei. Secția de Istorie-Arheologie, Craiova | Cimec    |
|      | Denar                                                    | Datare: 196-211 p. Chr. Școală: Roma Descoperit: jud. DOLJ, com. VÂRTOP, VÂRTOP Material: argint                                                                                           | Descriere avers: Bustul lui Iulia Domna, drapat, spre dr. Descriere revers: Diana în picioare, spre stg., cu semilună pe gât, ține o torță cu ambele mâini. Legendă revers: [DIA]NA-LVCIFERA | Muzeul Olteniei. Secția de Istorie-Arheologie, Craiova | Cimec    |
|      | Denar                                                    | Datare: 196 p. Chr ? Școală: Roma Descoperit: jud. DOLJ, com. VÂRTOP, VÂRTOP Material: argint                                                                                              | Descriere avers: Bustul lui Caracalla drapat, cuirasat, spre dr. Descriere revers: Spes, în mers, spre stg., ține o floare în mâna dr., iar cu stg. își ridică trena. C.p. Legendă revers: SPEI PE-R-PETVAE. | Muzeul Olteniei. Secția de Istorie-Arheologie, Craiova | Cimec    |
|      | Denar                                                    | Datare: Nedatată Școală: Roma Descoperit: jud. DOLJ, com. VÂRTOP, VÂRTOP Material: argint                                                                                                  | Descriere avers: Efigia laureată a lui Elagabalus, spre dr., bust drapat. C.p. Descriere revers: Victoria în mers, spre stg., ține în mâna dr. o cunună, iar în stg. o frunză de palmier. C.p. Legendă revers: VICTORI-A [AVG]. | Muzeul Olteniei. Secția de Istorie-Arheologie, Craiova | Cimec    |
|      | Denar                                                    | Datare: 220 p. Chr. Școală: Roma Descoperit: jud. DOLJ, com. VÂRTOP, VÂRTOP Material: argint                                                                                               | Descriere avers: Efigia lui Elagabalus, laureat, bust drapat și cuirasat. C.p. Descriere revers: Pax în mers, spre stg., ține o ramură în mâna dr. și cornucopiae în cea stg. În față steluță. C.p. Legendă revers: P. M. TR. P. III. COS. III. P. P. | Muzeul Olteniei. Secția de Istorie-Arheologie, Craiova | Cimec    |
|      | Denar                                                    | Datare: 222 p. Chr.? Școală: Roma? Descoperit: jud. DOLJ, com. VÂRTOP, VÂRTOP Material: argint                                                                                             | Descriere avers: Efigia laureată, spre dr., a lui Severus Alexander, bust drapat Descriere revers: Împăratul în picioare, din față, cu privirea spre dr., ține o ramură în mâna dr. și cu mâna stg. se sprijină pe un scut aflat la picioare. Legendă revers: [P. M. TR. P.] COS. P. P. | Muzeul Olteniei. Secția de Istorie-Arheologie, Craiova | Cimec    |
|      | Denar                                                    | Datare: 221 p. Chr. Școală: Roma Descoperit: jud. DOLJ, com. VÂRTOP, VÂRTOP Material: argint                                                                                               | Descriere avers: Efigia laureată a lui Elagabalus, cu corn, spre dr., bust drapat. C.p. Descriere revers: Elagabalus în picioare, din față, cu privirea spre stg., face sacrificii în fața unui altar; ține o patera în mâna dr. și o ramură (de Cipru?) în cea stg.; în partea dr., două stindarde. În câmp, sus, în stg., steluță. C.p. Legendă revers: P. M. TR. P. IIII. C-OS. III. P. P. | Muzeul Olteniei. Secția de Istorie-Arheologie, Craiova | Cimec    |
|      | Denar                                                    | Datare: Nedatat Școală: Roma Descoperit: jud. DOLJ, com. VÂRTOP, VÂRTOP Material: argint                                                                                                   | Descriere avers: Efigia laureată a lui Elagabalus, spre dr., bust drapat. Descriere revers: Elagabalus în picioare, din față, cu privirea spre stg., face sacrificii deasupra unui trepied, ține patera în mâna dr. și o ramură în cea stg. În câmp, sus, în stg., steluță. Legendă revers: SVMMVS SACERDOS AVG. | Muzeul Olteniei. Secția de Istorie-Arheologie, Craiova | Cimec    |
|      | Denar                                                    | Datare: 196-197 p. Chr. Școală: Roma Descoperit: jud. DOLJ, com. VÂRTOP, VÂRTOP Material: argint                                                                                           | Descriere avers: Bustul laureat, spre dr., al lui Septimius Severus. Descriere revers: Securitas stând, spre stg., ține un glob în mâna dr. C.p. Legendă revers: SECVRITAS-PVBLICA. | Muzeul Olteniei. Secția de Istorie-Arheologie, Craiova | Cimec    |
|      | Denar                                                    | Datare: Nedatată Școală: Roma Descoperit: jud. DOLJ, com. VÂRTOP, VÂRTOP Material: argint                                                                                                  | Descriere avers: Efigia laureată, cu corn, spre dr., a lui Elagabalus, bust drapat. C.p. Descriere revers: Elagabalus în picioare, spre stg., face sacrificii deasupra unui trepied, ține patera în mâna dr. și o ramură în cea stg.; în câmp, stg. sus, steluță; în câmp, în dr., un corn. C.p. Legendă revers: [IN]VICTVS [SACERD]OS [AVG] | Muzeul Olteniei. Secția de Istorie-Arheologie, Craiova | Cimec    |
|      | Denar                                                    | Datare: 25. feb.-10 iul. 138 p. Chr. Școală: Roma Descoperit: jud. DOLJ, com. VÂRTOP, VÂRTOP Material: argint                                                                              | Descriere avers: Efigia lui Antoninus Pius, spre dr., cerc perlat exterior Descriere revers: Concordia în picioare, cu privirea spre stg., ține patera în mâna dr., iar cu stg. se sprijină de o coloană. C.p. Legendă revers: TRI-B. [PO]T.- COS. | Muzeul Olteniei. Secția de Istorie-Arheologie, Craiova | Cimec    |
|      | Denar                                                    | Datare: Nedatată Școală: Roma Descoperit: jud. DOLJ, com. VÂRTOP, VÂRTOP Material: argint                                                                                                  | Descriere avers: Efigia laureată, cu corn, spre dr., a lui Elagabalus, bust drapat. C.p. Descriere revers: Elagabalus în picioare, spre stg., face sacrificii deasupra unui trepied, ține patera în mâna dr. și o ramură în cea stg Legendă revers: [SVMMVS SA]CERDOS AVG | Muzeul Olteniei. Secția de Istorie-Arheologie, Craiova | Cimec    |
|      | Denar                                                    | Datare: 219 p. Chr Școală: Roma Descoperit: jud. DOLJ, com. VÂRTOP, VÂRTOP Material: argint                                                                                                | Descriere avers: Efigia laureată a lui Elagabalus, spre dr., bust drapat. C.p. Descriere revers: Pax în mers, spre dr., ține o ramură de măslin în mâna dr. și sceptru în cea stg. C.p. Legendă revers: P. M. TR. P. II. COS. II. P. P. | Muzeul Olteniei. Secția de Istorie-Arheologie, Craiova | Cimec    |
|      | Denar                                                    | Datare: Nedatată Școală: Roma Descoperit: jud. DOLJ, com. VÂRTOP, VÂRTOP Material: argint                                                                                                  | Descriere avers: Efigia laureată, spre dr., a lui Elagabalus, bust drapat. C.p. Descriere revers: Libertas în picioare, spre stg., ține pileus în mâna dr. și sceptru în cea stg. C.p. Legendă revers: LIBERTAS AVG | Muzeul Olteniei. Secția de Istorie-Arheologie, Craiova | Cimec    |
|      | Denar                                                    | Datare: 221 p. Chr Școală: Roma Descoperit: jud. DOLJ, com. VÂRTOP, VÂRTOP Material: argint                                                                                                | Descriere avers: Efigia laureată a lui Elagabalus, cu corn, spre dr., bust drapat și cuirasat. C.p. Descriere revers: Elagabalus în picioare, din față, cu privirea spre stg., face sacrificii în fața unui altar; ține o patera în mâna dr. și o ramură (de Cipru?) în cea stg. În câmp, în stg., steluță. C.p. Legendă revers: P. M. TR. P. IIII. COS. III. P. P. | Muzeul Olteniei. Secția de Istorie-Arheologie, Craiova | Cimec    |
|      | Denar                                                    | Datare: Nedatată Școală: Roma Descoperit: jud. DOLJ, com. VÂRTOP, VÂRTOP Material: argint                                                                                                  | Descriere avers: Bustul spre dr. al lui Iulia Maesa. C.p. Descriere revers: Pudicitia șezând, spre stg., cu mâna dr. își ridică voalul, iar în stg. ține sceptru. C.p. Legendă revers: PVDIC[ITIA] | Muzeul Olteniei. Secția de Istorie-Arheologie, Craiova | Cimec    |
|      | Denar                                                    | Datare: Nedatată Școală: Roma Descoperit: jud. DOLJ, com. VÂRTOP, VÂRTOP Material: argint                                                                                                  | Descriere avers: Bustul diademat și drapat al Iuliei Mamaea, spre dr. C.p. Descriere revers: Juno stând, spre stg., ține o floare în mâna dr. și cu mâna stg. sprijină un copil (?). C.l. Legendă revers: IVNO-AVGVS-TAE | Muzeul Olteniei. Secția de Istorie-Arheologie, Craiova | Cimec    |
|      | Denar                                                    | Datare: Nedatată Școală: Roma Descoperit: jud. DOLJ, com. VÂRTOP, VÂRTOP Material: argint                                                                                                  | Descriere avers: Bustul drapat, spre dr., al Iuliei Soaemias.C.p. Descriere revers: Venus diademată, în mers spre stg., ține în mâna dr. un măr, iar în cea stg. sceptru. În câmp, în dr, jos, steluță. C.p. Legendă revers: VENVS CAELESTIS | Muzeul Olteniei. Secția de Istorie-Arheologie, Craiova | Cimec    |
|      | Denar                                                    | Datare: 229 p. Chr. Școală: Roma Descoperit: jud. DOLJ, com. VÂRTOP, VÂRTOP Material: argint                                                                                               | Descriere avers: Efigia spre dr., laureată, a lui Severus Alexander. Descriere revers: Mars în mers, spre stg., ține în mâna dr. o ramură de măslin, iar în cea stg. suliță și scut. C.p. Legendă revers: P. M. TR. P. VIII.-C-OS. III P. P. | Muzeul Olteniei. Secția de Istorie-Arheologie, Craiova | Cimec    |
|      | Denar                                                    | Datare: 224 p. Chr Școală: Roma Descoperit: jud. DOLJ, com. VÂRTOP, VÂRTOP Material: argint                                                                                                | Descriere avers: Efigia spre dr., laureată, a lui Severus Alexander, bust drapat. Descriere revers: Pax în picioare, din față, cu privirea spre stg., ține în mâna dr. o ramură de măslin, iar în cea stg. sceptru. C.p. Legendă revers: P. M. TR. P. II[I.] COS. P. P. | Muzeul Olteniei. Secția de Istorie-Arheologie, Craiova | Cimec    |
|      | Denar                                                    | Datare: 224 p. Chr. Școală: Roma Descoperit: jud. DOLJ, com. VÂRTOP, VÂRTOP Material: argint                                                                                               | Descriere avers: Efigia laureată a lui Severus Alexander, spre dr., bust drapat. C.p. Descriere revers: Jupiter în picioare, cu privirea spre stg., cu mantie pe umărul stg., ține în mâna dr. fulgerul și în cea stg. sceptrul. C.p. Legendă revers: P. M. TR. P. II[I.] COS. P. P. | Muzeul Olteniei. Secția de Istorie-Arheologie, Craiova | Cimec    |
|      | Denar                                                    | Datare: post 141-161 d. Hr. Școală: Roma Descoperit: jud. DOLJ, com. VÂRTOP, VÂRTOP Material: argint                                                                                       | Descriere avers: Bustul Faustinei I, părul strâns, cu perle, spre dr. Descriere revers: Ceres, voalată, în picioare spre stg., ridică mâna dr. Și ține o torță în mâna stg. C.p. Legendă revers: CON-SE-C-RATIO | Muzeul Olteniei. Secția de Istorie-Arheologie, Craiova | Cimec    |
|      | Denar                                                    | Datare: 150-151 p. Chr. Școală: Roma Descoperit: jud. DOLJ, com. VÂRTOP, VÂRTOP Material: argint                                                                                           | Descriere avers: Efigia împăratului Antoninus Pius laureată, spre dr. Descriere revers: Pax în picioare, spre stg., ține o ramură în mâna dr. și sceptru în cea stg. Descriere exergă: [PAX] Legendă revers: TR. POT. XII[II] COS. IIII. | Muzeul Olteniei. Secția de Istorie-Arheologie, Craiova | Cimec    |
|      | Denar                                                    | Datare: 224 p. Chr. Școală: Roma Descoperit: jud. DOLJ, com. VÂRTOP, VÂRTOP Material: argint                                                                                               | Descriere avers: Efigia spre dr., laureată, a lui Severus Alexander, bust drapat. Descriere revers: Mars în picioare, din față, cu privirea spre stg., ține o ramură de măslin în mâna dr. și suliță cu vârful în jos, în cea stg. C.p. Legendă revers: P. M. TR. P.-III.-COS. [P. P.]. | Muzeul Olteniei. Secția de Istorie-Arheologie, Craiova | Cimec    |
|      | Denar                                                    | Datare: 228-231 p. Chr. Școală: Roma Descoperit: jud. DOLJ, com. VÂRTOP, VÂRTOP Material: argint                                                                                           | Descriere avers: Efigia spre dr., laureată, a lui Severus Alexander, cu draperie pe umărul stg. C.p. Descriere revers: Victoria în mers, spre dr., ridică o coroană cu mâna dr., iar cu mâna stg. ține pe umăr o frunză de palmier. C.p. Legendă revers: VICTO-R-I-A-AVG. | Muzeul Olteniei. Secția de Istorie-Arheologie, Craiova | Cimec    |
|      | Denar                                                    | Datare: 224 p. Chr. Școală: Roma Descoperit: jud. DOLJ, com. VÂRTOP, VÂRTOP Material: argint                                                                                               | Descriere avers: Efigia spre dr., laureată, a lui Severus Alexander, bust drapat. C.l. Descriere revers: Jupiter în picioare, din față, cu privirea spre stg., aruncă fulgerul cu mâna dr., iar în stg. Ține sceptru. C.p. Legendă revers: P. M. T-R. P. III.-COS. P. P. | Muzeul Olteniei. Secția de Istorie-Arheologie, Craiova | Cimec    |
|      | Denar                                                    | Datare: 231-235 p. Chr. Școală: Roma Descoperit: jud. DOLJ, com. VÂRTOP, VÂRTOP Material: argint                                                                                           | Descriere avers: Efigia spre dr., laureată, a lui Severus Alexander, bust drapat și cuirasat. C.p. Descriere revers: Spes în mers, spre stg., ține în mâna dr. o floare, iar cu cea stg. își ridică faldurile rochiei. C.p. Legendă revers: SPE-S-[P]VBLICA | Muzeul Olteniei. Secția de Istorie-Arheologie, Craiova | Cimec    |
|      | Denar                                                    | Datare: După martie 222 p. Chr. Școală: Roma Descoperit: jud. DOLJ, com. VÂRTOP, VÂRTOP Material: argint                                                                                   | Descriere avers: IMP. C. M. AVR. SEV. ALEXAND. AVG. Descriere revers: Mars în picioare, din față, cu privirea spre stg., ține o ramură de măslin în mâna dr. și suliță cu vârful în jos, în cea stg. C.p. Legendă revers: P. M. T-R. P.-C-OS. P. P. | Muzeul Olteniei. Secția de Istorie-Arheologie, Craiova | Cimec    |
|      | Denar                                                    | Datare: 225 p. Chr. Școală: Roma Descoperit: jud. DOLJ, com. VÂRTOP, VÂRTOP Material: argint                                                                                               | Descriere avers: Efigia spre dr., laureată, a lui Severus Alexander, bust drapat. Descriere revers: Mars în mers, spre dr., ține o suliță dispusă transversal în mâna dr., iar pe umărul stg. ține un tropheu. C.p. Legendă revers: P. M. TR. P.-IIII. COS. P. [P.]. | Muzeul Olteniei. Secția de Istorie-Arheologie, Craiova | Cimec    |
|      | Denar                                                    | Datare: 222-228 p. Chr. Școală: Roma Descoperit: jud. DOLJ, com. VÂRTOP, VÂRTOP Material: argint                                                                                           | Descriere avers: Bustul laureat, drapat și cuirasat al lui Severus Alexander, spre dr. C.p. Descriere revers: Mars în picioare, din față, cu privirea spre stg., ține în mâna dr. o ramură de măslin, iar în cea stg. o suliță cu vârful în jos. C.p. Legendă revers: MARTI PA-CIFERO | Muzeul Olteniei. Secția de Istorie-Arheologie, Craiova | Cimec    |
|      | Denar                                                    | Datare: 222 p. Chr. Școală: Antiohia Descoperit: jud. DOLJ, com. VÂRTOP, VÂRTOP Material: argint                                                                                           | Descriere avers: Efigia spre dr., laureată, a lui Severus Alexander, bust drapat. C.p. Descriere revers: Fortuna în picioare, din față, cu privirea spre stg., ține în mâna dr. o cârmă, iar în mâna stg. cornucopiae. În câmp, în partea stg. sus, steluță. C.p. Legendă revers: P. M. TR. P.-COS. | Muzeul Olteniei. Secția de Istorie-Arheologie, Craiova | Cimec    |
|      | Denar                                                    | Datare: Nedatată Școală: Roma Descoperit: jud. DOLJ, com. VÂRTOP, VÂRTOP Material: argint                                                                                                  | Descriere avers: Bustul diademat și drapat al Orbianei, spre dr. C.p. Descriere revers: Concordia stând, spre stg., ține în mâna dr. patera, iar în cea stg. dublu cornucopiae. C.p. Legendă revers: CONCORDI-A-AVGG. | Muzeul Olteniei. Secția de Istorie-Arheologie, Craiova | Cimec    |
|      | Denar                                                    | Datare: 202-210 p. Chr. Școală: Roma Descoperit: jud. DOLJ, com. VÂRTOP, VÂRTOP Material: argint                                                                                           | Descriere avers: Efigia laureată, spre dr., a lui Septimius Severus Descriere revers: Septimius Severus în picioare, acoperit cu voal, spre stg., ține ramură în mâna dr., iar în cea st. un sul Legendă revers: FVNDATOR-PACIS | Muzeul Olteniei. Secția de Istorie-Arheologie, Craiova | Cimec    |
|      | Antoninian                                               | Datare: 241-243 p. Chr. Școală: Roma Descoperit: jud. DOLJ, com. VÂRTOP, VÂRTOP Material: argint                                                                                           | Descriere avers: Bustul lui Gordianus III, radiat, drapat, cuirasat, spre dr. C.p. Descriere revers: Jupiter în picioare, din față, cu privirea spre stg., ține un sceptru lung în mâna dr. și fulger în cea stg. C.p. Legendă revers: IOVI-STATORI | Muzeul Olteniei. Secția de Istorie-Arheologie, Craiova | Cimec    |
|      | Antoninian                                               | Datare: 241-243 p. Chr. Școală: Roma Descoperit: jud. DOLJ, com. VÂRTOP, VÂRTOP Material: argint                                                                                           | Descriere avers: Bustul lui Gordianus III, radiat, drapat, cuirasat, spre dr. C.p. Descriere revers: Laetitia în picioare, din față, cu privirea spre stg., ține în mâna dr. O cunună, iar în cea stg. O ancoră. C.p. Variantă RIC 86 la legenda rv. Legendă revers: LAETITI-A AVGG. | Muzeul Olteniei. Secția de Istorie-Arheologie, Craiova | Cimec    |
|      | Denar                                                    | Datare: După 141 p. Chr. Școală: Roma Descoperit: jud. DOLJ, com. VÂRTOP, VÂRTOP Material: argint                                                                                          | Descriere avers: Bustul drapat al Faustinei I, cu părul strâns în coc, cu perle în păr, spre dr. Descriere revers: Fortuna în picioare, din față, privind spre stg., ține în mâna dr. un glob și cu stg. o cârmă. Legendă revers: [AETE]R-NITAS | Muzeul Olteniei. Secția de Istorie-Arheologie, Craiova | Cimec    |
|      | Denar                                                    | Datare: 209 sau 210 p. Chr. Școală: Roma Descoperit: jud. DOLJ, com. VÂRTOP, VÂRTOP Material: argint                                                                                       | Descriere avers: Efigia laureată, spre dr., a lui Septimius Severus. C.p. Descriere revers: Jupiter în picioare, din față, cu privirea spre stg., ține în mâna dr. fulgerul și sceptrul în cea stg.; la picioare, de o parte și de alta, doi copii. C.p. Legendă revers: P. M. TR. P. XVI[I sau II. CO]S. III P. P. | Muzeul Olteniei. Secția de Istorie-Arheologie, Craiova | Cimec    |
|      | Denar                                                    | Datare: 214 p. Chr. Școală: Roma Descoperit: jud. DOLJ, com. VÂRTOP, VÂRTOP Material: argint                                                                                               | Descriere avers: Efigia laureată și drapată a lui Caracalla, spre dr. C.p. Descriere revers: Jupiter nud, în picioare, cu privirea spre stg., ține fulgerul în mâna dr. și sceptrul în cea stg.; jos, un vultur. C.p. Legendă revers: P. M. TR. P. XVII-COS. IIII. P. [P.]. | Muzeul Olteniei. Secția de Istorie-Arheologie, Craiova | Cimec    |
|      | Denar                                                    | Datare: Nedatată Școală: Roma Descoperit: jud. DOLJ, com. VÂRTOP, VÂRTOP Material: argint                                                                                                  | Descriere avers: Efigia laureată a lui Elagabalus, spre dr., bust drapat. Descriere revers: Providentia cu picioarele încrucișate, privind spre stg., ține o tijă în mâna dr. și cornucopiae în cea stg.; se sprijină de o coloană, iar la picioarele ei se află un glob. C.p. Legendă revers: PROVID.-DE[O]RVM. | Muzeul Olteniei. Secția de Istorie-Arheologie, Craiova | Cimec    |
|      | Denar                                                    | Datare: 222-228 p. Chr. Școală: Roma Descoperit: jud. DOLJ, com. VÂRTOP, VÂRTOP Material: argint                                                                                           | Descriere avers: Efigia laureată, spre dr., a lui Severus Alexander, bust drapat. Descriere revers: Jupiter cu mantie, în picioare, din față, cu privirea spre stg., ține în mâna dr. fulger și sceptru în cea stg. Legendă revers: [IOVI] CONSERVA[TORI]. | Muzeul Olteniei. Secția de Istorie-Arheologie, Craiova | Cimec    |
|      | Denar                                                    | Datare: 196-197 p. Chr. Școală: Roma Descoperit: jud. DOLJ, com. VÂRTOP, VÂRTOP Material: argint                                                                                           | Descriere avers: Bustul laureat, spre dr., al lui Septimius Severus Descriere revers: Pax stând spre stg., ține în mâna dr. o ramură, iar în cea stg. sceptrul. C.p. Legendă revers: [P.] M.-TR. P.-V-COS. II P. P. | Muzeul Olteniei. Secția de Istorie-Arheologie, Craiova | Cimec    |
|      | Denar                                                    | Datare: 196-197 p. Chr. Școală: Roma Descoperit: jud. DOLJ, com. VÂRTOP, VÂRTOP Material: argint                                                                                           | Descriere avers: Bustul laureat, spre dr., al lui Septimius Severus. C.p. Descriere revers: Indulgentia stând spre stg., ține patera în mâna dr. și sceptru în cea stg. C.p. Legendă revers: INDVLGE[NTIA AVG]. | Muzeul Olteniei. Secția de Istorie-Arheologie, Craiova | Cimec    |
|      | Denar                                                    | Datare: 194-195 p. Chr. Școală: Emesa Descoperit: jud. DOLJ, com. VÂRTOP, VÂRTOP Material: argint                                                                                          | Descriere avers: Efigia lui Septimius Severus laureată, spre dr. Descriere revers: Virtus în picioare, spre dr., ține sulița în mâna dr. și parazonium în cea stg. Legendă revers: [VIRTVTE AVG.]. | Muzeul Olteniei. Secția de Istorie-Arheologie, Craiova | Cimec    |
|      | Denar                                                    | Datare: 220 p. Chr. Școală: Roma Descoperit: jud. DOLJ, com. VÂRTOP, VÂRTOP Material: argint                                                                                               | Descriere avers: Efigia lui Elagabalus, laureată, bust drapat și cuirasat. Descriere revers: Sol în mers spre stg., ridică mâna dr. ținând biciul. Legendă revers: P. M. TR. [P.] III. C[OS. III. P. P.]. | Muzeul Olteniei. Secția de Istorie-Arheologie, Craiova | Cimec    |
|      | Denar                                                    | Datare: 196-211 p. Chr. Școală: Roma Descoperit: jud. DOLJ, com. VÂRTOP, VÂRTOP Material: argint                                                                                           | Descriere avers: Bustul lui Iulia Domna, drapat, spre dr. C.p. Descriere revers: Vesta în picioare, din față, spre stg., ține în mâna dr. patera și sceptru în cea stg. C.l. Legendă revers: VESTAE SANCTAE | Muzeul Olteniei. Secția de Istorie-Arheologie, Craiova | Cimec    |
|      | Denar                                                    | Datare: 123 a. Chr. Școală: Roma Descoperit: jud. Dolj, com. SOPOT, SOPOT Material: Ag | Descriere avers: Capul Romei, cu coif, spre dr.; în spate, ROMA; în față, [X] parțial în afara flanului. C.p. Descriere revers: Victorie, în quadrigă spre dr., ține hățuri în mâna st. și o cunună cu dr.; în exergă, M. FAN. C. F. L.p. Descriere exergă: M. FAN. C. F. | Muzeul Olteniei. Secția de Istorie-Arheologie, Craiova | Cimec    |
|      | Denar                                                    | Datare: 128 a. Chr. Școală: Roma Descoperit: jud. Dolj, com. SOPOT, SOPOT Material: Ag | Descriere avers: Capul Romei cu coif la st.; în spate, spic; în față, *. C.p. Descriere revers: Victorie în bigă la dr., ține hățurile în mâna st. și bici în mâna dr.; deasupra, [ROMA] în cea mai mare parte în afara flanului; dedesubt, om ucigând un leu; în exergă, CN. DOM. C.p. Descriere exergă: CN. DOM Legendă revers: [ROMA] | Muzeul Olteniei. Secția de Istorie-Arheologie, Craiova | Cimec    |
|      | Denar                                                    | Datare: 104 a. Chr. Școală: Roma Descoperit: jud. Dolj, com. SOPOT, SOPOT Material: Ag | Descriere avers: Capul Romei, cu coif, spre st. C.p. Descriere revers: Saturn în quadrigă, spre dr., ține hățuri în mâna st. și harpe în dr.; dedesubt, marcă de control, F ; în exergă, L. SATVRN. C.p. Descriere exergă: L. SATVRN | Muzeul Olteniei. Secția de Istorie-Arheologie, Craiova | Cimec    |
|      | Denar                                                    | Datare: 90 a. Chr. Școală: Roma Descoperit: jud. Dolj, com. SOPOT, SOPOT Material: Ag | Descriere avers: Capul lui Apollo, laureat, spre dr. Contramarcă pe obrazul și capul lui Apollo. C.p. Descriere revers: Călăreț spre dr. ținând ramură de palmier; în exergă, [L.] PISO FRVG[I]; dedesubt, marcă de control, N. C.p. Descriere exergă: [L.] PISO FRVG[I] | Muzeul Olteniei. Secția de Istorie-Arheologie, Craiova | Cimec    |
|      | Denar                                                    | Datare: 132 a.Chr. Școală: Roma Descoperit: jud. Dolj, com. SOPOT, SOPOT Material: Ag | Descriere avers: Capul Romei, cu coif, spre dr.; în spate, *. C.p. Descriere revers: Victorie, în quadrigă spre dr., ține hățuri și ramură de palmier cu st. și o cunună cu dr.; dedesubt, P. MAE ANT ; în exergă, ROMA. C.p. Descriere exergă: ROMA Legendă revers: P. MAE ANT | Muzeul Olteniei. Secția de Istorie-Arheologie, Craiova | Cimec    |
|      | Denar                                                    | Datare: 102 a. Chr. Școală: Roma Descoperit: jud. Dolj, com. SOPOT, SOPOT Material: Ag | Descriere avers: Bustul zeiței Ceres spre st.; în spate, CAEICIAN Descriere revers: Plug cu boi spre st.; deasupra, marcă de control, Q; în exergă, L. CASSI. C.p. Descriere exergă: L. CASSI | Muzeul Olteniei. Secția de Istorie-Arheologie, Craiova | Cimec    |
|      | Denar                                                    | Datare: 76 a. Chr. Școală: Roma Descoperit: jud. Dolj, com. SOPOT, SOPOT Material: Ag | Descriere avers: Capul lui Neptun, laureat, spre dr.; pe umăr, trident; în spate, marcă de control, XXXII. C.p. Descriere revers: Copil înaripat călărind pe delfin, spre dr.; dedesubt, [L. LV]CRE[TI.] [TRIO].C.p. Legendă revers: [L. LV]CRE[TI.] [TRIO] | Muzeul Olteniei. Secția de Istorie-Arheologie, Craiova | Cimec    |
|      | Denar de tip serratus                                    | Datare: 81 a. Chr. Școală: Roma Descoperit: jud. Dolj, com. SOPOT, SOPOT Material: Ag | Descriere avers: Bustul Dianei spre dr., drapată (cu părul strâns în corymbus) poartă arc și tolbă de săgeți pe umăr; deasupra, bucranium. C.p. Descriere revers: Stâncă, pe care se înalță un altar aprins și în fața căruia un personaj togat, stropește cu o ramură (aspergillum) taurul destinat sacrificiului; legendă circulară A. POST. A. F.S. N. ALBIN. C.p. Legendă revers: A. POST. A. F.S. N. ALBIN | Muzeul Olteniei. Secția de Istorie-Arheologie, Craiova | Cimec    |
|      | Denar de tip serratus                                    | Datare: 81 a. Chr. Școală: Roma Descoperit: jud. Dolj, com. SOPOT, SOPOT Material: Ag | Descriere avers: Bustul Dianei spre dr., drapată (cu părul strâns în corymbus) poartă arc și tolbă de săgeți pe umăr; deasupra, bucranium. C.p. Descriere revers: Stâncă, pe care se înalță un altar aprins și în fața căruia un personaj togat, stropește cu o ramură (aspergillum) taurul destinat sacrificiului; legendă circulară A. POST. A. F.S. N. ALBIN. C.p. Legendă revers: A. POST. A. F.S. N. ALBIN | Muzeul Olteniei. Secția de Istorie-Arheologie, Craiova | Cimec    |
|      | Denar de tip serratus                                    | Datare: 81 a. Chr. Școală: Roma Descoperit: jud. Dolj, com. SOPOT, SOPOT Material: Ag | Descriere avers: Bustul Dianei spre dr., drapată (cu părul strâns în corymbus) poartă arc și tolbă de săgeți pe umăr; deasupra, bucranium. C.p. Descriere revers: Stâncă, pe care se înalță un altar aprins și în fața căruia un personaj togat, stropește cu o ramură (aspergillum) taurul destinat sacrificiului; legendă circulară A. POST. A. F.S. N. ALBIN. C.p. Legendă revers: A. POST. A. F.S. N. ALBIN | Muzeul Olteniei. Secția de Istorie-Arheologie, Craiova | Cimec    |
|      | Denar                                                    | Datare: 89 a. Chr. Școală: Roma Descoperit: jud. Dolj, com. SOPOT, SOPOT Material: Ag | Descriere avers: Capul regelui Tatius spre dr.; în spate, SABI[N]. C.p. Descriere revers: Victorie în bigă, spre dr., ține hățuri în mâna st. și o cunună în dr.; dedesubt, L.TITVRI; în exergă, marcă de control, un coif. C.p. Descriere exergă: marcă de control, un coif Legendă revers: L.TITVRI | Muzeul Olteniei. Secția de Istorie-Arheologie, Craiova | Cimec    |
|      | Denar                                                    | Datare: 86 a. Chr. Școală: Roma Descoperit: jud. Dolj, com. SOPOT, SOPOT Material: Ag | Descriere avers: Capul lui Apollo spre dr., împodobit cu cunună de stejar; dedesubt, fulger, o bună parte în afara flanului. C.p. Descriere revers: Jupiter în quadrigă, spre dr. ține hățuri și aruncă fulgerul; fără legendă și fără marcă de control. C.p. | Muzeul Olteniei. Secția de Istorie-Arheologie, Craiova | Cimec    |
|      | Denar                                                    | Datare: 137 a. Chr. Școală: Roma Descoperit: jud. Dolj, com. SOPOT, SOPOT Material: Ag | Descriere avers: Capul Romei cu coif spre dr.; în spate, vas cu toartă; în față, [X]. C.p. Descriere revers: Păstorul Faustulus sprijinit în toiag privește lupoaica alăptând gemenii; în spate, ficus Ruminalis pe ramurile căruia stau trei păsări (una pe ramura de sus, iar celelalte două pe ramurile de jos); la st., legenda FOSTLVS; la dr., [SEX.] PO; în exergă, ROM[A]. Descriere exergă: ROM[A]. Legendă revers: FOSTLVS; [SEX.] PO | Muzeul Olteniei. Secția de Istorie-Arheologie, Craiova | Cimec    |
|      | Denar                                                    | Datare: 84 a. Chr. Școală: Roma Descoperit: jud. Dolj, com. SOPOT, SOPOT Material: Ag | Descriere avers: Bustul lui Apollo văzut din spate, cu capul întors spre st. și ținând fulger în mâna dr. C.p. Descriere revers: Minerva în quadrigă spre dr., ține scut și hățuri în mâna st. și lance în dr.; în exergă, C. LICINIVS. [L.F.] [MACER]. C.p. Descriere exergă: C. LICINIVS. [L.F.][MACER]. | Muzeul Olteniei. Secția de Istorie-Arheologie, Craiova | Cimec    |
|      | Denar                                                    | Datare: 84 a. Chr. Școală: Roma Descoperit: jud. Dolj, com. SOPOT, SOPOT Material: Ag | Descriere avers: Bustul lui Apollo văzut din spate, cu capul întors spre st. și ținând fulger în mâna dr. C.p. Descriere revers: Minerva în quadrigă spre dr., ține scut și hățuri în mâna st. și lance în dr.; în exergă, C. LICINIVS. [L.F.] MAC[ER]. C.p. Descriere exergă: C. LICINIVS. [L.F.] MAC[ER] | Muzeul Olteniei. Secția de Istorie-Arheologie, Craiova | Cimec    |
|      | Denar de tip serratus                                    | Datare: 79 a. Chr. Școală: Roma Descoperit: jud. Dolj, com. SOPOT, SOPOT Material: Ag | Descriere avers: Capul zeiței Venus, purtând diademă, spre dr.; în spate, S.C. C.p. Descriere revers: Victorie în trigă spre dr., ține hățuri cu ambele mâini; deasupra, marcă de control, XX; în exergă, C. N Æ BALB. C.p. Descriere exergă: C. N Æ BALB | Muzeul Olteniei. Secția de Istorie-Arheologie, Craiova | Cimec    |
|      | Denar                                                    | Datare: 80 a. Chr. Școală: Roma Descoperit: jud. Dolj, com. SOPOT, SOPOT Material: Ag | Descriere avers: Capul lui Jupiter, laureat, spre dr.; în spate, S.C. C.p. Descriere revers: Juno Sospita spre dr., ține scut în mâna st. și aruncă lance cu dr.; în față, șarpe; în spate, L. PROCILI [F]. C.p. Legendă revers: L. PROCILI [F] | Muzeul Olteniei. Secția de Istorie-Arheologie, Craiova | Cimec    |
|      | Denar                                                    | Datare: 80 a. Chr. Școală: Roma Descoperit: jud. Dolj, com. SOPOT, SOPOT Material: Ag | Descriere avers: Capul lui Jupiter, laureat, spre dr.; în spate, S.C. C.p. Descriere revers: Juno Sospita spre dr., ține scut în mâna st. și aruncă lance cu dr.; în față, șarpe; în spate, L. PROCIL[I] F. C.p. Legendă revers: L. PROCIL[I] F | Muzeul Olteniei. Secția de Istorie-Arheologie, Craiova | Cimec    |
|      | Denar                                                    | Datare: 74 a. Chr. Școală: Roma Descoperit: jud. Dolj, com. SOPOT, SOPOT Material: Ag | Descriere avers: Bustul drapat al zeiței Diana spre dr., pe umăr poartă arc și tolbă de săgeți. C.p. Descriere revers: Câine fugind spre dr.; dedesubt, lance;în exergă, C. POSTVMI AT. C.p. Descriere exergă: C. POSTVMI AT | Muzeul Olteniei. Secția de Istorie-Arheologie, Craiova | Cimec    |
|      | Denar                                                    | Datare: 85 a. Chr. Școală: Roma Descoperit: jud. Dolj, com. SOPOT, SOPOT Material: Ag | Descriere avers: Capul lui Apollo, laureat, spre dr.; dedesubt, fulger; în spate, MN. FONTEI C.[F].; în față, ROMA. C.p. Descriere revers: Cupidon călare pe capră spre dr.; deasupra, pilei; în exergă, thyrsus; totul într-o cunună de laur. C.p. Descriere exergă: Thyrsus | Muzeul Olteniei. Secția de Istorie-Arheologie, Craiova | Cimec    |
|      | Denar                                                    | Datare: 67 a. Chr. Școală: Roma Descoperit: jud. Dolj, com. SOPOT, SOPOT Material: Ag | Descriere avers: Capul lui Cybele spre dr.; în spate, partea din față a unui leu; în față, un glob; în spate, CESTIANVS. Cerc înodat și perlat. Descriere revers: Scaun curul; la st. marcă de control, un delfin; circular, M. PLAETORIVS. AED. CVR. EX. S.C. Cerc înodat și perlat. Legendă revers: M. PLAETORIVS. AED. CVR. EX. S.C | Muzeul Olteniei. Secția de Istorie-Arheologie, Craiova | Cimec    |
|      | Denar de tip serratus                                    | Datare: 79 a. Chr. Școală: Roma Descoperit: jud. Dolj, com. SOPOT, SOPOT Material: Ag | Descriere avers: Bustul Dianei spre dr., cu arc și tolbă de săgeți pe umăr, (părul strâns în corymbus); în față, S.C. Pe obraz prezintă două contramărci. C.p. Descriere revers: Victorie în bigă spre dr., ține ramură de palmier și hățuri în mâna st. și cunună în dr.; dedesubt, marcă de control, A X; în exergă, TI CLA.VD TI.F AP.N Descriere exergă: TI CLA.VD TI.F AP.N | Muzeul Olteniei. Secția de Istorie-Arheologie, Craiova | Cimec    |
|      | Denar                                                    | Datare: 62 a. Chr. Școală: Roma Descoperit: jud. Dolj, com. SOPOT, SOPOT Material: Ag | Descriere avers: Capul voalat și diademat al Concordiei la dr.; la st. circular, PAVLLVS. LEPIDVS, la dr., [CO]NCORDIA. C.p. Descriere revers: Tropheu; sus, TER; la dr., figură togată (L. Aemilius Paullus); la st., trei prizonieri (regele Perseus al Macedoniei și cei doi fii ai săi); în exergă, PAVLLVS. C.p. Descriere exergă: PAVLLVS Legendă revers: TER | Muzeul Olteniei. Secția de Istorie-Arheologie, Craiova | Cimec    |
|      | Denar                                                    | Datare: Prima jumătate a sec. I a. Chr. Școală: Necunoscut Descoperit: jud. Dolj, com. SOPOT, SOPOT Material: Ag                                                                           | Descriere avers: Două capete acolate care ar putea fi Dioscuri sau Diana(?) spre dr.; în față o roată. La av. ar putea fi C. CENSO R.R.C. 346/1 a-f, 88 a. Chr. - capetele acolate ale lui Numa Pompilius și Antius Martius spre dr.; sau capetele acolate ale lui Honos și Virtus (cel mai probabil) pentru că are în față un fel de contramarcă-KALENI, CORDI R.R.C. 403, 70 a. Chr. Cerc din perle, grosier redate. Descriere revers: Mistreț spre dr. redat în forme grosiere; în exergă, diverse semne. Cel mai probabil este vorba de M. VOLTEI M.F - R.R.C. 385/2, 78 a. Chr., adică mistrețul erymanthian spre dr. și cu exergă. Cerc din perle, grosier redate. | Muzeul Olteniei. Secția de Istorie-Arheologie, Craiova | Cimec    |
|      | Denar                                                    | Datare: Prima jumătate a sec. I a. Chr. Școală: Necunoscut Descoperit: jud. Dolj, com. SOPOT, SOPOT Material: Ag                                                                           | Descriere avers: Capul Romei cu coif spre dr. redată cu trăsături ceva mai grosiere; în spate, legendă inteligibilă. Descriere revers: Victorie în quadrigă?, ține hățurile cu mâna st. și o cunună în mâna dr.; circular o cunună grosier redată. | Muzeul Olteniei. Secția de Istorie-Arheologie, Craiova | Cimec    |
|      | Denar - imitație                                         | Datare: Prima jumătate a sec. I a. Chr. Școală: Necunoscut Descoperit: jud. Dolj, com. SOPOT, SOPOT Material: Ag                                                                           | Descriere avers: Capul barbarizat spre st. al lui Juno Sospita; circular, semne indescifrabile. C.p Descriere revers: Cal spre dr.; dedesubt semne indescifrabile; în exergă, semne indescifrabile. | Muzeul Olteniei. Secția de Istorie-Arheologie, Craiova | Cimec    |
|      | Denar                                                    | Datare: Prima jumătate a sec. I a. Chr. Școală: Necunoscut Descoperit: jud. Dolj, com. SOPOT, SOPOT Material: Ag                                                                           | Descriere avers: Capul Romei cu coif spre dr., redat foarte bine. C.p. Descriere revers: Victorie grosier redată în quadrigă spre dr.; sub picioarele cailor, D întors ; în exergă, diverse litere fără sens. C.p. Descriere exergă: Diverse litere fără sens | Muzeul Olteniei. Secția de Istorie-Arheologie, Craiova | Cimec    |
|      | Denar                                                    | Datare: 126 a. Chr. Școală: Roma Descoperit: jud. Dolj, com. SOPOT, SOPOT Material: Ag | Descriere avers: Capul Romei cu coif spre dr.; în spate, apex; în față, *. C.p. Descriere revers: Dioscuri călare la dr.; dedesubt, T. Q despărțite de un scut macedonean; în exergă, ROMA. C.p. Descriere exergă: ROMA Legendă revers: T. Q | Muzeul Olteniei. Secția de Istorie-Arheologie, Craiova | Cimec    |
|      | Denar                                                    | Datare: 137 a. Chr. Școală: Roma Descoperit: jud. Dolj, com. SOPOT, SOPOT Material: Ag | Descriere avers: Capul Romei, cu coif, spre st.; în spate, [TAMPIL] cea mai mare parte a inscripției în afara flanului; în față, X. C.p. Descriere revers: Apollo, în quadrigă spre dr., ține arc și săgeată, hățuri și ramură; dedesubt, ROMA; în exergă, [M.] BAEBI. Q.F, parțial în afara flanului. C.p. Descriere exergă: [M.] BAEBI. Q.F, parțial în afara flanului Legendă revers: ROMA | Muzeul Olteniei. Secția de Istorie-Arheologie, Craiova | Cimec    |
|      | Denar                                                    | Datare: 131 a. Chr. Școală: Roma Descoperit: jud. Dolj, com. SOPOT, SOPOT Material: Ag | Descriere avers: Capul Romei, cu coif, spre dr.; în spate, trepied; în față, [*]. C.p. Descriere revers: Apollo în bigă spre dr., ține arc și săgeată în mâna st., iar în mâna dr., hățuri; pe umăr poartă tolba de săgeți; dedesubt, M. OPEIMI; în exergă, ROMA. C.p. Descriere exergă: ROMA Legendă revers: M. OPEIMI | Muzeul Olteniei. Secția de Istorie-Arheologie, Craiova | Cimec    |
|      | Denar                                                    | Datare: 119 a. Chr. Școală: Roma Descoperit: jud. Dolj, com. SOPOT, SOPOT Material: Ag | Descriere avers: Capul laureat al lui Ianus; legendă circulară, M. FOVRI L. F. C.p. Descriere revers: Roma (purtând coif corintian) spre st. ține sceptru în st. și încoronează un tropheu cu dr.; deasupra, steluță; în spate, ROMA; tropheul are în vârf un coif, în formă de cap de mistreț și este flancat de câte un scut și o carnyx; în exergă, PHILI. C.p. Descriere exergă: PHILI Legendă revers: ROMA | Muzeul Olteniei. Secția de Istorie-Arheologie, Craiova | Cimec    |
|      | Denar                                                    | Datare: 111 sau 110 a. Chr. Școală: Roma Descoperit: jud. Dolj, com. SOPOT, SOPOT Material: Ag                                                                                             | Descriere avers: Capul Romei cu coif spre dr.; în spate, pătrat parțial în afara flanului. C.p. Descriere revers: Victorie în trigă spre dr., ține hățuri cu ambele mâini; în exergă, AP. CL. T. MAL. Q. VR. C.p. Descriere exergă: AP. CL. T. MAL. Q. VR | Muzeul Olteniei. Secția de Istorie-Arheologie, Craiova | Cimec    |
|      | Denar                                                    | Datare: 109 sau 108 a. Chr. Școală: Roma Descoperit: jud. Dolj, com. SOPOT, SOPOT Material: Ag                                                                                             | Descriere avers: Capul Romei, cu coif, spre dr.; în spate, ROMA, în față, [X] în afara flanului. C.p. Descriere revers: Victorie în bigă, spre dr., ține hățuri în mâna st. și o cunună în dr.; dedesubt, [L.] FLAMIN[I]; în exergă, CILO. C.p. Descriere exergă: CILO Legendă revers: [L.] FLAMIN[I] | Muzeul Olteniei. Secția de Istorie-Arheologie, Craiova | Cimec    |
|      | Denar                                                    | Datare: 105 a. Chr. Școală: Roma Descoperit: jud. Dolj, com. SOPOT, SOPOT Material: Ag | Descriere avers: Capul zeiței Juno Sospita spre dr., purtând pe cap pielea de capră; în spate, I. S. M. R. (Juno Sospes Magna Regina). C.p. Descriere revers: Incus | Muzeul Olteniei. Secția de Istorie-Arheologie, Craiova | Cimec    |
|      | Denar                                                    | Datare: 89 a. Chr. Școală: Roma Descoperit: jud. Dolj, com. SOPOT, SOPOT Material: Ag | Descriere avers: Capul regelui Tatius spre dr.; în față, ramură de palmier; în spate, SABIN. Contramarcă pe capul lui Tatius C.p. Descriere revers: Răpirea Sabinelor; în exergă, L. TI[TVRI]. C.p. Descriere exergă: L. TI[TVRI] | Muzeul Olteniei. Secția de Istorie-Arheologie, Craiova | Cimec    |
|      | Denar                                                    | Datare: 80 a. Chr. Școală: Roma Descoperit: jud. Dolj, com. SOPOT, SOPOT Material: Ag | Descriere avers: Capul lui Jupiter, laureat, spre dr.; în spate, S.C. Contramarcă, o linie incizată. C.p. Descriere revers: Juno Sospita spre dr., ține scut în mâna st. și aruncă lance cu dr.; în față, șarpe; în spate, L. PROCILI F. C.p. Legendă revers: L. PROCILI F | Muzeul Olteniei. Secția de Istorie-Arheologie, Craiova | Cimec    |
|      | Denar                                                    | Datare: 68 a. Chr. Școală: Roma Descoperit: jud. Dolj, com. SOPOT, SOPOT Material: Ag | Descriere avers: Bustul Dianei spre dr., drapată și purtând pe umăr arc și tolbă de săgeți; în față, GETA; în spate, IIIVIR. C.p. Descriere revers: Mistreț spre dr., străpuns de o lance și atacat de un câine; în exergă, C.HOSID[I C.F]. C.p. Descriere exergă: C.HOSID[I C.F] | Muzeul Olteniei. Secția de Istorie-Arheologie, Craiova | Cimec    |
|      | Denar                                                    | Datare: 67 a. Chr. Școală: Roma Descoperit: jud. Dolj, com. SOPOT, SOPOT Material: Ag | Descriere avers: Bustul lui Apollo, spre st.; în spate, marcă de control, un scorpion. C.p. Descriere revers: Călăreț cu bici spre dr.; deasupra, marcă de control; în exergă, C. PISO L.F FRUGI. C.p. Perforată modern. Descriere exergă: C. PISO L.F FRUGI | Muzeul Olteniei. Secția de Istorie-Arheologie, Craiova | Cimec    |
|      | Denar                                                    | Datare: 150 a. Chr. Școală: Roma Descoperit: jud. Dolj, com. GIGHERA, NEDEIA Material: Ag                                                                                                  | Descriere avers: Capul Romei cu coif spre dr.; în spate, X. C.p. Descriere revers: Luna în bigă spre dr., ține hățurile în mâna st. și biciul în mâna dr.; dedesubt, FLAVS; în exergă, ROMA. C.p. Descriere exergă: ROMA Legendă revers: FLAVS | Muzeul Olteniei. Secția de Istorie-Arheologie, Craiova | Cimec    |
|      | Denar                                                    | Datare: 148 a. Chr. Școală: Roma Descoperit: jud. Dolj, com. GIGHERA, NEDEIA Material: Ag                                                                                                  | Descriere avers: Capul Romei cu coif spre dr.; în spate, LIBO; în față, X. C.p. Descriere revers: Dioscurii, spre dr.; dedesubt, Q.MAR[C]; într-o tabletă, ROMA. C.p. | Muzeul Olteniei. Secția de Istorie-Arheologie, Craiova | Cimec    |
|      | Denar                                                    | Datare: 135 a. Chr. Școală: Roma Descoperit: jud. Dolj, com. GIGHERA, NEDEIA Material: Ag                                                                                                  | Descriere avers: Capul Romei, cu coif, spre dr.; în spate, TRIG; în față, X. C.p. Descriere revers: Juno în quadrigă spre dr., purtând cunună și încoronată de o Victorie aflată în spate, poartă sceptru în mâna st. și hățuri în mâna dr.; dedesubt, C. C\R. [F]; în exergă, ROMA. C.p. Descriere exergă: ROMA | Muzeul Olteniei. Secția de Istorie-Arheologie, Craiova | Cimec    |
|      | Denar                                                    | Datare: 132 a. Chr. Școală: Roma Descoperit: jud. Dolj, com. GIGHERA, NEDEIA Material: Ag                                                                                                  | Descriere avers: Capul Romei cu coif spre dr.; în spate, GEM. C.p. Descriere revers: Sol în quadrigă spre dr., ține hățurile în mâna st. și biciul în mâna dr; dedesubt, M. AB VR I ; în exergă, ROMA. C.p. Descriere exergă: ROMA | Muzeul Olteniei. Secția de Istorie-Arheologie, Craiova | Cimec    |
|      | Denar                                                    | Datare: 136 a. Chr. Școală: Roma Descoperit: jud. Dolj, com. GIGHERA, NEDEIA Material: Ag                                                                                                  | Descriere avers: Capul Romei, cu coif, spre dr.; în spate, GR[A]G, în față, [X] parțial în afara flanului. C.p. Descriere revers: Jupiter, în quadrigă spre dr., ține sceptru și hățuri în mâna st. și aruncă fulgerul cu dr.; dedesubt, L. AES; în exergă, ROMA. L.p. Descriere exergă: ROMA | Muzeul Olteniei. Secția de Istorie-Arheologie, Craiova | Cimec    |
|      | Denar                                                    | Datare: 134 î. Chr. Școală: Roma Descoperit: jud. Dolj, com. GIGHERA, NEDEIA Material: Ag                                                                                                  | Descriere avers: Capul Romei, cu coif, spre dr.; în spate, X. C.p. Descriere revers: Columnă spiralată având surmontată o statuie ce ține în mâna dr. un toiag; la baza columnei, două spice; la st. o figură togată ține în ambele mâini o pâine și pune piciorul st. pe un modius; la dr. o figură togată ține lituus în mâna dr.; deasupra, RO-MA; la st. TI. MINVCI. C. [F].; la dr., AVGVRINI. C.p. | Muzeul Olteniei. Secția de Istorie-Arheologie, Craiova | Cimec    |
|      | Denar                                                    | Datare: 114 sau 113 a. Chr. Școală: Roma Descoperit: jud. Dolj, com. GIGHERA, NEDEIA Material: Ag                                                                                          | Descriere avers: Cap feminin, (? Roma), laureat, diademat spre dr.; bust drapat; în față, ROMA; în spate, *. C.p. Descriere revers: Un arc de triumf, care susține o statuie ce reprezintă un călăreț, purtând cuirasă și ținând lance în mâna dr.; legendă circulară, M/ . AEMILIO; între arcade, LEP. C.p. | Muzeul Olteniei. Secția de Istorie-Arheologie, Craiova | Cimec    |
|      | Denar                                                    | Datare: 108 sau 107 a. Chr. Școală: Roma Descoperit: jud. Dolj, com. GIGHERA, NEDEIA Material: Ag                                                                                          | Descriere avers: Bustul Victoriei drapat spre dr.; în față, *. Contramarcă. C.p. Descriere revers: Marte mergând spre st., ține suliță și cară un tropheu pe umărul st.; în față, apex; în spate, spic; la st. L. VALERI FLACCI. C.p. | Muzeul Olteniei. Secția de Istorie-Arheologie, Craiova | Cimec    |
|      | Denar                                                    | Datare: 90 a. Chr. Școală: Roma Descoperit: jud. Dolj, com. GIGHERA, NEDEIA Material: Ag                                                                                                   | Descriere avers: Capul lui Liber, spre dr., purtând cunună de iederă. C.p. Descriere revers: Pegas spre dr.; dedesubt, într-o tabletă, Q. TITI. | Muzeul Olteniei. Secția de Istorie-Arheologie, Craiova | Cimec    |
|      | Denar                                                    | Datare: 90 a. Chr. Școală: Roma Descoperit: jud. Dolj, com. GIGHERA, NEDEIA Material: Ag                                                                                                   | Descriere avers: Capul lui Apollo laureat spre dr.; în spate, PANSA. C.p. Descriere revers: Minerva în quadrigă ține o lance și hățuri în mâna dr. și un tropheu în mâna st.; în exergă, C. VIBIUS. C.[F]. C.p. Descriere exergă: C. VIBIUS. C.[F]. | Muzeul Olteniei. Secția de Istorie-Arheologie, Craiova | Cimec    |
|      | Denar                                                    | Datare: 90 a. Chr. Școală: Roma Descoperit: jud. Dolj, com. GIGHERA, NEDEIA Material: Ag                                                                                                   | Descriere avers: Capul lui Apollo laureat spre dr.; în spate, PANSA. Contramarcă. C.p. Descriere revers: Minerva în quadrigă, spre st., ține o lance și hățuri în mâna dr. și un tropheu în mâna st.; în exergă, C. VIBIUS. C.[F]. C.p. Descriere exergă: C. VIBIUS. C.[F]. | Muzeul Olteniei. Secția de Istorie-Arheologie, Craiova | Cimec    |
|      | Denar                                                    | Datare: 90 a. Chr. Școală: Roma Descoperit: jud. Dolj, com. GIGHERA, NEDEIA Material: Ag                                                                                                   | Descriere avers: Capul lui Apollo laureat spre dr.; în spate, [PANSA]. Contramarcă. C.p. Descriere revers: Minerva în quadrigă ține o lance și hățuri în mâna dr. și un tropheu în mâna st.; în exergă, [C.] VIBIUS. C. F. C.p. Descriere exergă: [C.] VIBIUS. C. F. | Muzeul Olteniei. Secția de Istorie-Arheologie, Craiova | Cimec    |
|      | Denar de tip serratus                                    | Datare: 83-82 a. Chr. Școală: Roma Descoperit: jud. Dolj, com. GIGHERA, NEDEIA Material: Ag                                                                                                | Descriere avers: Capul lui Jupiter, laureat spre dr.; în spate, S.C. C.p. Descriere revers: Victorie în quadrigă, spre dr., ține hățuri și ramură de palmier în mâna st. Și o cunună în dr.; dedesubt, marcă de control, L; în exergă, Q. ANT O. BA_B/P R. C.p. Descriere exergă: Q. ANT O. BA_B/P R. | Muzeul Olteniei. Secția de Istorie-Arheologie, Craiova | Cimec    |
|      | Denar de tip serratus                                    | Datare: 79 a. Chr. Școală: Roma Descoperit: jud. Dolj, com. GIGHERA, NEDEIA Material: Ag                                                                                                   | Descriere avers: Bustul Dianei spre dr., cu arc și tolbă de săgeți pe umăr, (părul strâns în corymbus); în față, S.C. C.p. Descriere revers: Victorie în bigă spre dr., ține ramură de palmier și hățuri în mâna st. și cunună în dr.; dedesubt, marcă de control, _I_ XXVII; în exergă, TI CLA \D. TI.F Descriere exergă: TI CLA \D. TI.F | Muzeul Olteniei. Secția de Istorie-Arheologie, Craiova | Cimec    |
|      | Denar                                                    | Datare: 102 a. Chr. Școală: Roma Descoperit: jud. Dolj, com. GIGHERA, NEDEIA Material: Ag                                                                                                  | Descriere avers: Bustul zeiței Ceres spre st.; în spate, CAEICIAN ; deasupra, marcă de control, E. C.p. Descriere revers: Plug cu boi spre st.; deasupra, marcă de control, R; în exergă, L. CASSI. C.p. Descriere exergă: L. CASSI. | Muzeul Olteniei. Secția de Istorie-Arheologie, Craiova | Cimec    |
|      | Denar                                                    | Datare: 82-81 a. Chr. Școală: Nordul Italiei și Spaniei Descoperit: jud. Dolj, com. GIGHERA, NEDEIA Material: Ag                                                                           | Descriere avers: Cap de femeie la dr. purtând diademă; în față, o balanță; circular, C. ANNIVS. T. F. [T. N. PRO. COS. EX. S. C]. L.p. Descriere revers: Victorie în bigă spre dr., ține hățurile în mâna st. Și o ramură de palmier în mâna dr.; în exergă, [C.] TARQVITI. [P. F]; sub cai, Q.; deasupra, marcă de control XXXXVIII, nesemnalată în tabela XXXI (ultima semnalată fiind XXXXVII). L.p. | Muzeul Olteniei. Secția de Istorie-Arheologie, Craiova | Cimec    |
|      | Denar                                                    | Datare: 82 a. Chr. Școală: Monetărie mobilă cu Sulla Descoperit: jud. Dolj, com. GIGHERA, NEDEIA Material: Ag                                                                              | Descriere avers: Capul Romei, cu coif spre dr.; în față, L. MANL[I]; în spate, PRO.Q. C.p. Descriere revers: Triumphator, în quadrigă spre dr., ține hățuri în mâna st. și caduceus în dr. și este încununat de o Victorie în zbor; în exergă, L. SVLLA. IM. Descriere exergă: L. SVLLA. IM. | Muzeul Olteniei. Secția de Istorie-Arheologie, Craiova | Cimec    |
|      | Denar                                                    | Datare: 82 a. Chr. Școală: Monetărie mobilă cu Sulla Descoperit: jud. Dolj, com. GIGHERA, NEDEIA Material: Ag                                                                              | Descriere avers: Capul Romei, cu coif spre dr.; în față, L. MANLI; în spate, PRO.Q. C.p. Descriere revers: Triumphator, în quadrigă spre dr., ține hățuri în mâna st. și caduceus în dr. și este încununat de o Victorie în zbor; în exergă, [L. SVLLA. IM]. C.p. Descriere exergă: [L. SVLLA. IM]. | Muzeul Olteniei. Secția de Istorie-Arheologie, Craiova | Cimec    |
|      | Denar                                                    | Datare: 104 a. Chr. Școală: Roma Descoperit: jud. Dolj, com. GIGHERA, NEDEIA Material: Ag                                                                                                  | Descriere avers: Capul Romei, cu coif, spre st. Are trei contramărci. C.p. Descriere revers: Saturn în quadrigă, spre dr., ține hățuri în mâna st. și harpe în dr.; dedesubt, marcă de control, G ; în exergă, [L.] SATVRN. C.p. Descriere exergă: [L.] SATVRN. | Muzeul Olteniei. Secția de Istorie-Arheologie, Craiova | Cimec    |
|      | Stater de tip koson                                      | Datare: A doua jumătate a sec. I a. Chr. Școală: Necunoscut Material: aur | Descriere avers: Vultur cu aripile deschise, în profil spre st., ține piciorul st. pe un sceptru, iar în gheara piciorului dr. ridicat în sus, ține o cunună. C.p. Descriere revers: Consul roman între doi lictori mergând spre st.; în exergă, KOΣΩN; în câmp, în st., R. C.p. Descriere exergă: KOΣΩN | Muzeul Olteniei. Secția de Istorie-Arheologie, Craiova | Cimec    |
|      | Aureus                                                   | Datare: 55-60 a. Chr. Școală: Caesarea din Cappadocia Material: aur | Descriere avers: Circular, NERO-CAESAR-AVG-IMP. Capul lui Nero, la dr. C.p. Descriere revers: Circular, PONTIF-MAX TR P-VII COS IIII P P. În câmp, EX-S.C. Ceres în picioare, spre st., ține în mâna dr. două spice de grâu cu un mac, iar în mâna st. o torță. C.p. Legendă revers: PONTIF-MAX TR P-VII COS IIII P P | Muzeul Olteniei. Secția de Istorie-Arheologie, Craiova | Cimec    |
|      | Solidus                                                  | Datare: 402-403, 405-406 a. Chr. Școală: Ravenna Material: aur | Descriere avers: DN HONORI-VS PF AVG. Bustul lui Honorius diademat, drapat și cuirasat spre dr. C.p. Descriere revers: VICTORI-A AVGGG. În câmp, R-V; în exergă, C[O]MOB. Honorius spre dr. ține în mâna dr un stindard, iar în mâna st., Victorie pe glob; cu piciorul st. strivește un prizonier. Descriere exergă: C[O]MOB Legendă revers: VICTORI-A AVGGG | Muzeul Olteniei. Secția de Istorie-Arheologie, Craiova | Cimec    |
|      | Solidus                                                  | Datare: 17 nov. 375-9 aug. 378 a.Chr. Școală: Treveri Material: aur | Descriere avers: Circular, DN GRATIA-NVS PF AVC ( Dominus Noster Gratianus Pius Felix Augustus). Bustul lui Gratianus, din profil, purtând diademă de perle, cu o gemă frontală, platoșă din plăci și paludamentum. C.p. Descriere revers: Circular, VICTOR-IA AVGG. În exergă, TROBT. Gratianus și Valentinianus, tineri, stau pe un tron și susțin un glob, iar între ei, deasupra se află o Victorie în picioare. C.p. Descriere exergă: TROBT Legendă revers: VICTOR-IA AVGG | Muzeul Olteniei. Secția de Istorie-Arheologie, Craiova | Cimec    |
|      | Denar                                                    | Datare: 150 î.Hr. Școală: Roma Descoperit: jud. Olt, com. FĂRCAȘELE, FĂRCAȘELE Material: argint                                                                                            | Descriere avers: Capul Romei, cu coif, spre dreapta; în spate, X. C.p. Descriere revers: Victorie în bigă spre dreapta, ține bici și hățuri; dedesubt, S.AFRA; în exergă ROMA. L.p Descriere exergă: ROMA Legendă revers: S.AFRA | Muzeul Olteniei. Secția de Istorie-Arheologie, Craiova | Cimec    |
|      | Denar                                                    | Datare: 148 î.Hr. Școală: Roma Descoperit: jud. Olt, com. FĂRCAȘELE, FĂRCAȘELE Material: argint                                                                                            | Descriere avers: Capul Romei, cu coif, spre dreapta; în spate, LIBO; în față, X. C.p. Descriere revers: Dioscurii, spre dreapta; dedesubt, Q. MARC; într-o tabletă, ROMA. C.p. Legendă revers: Q. MARC | Muzeul Olteniei. Secția de Istorie-Arheologie, Craiova | Cimec    |
|      | Denar de tip serratus Q.MARC LIBO la avers - imitație    | Datare: începutul sec. I î.Hr. Școală: Roma Descoperit: jud. Olt, com. FĂRCAȘELE, FĂRCAȘELE Material: argint                                                                               | Descriere avers: Capul Romei cu coif înaripat, spre dreapta; în față, X; în spate, LIBO. Descriere revers: Victorie în bigă, redată mai rudimentar, spre dreapta, ține hățurile în mâna dreaptă și un bici, în mâna stângă. | Muzeul Olteniei. Secția de Istorie-Arheologie, Craiova | Cimec    |
|      | Denar                                                    | Datare: 149 î.Hr. Școală: Roma Descoperit: jud. Olt, com. FĂRCAȘELE, FĂRCAȘELE Material: argint                                                                                            | Descriere avers: Capul Romei, cu coif, spre dreapta; în spate, X. C.p. Descriere revers: Victorie în bigă spre dreapta, ține bici în mâna dreaptă și hățuri cu stânga; dedesubt, NAT[TA]; în exergă, ROMA Descriere exergă: ROMA Legendă revers: NAT[TA] | Muzeul Olteniei. Secția de Istorie-Arheologie, Craiova | Cimec    |
|      | Denar                                                    | Datare: 142 î.Hr. Școală: Roma Descoperit: jud. Olt, com. FĂRCAȘELE, FĂRCAȘELE Material: argint                                                                                            | Descriere avers: Capul Romei, cu coif, spre dreapta; în spate, TRIGE, în față X. C.p. Descriere revers: Junona, diademată, în quadrigă spre dreapta, (încoronată de o Victorie), ține sceptru în mâna stângă și hățuri cu dreapta; dedesubt, C.CV[R]; în exergă, ROMA. L.p. Descriere exergă: ROMA Legendă revers: C.CV[R] | Muzeul Olteniei. Secția de Istorie-Arheologie, Craiova | Cimec    |
|      | Denar                                                    | Datare: 137 î.Hr. Școală: Roma Descoperit: jud. Olt, com. FĂRCAȘELE, FĂRCAȘELE Material: argint                                                                                            | Descriere avers: Capul Romei cu coif, spre dreapta; (în spate, vas cu toartă); în față, X. Descriere revers: Păstorul Faustulus sprijinit în toiag privește lupoaica alăptând gemenii; în spate, ficus Ruminalis pe ramurile căruia stau trei păsări (una pe ramura de jos, iar celelalte două pe ramurile de sus, din care una în afara flanului monedei); la stânga, legenda [F]OST[LVS]; la dreapta, [SEX.POM]; în exergă, [ROMA], în afara flanului. Descriere exergă: [ROMA] Legendă revers: [F]OST[LVS] [SEX.POM] | Muzeul Olteniei. Secția de Istorie-Arheologie, Craiova | Cimec    |
|      | Denar                                                    | Datare: 136 î.Hr. Școală: Roma Descoperit: jud. Olt, com. FĂRCAȘELE, FĂRCAȘELE Material: argint                                                                                            | Descriere avers: Capul Romei cu coif, spre dreapta; în spate, [TRIO], în afara flamului; în față, X. C.p. Descriere revers: Dioscurii spre dreapta; dedesubt, CN.LVCR; în exergă, ROMA. Descriere exergă: ROMA Legendă revers: CN.LVCR | Muzeul Olteniei. Secția de Istorie-Arheologie, Craiova | Cimec    |
|      | Denar                                                    | Datare: 123 î.Hr. Școală: Roma Descoperit: jud. Olt, com. FĂRCAȘELE, FĂRCAȘELE Material: argint                                                                                            | Descriere avers: Capul Romei, cu coif, spre dreapta; în spate, X. C.p. Descriere revers: Victoria în bigă, ține hățurile în mâna stângă și bici cu dreapta; dedesubt, C.CAT[O]; în exergă, ROMA, parțial ștears. C.p. Descriere exergă: ROMA Legendă revers: C.CAT[O] | Muzeul Olteniei. Secția de Istorie-Arheologie, Craiova | Cimec    |
|      | Denar                                                    | Datare: 136 î.Hr. Școală: Roma Descoperit: jud. Olt, com. FĂRCAȘELE, FĂRCAȘELE Material: argint                                                                                            | Descriere avers: Capul Romei cu coif, spre dreapta; în spate, GRAG; în față, X. C.p. Descriere revers: Jupiter, în quadrigă spre dreapta, ține sceptru și hățuri în mâna stângă și aruncă fulgerul cu dreapta; dedesubt, L.ANTE[S]; în exergă, ROMA. Descriere exergă: ROMA Legendă revers: L.ANTE[S] | Muzeul Olteniei. Secția de Istorie-Arheologie, Craiova | Cimec    |
|      | Denar                                                    | Datare: 136 î.Hr. Școală: Roma Descoperit: jud. Olt, com. FĂRCAȘELE, FĂRCAȘELE Material: argint                                                                                            | Descriere avers: Capul Romei cu coif, spre dreapta; în spate, GRAG; în față, X. C.p. Descriere revers: Jupiter, în quadrigă spre dreapta, ține sceptru și hățuri în mâna stângă și aruncă fulgerul cu dreapta; dedesubt, L.ANTES; în exergă, ROMA. Descriere exergă: ROMA Legendă revers: L.ANTES | Muzeul Olteniei. Secția de Istorie-Arheologie, Craiova | Cimec    |
|      | Denar                                                    | Datare: 125 î.Hr. Școală: Roma Descoperit: jud. Olt, com. FĂRCAȘELE, FĂRCAȘELE Material: argint                                                                                            | Descriere avers: Capul Romei, cu coif, spre dreapta; în spate, LAECA; în față [X]. C.p. Descriere revers: Libertas, încoronată de o Victorie zburând, în quadrigă spre dreapta, ține hățuri și baghetă (vindicta) în mâna stângă și pileus în dreapta; dedesubt, M.PORC; în exergă, [ROMA], în afara flanului. C.p. Descriere exergă: [ROMA] Legendă revers: M.PORC | Muzeul Olteniei. Secția de Istorie-Arheologie, Craiova | Cimec    |
|      | Denar                                                    | Datare: 117 sau 116 î.Hr. Școală: Roma Descoperit: jud. Olt, com. FĂRCAȘELE, FĂRCAȘELE Material: argint                                                                                    | Descriere avers: Capul Romei cu coif, spre dreapta; în spate, ROMA; în față, X. Descriere revers: Victorie, în bigă spre dreapta, ține hățuri în mâna stângă și o cunună cu dreapta; dedesubt, M.CALID; în exergă, Q.MET.C.NF.L. C.p. Descriere exergă: Q.MET.C.NF.L Legendă revers: M.CALID | Muzeul Olteniei. Secția de Istorie-Arheologie, Craiova | Cimec    |
|      | Denar                                                    | Datare: 116 sau 115 î.Hr. Școală: Roma Descoperit: jud. Olt, com. FĂRCAȘELE, FĂRCAȘELE Material: argint                                                                                    | Descriere avers: Capul Romei cu coif, spre dreapta; în față, EX.S.C; în spate, ROMA și X. C.p. Descriere revers: Călăreț, spre stânga ține spadă și un cap retezat în mâna stângă; în față, Q; dedesubt, M. SERGI; în exergă, SILVS. C.p. Descriere exergă: SILVS Legendă revers: Q. M. SERGI | Muzeul Olteniei. Secția de Istorie-Arheologie, Craiova | Cimec    |
|      | Denar                                                    | Datare: 119 î.Hr. Școală: Roma Descoperit: jud. Olt, com. FĂRCAȘELE, FĂRCAȘELE Material: argint                                                                                            | Descriere avers: Capul laureat al lui Janus; legendă circulară M. FOVRI L.F. Descriere revers: Roma (purtând coif corintian) spre stânga, ține sceptru în stânga și încoronează un tropheu cu dreapta; (deasupra, steluță); în spate, ROMA; tropheul are în vârf un coif, în formă de cap de mistreț și este flancat de câte un scut și o carnyx; în exergă, PHILI. C.p. Descriere exergă: PHILI Legendă revers: ROMA | Muzeul Olteniei. Secția de Istorie-Arheologie, Craiova | Cimec    |
|      | Denar                                                    | Datare: 115 sau 114 î.Hr. Școală: Roma Descoperit: jud. Olt, com. FĂRCAȘELE, FĂRCAȘELE Material: argint                                                                                    | Descriere avers: Capul Romei cu coif (corintian înaripat și crinieră lungă), spre dreapta și buclă pe umărul stâng; dedesubt, ROMA; în spate, X. C.p. Descriere revers: Roma, cu coif corintian, șezând spre dreapta, pe o grămadă de scuturi și ținând un sceptru în mâna stângă, privește lupoaica ce alăptează pe Romulus și Remus; la picioarele Romei, lângă grămada de scuturi, un coif; în câmpul drept și în cel stâng, câte o pasăre în zbor. | Muzeul Olteniei. Secția de Istorie-Arheologie, Craiova | Cimec    |
|      | Denar                                                    | Datare: 118 î.Hr. Școală: Narbo Descoperit: jud. Olt, com. FĂRCAȘELE, FĂRCAȘELE Material: argint                                                                                           | Descriere avers: Capul Romei, cu coif attic sau frigian, spre dreapta, legendă circulară, L.POS XONI. CNF; în spate, X . C.p. Descriere revers: Războinic în bigă spre dreapta, ține scut, carnyx și hățuri în mâna stângă iar cu dreapta aruncă lance; în exergă, L.L.IC. CN.DOM Descriere exergă: L.L.IC. CN.DOM | Muzeul Olteniei. Secția de Istorie-Arheologie, Craiova | Cimec    |
|      | Denar                                                    | Datare: 109 sau 108 î.Hr. Școală: Roma Descoperit: jud. Olt, com. FĂRCAȘELE, FĂRCAȘELE Material: argint                                                                                    | Descriere avers: Capul de tânăr, spre dreapta, purtând cunună de stejar (?Apollo); în față X. Descriere revers: Dioscurii, în picioare, din față, flancați de cai, țin sulițe; în exergă, [L.MEMMI]. Descriere exergă: [L.MEMMI] | Muzeul Olteniei. Secția de Istorie-Arheologie, Craiova | Cimec    |
|      | Denar                                                    | Datare: 100 î.Hr. Școală: Roma Descoperit: jud. Olt, com. FĂRCAȘELE, FĂRCAȘELE Material: argint                                                                                            | Descriere avers: Capul Romei, cu coif, spre dreapta; în spate, marcă de control. C.p. Descriere revers: Doi soldați luptând în picioare între doi cai în fundal; în exergă, M.SERVEILI C.F/D. C.p. Descriere exergă: M.SERVEILI C.F/D | Muzeul Olteniei. Secția de Istorie-Arheologie, Craiova | Cimec    |
|      | Denar                                                    | Datare: 90 î.Hr. Școală: Roma Descoperit: jud. Olt, com. FĂRCAȘELE, FĂRCAȘELE Material: argint                                                                                             | Descriere avers: Capul lui Liber, spre dreapta, purtând cunună cu iederă. Descriere revers: Pegasus spre dreapta; dedesubt, într-o tabletă, Q.TITI. | Muzeul Olteniei. Secția de Istorie-Arheologie, Craiova | Cimec    |
|      | Denar                                                    | Datare: 84 î.Hr. Școală: Roma Descoperit: jud. Olt, com. FĂRCAȘELE, FĂRCAȘELE Material: argint                                                                                             | Descriere avers: Bustul lui Apollo văzut din spate, cu capul întors spre stânga și ținând fulger în mâna dreaptă. C.p. Signum incusum Descriere revers: Minerva în quadrigă spre dreapta, ține scut și hățuri cu mâna stângă și lance în dreapta; în exergă, C.LICINIVS.[L.F]/ MACER. C.p. Contramarcă Descriere exergă: C.LICINIVS.[L.F]/ MACER | Muzeul Olteniei. Secția de Istorie-Arheologie, Craiova | Cimec    |
|      | Denar                                                    | Datare: 85 î.Hr. Școală: Roma Descoperit: jud. Olt, com. FĂRCAȘELE, FĂRCAȘELE Material: argint                                                                                             | Descriere avers: Cap de bărbat spre dreapta, cu atributele lui Apollo, Mercur și Neptun; în spate, marcă de control, o floare. C.p. Descriere revers: Victorie, în quadrigă, spre dreapta, ține hățuri cu mâna stângă și o cunună cu dreapta; deasupra, marca de control; în exergă, L.IVLI.BVRSIO. C.p. Descriere exergă: L.IVLI.BVRSIO | Muzeul Olteniei. Secția de Istorie-Arheologie, Craiova | Cimec    |
|      | Denar                                                    | Datare: 86 î.Hr. Școală: Roma Descoperit: jud. Olt, com. FĂRCAȘELE, FĂRCAȘELE Material: argint                                                                                             | Descriere avers: Capul lui Apollo spre dreapta, împodobit cu cunună de stejar; (dedesubt, fulger). C.p. Descriere revers: Jupiter în quadrigă, spre dreapta, ține hățuri și aruncă fulgerul; fără legendă și marcă de control. C.p. | Muzeul Olteniei. Secția de Istorie-Arheologie, Craiova | Cimec    |
|      | Denar                                                    | Datare: 82 î.Hr. Școală: Roma Descoperit: jud. Olt, com. FĂRCAȘELE, FĂRCAȘELE Material: argint                                                                                             | Descriere avers: Capul Romei, cu coif spre dreapta; în față, L.MANLI PRO.Q. C.p. Signum incusum Descriere revers: Triumphator în quadrigă spre dreapta, ține hățuri în mâna stângă și caduceus în dreapta și este încununat de o Victorie în zbor; în exergă, L.SVLLA [IMP]. C.p. Descriere exergă: L.SVLLA [IMP] | Muzeul Olteniei. Secția de Istorie-Arheologie, Craiova | Cimec    |
|      | Denar                                                    | Datare: 82 î.Hr. Școală: Roma Descoperit: jud. Olt, com. FĂRCAȘELE, FĂRCAȘELE Material: argint                                                                                             | Descriere avers: Capul Romei, cu coif spre dreapta; în față, L.MANLI PRO.Q. C.p. Descriere revers: Triumphator în quadrigă spre dreapta, ține hățuri în mâna stângă și caduceus în dreapta, (este încununat de o Victorie în zbor); în exergă, [L.S]VLLA.IMP. C.p. Descriere exergă: [L.S]VLLA.IMP | Muzeul Olteniei. Secția de Istorie-Arheologie, Craiova | Cimec    |
|      | Denar                                                    | Datare: 77 î.Hr. Școală: Roma Descoperit: jud. Olt, com. FĂRCAȘELE, FĂRCAȘELE Material: argint                                                                                             | Descriere avers: Capul Romei, cu coif spre dreapta; în spate, FLAC. C.p. Descriere revers: Victorie în bigă, spre dreapta, ține hățuri în mâna stângă și o cunună în dreapta; în exergă, L.RVTILI. C.p. Descriere exergă: L.RVTILI | Muzeul Olteniei. Secția de Istorie-Arheologie, Craiova | Cimec    |
|      | Denar                                                    | Datare: 77 î.Hr. Școală: Roma Descoperit: jud. Olt, com. FĂRCAȘELE, FĂRCAȘELE Material: argint                                                                                             | Descriere avers: Capul Romei, cu coif spre dreapta; în spate, FLAC. C.p. Descriere revers: Victorie în bigă, spre dreapta, ține hățuri în mâna stângă și o cunună în dreapta; în exergă, L.RVTILI. C.p. Descriere exergă: L.RVTILI | Muzeul Olteniei. Secția de Istorie-Arheologie, Craiova | Cimec    |
|      | Denar de tip serratus                                    | Datare: 64 î.Hr. Școală: Roma Descoperit: jud. Olt, com. FĂRCAȘELE, FĂRCAȘELE Material: argint                                                                                             | Descriere avers: Capul zeiței Juno Sospita spre dreapta; în spate, marcă de control, frunză de viță cu un ciorchine; dedesubt, L.ROSCI. C.p. Descriere revers: Tânără hrănind un șarpe; la stânga, marcă de control, ramură; în exergă, FABATI. C.p. Descriere exergă: FABATI | Muzeul Olteniei. Secția de Istorie-Arheologie, Craiova | Cimec    |
|      | Denar                                                    | Datare: 42 î.Hr. Școală: Monetărie în mișcare cu Octavian Descoperit: jud. Olt, com. FĂRCAȘELE, FĂRCAȘELE Material: argint                                                                 | Descriere avers: Bust, cu coif, al lui Mars spre dreapta, drapat și cu lance peste umăr; în spate, CAESAR; în față, III.VIR.R.P.C. C.p. Descriere revers: Aquila urcată pe un trofeu și flancată de două stindarde; pe fiecare dintre acestea se află aquila, S-C. C.p. Legendă revers: S-C | Muzeul Olteniei. Secția de Istorie-Arheologie, Craiova | Cimec    |
|      | Denar de tip C. FABI C.F. - imitație                     | Datare: începutul sec. I î.Hr. Școală: Roma Descoperit: jud. Olt, com. FĂRCAȘELE, FĂRCAȘELE Material: argint                                                                               | Descriere avers: Cybele spre dreapta, purtând văl și corona muralis. Descriere revers: Victorie în bigă, rudimentar redată, spre dreapta; ține hățuri în mâna stângă și nuia(?), în dreapta; sub cai, LAE; în exergă, grupare de litere inteligibile. Legendă revers: LAE | Muzeul Olteniei. Secția de Istorie-Arheologie, Craiova | Cimec    |
|      | Denar                                                    | Datare: 62 î.Hr. Școală: Roma Descoperit: jud. Dolj, com. LIPOVU, LIPOVU Material: argint                                                                                                  | Descriere avers: Capul lui Bonus Eventus spre dreapta; în spate, LIBO; în față, BON.EVENT. C.p. Signun incusum Descriere revers: Puteal Scribonianum decorat cu ghirlande și două lire; la bază, ciocan; deasupra, PVTEAL; dedesubt, SCRIBON. C.p. Legendă revers: PVTEAL SCRIBON | Muzeul Olteniei. Secția de Istorie-Arheologie, Craiova | Cimec    |
|      | Denar                                                    | Datare: 48 î.Hr. Școală: Roma Descoperit: jud. Dolj, com. LIPOVU, LIPOVU Material: argint                                                                                                  | Descriere avers: Cap feminin (Gallia) spre dreapta cu părul lung; în spate, carnyx. C.p. Signum incusum Descriere revers: Statuia zeiței Artemis din Efes, din față, ține lance în mâna stângă și mâna dreaptă așezată pe capul unui cerb; la dreapta, L.HOSTILI[VS]; la stânga, SASERNA. C.p. Legendă revers: L.HOSTILI[VS] SASERNA | Muzeul Olteniei. Secția de Istorie-Arheologie, Craiova | Cimec    |
|      | Denar                                                    | Datare: 111 sau 110 î.Hr. Școală: Roma Descoperit: jud. Dolj, com. LIPOVU, LIPOVU Material: argint                                                                                         | Descriere avers: Capul Romei, cu coif spre dreapta; în spate, pătrat cu laturile rotunjite, parțial șters. Descriere revers: Victorie, în trigă spre dreapta, ține hățuri cu ambele mâini; în exergă, T. ML.AP.CL.Q. VR, parțial șterse. C.p. Descriere exergă: T. ML.AP.CL.Q. VR | Muzeul Olteniei. Secția de Istorie-Arheologie, Craiova | Cimec    |
|      | Denar                                                    | Datare: 85 î.Hr. Școală: Roma Descoperit: jud. Dolj, com. LIPOVU, LIPOVU Material: argint                                                                                                  | Descriere avers: Cap de bărbat spre dreapta cu atributele lui Apollo, Mercur și Neptun. C.p. Descriere revers: Victorie în quadrigă spre dreapta, ține hățuri și cunună; în exergă, L.IVLI.BVRSIO. C.p. Descriere exergă: L.IVLI.BVRSIO | Muzeul Olteniei. Secția de Istorie-Arheologie, Craiova | Cimec    |
|      | Denar                                                    | Datare: 42-40 î.Hr. Școală: Roma Descoperit: jud. Dolj, com. LIPOVU, LIPOVU Material: argint                                                                                               | Descriere avers: Capul lui Cnaeus Pompeius Magnus, la dreapta; în spate, urcior; în față, lituus; legendă circulară, MAG. [PIVS IMP. ITER]. C.p. Descriere revers: Neptun, în picioare spre stânga, purtând diademă, ridică aplustre în mâna dreaptă și mantia de cealaltă parte a brațului; pune piciorul drept pe o proră. În partea opusă, unul dintre frații Colonaen ține pe umăr pe unul din strămoșii săi. Legenda, în spate, [PRAEF]; în exergă, [CL]AS.ET ORAE [IMP IT.] EX.S.C. Descriere exergă: [CL]AS.ET ORAE [IMP IT.] EX.S.C. Legendă revers: [PRAEF] | Muzeul Olteniei. Secția de Istorie-Arheologie, Craiova | Cimec    |
|      | Denar                                                    | Datare: 45 î.Hr. Școală: Roma Descoperit: jud. Dolj, com. LIPOVU, LIPOVU Material: argint                                                                                                  | Descriere avers: Capul lui Libertas spre dreapta; în spate, LIBERTATIS. C.p. Descriere revers: Rostra, care este așezată pe suporții unui subsellium; deasupra, PALIKAN[VS]. C.p. Legendă revers: PALIKAN[VS] | Muzeul Olteniei. Secția de Istorie-Arheologie, Craiova | Cimec    |
|      | Denar de tip Marcus Sergius Silus/quaestor - imitație    | Datare: începutul sec. I î.Hr. Școală: Roma Descoperit: jud. Dolj, com. LIPOVU, LIPOVU Material: argint                                                                                    | Descriere avers: Capul Romei cu coif, spre dreapta; în față, EX.S.C; în spate, M și X. C.l. Descriere revers: Călăreț, spre stânga ține spadă și un cap retezat în mâna stângă, redate relativ grosier; în față, Q; dedesubt, SELCI; în exergă, VOITVS (T este întors). C.l. Descriere exergă: VOITVS Legendă revers: Q. SELCI | Muzeul Olteniei. Secția de Istorie-Arheologie, Craiova | Cimec    |
|      | Denar de tip serratus                                    | Datare: 82 î.Hr. Școală: Roma Descoperit: jud. Dolj, com. LIPOVU, LIPOVU Material: argint                                                                                                  | Descriere avers: Bustul lui Mercur spre dreapta, purtând petasos înaripat și caduceus pe umăr. C.p. Descriere revers: Ulysses stând spre dreapta, ține toiag în mâna stângă și întinde mâna dreaptă spre câinele său, Argos; la stânga, C. MAMIL; la dreapta, LIMETAN. C.p. Legendă revers: C. MAMIL LIMETAN | Muzeul Olteniei. Secția de Istorie-Arheologie, Craiova | Cimec    |
|      | Tetradrahmă Filip al II-lea de tip Aninoasa Dobrești     | Datare: Jumătatea secolului I a.Chr Școală: Necunoscut, probabil în Oltenia Descoperit: jud. Dolj, com. Dobrești, Murta-Dobrești, Pârâu Murta, afluent al Jiului Material: argint          | Descriere avers: Capul lui Zeus stilizat, în profil spre dr. Cununa este redată prin două șiruri de 12 și respectiv 13 globule, părul de deasupra frunții o linie curbă dublă, apoi spre spate două ovale și două linii curbe, una simplă și alta dublă. Bărbia lipsește, barba redată prin două bucle, nasul o linie lungă cu capătul de jos triunghiular, ochiul o globulă, într-un semicerc. Deasupra, liniile părului, care coboară radiat pe o altă linie orizontală. Descriere revers: Călăreț cu calul la trap spre dr. Călărețul are capul triunghiular, piciorul scos în evidență, în special pulpa, și capul cu două plete pe spate, o linie scurtă la frunte și gura cu bărbia o linie lungă prelungă, ca un bot de câine. Calul mult stilizat, cu gâtul lung și arcuit, cu botul în forma unui cioc de pasăre (rață); picioarele din linii subțiri și cu copite triunghiulare, unite printr-o linie cu punct la mijloc. | Muzeul Olteniei, Craiova                               | Cimec    |
|      | Tetradrahmă Filip al II-lea de tip Aninoasa Dobrești     | Datare: Jumătatea secolului I a.Chr Școală: Necunoscut, probabil în Oltenia Descoperit: jud. Dolj, com. Dobrești, Murta-Dobrești, Pârâu Murta, afluent al Jiului Material: argint          | Descriere avers: Capul lui Zeus complet stilizat și schematizat, forma și trăsăturile lui au fost abandonate. Părul este redat prin două liniuțe rămase parțial în afara flanului, sprijinite pe o linie orizontală, iar cununa din două șiruri de globule paralele; sub acestea apar patru ovale dispuse diferit și o linie oblică, puțin curbată; dedesubt, câmp liber. Descriere revers: Călăreț cu calul la trap spre dr., foarte mult schematizat. Călărețul are capul globular, cu o proeminență în față ca un bot de câine și cu două linii ale părului în spate; corpul este triunghiular și piciorul coboară sub pântecele calului. Calul are unul din picioarele din față ridicat, redat printr-o linie frântă; celălalt picior din față este unit cu unul din spate printr-o linie orizontală cu trei globule; la picioarele din urmă se văd și copitele triunghiulare. Capul calului este asemănător unui cap de pasăre cu ciocul lat (rață-gâscă), tăiat de două linii paralele și oblice; coama apare cu un șir de globule, iar coada dintr-o linie dublă, arcuită. | Muzeul Olteniei, Craiova                               | Cimec    |
|      | Tetradrahmă Filip al II-lea de tip Aninoasa Dobrești     | Datare: Jumătatea secolului I a.Chr Școală: Necunoscut, probabil în Oltenia Descoperit: jud. Dolj, com. Dobrești, Murta-Dobrești, Pârâu Murta, afluent al Jiului Material: argint          | Descriere avers: Capul lui Zeus complet stilizat și schematizat, forma și trăsăturile lui au fost abandonate. Părul este redat prin două liniuțe rămase parțial în afara flanului, sprijinite pe o linie orizontală, iar cununa din două șiruri de globule paralele; sub acestea apar patru ovale dispuse diferit și o linie oblică, puțin curbată; dedesubt, câmp liber. Descriere revers: Călăreț cu calul la trap spre dr., foarte mult schematizat. Călărețul are capul globular, cu o proeminență în față ca un bot de câine și cu două linii ale părului în spate; corpul este triunghiular și piciorul coboară sub pântecele calului. Calul are unul din picioarele din față ridicat, redat printr-o linie frântă; celălalt picior din față este unit cu unul din spate printr-o linie orizontală cu trei globule; la picioarele din urmă se văd și copitele triunghiulare. Capul calului este asemănător unui cap de pasăre cu ciocul lat (rață-gâscă), tăiat de două linii paralele și oblice; coama apare cu un șir de globule, iar coada dintr-o linie dublă, arcuită. | Muzeul Olteniei, Craiova                               | Cimec    |
|      | Tetradrahmă Filip al II-lea de tip Aninoasa Dobrești     | Datare: Jumătatea secolului I a.Chr Școală: Necunoscut, probabil în Oltenia Descoperit: jud. Dolj, com. Dobrești, Murta-Dobrești, Pârâu Murta, afluent al Jiului Material: argint          | Descriere avers: Capul lui Zeus complet stilizat și schematizat, forma și trăsăturile lui au fost abandonate. Părul este redat prin două liniuțe rămase parțial în afara flanului, sprijinite pe o linie orizontală, iar cununa din două șiruri de globule paralele; sub acestea apar patru ovale dispuse diferit și o linie oblică, puțin curbată; dedesubt, câmp liber. Descriere revers: Călăreț cu calul la trap spre dr., foarte mult schematizat. Călărețul are capul globular, cu o proeminență în față ca un bot de câine și cu două linii ale părului în spate; corpul este triunghiular și piciorul coboară sub pântecele calului. Calul are unul din picioarele din față ridicat, redat printr-o linie frântă; celălalt picior din față este unit cu unul din spate printr-o linie orizontală cu trei globule; la picioarele din urmă se văd și copitele triunghiulare. Capul calului este asemănător unui cap de pasăre cu ciocul lat (rață-gâscă), tăiat de două linii paralele și oblice; coama apare cu un șir de globule, iar coada dintr-o linie dublă, arcuită. | Muzeul Olteniei, Craiova                               | Cimec    |
|      | Tetradrahmă Filip al II-lea de tip Aninoasa Dobrești     | Datare: Jumătatea secolului I a.Chr Școală: Necunoscut, probabil în Oltenia Descoperit: jud. Dolj, com. Dobrești, Murta-Dobrești, Pârâu Murta, afluent al Jiului Material: argint          | Descriere avers: Capul lui Zeus complet stilizat și schematizat, forma și trăsăturile lui au fost abandonate. Părul este redat prin două liniuțe rămase parțial în afara flanului, sprijinite pe o linie orizontală, iar cununa din două șiruri de globule paralele; sub acestea apar patru ovale dispuse diferit și o linie oblică, puțin curbată; dedesubt, câmp liber. Descriere revers: Călăreț cu calul la trap spre dr., foarte mult schematizat. Călărețul are capul globular, cu o proeminență în față ca un bot de câine și cu două linii ale părului în spate; corpul este triunghiular și piciorul coboară sub pântecele calului. Calul are unul din picioarele din față ridicat, redat printr-o linie frântă; celălalt picior din față este unit cu unul din spate printr-o linie orizontală cu trei globule; la picioarele din urmă se văd și copitele triunghiulare. Capul calului este asemănător unui cap de pasăre cu ciocul lat (rață-gâscă), tăiat de două linii paralele și oblice; coama apare cu un șir de globule, iar coada dintr-o linie dublă, arcuită. | Muzeul Olteniei, Craiova                               | Cimec    |
|      | Tetradrahmă Filip al II-lea de tip Aninoasa Dobrești     | Datare: Jumătatea secolului I a.Chr Școală: Necunoscut, probabil în Oltenia Descoperit: jud. Dolj, com. Dobrești, Murta-Dobrești, Pârâu Murta, afluent al Jiului Material: argint          | Descriere avers: Capul lui Zeus complet stilizat și schematizat, forma și trăsăturile lui au fost abandonate. Părul este redat prin două liniuțe rămase parțial în afara flanului, sprijinite pe o linie orizontală, iar cununa din două șiruri de globule paralele; sub acestea apar patru ovale dispuse diferit și o linie oblică, puțin curbată; al doilea oval din st., are o globulă în centru, iar linia ovală este cu ramificație. Șirurile de globule au ondulații puțin diferite; dedesubt, câmp liber. Descriere revers: Călăreț cu calul la trap spre dr., foarte mult schematizat. Călărețul are capul globular, cu o proeminență în față ca un bot de câine și cu două linii ale părului în spate; corpul este triunghiular și piciorul coboară sub pântecele calului. Calul are unul din picioarele din față ridicat, redat printr-o linie frântă; celălalt picior din față este unit cu unul din spate printr-o linie orizontală cu trei globule; la picioarele din urmă se văd și copitele triunghiulare. Capul calului este asemănător unui cap de pasăre cu ciocul lat (rață-gâscă), tăiat de două linii paralele și oblice; coama apare cu un șir de globule, iar coada dintr-o linie dublă, arcuită. | Muzeul Olteniei, Craiova                               | Cimec    |
|      | Tetradrahmă Filip al II-lea de tip Aninoasa Dobrești     | Datare: Jumătatea secolului I a.Chr Școală: Necunoscut, probabil în Oltenia Descoperit: jud. Dolj, com. Dobrești, Murta-Dobrești, Pârâu Murta, afluent al Jiului Material: argint          | Descriere avers: Capul lui Zeus complet stilizat și schematizat, forma și trăsăturile lui au fost abandonate. Părul este redat prin două liniuțe rămase parțial în afara flanului, sprijinite pe o linie orizontală, iar cununa din două șiruri de globule paralele; sub acestea apar patru ovale dispuse diferit și o linie oblică, puțin curbată; dedesubt, câmp liber. Descriere revers: Călăreț cu calul la trap spre dreapta, foarte mult schematizat. Călărețul are capul globular, cu o proeminență în față ca un bot de câine și cu două linii ale părului în spate; corpul este triunghiular și piciorul coboară sub pântecele calului. Calul are unul din picioarele din față ridicat, redat printr-o linie frântă; celălalt picior din față este unit cu unul din spate printr-o linie orizontală cu trei globule; la picioarele din urmă se văd și copitele triunghiulare. Capul calului este asemănător unui cap de pasăre cu ciocul lat (rață-gâscă), tăiat de două linii paralele și oblice; coama apare cu un șir de globule, iar coada dintr-o linie dublă, arcuită. | Muzeul Olteniei, Craiova                               | Cimec    |
|      | Tetradrahmă Filip al II-lea de tip Aninoasa Dobrești     | Datare: Jumătatea secolului I a.Chr Școală: Necunoscut, probabil în Oltenia Descoperit: jud. Dolj, com. Dobrești, Murta-Dobrești, Pârâu Murta, afluent al Jiului Material: argint          | Descriere avers: Capul lui Zeus complet stilizat și schematizat, forma și trăsăturile lui au fost abandonate. Părul este redat prin două liniuțe rămase parțial în afara flanului, sprijinite pe o linie orizontală, iar cununa din două șiruri de globule paralele; sub acestea apar patru ovale dispuse diferit și o linie oblică, puțin curbată; dedesubt, câmp liber. Descriere revers: Călăreț cu calul la trap spre dreapta, foarte mult schematizat. Călărețul are capul globular, cu o proeminență în față ca un bot de câine și cu două linii ale părului în spate; corpul este triunghiular și piciorul coboară sub pântecele calului. Calul are unul din picioarele din față ridicat, redat printr-o linie frântă; celălalt picior din față este unit cu unul din spate printr-o linie orizontală cu trei globule; la picioarele din urmă se văd și copitele triunghiulare. Capul calului este asemănător unui cap de pasăre cu ciocul lat (rață-gâscă), tăiat de două linii paralele și oblice; coama apare cu un șir de globule, iar coada dintr-o linie dublă, arcuită. | Muzeul Olteniei, Craiova                               | Cimec    |
|      | Tetradrahmă Filip al II-lea de tip Aninoasa Dobrești     | Datare: Jumătatea secolului I a.Chr Școală: Necunoscut, probabil în Oltenia Descoperit: jud. Dolj, com. Dobrești, Murta-Dobrești, Pârâu Murta, afluent al Jiului Material: argint          | Descriere avers: Capul lui Zeus complet stilizat și schematizat, forma și trăsăturile lui au fost abandonate. Părul este redat prin două liniuțe rămase parțial în afara flanului, sprijinite pe o linie orizontală, iar cununa din două șiruri de globule paralele; sub acestea apar patru ovale dispuse diferit și o linie oblică, puțin curbată; dedesubt, câmp liber. Descriere revers: Călăreț cu calul la trap spre dreapta, foarte mult schematizat. Călărețul are capul globular, cu o proeminență în față ca un bot de câine și cu două linii ale părului în spate; corpul este triunghiular și piciorul coboară sub pântecele calului. Calul are unul din picioarele din față ridicat, redat printr-o linie frântă; celălalt picior din față este unit cu unul din spate printr-o linie orizontală cu trei globule; la picioarele din urmă se văd și copitele triunghiulare. Capul calului este asemănător unui cap de pasăre cu ciocul lat (rață-gâscă), tăiat de două linii paralele și oblice; coama apare cu un șir de globule, iar coada dintr-o linie dublă, arcuită. | Muzeul Olteniei, Craiova                               | Cimec    |
|      | Tetradrahmă Filip al II-lea de tip Aninoasa Dobrești     | Datare: Jumătatea secolului I a.Chr Școală: Necunoscut, probabil în Oltenia Descoperit: jud. Dolj, com. Dobrești, Murta-Dobrești, Pârâu Murta, afluent al Jiului Material: argint          | Descriere avers: Capul lui Zeus complet stilizat și schematizat, forma și trăsăturile lui au fost abandonate. Părul este redat prin două liniuțe rămase parțial în afara flanului, sprijinite pe o linie orizontală, iar cununa din două șiruri de globule paralele; sub acestea apar patru ovale dispuse diferit și o linie oblică, puțin curbată; dedesubt, câmp liber. Descriere revers: Călăreț cu calul la trap spre dreapta, foarte mult schematizat. Călărețul are capul globular, cu o proeminență în față ca un bot de câine și cu două linii ale părului în spate; corpul este triunghiular și piciorul coboară sub pântecele calului. Calul are unul din picioarele din față ridicat, redat printr-o linie frântă; celălalt picior din față este unit cu unul din spate printr-o linie orizontală cu trei globule; la picioarele din urmă se văd și copitele triunghiulare. Capul calului este asemănător unui cap de pasăre cu ciocul lat (rață-gâscă), tăiat de două linii paralele și oblice; coama apare cu un șir de globule, iar coada dintr-o linie dublă, arcuită. | Muzeul Olteniei, Craiova                               | Cimec    |
|      | Tetradrahmă Filip al II-lea de tip Aninoasa Dobrești     | Datare: Jumătatea secolului I a.Chr Școală: Necunoscut, probabil în Oltenia Descoperit: jud. Dolj, com. Dobrești, Murta-Dobrești, Pârâu Murta, afluent al Jiului Material: argint          | Descriere avers: Capul lui Zeus complet stilizat și schematizat, forma și trăsăturile lui au fost abandonate. Părul este redat prin două liniuțe rămase parțial în afara flanului, sprijinite pe o linie orizontală, iar cununa din două șiruri de globule paralele; sub acestea apar patru ovale dispuse diferit și o linie oblică, puțin curbată; dedesubt, câmp liber. Descriere revers: Călăreț cu calul la trap spre dreapta, foarte mult schematizat. Călărețul are capul globular, cu o proeminență în față ca un bot de câine și cu două linii ale părului în spate; corpul este triunghiular și piciorul coboară sub pântecele calului. Calul are unul din picioarele din față ridicat, redat printr-o linie frântă; celălalt picior din față este unit cu unul din spate printr-o linie orizontală cu trei globule; la picioarele din urmă se văd și copitele triunghiulare. Capul calului este asemănător unui cap de pasăre cu ciocul lat (rață-gâscă), tăiat de două linii paralele și oblice; coama apare cu un șir de globule, iar coada dintr-o linie dublă, arcuită. | Muzeul Olteniei, Craiova                               | Cimec    |
|      | Tetradrahmă Filip al II-lea de tip Aninoasa Dobrești     | Datare: Jumătatea secolului I a.Chr Școală: Necunoscut, probabil în Oltenia Descoperit: jud. Dolj, com. Dobrești, Murta-Dobrești, Pârâu Murta, afluent al Jiului Material: argint          | Descriere avers: Capul lui Zeus complet stilizat și schematizat, forma și trăsăturile lui au fost abandonate. Părul este redat prin două liniuțe rămase parțial în afara flanului, sprijinite pe o linie orizontală, iar cununa din două șiruri de globule paralele; sub acestea apar patru ovale dispuse diferit și o linie oblică, puțin curbată; dedesubt, câmp liber. Descriere revers: Călăreț cu calul la trap spre dreapta, foarte mult schematizat. Călărețul are capul globular, cu o proeminență în față ca un bot de câine și cu două linii ale părului în spate; corpul este triunghiular și piciorul coboară sub pântecele calului. Calul are unul din picioarele din față ridicat, redat printr-o linie frântă; celălalt picior din față este unit cu unul din spate printr-o linie orizontală cu trei globule; la picioarele din urmă se văd și copitele triunghiulare. Capul calului este asemănător unui cap de pasăre cu ciocul lat (rață-gâscă), tăiat de două linii paralele și oblice; coama apare cu un șir de globule, iar coada dintr-o linie dublă, arcuită. | Muzeul Olteniei, Craiova                               | Cimec    |
|      | Tetradrahmă Filip al II-lea de tip Aninoasa Dobrești     | Datare: Jumătatea secolului I a.Chr Școală: Necunoscut, probabil în Oltenia Descoperit: jud. Dolj, com. Dobrești, Murta-Dobrești, Pârâu Murta, afluent al Jiului Material: argint          | Descriere avers: Capul lui Zeus complet stilizat și schematizat, forma și trăsăturile lui au fost abandonate. Părul este redat prin două liniuțe rămase parțial în afara flanului, sprijinite pe o linie orizontală, iar cununa din două șiruri de globule paralele; sub acestea apar patru ovale dispuse diferit și o linie oblică, puțin curbată; dedesubt, câmp liber. Descriere revers: Călăreț cu calul la trap spre dreapta, foarte mult schematizat. Călărețul are capul globular, cu o proeminență în față ca un bot de câine și cu două linii ale părului în spate; corpul este triunghiular și piciorul coboară sub pântecele calului. Calul are unul din picioarele din față ridicat, redat printr-o linie frântă; celălalt picior din față este unit cu unul din spate printr-o linie orizontală cu trei globule; la picioarele din urmă se văd și copitele triunghiulare. Capul calului este asemănător unui cap de pasăre cu ciocul lat (rață-gâscă), tăiat de două linii paralele și oblice; coama apare cu un șir de globule, iar coada dintr-o linie dublă, arcuită. | Muzeul Olteniei, Craiova                               | Cimec    |
|      | Tetradrahmă Filip al II-lea de tip Aninoasa Dobrești     | Datare: Jumătatea secolului I a.Chr Școală: Necunoscut, probabil în Oltenia Descoperit: jud. Dolj, com. Dobrești, Murta-Dobrești, Pârâu Murta, afluent al Jiului Material: argint          | Descriere avers: Capul lui Zeus complet stilizat și schematizat, forma și trăsăturile lui au fost abandonate. Părul este redat prin două liniuțe rămase parțial în afara flanului, sprijinite pe o linie orizontală, iar cununa din două șiruri de globule paralele; sub acestea apar patru ovale dispuse diferit și o linie oblică, puțin curbată; dedesubt, câmp liber. Descriere revers: Călăreț cu calul la trap spre dreapta, foarte mult schematizat. Călărețul are capul globular, cu o proeminență în față ca un bot de câine și cu două linii ale părului în spate; corpul este triunghiular și piciorul coboară sub pântecele calului. Calul are unul din picioarele din față ridicat, redat printr-o linie frântă; celălalt picior din față este unit cu unul din spate printr-o linie orizontală cu trei globule; la picioarele din urmă se văd și copitele triunghiulare. Capul calului este asemănător unui cap de pasăre cu ciocul lat (rață-gâscă), tăiat de două linii paralele și oblice; coama apare cu un șir de globule, iar coada dintr-o linie dublă, arcuită. | Muzeul Olteniei, Craiova                               | Cimec    |
|      | Tetradrahmă Filip al II-lea de tip Aninoasa Dobrești     | Datare: Jumătatea secolului I a.Chr Școală: Necunoscut, probabil în Oltenia Descoperit: jud. Dolj, com. Dobrești, Murta-Dobrești, Pârâu Murta, afluent al Jiului Material: argint          | Descriere avers: Capul lui Zeus complet stilizat și schematizat, forma și trăsăturile lui au fost abandonate. Părul este redat prin două liniuțe rămase parțial în afara flanului, sprijinite pe o linie orizontală, iar cununa din două șiruri de globule paralele; sub acestea apar patru ovale dispuse diferit și o linie oblică, puțin curbată; dedesubt, câmp liber. Descriere revers: Călăreț cu calul la trap spre dreapta, foarte mult schematizat. Călărețul are capul globular, cu o proeminență în față ca un bot de câine și cu două linii ale părului în spate; corpul este triunghiular și piciorul coboară sub pântecele calului. Calul are unul din picioarele din față ridicat, redat printr-o linie frântă; celălalt picior din față este unit cu unul din spate printr-o linie orizontală cu trei globule; la picioarele din urmă se văd și copitele triunghiulare. Capul calului este asemănător unui cap de pasăre cu ciocul lat (rață-gâscă), tăiat de două linii paralele și oblice; coama apare cu un șir de globule, iar coada dintr-o linie dublă, arcuită. | Muzeul Olteniei, Craiova                               | Cimec    |
|      | Tetradrahmă Filip al II-lea de tip Aninoasa Dobrești     | Datare: Jumătatea secolului I a.Chr Școală: Necunoscut, probabil în Oltenia Descoperit: jud. Dolj, com. Dobrești, Murta-Dobrești, Pârâu Murta, afluent al Jiului Material: argint          | Descriere avers: Capul lui Zeus complet stilizat și schematizat, forma și trăsăturile lui au fost abandonate. Părul este redat prin două liniuțe rămase parțial în afara flanului, sprijinite pe o linie orizontală, iar cununa din două șiruri de globule paralele; sub acestea apar patru ovale dispuse diferit și o linie oblică, puțin curbată; dedesubt, câmp liber. Descriere revers: Călăreț cu calul la trap spre dreapta, foarte mult schematizat. Călărețul are capul globular, cu o proeminență în față ca un bot de câine și cu două linii ale părului în spate; corpul este triunghiular și piciorul coboară sub pântecele calului. Calul are unul din picioarele din față ridicat, redat printr-o linie frântă; celălalt picior din față este unit cu unul din spate printr-o linie orizontală cu trei globule; la picioarele din urmă se văd și copitele triunghiulare. Capul calului este asemănător unui cap de pasăre cu ciocul lat (rață-gâscă), tăiat de două linii paralele și oblice; coama apare cu un șir de globule, iar coada dintr-o linie dublă, arcuită. | Muzeul Olteniei, Craiova                               | Cimec    |
|      | Tetradrahmă Filip al II-lea de tip Aninoasa Dobrești     | Datare: Jumătatea secolului I a.Chr Școală: Necunoscut, probabil în Oltenia Descoperit: jud. Dolj, com. Dobrești, Murta-Dobrești, Pârâu Murta, afluent al Jiului Material: argint          | Descriere avers: Capul lui Zeus complet stilizat și schematizat, forma și trăsăturile lui au fost abandonate. Părul este redat prin două liniuțe rămase parțial în afara flanului, sprijinite pe o linie orizontală, iar cununa din două șiruri de globule paralele; sub acestea apar patru ovale dispuse diferit și o linie oblică, puțin curbată; dedesubt, câmp liber. Descriere revers: Călăreț cu calul la trap spre dreapta, foarte mult schematizat. Călărețul are capul globular, cu o proeminență în față ca un bot de câine și cu două linii ale părului în spate; corpul este triunghiular și piciorul coboară sub pântecele calului. Calul are unul din picioarele din față ridicat, redat printr-o linie frântă; celălalt picior din față este unit cu unul din spate printr-o linie orizontală cu trei globule; la picioarele din urmă se văd și copitele triunghiulare. Capul calului este asemănător unui cap de pasăre cu ciocul lat (rață-gâscă), tăiat de două linii paralele și oblice; coama apare cu un șir de globule, iar coada dintr-o linie dublă, arcuită. | Muzeul Olteniei, Craiova                               | Cimec    |
|      | Tetradrahmă Filip al II-lea de tip Aninoasa Dobrești     | Datare: Jumătatea secolului I a.Chr Școală: Necunoscut, probabil în Oltenia Descoperit: jud. Dolj, com. Dobrești, Murta-Dobrești, Pârâu Murta, afluent al Jiului Material: argint          | Descriere avers: Capul lui Zeus complet stilizat și schematizat, forma și trăsăturile lui au fost abandonate. Părul este redat prin două liniuțe rămase parțial în afara flanului, sprijinite pe o linie orizontală, iar cununa din două șiruri de globule paralele; sub acestea apar patru ovale dispuse diferit și o linie oblică, puțin curbată; dedesubt, câmp liber. Descriere revers: Călăreț cu calul la trap spre dreapta, foarte mult schematizat. Călărețul are capul globular, cu o proeminență în față ca un bot de câine și cu două linii ale părului în spate; corpul este triunghiular și piciorul coboară sub pântecele calului. Calul are unul din picioarele din față ridicat, redat printr-o linie frântă; celălalt picior din față este unit cu unul din spate printr-o linie orizontală cu trei globule; la picioarele din urmă se văd și copitele triunghiulare. Capul calului este asemănător unui cap de pasăre cu ciocul lat (rață-gâscă), tăiat de două linii paralele și oblice; coama apare cu un șir de globule, iar coada dintr-o linie dublă, arcuită. | Muzeul Olteniei, Craiova                               | Cimec    |
|      | Tetradrahmă Filip al II-lea de tip Aninoasa Dobrești     | Datare: Jumătatea secolului I a.Chr Școală: Necunoscut, probabil în Oltenia Descoperit: jud. Dolj, com. Dobrești, Murta-Dobrești, Pârâu Murta, afluent al Jiului Material: argint          | Descriere avers: Capul lui Zeus complet stilizat și schematizat, forma și trăsăturile lui au fost abandonate. Părul este redat prin două liniuțe rămase parțial în afara flanului, sprijinite pe o linie orizontală, iar cununa din două șiruri de globule paralele; sub acestea apar patru ovale dispuse diferit și o linie oblică, puțin curbată; dedesubt, câmp liber. Descriere revers: Călăreț cu calul la trap spre dreapta, foarte mult schematizat. Călărețul are capul globular, cu o proeminență în față ca un bot de câine și cu două linii ale părului în spate; corpul este triunghiular și piciorul coboară sub pântecele calului. Calul are unul din picioarele din față ridicat, redat printr-o linie frântă; celălalt picior din față este unit cu unul din spate printr-o linie orizontală cu trei globule; la picioarele din urmă se văd și copitele triunghiulare. Capul calului este asemănător unui cap de pasăre cu ciocul lat (rață-gâscă), tăiat de două linii paralele și oblice; coama apare cu un șir de globule, iar coada dintr-o linie dublă, arcuită. | Muzeul Olteniei, Craiova                               | Cimec    |
|      | Tetradrahmă Filip al II-lea de tip Aninoasa Dobrești     | Datare: Jumătatea secolului I a.Chr Școală: Necunoscut, probabil în Oltenia Descoperit: jud. Dolj, com. Dobrești, Murta-Dobrești, Pârâu Murta, afluent al Jiului Material: argint          | Descriere avers: Capul lui Zeus complet stilizat și schematizat, forma și trăsăturile lui au fost abandonate. Părul este redat prin două liniuțe rămase parțial în afara flanului, sprijinite pe o linie orizontală, iar cununa din două șiruri de globule paralele; sub acestea apar patru ovale dispuse diferit și o linie oblică, puțin curbată; dedesubt, câmp liber. Descriere revers: Călăreț cu calul la trap spre dreapta, foarte mult schematizat. Călărețul are capul globular, cu o proeminență în față ca un bot de câine și cu două linii ale părului în spate; corpul este triunghiular și piciorul coboară sub pântecele calului. Calul are unul din picioarele din față ridicat, redat printr-o linie frântă; celălalt picior din față este unit cu unul din spate printr-o linie orizontală cu trei globule; la picioarele din urmă se văd și copitele triunghiulare. Capul calului este asemănător unui cap de pasăre cu ciocul lat (rață-gâscă), tăiat de două linii paralele și oblice; coama apare cu un șir de globule, iar coada dintr-o linie dublă, arcuită. | Muzeul Olteniei, Craiova                               | Cimec    |
|      | Tetradrahmă Filip al II-lea de tip Aninoasa Dobrești     | Datare: Jumătatea secolului I a.Chr Școală: Necunoscut, probabil în Oltenia Descoperit: jud. Dolj, com. Dobrești, Murta-Dobrești, Pârâu Murta, afluent al Jiului Material: argint          | Descriere avers: Capul lui Zeus complet stilizat și schematizat, forma și trăsăturile lui au fost abandonate. Părul este redat prin două liniuțe rămase parțial în afara flanului, sprijinite pe o linie orizontală, iar cununa din două șiruri de globule paralele; sub acestea apar patru ovale dispuse diferit și o linie oblică, puțin curbată; dedesubt, câmp liber. Descriere revers: Călăreț cu calul la trap spre dreapta, foarte mult schematizat. Călărețul are capul globular, cu o proeminență în față ca un bot de câine și cu două linii ale părului în spate; corpul este triunghiular și piciorul coboară sub pântecele calului. Calul are unul din picioarele din față ridicat, redat printr-o linie frântă; celălalt picior din față este unit cu unul din spate printr-o linie orizontală cu trei globule; la picioarele din urmă se văd și copitele triunghiulare. Capul calului este asemănător unui cap de pasăre cu ciocul lat (rață-gâscă), tăiat de două linii paralele și oblice; coama apare cu un șir de globule, iar coada dintr-o linie dublă, arcuită. | Muzeul Olteniei, Craiova                               | Cimec    |
|      | Tetradrahmă Filip al II-lea de tip Aninoasa Dobrești     | Datare: Jumătatea secolului I a.Chr Școală: Necunoscut, probabil în Oltenia Descoperit: jud. Dolj, com. Dobrești, Murta-Dobrești, Pârâu Murta, afluent al Jiului Material: argint          | Descriere avers: Capul lui Zeus complet stilizat și schematizat, forma și trăsăturile lui au fost abandonate. Părul este redat prin două liniuțe rămase parțial în afara flanului, sprijinite pe o linie orizontală, iar cununa din două șiruri de globule paralele; sub acestea apar patru ovale dispuse diferit și o linie oblică, puțin curbată; dedesubt, câmp liber. Descriere revers: Călăreț cu calul la trap spre dreapta, foarte mult schematizat. Călărețul are capul globular, cu o proeminență în față ca un bot de câine și cu două linii ale părului în spate; corpul este triunghiular și piciorul coboară sub pântecele calului. Calul are unul din picioarele din față ridicat, redat printr-o linie frântă; celălalt picior din față este unit cu unul din spate printr-o linie orizontală cu trei globule; la picioarele din urmă se văd și copitele triunghiulare. Capul calului este asemănător unui cap de pasăre cu ciocul lat (rață-gâscă), tăiat de două linii paralele și oblice; coama apare cu un șir de globule, iar coada dintr-o linie dublă, arcuită. | Muzeul Olteniei, Craiova                               | Cimec    |
|      | Tetradrahmă Filip al II-lea de tip Aninoasa Dobrești     | Datare: Jumătatea secolului I a.Chr Școală: Necunoscut, probabil în Oltenia Descoperit: jud. Dolj, com. Dobrești, Murta-Dobrești, Pârâu Murta, afluent al Jiului Material: argint          | Descriere avers: Capul lui Zeus complet stilizat și schematizat, forma și trăsăturile lui au fost abandonate. Părul este redat prin două liniuțe rămase parțial în afara flanului, sprijinite pe o linie orizontală, iar cununa din două șiruri de globule paralele; sub acestea apar patru ovale dispuse diferit și o linie oblică, puțin curbată; dedesubt, câmp liber. Descriere revers: Călăreț cu calul la trap spre dreapta, foarte mult schematizat. Călărețul are capul globular, cu o proeminență în față ca un bot de câine și cu două linii ale părului în spate; corpul este triunghiular și piciorul coboară sub pântecele calului. Calul are unul din picioarele din față ridicat, redat printr-o linie frântă; celălalt picior din față este unit cu unul din spate printr-o linie orizontală cu trei globule; la picioarele din urmă se văd și copitele triunghiulare. Capul calului este asemănător unui cap de pasăre cu ciocul lat (rață-gâscă), tăiat de două linii paralele și oblice; coama apare cu un șir de globule, iar coada dintr-o linie dublă, arcuită. | Muzeul Olteniei, Craiova                               | Cimec    |
|      | Tetradrahmă Filip al II-lea de tip Aninoasa Dobrești     | Datare: Jumătatea secolului I a.Chr Școală: Necunoscut, probabil în Oltenia Descoperit: jud. Dolj, com. Dobrești, Murta-Dobrești, Pârâu Murta, afluent al Jiului Material: argint          | Descriere avers: Capul lui Zeus complet stilizat și schematizat, forma și trăsăturile lui au fost abandonate. Părul este redat prin două liniuțe rămase parțial în afara flanului, sprijinite pe o linie orizontală, iar cununa din două șiruri de globule paralele; sub acestea apar patru ovale dispuse diferit și o linie oblică, puțin curbată; dedesubt, câmp liber. Descriere revers: Călăreț cu calul la trap spre dreapta, foarte mult schematizat. Călărețul are capul globular, cu o proeminență în față ca un bot de câine și cu două linii ale părului în spate; corpul este triunghiular și piciorul coboară sub pântecele calului. Calul are unul din picioarele din față ridicat, redat printr-o linie frântă; celălalt picior din față este unit cu unul din spate printr-o linie orizontală cu trei globule; la picioarele din urmă se văd și copitele triunghiulare. Capul calului este asemănător unui cap de pasăre cu ciocul lat (rață-gâscă), tăiat de două linii paralele și oblice; coama apare cu un șir de globule, iar coada dintr-o linie dublă, arcuită. | Muzeul Olteniei, Craiova                               | Cimec    |
|      | Tetradrahmă Filip al II-lea de tip Aninoasa Dobrești     | Datare: Jumătatea secolului I a.Chr Școală: Necunoscut, probabil în Oltenia Descoperit: jud. Dolj, com. Dobrești, Murta-Dobrești, Pârâu Murta, afluent al Jiului Material: argint          | Descriere avers: Capul lui Zeus complet stilizat și schematizat, forma și trăsăturile lui au fost abandonate. Părul este redat prin două liniuțe rămase parțial în afara flanului, sprijinite pe o linie orizontală, iar cununa din două șiruri de globule paralele; sub acestea apar patru ovale dispuse diferit și o linie oblică, puțin curbată; dedesubt, câmp liber. Descriere revers: Călăreț cu calul la trap spre dreapta, foarte mult schematizat. Călărețul are capul globular, cu o proeminență în față ca un bot de câine și cu două linii ale părului în spate; corpul este triunghiular și piciorul coboară sub pântecele calului. Calul are unul din picioarele din față ridicat, redat printr-o linie frântă; celălalt picior din față este unit cu unul din spate printr-o linie orizontală cu trei globule; la picioarele din urmă se văd și copitele triunghiulare. Capul calului este asemănător unui cap de pasăre cu ciocul lat (rață-gâscă), tăiat de două linii paralele și oblice; coama apare cu un șir de globule, iar coada dintr-o linie dublă, arcuită. | Muzeul Olteniei, Craiova                               | Cimec    |
|      | Tetradrahmă Filip al II-lea de tip Aninoasa Dobrești     | Datare: Jumătatea secolului I a.Chr Școală: Necunoscut, probabil în Oltenia Descoperit: jud. Dolj, com. Dobrești, Murta-Dobrești, Pârâu Murta, afluent al Jiului Material: argint          | Descriere avers: Capul lui Zeus complet stilizat și schematizat, forma și trăsăturile lui au fost abandonate. Părul este redat prin două liniuțe rămase parțial în afara flanului, sprijinite pe o linie orizontală, iar cununa din două șiruri de globule paralele; sub acestea apar patru ovale dispuse diferit și o linie oblică, puțin curbată; dedesubt, câmp liber. Descriere revers: Călăreț cu calul la trap spre dreapta, foarte mult schematizat. Călărețul are capul globular, cu o proeminență în față ca un bot de câine și cu două linii ale părului în spate; corpul este triunghiular și piciorul coboară sub pântecele calului. Calul are unul din picioarele din față ridicat, redat printr-o linie frântă; celălalt picior din față este unit cu unul din spate printr-o linie orizontală cu trei globule; la picioarele din urmă se văd și copitele triunghiulare. Capul calului este asemănător unui cap de pasăre cu ciocul lat (rață-gâscă), tăiat de două linii paralele și oblice; coama apare cu un șir de globule, iar coada dintr-o linie dublă, arcuită. | Muzeul Olteniei, Craiova                               | Cimec    |
|      | Tetradrahmă Filip al II-lea de tip Aninoasa Dobrești     | Datare: Jumătatea secolului I a.Chr Școală: Necunoscut, probabil în Oltenia Descoperit: jud. Dolj, com. Dobrești, Murta-Dobrești, Pârâu Murta, afluent al Jiului Material: argint          | Descriere avers: Capul lui Zeus complet stilizat și schematizat, forma și trăsăturile lui au fost abandonate. Părul este redat prin două liniuțe rămase parțial în afara flanului, sprijinite pe o linie orizontală, iar cununa din două șiruri de globule paralele; sub acestea apar patru ovale dispuse diferit și o linie oblică, puțin curbată; dedesubt, câmp liber. Descriere revers: Călăreț cu calul la trap spre dreapta, foarte mult schematizat. Călărețul are capul globular, cu o proeminență în față ca un bot de câine și cu două linii ale părului în spate; corpul este triunghiular și piciorul coboară sub pântecele calului. Calul are unul din picioarele din față ridicat, redat printr-o linie frântă; celălalt picior din față este unit cu unul din spate printr-o linie orizontală cu trei globule; la picioarele din urmă se văd și copitele triunghiulare. Capul calului este asemănător unui cap de pasăre cu ciocul lat (rață-gâscă), tăiat de două linii paralele și oblice; coama apare cu un șir de globule, iar coada dintr-o linie dublă, arcuită. | Muzeul Olteniei, Craiova                               | Cimec    |
|      | Tetradrahmă Filip al II-lea de tip Aninoasa Dobrești     | Datare: Jumătatea secolului I a.Chr Școală: Necunoscut, probabil în Oltenia Descoperit: jud. Dolj, com. Dobrești, Murta-Dobrești, Pârâu Murta, afluent al Jiului Material: argint          | Descriere avers: Capul lui Zeus complet stilizat și schematizat, forma și trăsăturile lui au fost abandonate. Părul este redat prin două liniuțe rămase parțial în afara flanului, sprijinite pe o linie orizontală, iar cununa din două șiruri de globule paralele; sub acestea apar patru ovale dispuse diferit și o linie oblică, puțin curbată; dedesubt, câmp liber. Descriere revers: Călăreț cu calul la trap spre dreapta, foarte mult schematizat. Călărețul are capul globular, cu o proeminență în față ca un bot de câine și cu două linii ale părului în spate; corpul este triunghiular și piciorul coboară sub pântecele calului. Calul are unul din picioarele din față ridicat, redat printr-o linie frântă; celălalt picior din față este unit cu unul din spate printr-o linie orizontală cu trei globule; la picioarele din urmă se văd și copitele triunghiulare. Capul calului este asemănător unui cap de pasăre cu ciocul lat (rață-gâscă), tăiat de două linii paralele și oblice; coama apare cu un șir de globule, iar coada dintr-o linie dublă, arcuită. | Muzeul Olteniei, Craiova                               | Cimec    |
|      | Tetradrahmă Filip al II-lea de tip Aninoasa Dobrești     | Datare: Jumătatea secolului I a.Chr Școală: Necunoscut, probabil în Oltenia Descoperit: jud. Dolj, com. Dobrești, Murta-Dobrești, Pârâu Murta, afluent al Jiului Material: argint          | Descriere avers: Capul lui Zeus complet stilizat și schematizat, forma și trăsăturile lui au fost abandonate. Părul este redat prin două liniuțe rămase parțial în afara flanului, sprijinite pe o linie orizontală, iar cununa din două șiruri de globule paralele; sub acestea apar patru ovale dispuse diferit și o linie oblică, puțin curbată; dedesubt, câmp liber. Descriere revers: Călăreț cu calul la trap spre dreapta, foarte mult schematizat. Călărețul are capul globular, cu o proeminență în față ca un bot de câine și cu două linii ale părului în spate; corpul este triunghiular și piciorul coboară sub pântecele calului. Calul are unul din picioarele din față ridicat, redat printr-o linie frântă; celălalt picior din față este unit cu unul din spate printr-o linie orizontală cu trei globule; la picioarele din urmă se văd și copitele triunghiulare. Capul calului este asemănător unui cap de pasăre cu ciocul lat (rață-gâscă), tăiat de două linii paralele și oblice; coama apare cu un șir de globule, iar coada dintr-o linie dublă, arcuită. | Muzeul Olteniei, Craiova                               | Cimec    |
|      | Tetradrahmă Filip al II-lea de tip Aninoasa Dobrești     | Datare: Jumătatea secolului I a.Chr Școală: Necunoscut, probabil în Oltenia Descoperit: jud. Dolj, com. Dobrești, Murta-Dobrești, Pârâu Murta, afluent al Jiului Material: argint          | Descriere avers: Capul lui Zeus complet stilizat și schematizat, forma și trăsăturile lui au fost abandonate. Părul este redat prin două liniuțe rămase parțial în afara flanului, sprijinite pe o linie orizontală, iar cununa din două șiruri de globule paralele; sub acestea apar patru ovale dispuse diferit și o linie oblică, puțin curbată; dedesubt, câmp liber. Descriere revers: Călăreț cu calul la trap spre dreapta, foarte mult schematizat. Călărețul are capul globular, cu o proeminență în față ca un bot de câine și cu două linii ale părului în spate; corpul este triunghiular și piciorul coboară sub pântecele calului. Calul are unul din picioarele din față ridicat, redat printr-o linie frântă; celălalt picior din față este unit cu unul din spate printr-o linie orizontală cu trei globule; la picioarele din urmă se văd și copitele triunghiulare. Capul calului este asemănător unui cap de pasăre cu ciocul lat (rață-gâscă), tăiat de două linii paralele și oblice; coama apare cu un șir de globule, iar coada dintr-o linie dublă, arcuită. | Muzeul Olteniei, Craiova                               | Cimec    |
|      | Tetradrahmă Filip al II-lea de tip Aninoasa Dobrești     | Datare: Jumătatea secolului I a.Chr Școală: Necunoscut, probabil în Oltenia Descoperit: jud. Dolj, com. Dobrești, Murta-Dobrești, Pârâu Murta, afluent al Jiului Material: argint          | Descriere avers: Capul lui Zeus complet stilizat și schematizat, forma și trăsăturile lui au fost abandonate. Părul este redat prin două liniuțe rămase parțial în afara flanului, sprijinite pe o linie orizontală, iar cununa din două șiruri de globule paralele; sub acestea apar patru ovale dispuse diferit și o linie oblică, puțin curbată; dedesubt, câmp liber. Descriere revers: Călăreț cu calul la trap spre dreapta, foarte mult schematizat. Călărețul are capul globular, cu o proeminență în față ca un bot de câine și cu două linii ale părului în spate; corpul este triunghiular și piciorul coboară sub pântecele calului. Calul are unul din picioarele din față ridicat, redat printr-o linie frântă; celălalt picior din față este unit cu unul din spate printr-o linie orizontală cu trei globule; la picioarele din urmă se văd și copitele triunghiulare. Capul calului este asemănător unui cap de pasăre cu ciocul lat (rață-gâscă), tăiat de două linii paralele și oblice; coama apare cu un șir de globule, iar coada dintr-o linie dublă, arcuită. | Muzeul Olteniei, Craiova                               | Cimec    |
|      | Tetradrahmă Filip al II-lea de tip Aninoasa Dobrești     | Datare: Jumătatea secolului I a.Chr Școală: Necunoscut, probabil în Oltenia Descoperit: jud. Dolj, com. Dobrești, Murta-Dobrești, Pârâu Murta, afluent al Jiului Material: argint          | Descriere avers: Capul lui Zeus complet stilizat și schematizat, forma și trăsăturile lui au fost abandonate. Părul este redat prin două liniuțe rămase parțial în afara flanului, sprijinite pe o linie orizontală, iar cununa din două șiruri de globule paralele; sub acestea apar patru ovale dispuse diferit și o linie oblică, puțin curbată; dedesubt, câmp liber. Descriere revers: Călăreț cu calul la trap spre dreapta, foarte mult schematizat. Călărețul are capul globular, cu o proeminență în față ca un bot de câine și cu două linii ale părului în spate; corpul este triunghiular și piciorul coboară sub pântecele calului. Calul are unul din picioarele din față ridicat, redat printr-o linie frântă; celălalt picior din față este unit cu unul din spate printr-o linie orizontală cu trei globule; la picioarele din urmă se văd și copitele triunghiulare. Capul calului este asemănător unui cap de pasăre cu ciocul lat (rață-gâscă), tăiat de două linii paralele și oblice; coama apare cu un șir de globule, iar coada dintr-o linie dublă, arcuită. | Muzeul Olteniei, Craiova                               | Cimec    |
|      | Tetradrahmă Filip al II-lea de tip Aninoasa Dobrești     | Datare: Jumătatea secolului I a.Chr Școală: Necunoscut, probabil în Oltenia Descoperit: jud. Dolj, com. Dobrești, Murta-Dobrești, Pârâu Murta, afluent al Jiului Material: argint          | Descriere avers: Capul lui Zeus complet stilizat și schematizat, forma și trăsăturile lui au fost abandonate. Părul este redat prin două liniuțe rămase parțial în afara flanului, sprijinite pe o linie orizontală, iar cununa din două șiruri de globule paralele; sub acestea apar patru ovale dispuse diferit și o linie oblică, puțin curbată; dedesubt, câmp liber. Descriere revers: Călăreț cu calul la trap spre dreapta, foarte mult schematizat. Călărețul are capul globular, cu o proeminență în față ca un bot de câine și cu două linii ale părului în spate; corpul este triunghiular și piciorul coboară sub pântecele calului. Calul are unul din picioarele din față ridicat, redat printr-o linie frântă; celălalt picior din față este unit cu unul din spate printr-o linie orizontală cu trei globule; la picioarele din urmă se văd și copitele triunghiulare. Capul calului este asemănător unui cap de pasăre cu ciocul lat (rață-gâscă), tăiat de două linii paralele și oblice; coama apare cu un șir de globule, iar coada dintr-o linie dublă, arcuită. | Muzeul Olteniei, Craiova                               | Cimec    |
|      | Tetradrahmă Filip al II-lea de tip Aninoasa Dobrești     | Datare: Jumătatea secolului I a.Chr Școală: Necunoscut, probabil în Oltenia Descoperit: jud. Dolj, com. Dobrești, Murta-Dobrești, Pârâu Murta, afluent al Jiului Material: argint          | Descriere avers: Capul lui Zeus complet stilizat și schematizat, forma și trăsăturile lui au fost abandonate. Părul este redat prin două liniuțe rămase parțial în afara flanului, sprijinite pe o linie orizontală, iar cununa din două șiruri de globule paralele; sub acestea apar patru ovale dispuse diferit și o linie oblică, puțin curbată; dedesubt, câmp liber. Descriere revers: Călăreț cu calul la trap spre dreapta, foarte mult schematizat. Călărețul are capul globular, cu o proeminență în față ca un bot de câine și cu două linii ale părului în spate; corpul este triunghiular și piciorul coboară sub pântecele calului. Calul are unul din picioarele din față ridicat, redat printr-o linie frântă; celălalt picior din față este unit cu unul din spate printr-o linie orizontală cu trei globule; la picioarele din urmă se văd și copitele triunghiulare. Capul calului este asemănător unui cap de pasăre cu ciocul lat (rață-gâscă), tăiat de două linii paralele și oblice; coama apare cu un șir de globule, iar coada dintr-o linie dublă, arcuită. | Muzeul Olteniei, Craiova                               | Cimec    |
|      | Tetradrahmă Filip al II-lea de tip Aninoasa Dobrești     | Datare: Jumătatea secolului I a.Chr Școală: Necunoscut, probabil în Oltenia Descoperit: jud. Dolj, com. Dobrești, Murta-Dobrești, Pârâu Murta, afluent al Jiului Material: argint          | Descriere avers: Capul lui Zeus complet stilizat și schematizat, forma și trăsăturile lui au fost abandonate. Părul este redat prin două liniuțe rămase parțial în afara flanului, sprijinite pe o linie orizontală, iar cununa din două șiruri de globule paralele; sub acestea apar patru ovale dispuse diferit și o linie oblică, puțin curbată; dedesubt, câmp liber. Descriere revers: Călăreț cu calul la trap spre dreapta, foarte mult schematizat. Călărețul are capul globular, cu o proeminență în față ca un bot de câine și cu două linii ale părului în spate; corpul este triunghiular și piciorul coboară sub pântecele calului. Calul are unul din picioarele din față ridicat, redat printr-o linie frântă; celălalt picior din față este unit cu unul din spate printr-o linie orizontală cu trei globule; la picioarele din urmă se văd și copitele triunghiulare. Capul calului este asemănător unui cap de pasăre cu ciocul lat (rață-gâscă), tăiat de două linii paralele și oblice; coama apare cu un șir de globule, iar coada dintr-o linie dublă, arcuită. | Muzeul Olteniei, Craiova                               | Cimec    |
|      | Tetradrahmă Filip al II-lea de tip Aninoasa Dobrești     | Datare: Jumătatea secolului I a.Chr Școală: Necunoscut, probabil în Oltenia Descoperit: jud. Dolj, com. Dobrești, Murta-Dobrești, Pârâu Murta, afluent al Jiului Material: argint          | Descriere avers: Capul lui Zeus complet stilizat și schematizat, forma și trăsăturile lui au fost abandonate. Părul este redat prin două liniuțe rămase parțial în afara flanului, sprijinite pe o linie orizontală, iar cununa din două șiruri de globule paralele; sub acestea apar patru ovale dispuse diferit și o linie oblică, puțin curbată; dedesubt, câmp liber. Descriere revers: Călăreț cu calul la trap spre dreapta, foarte mult schematizat. Călărețul are capul globular, cu o proeminență în față ca un bot de câine și cu două linii ale părului în spate; corpul este triunghiular și piciorul coboară sub pântecele calului. Calul are unul din picioarele din față ridicat, redat printr-o linie frântă; celălalt picior din față este unit cu unul din spate printr-o linie orizontală cu trei globule; la picioarele din urmă se văd și copitele triunghiulare. Capul calului este asemănător unui cap de pasăre cu ciocul lat (rață-gâscă), tăiat de două linii paralele și oblice; coama apare cu un șir de globule, iar coada dintr-o linie dublă, arcuită. | Muzeul Olteniei, Craiova                               | Cimec    |
|      | Tetradrahmă Filip al II-lea de tip Aninoasa Dobrești     | Datare: Jumătatea secolului I a.Chr Școală: Necunoscut, probabil în Oltenia Descoperit: jud. Dolj, com. Dobrești, Murta-Dobrești, Pârâu Murta, afluent al Jiului Material: argint          | Descriere avers: Capul lui Zeus complet stilizat și schematizat, forma și trăsăturile lui au fost abandonate. Părul este redat prin două liniuțe rămase parțial în afara flanului, sprijinite pe o linie orizontală, iar cununa din două șiruri de globule paralele; sub acestea apar patru ovale dispuse diferit și o linie oblică, puțin curbată; dedesubt, câmp liber. Descriere revers: Călăreț cu calul la trap spre dreapta, foarte mult schematizat. Călărețul are capul globular, cu o proeminență în față ca un bot de câine și cu două linii ale părului în spate; corpul este triunghiular și piciorul coboară sub pântecele calului. Calul are unul din picioarele din față ridicat, redat printr-o linie frântă; celălalt picior din față este unit cu unul din spate printr-o linie orizontală cu trei globule; la picioarele din urmă se văd și copitele triunghiulare. Capul calului este asemănător unui cap de pasăre cu ciocul lat (rață-gâscă), tăiat de două linii paralele și oblice; coama apare cu un șir de globule, iar coada dintr-o linie dublă, arcuită. | Muzeul Olteniei, Craiova                               | Cimec    |
|      | Tetradrahmă Filip al II-lea de tip Aninoasa Dobrești     | Datare: Jumătatea secolului I a.Chr Școală: Necunoscut, probabil în Oltenia Descoperit: jud. Dolj, com. Dobrești, Murta-Dobrești, Pârâu Murta, afluent al Jiului Material: argint          | Descriere avers: Capul lui Zeus complet stilizat și schematizat, forma și trăsăturile lui au fost abandonate. Părul este redat prin două liniuțe rămase parțial în afara flanului, sprijinite pe o linie orizontală, iar cununa din două șiruri de globule paralele; sub acestea apar patru ovale dispuse diferit și o linie oblică, puțin curbată; dedesubt, câmp liber. Descriere revers: Călăreț cu calul la trap spre dreapta, foarte mult schematizat. Călărețul are capul globular, cu o proeminență în față ca un bot de câine și cu două linii ale părului în spate; corpul este triunghiular și piciorul coboară sub pântecele calului. Calul are unul din picioarele din față ridicat, redat printr-o linie frântă; celălalt picior din față este unit cu unul din spate printr-o linie orizontală cu trei globule; la picioarele din urmă se văd și copitele triunghiulare. Capul calului este asemănător unui cap de pasăre cu ciocul lat (rață-gâscă), tăiat de două linii paralele și oblice; coama apare cu un șir de globule, iar coada dintr-o linie dublă, arcuită. | Muzeul Olteniei, Craiova                               | Cimec    |
|      | Tetradrahmă Filip al II-lea de tip Aninoasa Dobrești     | Datare: Jumătatea secolului I a.Chr Școală: Necunoscut, probabil în Oltenia Descoperit: jud. Dolj, com. Dobrești, Murta-Dobrești, Pârâu Murta, afluent al Jiului Material: argint          | Descriere avers: Capul lui Zeus complet stilizat și schematizat, forma și trăsăturile lui au fost abandonate. Părul este redat prin două liniuțe rămase parțial în afara flanului, sprijinite pe o linie orizontală, iar cununa din două șiruri de globule paralele; sub acestea apar patru ovale dispuse diferit și o linie oblică, puțin curbată; dedesubt, câmp liber. Descriere revers: Călăreț cu calul la trap spre dreapta, foarte mult schematizat. Călărețul are capul globular, cu o proeminență în față ca un bot de câine și cu două linii ale părului în spate; corpul este triunghiular și piciorul coboară sub pântecele calului. Calul are unul din picioarele din față ridicat, redat printr-o linie frântă; celălalt picior din față este unit cu unul din spate printr-o linie orizontală cu trei globule; la picioarele din urmă se văd și copitele triunghiulare. Capul calului este asemănător unui cap de pasăre cu ciocul lat (rață-gâscă), tăiat de două linii paralele și oblice; coama apare cu un șir de globule, iar coada dintr-o linie dublă, arcuită. | Muzeul Olteniei, Craiova                               | Cimec    |
|      | Tetradrahmă Filip al II-lea de tip Aninoasa Dobrești     | Datare: Jumătatea secolului I a.Chr Școală: Necunoscut, probabil în Oltenia Descoperit: jud. Dolj, com. Dobrești, Murta-Dobrești, Pârâu Murta, afluent al Jiului Material: argint          | Descriere avers: Capul lui Zeus complet stilizat și schematizat, forma și trăsăturile lui au fost abandonate. Părul este redat prin două liniuțe rămase parțial în afara flanului, sprijinite pe o linie orizontală, iar cununa din două șiruri de globule paralele; sub acestea apar patru ovale dispuse diferit și o linie oblică, puțin curbată; dedesubt, câmp liber. Descriere revers: Călăreț cu calul la trap spre dreapta, foarte mult schematizat. Călărețul are capul globular, cu o proeminență în față ca un bot de câine și cu două linii ale părului în spate; corpul este triunghiular și piciorul coboară sub pântecele calului. Calul are unul din picioarele din față ridicat, redat printr-o linie frântă; celălalt picior din față este unit cu unul din spate printr-o linie orizontală cu trei globule; la picioarele din urmă se văd și copitele triunghiulare. Capul calului este asemănător unui cap de pasăre cu ciocul lat (rață-gâscă), tăiat de două linii paralele și oblice; coama apare cu un șir de globule, iar coada dintr-o linie dublă, arcuită. | Muzeul Olteniei, Craiova                               | Cimec    |
|      | Tetradrahmă Filip al II-lea de tip Aninoasa Dobrești     | Datare: Jumătatea secolului I a.Chr Școală: Necunoscut, probabil în Oltenia Descoperit: jud. Dolj, com. Dobrești, Murta-Dobrești, Pârâu Murta, afluent al Jiului Material: argint          | Descriere avers: Capul lui Zeus complet stilizat și schematizat, forma și trăsăturile lui au fost abandonate. Părul este redat prin două liniuțe rămase parțial în afara flanului, sprijinite pe o linie orizontală, iar cununa din două șiruri de globule paralele; sub acestea apar patru ovale dispuse diferit și o linie oblică, puțin curbată; dedesubt, câmp liber. Descriere revers: Călăreț cu calul la trap spre dreapta, foarte mult schematizat. Călărețul are capul globular, cu o proeminență în față ca un bot de câine și cu două linii ale părului în spate; corpul este triunghiular și piciorul coboară sub pântecele calului. Calul are unul din picioarele din față ridicat, redat printr-o linie frântă; celălalt picior din față este unit cu unul din spate printr-o linie orizontală cu trei globule; la picioarele din urmă se văd și copitele triunghiulare. Capul calului este asemănător unui cap de pasăre cu ciocul lat (rață-gâscă), tăiat de două linii paralele și oblice; coama apare cu un șir de globule, iar coada dintr-o linie dublă, arcuită. | Muzeul Olteniei, Craiova                               | Cimec    |
|      | Tetradrahmă Filip al II-lea de tip Aninoasa Dobrești     | Datare: Jumătatea secolului I a.Chr Școală: Necunoscut, probabil în Oltenia Descoperit: jud. Dolj, com. Dobrești, Murta-Dobrești, Pârâu Murta, afluent al Jiului Material: argint          | Descriere avers: Capul lui Zeus complet stilizat și schematizat, forma și trăsăturile lui au fost abandonate. Părul este redat prin două liniuțe rămase parțial în afara flanului, sprijinite pe o linie orizontală, iar cununa din două șiruri de globule paralele; sub acestea apar patru ovale dispuse diferit și o linie oblică, puțin curbată; dedesubt, câmp liber. Descriere revers: Călăreț cu calul la trap spre dreapta, foarte mult schematizat. Călărețul are capul globular, cu o proeminență în față ca un bot de câine și cu două linii ale părului în spate; corpul este triunghiular și piciorul coboară sub pântecele calului. Calul are unul din picioarele din față ridicat, redat printr-o linie frântă; celălalt picior din față este unit cu unul din spate printr-o linie orizontală cu trei globule; la picioarele din urmă se văd și copitele triunghiulare. Capul calului este asemănător unui cap de pasăre cu ciocul lat (rață-gâscă), tăiat de două linii paralele și oblice; coama apare cu un șir de globule, iar coada dintr-o linie dublă, arcuită. | Muzeul Olteniei, Craiova                               | Cimec    |
|      | Tetradrahmă Filip al II-lea de tip Aninoasa Dobrești     | Datare: Jumătatea secolului I a.Chr Școală: Necunoscut, probabil în Oltenia Descoperit: jud. Dolj, com. Dobrești, Murta-Dobrești, Pârâu Murta, afluent al Jiului Material: argint          | Descriere avers: Capul lui Zeus complet stilizat și schematizat, forma și trăsăturile lui au fost abandonate. Părul este redat prin două liniuțe rămase parțial în afara flanului, sprijinite pe o linie orizontală, iar cununa din două șiruri de globule paralele; sub acestea apar patru ovale dispuse diferit și o linie oblică, puțin curbată; dedesubt, câmp liber. Descriere revers: Călăreț cu calul la trap spre dreapta, foarte mult schematizat. Călărețul are capul globular, cu o proeminență în față ca un bot de câine și cu două linii ale părului în spate; corpul este triunghiular și piciorul coboară sub pântecele calului. Calul are unul din picioarele din față ridicat, redat printr-o linie frântă; celălalt picior din față este unit cu unul din spate printr-o linie orizontală cu trei globule; la picioarele din urmă se văd și copitele triunghiulare. Capul calului este asemănător unui cap de pasăre cu ciocul lat (rață-gâscă), tăiat de două linii paralele și oblice; coama apare cu un șir de globule, iar coada dintr-o linie dublă, arcuită. | Muzeul Olteniei, Craiova                               | Cimec    |
|      | Tetradrahmă Filip al II-lea de tip Aninoasa Dobrești     | Datare: Jumătatea secolului I a.Chr Școală: Necunoscut, probabil în Oltenia Descoperit: jud. Dolj, com. Dobrești, Murta-Dobrești, Pârâu Murta, afluent al Jiului Material: argint          | Descriere avers: Capul lui Zeus complet stilizat și schematizat, forma și trăsăturile lui au fost abandonate. Părul este redat prin două liniuțe rămase parțial în afara flanului, sprijinite pe o linie orizontală, iar cununa din două șiruri de globule paralele; sub acestea apar patru ovale dispuse diferit și o linie oblică, puțin curbată; dedesubt, câmp liber. Descriere revers: Călăreț cu calul la trap spre dreapta, foarte mult schematizat. Călărețul are capul globular, cu o proeminență în față ca un bot de câine și cu două linii ale părului în spate; corpul este triunghiular și piciorul coboară sub pântecele calului. Calul are unul din picioarele din față ridicat, redat printr-o linie frântă; celălalt picior din față este unit cu unul din spate printr-o linie orizontală cu trei globule; la picioarele din urmă se văd și copitele triunghiulare. Capul calului este asemănător unui cap de pasăre cu ciocul lat (rață-gâscă), tăiat de două linii paralele și oblice; coama apare cu un șir de globule, iar coada dintr-o linie dublă, arcuită. | Muzeul Olteniei, Craiova                               | Cimec    |
|      | Tetradrahmă Filip al II-lea de tip Aninoasa Dobrești     | Datare: Jumătatea secolului I a.Chr Școală: Necunoscut, probabil în Oltenia Descoperit: jud. Dolj, com. Dobrești, Murta-Dobrești, Pârâu Murta, afluent al Jiului Material: argint          | Descriere avers: Capul lui Zeus complet stilizat și schematizat, forma și trăsăturile lui au fost abandonate. Părul este redat prin două liniuțe rămase parțial în afara flanului, sprijinite pe o linie orizontală, iar cununa din două șiruri de globule paralele; sub acestea apar patru ovale dispuse diferit și o linie oblică, puțin curbată; dedesubt, câmp liber. Descriere revers: Călăreț cu calul la trap spre dreapta, foarte mult schematizat. Călărețul are capul globular, cu o proeminență în față ca un bot de câine și cu două linii ale părului în spate; corpul este triunghiular și piciorul coboară sub pântecele calului. Calul are unul din picioarele din față ridicat, redat printr-o linie frântă; celălalt picior din față este unit cu unul din spate printr-o linie orizontală cu trei globule; la picioarele din urmă se văd și copitele triunghiulare. Capul calului este asemănător unui cap de pasăre cu ciocul lat (rață-gâscă), tăiat de două linii paralele și oblice; coama apare cu un șir de globule, iar coada dintr-o linie dublă, arcuită. | Muzeul Olteniei, Craiova                               | Cimec    |
|      | Tetradrahmă Filip al II-lea de tip Aninoasa Dobrești     | Datare: Jumătatea secolului I a.Chr Școală: Necunoscut, probabil în Oltenia Descoperit: jud. Dolj, com. Dobrești, Murta-Dobrești, Pârâu Murta, afluent al Jiului Material: argint          | Descriere avers: Capul lui Zeus complet stilizat și schematizat, forma și trăsăturile lui au fost abandonate. Părul este redat prin două liniuțe rămase parțial în afara flanului, sprijinite pe o linie orizontală, iar cununa din două șiruri de globule paralele; sub acestea apar patru ovale dispuse diferit și o linie oblică, puțin curbată; dedesubt, câmp liber. Descriere revers: Călăreț cu calul la trap spre dreapta, foarte mult schematizat. Călărețul are capul globular, cu o proeminență în față ca un bot de câine și cu două linii ale părului în spate; corpul este triunghiular și piciorul coboară sub pântecele calului. Calul are unul din picioarele din față ridicat, redat printr-o linie frântă; celălalt picior din față este unit cu unul din spate printr-o linie orizontală cu trei globule; la picioarele din urmă se văd și copitele triunghiulare. Capul calului este asemănător unui cap de pasăre cu ciocul lat (rață-gâscă), tăiat de două linii paralele și oblice; coama apare cu un șir de globule, iar coada dintr-o linie dublă, arcuită. | Muzeul Olteniei, Craiova                               | Cimec    |
|      | Tetradrahmă Filip al II-lea de tip Aninoasa Dobrești     | Datare: Jumătatea secolului I a.Chr Școală: Necunoscut, probabil în Oltenia Descoperit: jud. Dolj, com. Dobrești, Murta-Dobrești, Pârâu Murta, afluent al Jiului Material: argint          | Descriere avers: Capul lui Zeus complet stilizat și schematizat, forma și trăsăturile lui au fost abandonate. Părul este redat prin două liniuțe rămase parțial în afara flanului, sprijinite pe o linie orizontală, iar cununa din două șiruri de globule paralele; sub acestea apar patru ovale dispuse diferit și o linie oblică, puțin curbată; dedesubt, câmp liber. Descriere revers: Călăreț cu calul la trap spre dreapta, foarte mult schematizat. Călărețul are capul globular, cu o proeminență în față ca un bot de câine și cu două linii ale părului în spate; corpul este triunghiular și piciorul coboară sub pântecele calului. Calul are unul din picioarele din față ridicat, redat printr-o linie frântă; celălalt picior din față este unit cu unul din spate printr-o linie orizontală cu trei globule; la picioarele din urmă se văd și copitele triunghiulare. Capul calului este asemănător unui cap de pasăre cu ciocul lat (rață-gâscă), tăiat de două linii paralele și oblice; coama apare cu un șir de globule, iar coada dintr-o linie dublă, arcuită. | Muzeul Olteniei, Craiova                               | Cimec    |
|      | Tetradrahmă Filip al II-lea de tip Aninoasa Dobrești     | Datare: Jumătatea secolului I a.Chr Școală: Necunoscut, probabil în Oltenia Descoperit: jud. Dolj, com. Dobrești, Murta-Dobrești, Pârâu Murta, afluent al Jiului Material: argint          | Descriere avers: Capul lui Zeus complet stilizat și schematizat, forma și trăsăturile lui au fost abandonate. Părul este redat prin două liniuțe rămase parțial în afara flanului, sprijinite pe o linie orizontală, iar cununa din două șiruri de globule paralele; sub acestea apar patru ovale dispuse diferit și o linie oblică, puțin curbată; dedesubt, câmp liber. Descriere revers: Călăreț cu calul la trap spre dreapta, foarte mult schematizat. Călărețul are capul globular, cu o proeminență în față ca un bot de câine și cu două linii ale părului în spate; corpul este triunghiular și piciorul coboară sub pântecele calului. Calul are unul din picioarele din față ridicat, redat printr-o linie frântă; celălalt picior din față este unit cu unul din spate printr-o linie orizontală cu trei globule; la picioarele din urmă se văd și copitele triunghiulare. Capul calului este asemănător unui cap de pasăre cu ciocul lat (rață-gâscă), tăiat de două linii paralele și oblice; coama apare cu un șir de globule, iar coada dintr-o linie dublă, arcuită. | Muzeul Olteniei, Craiova                               | Cimec    |
|      | Tetradrahmă Filip al II-lea de tip Aninoasa Dobrești     | Datare: Jumătatea secolului I a.Chr Școală: Necunoscut, probabil în Oltenia Descoperit: jud. Dolj, com. Dobrești, Murta-Dobrești, Pârâu Murta, afluent al Jiului Material: argint          | Descriere avers: Capul lui Zeus complet stilizat și schematizat, forma și trăsăturile lui au fost abandonate. Părul este redat prin două liniuțe rămase parțial în afara flanului, sprijinite pe o linie orizontală, iar cununa din două șiruri de globule paralele; sub acestea apar patru ovale dispuse diferit și o linie oblică, puțin curbată; dedesubt, câmp liber. Descriere revers: Călăreț cu calul la trap spre dreapta, foarte mult schematizat. Călărețul are capul globular, cu o proeminență în față ca un bot de câine și cu două linii ale părului în spate; corpul este triunghiular și piciorul coboară sub pântecele calului. Calul are unul din picioarele din față ridicat, redat printr-o linie frântă; celălalt picior din față este unit cu unul din spate printr-o linie orizontală cu trei globule; la picioarele din urmă se văd și copitele triunghiulare. Capul calului este asemănător unui cap de pasăre cu ciocul lat (rață-gâscă), tăiat de două linii paralele și oblice; coama apare cu un șir de globule, iar coada dintr-o linie dublă, arcuită. | Muzeul Olteniei, Craiova                               | Cimec    |
|      | Tetradrahmă Filip al II-lea de tip Aninoasa Dobrești     | Datare: Jumătatea secolului I a.Chr Școală: Necunoscut, probabil în Oltenia Descoperit: jud. Dolj, com. Dobrești, Murta-Dobrești, Pârâu Murta, afluent al Jiului Material: argint          | Descriere avers: Capul lui Zeus complet stilizat și schematizat, forma și trăsăturile lui au fost abandonate. Părul este redat prin două liniuțe rămase parțial în afara flanului, sprijinite pe o linie orizontală, iar cununa din două șiruri de globule paralele; sub acestea apar patru ovale dispuse diferit și o linie oblică, puțin curbată; dedesubt, câmp liber. Descriere revers: Călăreț cu calul la trap spre dreapta, foarte mult schematizat. Călărețul are capul globular, cu o proeminență în față ca un bot de câine și cu două linii ale părului în spate; corpul este triunghiular și piciorul coboară sub pântecele calului. Calul are unul din picioarele din față ridicat, redat printr-o linie frântă; celălalt picior din față este unit cu unul din spate printr-o linie orizontală cu trei globule; la picioarele din urmă se văd și copitele triunghiulare. Capul calului este asemănător unui cap de pasăre cu ciocul lat (rață-gâscă), tăiat de două linii paralele și oblice; coama apare cu un șir de globule, iar coada dintr-o linie dublă, arcuită. | Muzeul Olteniei, Craiova                               | Cimec    |
|      | Tetradrahmă Filip al II-lea de tip Aninoasa Dobrești     | Datare: Jumătatea secolului I a.Chr Școală: Necunoscut, probabil în Oltenia Descoperit: jud. Dolj, com. Dobrești, Murta-Dobrești, Pârâu Murta, afluent al Jiului Material: argint          | Descriere avers: Capul lui Zeus complet stilizat și schematizat, forma și trăsăturile lui au fost abandonate. Părul este redat prin două liniuțe rămase parțial în afara flanului, sprijinite pe o linie orizontală, iar cununa din două șiruri de globule paralele; sub acestea apar patru ovale dispuse diferit și o linie oblică, puțin curbată; dedesubt, câmp liber. Descriere revers: Călăreț cu calul la trap spre dreapta, foarte mult schematizat. Călărețul are capul globular, cu o proeminență în față ca un bot de câine și cu două linii ale părului în spate; corpul este triunghiular și piciorul coboară sub pântecele calului. Calul are unul din picioarele din față ridicat, redat printr-o linie frântă; celălalt picior din față este unit cu unul din spate printr-o linie orizontală cu trei globule; la picioarele din urmă se văd și copitele triunghiulare. Capul calului este asemănător unui cap de pasăre cu ciocul lat (rață-gâscă), tăiat de două linii paralele și oblice; coama apare cu un șir de globule, iar coada dintr-o linie dublă, arcuită. | Muzeul Olteniei, Craiova                               | Cimec    |
|      | Tetradrahmă Filip al II-lea de tip Aninoasa Dobrești     | Datare: Jumătatea secolului I a.Chr Școală: Necunoscut, probabil în Oltenia Descoperit: jud. Dolj, com. Dobrești, Murta-Dobrești, Pârâu Murta, afluent al Jiului Material: argint          | Descriere avers: Capul lui Zeus complet stilizat și schematizat, forma și trăsăturile lui au fost abandonate. Părul este redat prin două liniuțe rămase parțial în afara flanului, sprijinite pe o linie orizontală, iar cununa din două șiruri de globule paralele; sub acestea apar patru ovale dispuse diferit și o linie oblică, puțin curbată; dedesubt, câmp liber. Descriere revers: Călăreț cu calul la trap spre dreapta, foarte mult schematizat. Călărețul are capul globular, cu o proeminență în față ca un bot de câine și cu două linii ale părului în spate; corpul este triunghiular și piciorul coboară sub pântecele calului. Calul are unul din picioarele din față ridicat, redat printr-o linie frântă; celălalt picior din față este unit cu unul din spate printr-o linie orizontală cu trei globule; la picioarele din urmă se văd și copitele triunghiulare. Capul calului este asemănător unui cap de pasăre cu ciocul lat (rață-gâscă), tăiat de două linii paralele și oblice; coama apare cu un șir de globule, iar coada dintr-o linie dublă, arcuită. | Muzeul Olteniei, Craiova                               | Cimec    |
|      | Tetradrahmă Filip al II-lea de tip Aninoasa Dobrești     | Datare: Jumătatea secolului I a.Chr Școală: Necunoscut, probabil în Oltenia Descoperit: jud. Dolj, com. Dobrești, Murta-Dobrești, Pârâu Murta, afluent al Jiului Material: argint          | Descriere avers: Capul lui Zeus complet stilizat și schematizat, forma și trăsăturile lui au fost abandonate. Părul este redat prin două liniuțe rămase parțial în afara flanului, sprijinite pe o linie orizontală, iar cununa din două șiruri de globule paralele; sub acestea apar patru ovale dispuse diferit și o linie oblică, puțin curbată; dedesubt, câmp liber. Descriere revers: Călăreț cu calul la trap spre dreapta, foarte mult schematizat. Călărețul are capul globular, cu o proeminență în față ca un bot de câine și cu două linii ale părului în spate; corpul este triunghiular și piciorul coboară sub pântecele calului. Calul are unul din picioarele din față ridicat, redat printr-o linie frântă; celălalt picior din față este unit cu unul din spate printr-o linie orizontală cu trei globule; la picioarele din urmă se văd și copitele triunghiulare. Capul calului este asemănător unui cap de pasăre cu ciocul lat (rață-gâscă), tăiat de două linii paralele și oblice; coama apare cu un șir de globule, iar coada dintr-o linie dublă, arcuită. | Muzeul Olteniei, Craiova                               | Cimec    |
|      | Tetradrahmă Filip al II-lea de tip Aninoasa Dobrești     | Datare: Jumătatea secolului I a.Chr Școală: Necunoscut, probabil în Oltenia Descoperit: jud. Dolj, com. Dobrești, Murta-Dobrești, Pârâu Murta, afluent al Jiului Material: argint          | Descriere avers: Capul lui Zeus complet stilizat și schematizat, forma și trăsăturile lui au fost abandonate. Părul este redat prin două liniuțe rămase parțial în afara flanului, sprijinite pe o linie orizontală, iar cununa din două șiruri de globule paralele; sub acestea apar patru ovale dispuse diferit și o linie oblică, puțin curbată; dedesubt, câmp liber. Descriere revers: Călăreț cu calul la trap spre dreapta, foarte mult schematizat. Călărețul are capul globular, cu o proeminență în față ca un bot de câine și cu două linii ale părului în spate; corpul este triunghiular și piciorul coboară sub pântecele calului. Calul are unul din picioarele din față ridicat, redat printr-o linie frântă; celălalt picior din față este unit cu unul din spate printr-o linie orizontală cu trei globule; la picioarele din urmă se văd și copitele triunghiulare. Capul calului este asemănător unui cap de pasăre cu ciocul lat (rață-gâscă), tăiat de două linii paralele și oblice; coama apare cu un șir de globule, iar coada dintr-o linie dublă, arcuită. | Muzeul Olteniei, Craiova                               | Cimec    |
|      | Tetradrahmă Filip al II-lea de tip Aninoasa Dobrești     | Datare: Jumătatea secolului I a.Chr Școală: Necunoscut, probabil în Oltenia Descoperit: jud. Dolj, com. Dobrești, Murta-Dobrești, Pârâu Murta, afluent al Jiului Material: argint          | Descriere avers: Capul lui Zeus complet stilizat și schematizat, forma și trăsăturile lui au fost abandonate. Părul este redat prin două liniuțe rămase parțial în afara flanului, sprijinite pe o linie orizontală, iar cununa din două șiruri de globule paralele; sub acestea apar patru ovale dispuse diferit și o linie oblică, puțin curbată; dedesubt, câmp liber. Descriere revers: Călăreț cu calul la trap spre dreapta, foarte mult schematizat. Călărețul are capul globular, cu o proeminență în față ca un bot de câine și cu două linii ale părului în spate; corpul este triunghiular și piciorul coboară sub pântecele calului. Calul are unul din picioarele din față ridicat, redat printr-o linie frântă; celălalt picior din față este unit cu unul din spate printr-o linie orizontală cu trei globule; la picioarele din urmă se văd și copitele triunghiulare. Capul calului este asemănător unui cap de pasăre cu ciocul lat (rață-gâscă), tăiat de două linii paralele și oblice; coama apare cu un șir de globule, iar coada dintr-o linie dublă, arcuită. | Muzeul Olteniei, Craiova                               | Cimec    |
|      | Tetradrahmă Filip al II-lea de tip Aninoasa Dobrești     | Datare: Jumătatea secolului I a.Chr Școală: Necunoscut, probabil în Oltenia Descoperit: jud. Dolj, com. Dobrești, Murta-Dobrești, Pârâu Murta, afluent al Jiului Material: argint          | Descriere avers: Capul lui Zeus complet stilizat și schematizat, forma și trăsăturile lui au fost abandonate. Părul este redat prin două liniuțe rămase parțial în afara flanului, sprijinite pe o linie orizontală, iar cununa din două șiruri de globule paralele; sub acestea apar patru ovale dispuse diferit și o linie oblică, puțin curbată; dedesubt, câmp liber. Descriere revers: Călăreț cu calul la trap spre dreapta, foarte mult schematizat. Călărețul are capul globular, cu o proeminență în față ca un bot de câine și cu două linii ale părului în spate; corpul este triunghiular și piciorul coboară sub pântecele calului. Calul are unul din picioarele din față ridicat, redat printr-o linie frântă; celălalt picior din față este unit cu unul din spate printr-o linie orizontală cu trei globule; la picioarele din urmă se văd și copitele triunghiulare. Capul calului este asemănător unui cap de pasăre cu ciocul lat (rață-gâscă), tăiat de două linii paralele și oblice; coama apare cu un șir de globule, iar coada dintr-o linie dublă, arcuită. | Muzeul Olteniei, Craiova                               | Cimec    |
|      | Tetradrahmă Filip al II-lea de tip Aninoasa Dobrești     | Datare: Jumătatea secolului I a.Chr Școală: Necunoscut, probabil în Oltenia Descoperit: jud. Dolj, com. Dobrești, Murta-Dobrești, Pârâu Murta, afluent al Jiului Material: argint          | Descriere avers: Capul lui Zeus complet stilizat și schematizat, forma și trăsăturile lui au fost abandonate. Părul este redat prin două liniuțe rămase parțial în afara flanului, sprijinite pe o linie orizontală, iar cununa din două șiruri de globule paralele; sub acestea apar patru ovale dispuse diferit și o linie oblică, puțin curbată; dedesubt, câmp liber. Descriere revers: Călăreț cu calul la trap spre dreapta, foarte mult schematizat. Călărețul are capul globular, cu o proeminență în față ca un bot de câine și cu două linii ale părului în spate; corpul este triunghiular și piciorul coboară sub pântecele calului. Calul are unul din picioarele din față ridicat, redat printr-o linie frântă; celălalt picior din față este unit cu unul din spate printr-o linie orizontală cu trei globule; la picioarele din urmă se văd și copitele triunghiulare. Capul calului este asemănător unui cap de pasăre cu ciocul lat (rață-gâscă), tăiat de două linii paralele și oblice; coama apare cu un șir de globule, iar coada dintr-o linie dublă, arcuită. | Muzeul Olteniei, Craiova                               | Cimec    |
|      | Tetradrahmă Filip al II-lea de tip Aninoasa Dobrești     | Datare: Jumătatea secolului I a.Chr Școală: Necunoscut, probabil în Oltenia Descoperit: jud. Dolj, com. Dobrești, Murta-Dobrești, Pârâu Murta, afluent al Jiului Material: argint          | Descriere avers: Capul lui Zeus complet stilizat și schematizat, forma și trăsăturile lui au fost abandonate. Părul este redat prin două liniuțe rămase parțial în afara flanului, sprijinite pe o linie orizontală, iar cununa din două șiruri de globule paralele; sub acestea apar patru ovale dispuse diferit și o linie oblică, puțin curbată; dedesubt, câmp liber. Descriere revers: Călăreț cu calul la trap spre dreapta, foarte mult schematizat. Călărețul are capul globular, cu o proeminență în față ca un bot de câine și cu două linii ale părului în spate; corpul este triunghiular și piciorul coboară sub pântecele calului. Calul are unul din picioarele din față ridicat, redat printr-o linie frântă; celălalt picior din față este unit cu unul din spate printr-o linie orizontală cu trei globule; la picioarele din urmă se văd și copitele triunghiulare. Capul calului este asemănător unui cap de pasăre cu ciocul lat (rață-gâscă), tăiat de două linii paralele și oblice; coama apare cu un șir de globule, iar coada dintr-o linie dublă, arcuită. | Muzeul Olteniei, Craiova                               | Cimec    |
|      | Tetradrahmă Filip al II-lea de tip Aninoasa Dobrești     | Datare: Jumătatea secolului I a.Chr Școală: Necunoscut, probabil în Oltenia Descoperit: jud. Dolj, com. Dobrești, Murta-Dobrești, Pârâu Murta, afluent al Jiului Material: argint          | Descriere avers: Capul lui Zeus complet stilizat și schematizat, forma și trăsăturile lui au fost abandonate. Părul este redat prin două liniuțe rămase parțial în afara flanului, sprijinite pe o linie orizontală, iar cununa din două șiruri de globule paralele; sub acestea apar patru ovale dispuse diferit și o linie oblică, puțin curbată; dedesubt, câmp liber. Descriere revers: Călăreț cu calul la trap spre dreapta, foarte mult schematizat. Călărețul are capul globular, cu o proeminență în față ca un bot de câine și cu două linii ale părului în spate; corpul este triunghiular și piciorul coboară sub pântecele calului. Calul are unul din picioarele din față ridicat, redat printr-o linie frântă; celălalt picior din față este unit cu unul din spate printr-o linie orizontală cu trei globule; la picioarele din urmă se văd și copitele triunghiulare. Capul calului este asemănător unui cap de pasăre cu ciocul lat (rață-gâscă), tăiat de două linii paralele și oblice; coama apare cu un șir de globule, iar coada dintr-o linie dublă, arcuită. | Muzeul Olteniei, Craiova                               | Cimec    |
|      | Tetradrahmă Filip al II-lea de tip Aninoasa Dobrești     | Datare: Jumătatea secolului I a.Chr Școală: Necunoscut, probabil în Oltenia Descoperit: jud. Dolj, com. Dobrești, Murta-Dobrești, Pârâu Murta, afluent al Jiului Material: argint          | Descriere avers: Capul lui Zeus complet stilizat și schematizat, forma și trăsăturile lui au fost abandonate. Părul este redat prin două liniuțe rămase parțial în afara flanului, sprijinite pe o linie orizontală, iar cununa din două șiruri de globule paralele; sub acestea apar patru ovale dispuse diferit și o linie oblică, puțin curbată; dedesubt, câmp liber. Descriere revers: Călăreț cu calul la trap spre dreapta, foarte mult schematizat. Călărețul are capul globular, cu o proeminență în față ca un bot de câine și cu două linii ale părului în spate; corpul este triunghiular și piciorul coboară sub pântecele calului. Calul are unul din picioarele din față ridicat, redat printr-o linie frântă; celălalt picior din față este unit cu unul din spate printr-o linie orizontală cu trei globule; la picioarele din urmă se văd și copitele triunghiulare. Capul calului este asemănător unui cap de pasăre cu ciocul lat (rață-gâscă), tăiat de două linii paralele și oblice; coama apare cu un șir de globule, iar coada dintr-o linie dublă, arcuită. | Muzeul Olteniei, Craiova                               | Cimec    |
|      | Tetradrahmă Filip al II-lea de tip Aninoasa Dobrești     | Datare: Jumătatea secolului I a.Chr Școală: Necunoscut, probabil în Oltenia Descoperit: jud. Dolj, com. Dobrești, Murta-Dobrești, Pârâu Murta, afluent al Jiului Material: argint          | Descriere avers: Capul lui Zeus complet stilizat și schematizat, forma și trăsăturile lui au fost abandonate. Părul este redat prin două liniuțe rămase parțial în afara flanului, sprijinite pe o linie orizontală, iar cununa din două șiruri de globule paralele; sub acestea apar patru ovale dispuse diferit și o linie oblică, puțin curbată; dedesubt, câmp liber. Descriere revers: Călăreț cu calul la trap spre dreapta, foarte mult schematizat. Călărețul are capul globular, cu o proeminență în față ca un bot de câine și cu două linii ale părului în spate; corpul este triunghiular și piciorul coboară sub pântecele calului. Calul are unul din picioarele din față ridicat, redat printr-o linie frântă; celălalt picior din față este unit cu unul din spate printr-o linie orizontală cu trei globule; la picioarele din urmă se văd și copitele triunghiulare. Capul calului este asemănător unui cap de pasăre cu ciocul lat (rață-gâscă), tăiat de două linii paralele și oblice; coama apare cu un șir de globule, iar coada dintr-o linie dublă, arcuită. | Muzeul Olteniei, Craiova                               | Cimec    |
|      | Tetradrahmă Filip al II-lea de tip Aninoasa Dobrești     | Datare: Jumătatea secolului I a.Chr Școală: Necunoscut, probabil în Oltenia Descoperit: jud. Dolj, com. Dobrești, Murta-Dobrești, Pârâu Murta, afluent al Jiului Material: argint          | Descriere avers: Capul lui Zeus complet stilizat și schematizat, forma și trăsăturile lui au fost abandonate. Părul este redat prin două liniuțe rămase parțial în afara flanului, sprijinite pe o linie orizontală, iar cununa din două șiruri de globule paralele; sub acestea apar patru ovale dispuse diferit și o linie oblică, puțin curbată; dedesubt, câmp liber. Descriere revers: Călăreț cu calul la trap spre dreapta, foarte mult schematizat. Călărețul are capul globular, cu o proeminență în față ca un bot de câine și cu două linii ale părului în spate; corpul este triunghiular și piciorul coboară sub pântecele calului. Calul are unul din picioarele din față ridicat, redat printr-o linie frântă; celălalt picior din față este unit cu unul din spate printr-o linie orizontală cu trei globule; la picioarele din urmă se văd și copitele triunghiulare. Capul calului este asemănător unui cap de pasăre cu ciocul lat (rață-gâscă), tăiat de două linii paralele și oblice; coama apare cu un șir de globule, iar coada dintr-o linie dublă, arcuită. | Muzeul Olteniei, Craiova                               | Cimec    |
|      | Tetradrahmă Filip al II-lea de tip Aninoasa Dobrești     | Datare: Jumătatea secolului I a.Chr Școală: Necunoscut, probabil în Oltenia Descoperit: jud. Dolj, com. Dobrești, Murta-Dobrești, Pârâu Murta, afluent al Jiului Material: argint          | Descriere avers: Capul lui Zeus complet stilizat și schematizat, forma și trăsăturile lui au fost abandonate. Părul este redat prin două liniuțe rămase parțial în afara flanului, sprijinite pe o linie orizontală, iar cununa din două șiruri de globule paralele; sub acestea apar patru ovale dispuse diferit și o linie oblică, puțin curbată; dedesubt, câmp liber. Descriere revers: Călăreț cu calul la trap spre dreapta, foarte mult schematizat. Călărețul are capul globular, cu o proeminență în față ca un bot de câine și cu două linii ale părului în spate; corpul este triunghiular și piciorul coboară sub pântecele calului. Calul are unul din picioarele din față ridicat, redat printr-o linie frântă; celălalt picior din față este unit cu unul din spate printr-o linie orizontală cu trei globule; la picioarele din urmă se văd și copitele triunghiulare. Capul calului este asemănător unui cap de pasăre cu ciocul lat (rață-gâscă), tăiat de două linii paralele și oblice; coama apare cu un șir de globule, iar coada dintr-o linie dublă, arcuită. | Muzeul Olteniei, Craiova                               | Cimec    |
|      | Tetradrahmă Filip al II-lea de tip Aninoasa Dobrești     | Datare: Jumătatea secolului I a.Chr Școală: Necunoscut, probabil în Oltenia Descoperit: jud. Dolj, com. Dobrești, Murta-Dobrești, Pârâu Murta, afluent al Jiului Material: argint          | Descriere avers: Capul lui Zeus complet stilizat și schematizat, forma și trăsăturile lui au fost abandonate. Părul este redat prin două liniuțe rămase parțial în afara flanului, sprijinite pe o linie orizontală, iar cununa din două șiruri de globule paralele; sub acestea apar patru ovale dispuse diferit și o linie oblică, puțin curbată; dedesubt, câmp liber. Descriere revers: Călăreț cu calul la trap spre dreapta, foarte mult schematizat. Călărețul are capul globular, cu o proeminență în față ca un bot de câine și cu două linii ale părului în spate; corpul este triunghiular și piciorul coboară sub pântecele calului. Calul are unul din picioarele din față ridicat, redat printr-o linie frântă; celălalt picior din față este unit cu unul din spate printr-o linie orizontală cu trei globule; la picioarele din urmă se văd și copitele triunghiulare. Capul calului este asemănător unui cap de pasăre cu ciocul lat (rață-gâscă), tăiat de două linii paralele și oblice; coama apare cu un șir de globule, iar coada dintr-o linie dublă, arcuită. | Muzeul Olteniei, Craiova                               | Cimec    |
|      | Tetradrahmă Filip al II-lea de tip Aninoasa Dobrești     | Datare: Jumătatea secolului I a.Chr Școală: Necunoscut, probabil în Oltenia Descoperit: jud. Dolj, com. Dobrești, Murta-Dobrești, Pârâu Murta, afluent al Jiului Material: argint          | Descriere avers: Capul lui Zeus complet stilizat și schematizat, forma și trăsăturile lui au fost abandonate. Părul este redat prin două liniuțe rămase parțial în afara flanului, sprijinite pe o linie orizontală, iar cununa din două șiruri de globule paralele; sub acestea apar patru ovale dispuse diferit și o linie oblică, puțin curbată; dedesubt, câmp liber. Descriere revers: Călăreț cu calul la trap spre dreapta, foarte mult schematizat. Călărețul are capul globular, cu o proeminență în față ca un bot de câine și cu două linii ale părului în spate; corpul este triunghiular și piciorul coboară sub pântecele calului. Calul are unul din picioarele din față ridicat, redat printr-o linie frântă; celălalt picior din față este unit cu unul din spate printr-o linie orizontală cu trei globule; la picioarele din urmă se văd și copitele triunghiulare. Capul calului este asemănător unui cap de pasăre cu ciocul lat (rață-gâscă), tăiat de două linii paralele și oblice; coama apare cu un șir de globule, iar coada dintr-o linie dublă, arcuită. | Muzeul Olteniei, Craiova                               | Cimec    |
|      | Tetradrahmă Filip al II-lea de tip Aninoasa Dobrești     | Datare: Jumătatea secolului I a.Chr Școală: Necunoscut, probabil în Oltenia Descoperit: jud. Dolj, com. Dobrești, Murta-Dobrești, Pârâu Murta, afluent al Jiului Material: argint          | Descriere avers: Capul lui Zeus complet stilizat și schematizat, forma și trăsăturile lui au fost abandonate. Părul este redat prin două liniuțe rămase parțial în afara flanului, sprijinite pe o linie orizontală, iar cununa din două șiruri de globule paralele; sub acestea apar patru ovale dispuse diferit și o linie oblică, puțin curbată; dedesubt, câmp liber. Descriere revers: Călăreț cu calul la trap spre dreapta, foarte mult schematizat. Călărețul are capul globular, cu o proeminență în față ca un bot de câine și cu două linii ale părului în spate; corpul este triunghiular și piciorul coboară sub pântecele calului. Calul are unul din picioarele din față ridicat, redat printr-o linie frântă; celălalt picior din față este unit cu unul din spate printr-o linie orizontală cu trei globule; la picioarele din urmă se văd și copitele triunghiulare. Capul calului este asemănător unui cap de pasăre cu ciocul lat (rață-gâscă), tăiat de două linii paralele și oblice; coama apare cu un șir de globule, iar coada dintr-o linie dublă, arcuită. | Muzeul Olteniei, Craiova                               | Cimec    |
|      | Tetradrahmă Filip al II-lea de tip Aninoasa Dobrești     | Datare: Jumătatea secolului I a.Chr Școală: Necunoscut, probabil în Oltenia Descoperit: jud. Dolj, com. Dobrești, Murta-Dobrești, Pârâu Murta, afluent al Jiului Material: argint          | Descriere avers: Capul lui Zeus complet stilizat și schematizat, forma și trăsăturile lui au fost abandonate. Părul este redat prin două liniuțe rămase parțial în afara flanului, sprijinite pe o linie orizontală, iar cununa din două șiruri de globule paralele; sub acestea apar patru ovale dispuse diferit și o linie oblică, puțin curbată; dedesubt, câmp liber. Descriere revers: Călăreț cu calul la trap spre dreapta, foarte mult schematizat. Călărețul are capul globular, cu o proeminență în față ca un bot de câine și cu două linii ale părului în spate; corpul este triunghiular și piciorul coboară sub pântecele calului. Calul are unul din picioarele din față ridicat, redat printr-o linie frântă; celălalt picior din față este unit cu unul din spate printr-o linie orizontală cu trei globule; la picioarele din urmă se văd și copitele triunghiulare. Capul calului este asemănător unui cap de pasăre cu ciocul lat (rață-gâscă), tăiat de două linii paralele și oblice; coama apare cu un șir de globule, iar coada dintr-o linie dublă, arcuită. | Muzeul Olteniei, Craiova                               | Cimec    |
|      | Tetradrahmă Filip al II-lea de tip Aninoasa Dobrești     | Datare: Jumătatea secolului I a.Chr Școală: Necunoscut, probabil în Oltenia Descoperit: jud. Dolj, com. Dobrești, Murta-Dobrești, Pârâu Murta, afluent al Jiului Material: argint          | Descriere avers: Capul lui Zeus complet stilizat și schematizat, forma și trăsăturile lui au fost abandonate. Părul este redat prin două liniuțe rămase parțial în afara flanului, sprijinite pe o linie orizontală, iar cununa din două șiruri de globule paralele; sub acestea apar patru ovale dispuse diferit și o linie oblică, puțin curbată; dedesubt, câmp liber. Descriere revers: Călăreț cu calul la trap spre dreapta, foarte mult schematizat. Călărețul are capul globular, cu o proeminență în față ca un bot de câine și cu două linii ale părului în spate; corpul este triunghiular și piciorul coboară sub pântecele calului. Calul are unul din picioarele din față ridicat, redat printr-o linie frântă; celălalt picior din față este unit cu unul din spate printr-o linie orizontală cu trei globule; la picioarele din urmă se văd și copitele triunghiulare. Capul calului este asemănător unui cap de pasăre cu ciocul lat (rață-gâscă), tăiat de două linii paralele și oblice; coama apare cu un șir de globule, iar coada dintr-o linie dublă, arcuită. | Muzeul Olteniei, Craiova                               | Cimec    |
|      | Tetradrahmă Filip al II-lea de tip Aninoasa Dobrești     | Datare: Jumătatea secolului I a.Chr Școală: Necunoscut, probabil în Oltenia Descoperit: jud. Dolj, com. Dobrești, Murta-Dobrești, Pârâu Murta, afluent al Jiului Material: argint          | Descriere avers: Capul lui Zeus complet stilizat și schematizat, forma și trăsăturile lui au fost abandonate. Părul este redat prin două liniuțe rămase parțial în afara flanului, sprijinite pe o linie orizontală, iar cununa din două șiruri de globule paralele; sub acestea apar patru ovale dispuse diferit și o linie oblică, puțin curbată; dedesubt, câmp liber. Descriere revers: Călăreț cu calul la trap spre dreapta, foarte mult schematizat. Călărețul are capul globular, cu o proeminență în față ca un bot de câine și cu două linii ale părului în spate; corpul este triunghiular și piciorul coboară sub pântecele calului. Calul are unul din picioarele din față ridicat, redat printr-o linie frântă; celălalt picior din față este unit cu unul din spate printr-o linie orizontală cu trei globule; la picioarele din urmă se văd și copitele triunghiulare. Capul calului este asemănător unui cap de pasăre cu ciocul lat (rață-gâscă), tăiat de două linii paralele și oblice; coama apare cu un șir de globule, iar coada dintr-o linie dublă, arcuită. | Muzeul Olteniei, Craiova                               | Cimec    |
|      | Tetradrahmă Filip al II-lea de tip Aninoasa Dobrești     | Datare: Jumătatea secolului I a.Chr Școală: Necunoscut, probabil în Oltenia Descoperit: jud. Dolj, com. Dobrești, Murta-Dobrești, Pârâu Murta, afluent al Jiului Material: argint          | Descriere avers: Capul lui Zeus complet stilizat și schematizat, forma și trăsăturile lui au fost abandonate. Părul este redat prin două liniuțe rămase parțial în afara flanului, sprijinite pe o linie orizontală, iar cununa din două șiruri de globule paralele; sub acestea apar patru ovale dispuse diferit și o linie oblică, puțin curbată; dedesubt, câmp liber. Descriere revers: Călăreț cu calul la trap spre dreapta, foarte mult schematizat. Călărețul are capul globular, cu o proeminență în față ca un bot de câine și cu două linii ale părului în spate; corpul este triunghiular și piciorul coboară sub pântecele calului. Calul are unul din picioarele din față ridicat, redat printr-o linie frântă; celălalt picior din față este unit cu unul din spate printr-o linie orizontală cu trei globule; la picioarele din urmă se văd și copitele triunghiulare. Capul calului este asemănător unui cap de pasăre cu ciocul lat (rață-gâscă), tăiat de două linii paralele și oblice; coama apare cu un șir de globule, iar coada dintr-o linie dublă, arcuită. | Muzeul Olteniei, Craiova                               | Cimec    |
|      | Tetradrahmă Filip al II-lea de tip Aninoasa Dobrești     | Datare: Jumătatea secolului I a.Chr Școală: Necunoscut, probabil în Oltenia Descoperit: jud. Dolj, com. Dobrești, Murta-Dobrești, Pârâu Murta, afluent al Jiului Material: argint          | Descriere avers: Capul lui Zeus complet stilizat și schematizat, forma și trăsăturile lui au fost abandonate. Părul este redat prin două liniuțe rămase parțial în afara flanului, sprijinite pe o linie orizontală, iar cununa din două șiruri de globule paralele; sub acestea apar patru ovale dispuse diferit și o linie oblică, puțin curbată; dedesubt, câmp liber. Descriere revers: Călăreț cu calul la trap spre dreapta, foarte mult schematizat. Călărețul are capul globular, cu o proeminență în față ca un bot de câine și cu două linii ale părului în spate; corpul este triunghiular și piciorul coboară sub pântecele calului. Calul are unul din picioarele din față ridicat, redat printr-o linie frântă; celălalt picior din față este unit cu unul din spate printr-o linie orizontală cu trei globule; la picioarele din urmă se văd și copitele triunghiulare. Capul calului este asemănător unui cap de pasăre cu ciocul lat (rață-gâscă), tăiat de două linii paralele și oblice; coama apare cu un șir de globule, iar coada dintr-o linie dublă, arcuită. | Muzeul Olteniei, Craiova                               | Cimec    |
|      | Tetradrahmă Filip al II-lea de tip Aninoasa Dobrești     | Datare: Jumătatea secolului I a.Chr Școală: Necunoscut, probabil în Oltenia Descoperit: jud. Dolj, com. Dobrești, Murta-Dobrești, Pârâu Murta, afluent al Jiului Material: argint          | Descriere avers: Capul lui Zeus complet stilizat și schematizat, forma și trăsăturile lui au fost abandonate. Părul este redat prin două liniuțe rămase parțial în afara flanului, sprijinite pe o linie orizontală, iar cununa din două șiruri de globule paralele; sub acestea apar patru ovale dispuse diferit și o linie oblică, puțin curbată; dedesubt, câmp liber. Descriere revers: Călăreț cu calul la trap spre dreapta, foarte mult schematizat. Călărețul are capul globular, cu o proeminență în față ca un bot de câine și cu două linii ale părului în spate; corpul este triunghiular și piciorul coboară sub pântecele calului. Calul are unul din picioarele din față ridicat, redat printr-o linie frântă; celălalt picior din față este unit cu unul din spate printr-o linie orizontală cu trei globule; la picioarele din urmă se văd și copitele triunghiulare. Capul calului este asemănător unui cap de pasăre cu ciocul lat (rață-gâscă), tăiat de două linii paralele și oblice; coama apare cu un șir de globule, iar coada dintr-o linie dublă, arcuită. | Muzeul Olteniei, Craiova                               | Cimec    |
|      | Tetradrahmă Filip al II-lea de tip Aninoasa Dobrești     | Datare: Jumătatea secolului I a.Chr Școală: Necunoscut, probabil în Oltenia Descoperit: jud. Dolj, com. Dobrești, Murta-Dobrești, Pârâu Murta, afluent al Jiului Material: argint          | Descriere avers: Capul lui Zeus complet stilizat și schematizat, forma și trăsăturile lui au fost abandonate. Părul este redat prin două liniuțe rămase parțial în afara flanului, sprijinite pe o linie orizontală, iar cununa din două șiruri de globule paralele; sub acestea apar patru ovale dispuse diferit și o linie oblică, puțin curbată; dedesubt, câmp liber. Descriere revers: Călăreț cu calul la trap spre dreapta, foarte mult schematizat. Călărețul are capul globular, cu o proeminență în față ca un bot de câine și cu două linii ale părului în spate; corpul este triunghiular și piciorul coboară sub pântecele calului. Calul are unul din picioarele din față ridicat, redat printr-o linie frântă; celălalt picior din față este unit cu unul din spate printr-o linie orizontală cu trei globule; la picioarele din urmă se văd și copitele triunghiulare. Capul calului este asemănător unui cap de pasăre cu ciocul lat (rață-gâscă), tăiat de două linii paralele și oblice; coama apare cu un șir de globule, iar coada dintr-o linie dublă, arcuită. | Muzeul Olteniei, Craiova                               | Cimec    |
|      | Tetradrahmă Filip al II-lea de tip Aninoasa Dobrești     | Datare: Jumătatea secolului I a.Chr Școală: Necunoscut, probabil în Oltenia Descoperit: jud. Dolj, com. Dobrești, Murta-Dobrești, Pârâu Murta, afluent al Jiului Material: argint          | Descriere avers: Capul lui Zeus complet stilizat și schematizat, forma și trăsăturile lui au fost abandonate. Părul este redat prin două liniuțe rămase parțial în afara flanului, sprijinite pe o linie orizontală, iar cununa din două șiruri de globule paralele; sub acestea apar patru ovale dispuse diferit și o linie oblică, puțin curbată; dedesubt, câmp liber. Descriere revers: Călăreț cu calul la trap spre dreapta, foarte mult schematizat. Călărețul are capul globular, cu o proeminență în față ca un bot de câine și cu două linii ale părului în spate; corpul este triunghiular și piciorul coboară sub pântecele calului. Calul are unul din picioarele din față ridicat, redat printr-o linie frântă; celălalt picior din față este unit cu unul din spate printr-o linie orizontală cu trei globule; la picioarele din urmă se văd și copitele triunghiulare. Capul calului este asemănător unui cap de pasăre cu ciocul lat (rață-gâscă), tăiat de două linii paralele și oblice; coama apare cu un șir de globule, iar coada dintr-o linie dublă, arcuită. | Muzeul Olteniei, Craiova                               | Cimec    |
|      | Tetradrahmă Filip al II-lea de tip Aninoasa Dobrești     | Datare: Jumătatea secolului I a.Chr Școală: Necunoscut, probabil în Oltenia Descoperit: jud. Dolj, com. Dobrești, Murta-Dobrești, Pârâu Murta, afluent al Jiului Material: argint          | Descriere avers: Capul lui Zeus complet stilizat și schematizat, forma și trăsăturile lui au fost abandonate. Părul este redat prin două liniuțe rămase parțial în afara flanului, sprijinite pe o linie orizontală, iar cununa din două șiruri de globule paralele; sub acestea apar patru ovale dispuse diferit și o linie oblică, puțin curbată; dedesubt, câmp liber. Descriere revers: Călăreț cu calul la trap spre dreapta, foarte mult schematizat. Călărețul are capul globular, cu o proeminență în față ca un bot de câine și cu două linii ale părului în spate; corpul este triunghiular și piciorul coboară sub pântecele calului. Calul are unul din picioarele din față ridicat, redat printr-o linie frântă; celălalt picior din față este unit cu unul din spate printr-o linie orizontală cu trei globule; la picioarele din urmă se văd și copitele triunghiulare. Capul calului este asemănător unui cap de pasăre cu ciocul lat (rață-gâscă), tăiat de două linii paralele și oblice; coama apare cu un șir de globule, iar coada dintr-o linie dublă, arcuită. | Muzeul Olteniei, Craiova                               | Cimec    |
|      | Tetradrahmă Filip al II-lea de tip Aninoasa Dobrești     | Datare: Jumătatea secolului I a.Chr Școală: Necunoscut, probabil în Oltenia Descoperit: jud. Dolj, com. Dobrești, Murta-Dobrești, Pârâu Murta, afluent al Jiului Material: argint          | Descriere avers: Capul lui Zeus complet stilizat și schematizat, forma și trăsăturile lui au fost abandonate. Părul este redat prin două liniuțe rămase parțial în afara flanului, sprijinite pe o linie orizontală, iar cununa din două șiruri de globule paralele; sub acestea apar patru ovale dispuse diferit și o linie oblică, puțin curbată; dedesubt, câmp liber. Descriere revers: Călăreț cu calul la trap spre dreapta, foarte mult schematizat. Călărețul are capul globular, cu o proeminență în față ca un bot de câine și cu două linii ale părului în spate; corpul este triunghiular și piciorul coboară sub pântecele calului. Calul are unul din picioarele din față ridicat, redat printr-o linie frântă; celălalt picior din față este unit cu unul din spate printr-o linie orizontală cu trei globule; la picioarele din urmă se văd și copitele triunghiulare. Capul calului este asemănător unui cap de pasăre cu ciocul lat (rață-gâscă), tăiat de două linii paralele și oblice; coama apare cu un șir de globule, iar coada dintr-o linie dublă, arcuită. | Muzeul Olteniei, Craiova                               | Cimec    |
|      | Tetradrahmă Filip al II-lea de tip Aninoasa Dobrești     | Datare: Jumătatea secolului I a.Chr Școală: Necunoscut, probabil în Oltenia Descoperit: jud. Dolj, com. Dobrești, Murta-Dobrești, Pârâu Murta, afluent al Jiului Material: argint          | Descriere avers: Capul lui Zeus complet stilizat și schematizat, forma și trăsăturile lui au fost abandonate. Părul este redat prin două liniuțe rămase parțial în afara flanului, sprijinite pe o linie orizontală, iar cununa din două șiruri de globule paralele; sub acestea apar patru ovale dispuse diferit și o linie oblică, puțin curbată; dedesubt, câmp liber. Descriere revers: Călăreț cu calul la trap spre dreapta, foarte mult schematizat. Călărețul are capul globular, cu o proeminență în față ca un bot de câine și cu două linii ale părului în spate; corpul este triunghiular și piciorul coboară sub pântecele calului. Calul are unul din picioarele din față ridicat, redat printr-o linie frântă; celălalt picior din față este unit cu unul din spate printr-o linie orizontală cu trei globule; la picioarele din urmă se văd și copitele triunghiulare. Capul calului este asemănător unui cap de pasăre cu ciocul lat (rață-gâscă), tăiat de două linii paralele și oblice; coama apare cu un șir de globule, iar coada dintr-o linie dublă, arcuită. | Muzeul Olteniei, Craiova                               | Cimec    |
|      | Tetradrahmă Filip al II-lea de tip Aninoasa Dobrești     | Datare: Jumătatea secolului I a.Chr Școală: Necunoscut, probabil în Oltenia Descoperit: jud. Dolj, com. Dobrești, Murta-Dobrești, Pârâu Murta, afluent al Jiului Material: argint          | Descriere avers: Capul lui Zeus complet stilizat și schematizat, forma și trăsăturile lui au fost abandonate. Părul este redat prin două liniuțe rămase parțial în afara flanului, sprijinite pe o linie orizontală, iar cununa din două șiruri de globule paralele; sub acestea apar patru ovale dispuse diferit și o linie oblică, puțin curbată; dedesubt, câmp liber. Descriere revers: Călăreț cu calul la trap spre dreapta, foarte mult schematizat. Călărețul are capul globular, cu o proeminență în față ca un bot de câine și cu două linii ale părului în spate; corpul este triunghiular și piciorul coboară sub pântecele calului. Calul are unul din picioarele din față ridicat, redat printr-o linie frântă; celălalt picior din față este unit cu unul din spate printr-o linie orizontală cu trei globule; la picioarele din urmă se văd și copitele triunghiulare. Capul calului este asemănător unui cap de pasăre cu ciocul lat (rață-gâscă), tăiat de două linii paralele și oblice; coama apare cu un șir de globule, iar coada dintr-o linie dublă, arcuită. | Muzeul Olteniei, Craiova                               | Cimec    |
|      | Tetradrahmă Filip al II-lea de tip Aninoasa Dobrești     | Datare: Jumătatea secolului I a.Chr Școală: Necunoscut, probabil în Oltenia Descoperit: jud. Dolj, com. Dobrești, Murta-Dobrești, Pârâu Murta, afluent al Jiului Material: argint          | Descriere avers: Capul lui Zeus complet stilizat și schematizat, forma și trăsăturile lui au fost abandonate. Părul este redat prin două liniuțe rămase parțial în afara flanului, sprijinite pe o linie orizontală, iar cununa din două șiruri de globule paralele; sub acestea apar patru ovale dispuse diferit și o linie oblică, puțin curbată; dedesubt, câmp liber. Descriere revers: Călăreț cu calul la trap spre dreapta, foarte mult schematizat. Călărețul are capul globular, cu o proeminență în față ca un bot de câine și cu două linii ale părului în spate; corpul este triunghiular și piciorul coboară sub pântecele calului. Calul are unul din picioarele din față ridicat, redat printr-o linie frântă; celălalt picior din față este unit cu unul din spate printr-o linie orizontală cu trei globule; la picioarele din urmă se văd și copitele triunghiulare. Capul calului este asemănător unui cap de pasăre cu ciocul lat (rață-gâscă), tăiat de două linii paralele și oblice; coama apare cu un șir de globule, iar coada dintr-o linie dublă, arcuită. | Muzeul Olteniei, Craiova                               | Cimec    |
|      | Tetradrahmă Filip al II-lea de tip Aninoasa Dobrești     | Datare: Jumătatea secolului I a.Chr Școală: Necunoscut, probabil în Oltenia Descoperit: jud. Dolj, com. Dobrești, Murta-Dobrești, Pârâu Murta, afluent al Jiului Material: argint          | Descriere avers: Capul lui Zeus complet stilizat și schematizat, forma și trăsăturile lui au fost abandonate. Părul este redat prin două liniuțe rămase parțial în afara flanului, sprijinite pe o linie orizontală, iar cununa din două șiruri de globule paralele; sub acestea apar patru ovale dispuse diferit și o linie oblică, puțin curbată; dedesubt, câmp liber. Descriere revers: Călăreț cu calul la trap spre dreapta, foarte mult schematizat. Călărețul are capul globular, cu o proeminență în față ca un bot de câine și cu două linii ale părului în spate; corpul este triunghiular și piciorul coboară sub pântecele calului. Calul are unul din picioarele din față ridicat, redat printr-o linie frântă; celălalt picior din față este unit cu unul din spate printr-o linie orizontală cu trei globule; la picioarele din urmă se văd și copitele triunghiulare. Capul calului este asemănător unui cap de pasăre cu ciocul lat (rață-gâscă), tăiat de două linii paralele și oblice; coama apare cu un șir de globule, iar coada dintr-o linie dublă, arcuită. | Muzeul Olteniei, Craiova                               | Cimec    |
|      | Tetradrahmă Filip al II-lea de tip Aninoasa Dobrești     | Datare: Jumătatea secolului I a.Chr Școală: Necunoscut, probabil în Oltenia Descoperit: jud. Dolj, com. Dobrești, Murta-Dobrești, Pârâu Murta, afluent al Jiului Material: argint          | Descriere avers: Capul lui Zeus complet stilizat și schematizat, forma și trăsăturile lui au fost abandonate. Părul este redat prin două liniuțe rămase parțial în afara flanului, sprijinite pe o linie orizontală, iar cununa din două șiruri de globule paralele; sub acestea apar patru ovale dispuse diferit și o linie oblică, puțin curbată; dedesubt, câmp liber. Descriere revers: Călăreț cu calul la trap spre dreapta, foarte mult schematizat. Călărețul are capul globular, cu o proeminență în față ca un bot de câine și cu două linii ale părului în spate; corpul este triunghiular și piciorul coboară sub pântecele calului. Calul are unul din picioarele din față ridicat, redat printr-o linie frântă; celălalt picior din față este unit cu unul din spate printr-o linie orizontală cu trei globule; la picioarele din urmă se văd și copitele triunghiulare. Capul calului este asemănător unui cap de pasăre cu ciocul lat (rață-gâscă), tăiat de două linii paralele și oblice; coama apare cu un șir de globule, iar coada dintr-o linie dublă, arcuită. | Muzeul Olteniei, Craiova                               | Cimec    |
|      | Tetradrahmă Filip al II-lea de tip Aninoasa Dobrești     | Datare: Jumătatea secolului I a.Chr Școală: Necunoscut, probabil în Oltenia Descoperit: jud. Dolj, com. Dobrești, Murta-Dobrești, Pârâu Murta, afluent al Jiului Material: argint          | Descriere avers: Capul lui Zeus complet stilizat și schematizat, forma și trăsăturile lui au fost abandonate. Părul este redat prin două liniuțe rămase parțial în afara flanului, sprijinite pe o linie orizontală, iar cununa din două șiruri de globule paralele; sub acestea apar patru ovale dispuse diferit și o linie oblică, puțin curbată; dedesubt, câmp liber. Descriere revers: Călăreț cu calul la trap spre dreapta, foarte mult schematizat. Călărețul are capul globular, cu o proeminență în față ca un bot de câine și cu două linii ale părului în spate; corpul este triunghiular și piciorul coboară sub pântecele calului. Calul are unul din picioarele din față ridicat, redat printr-o linie frântă; celălalt picior din față este unit cu unul din spate printr-o linie orizontală cu trei globule; la picioarele din urmă se văd și copitele triunghiulare. Capul calului este asemănător unui cap de pasăre cu ciocul lat (rață-gâscă), tăiat de două linii paralele și oblice; coama apare cu un șir de globule, iar coada dintr-o linie dublă, arcuită. | Muzeul Olteniei, Craiova                               | Cimec    |
|      | Tetradrahmă Filip al II-lea de tip Aninoasa Dobrești     | Datare: Jumătatea secolului I a.Chr Școală: Necunoscut, probabil în Oltenia Descoperit: jud. Dolj, com. Dobrești, Murta-Dobrești, Pârâu Murta, afluent al Jiului Material: argint          | Descriere avers: Capul lui Zeus complet stilizat și schematizat, forma și trăsăturile lui au fost abandonate. Părul este redat prin două liniuțe rămase parțial în afara flanului, sprijinite pe o linie orizontală, iar cununa din două șiruri de globule paralele; sub acestea apar patru ovale dispuse diferit și o linie oblică, puțin curbată; dedesubt, câmp liber. Descriere revers: Călăreț cu calul la trap spre dreapta, foarte mult schematizat. Călărețul are capul globular, cu o proeminență în față ca un bot de câine și cu două linii ale părului în spate; corpul este triunghiular și piciorul coboară sub pântecele calului. Calul are unul din picioarele din față ridicat, redat printr-o linie frântă; celălalt picior din față este unit cu unul din spate printr-o linie orizontală cu trei globule; la picioarele din urmă se văd și copitele triunghiulare. Capul calului este asemănător unui cap de pasăre cu ciocul lat (rață-gâscă), tăiat de două linii paralele și oblice; coama apare cu un șir de globule, iar coada dintr-o linie dublă, arcuită. | Muzeul Olteniei, Craiova                               | Cimec    |
|      | Tetradrahmă Filip al II-lea de tip Aninoasa Dobrești     | Datare: Jumătatea secolului I a.Chr Școală: Necunoscut, probabil în Oltenia Descoperit: jud. Dolj, com. Dobrești, Murta-Dobrești, Pârâu Murta, afluent al Jiului Material: argint          | Descriere avers: Capul lui Zeus complet stilizat și schematizat, forma și trăsăturile lui au fost abandonate. Părul este redat prin două liniuțe rămase parțial în afara flanului, sprijinite pe o linie orizontală, iar cununa din două șiruri de globule paralele; sub acestea apar patru ovale dispuse diferit și o linie oblică, puțin curbată; dedesubt, câmp liber. Descriere revers: Călăreț cu calul la trap spre dreapta, foarte mult schematizat. Călărețul are capul globular, cu o proeminență în față ca un bot de câine și cu două linii ale părului în spate; corpul este triunghiular și piciorul coboară sub pântecele calului. Calul are unul din picioarele din față ridicat, redat printr-o linie frântă; celălalt picior din față este unit cu unul din spate printr-o linie orizontală cu trei globule; la picioarele din urmă se văd și copitele triunghiulare. Capul calului este asemănător unui cap de pasăre cu ciocul lat (rață-gâscă), tăiat de două linii paralele și oblice; coama apare cu un șir de globule, iar coada dintr-o linie dublă, arcuită. | Muzeul Olteniei, Craiova                               | Cimec    |
|      | Tetradrahmă Filip al II-lea de tip Aninoasa Dobrești     | Datare: Jumătatea secolului I a.Chr Școală: Necunoscut, probabil în Oltenia Descoperit: jud. Dolj, com. Dobrești, Murta-Dobrești, Pârâu Murta, afluent al Jiului Material: argint          | Descriere avers: Capul lui Zeus complet stilizat și schematizat, forma și trăsăturile lui au fost abandonate. Părul este redat prin două liniuțe rămase parțial în afara flanului, sprijinite pe o linie orizontală, iar cununa din două șiruri de globule paralele; sub acestea apar patru ovale dispuse diferit și o linie oblică, puțin curbată; dedesubt, câmp liber. Descriere revers: Călăreț cu calul la trap spre dreapta, foarte mult schematizat. Călărețul are capul globular, cu o proeminență în față ca un bot de câine și cu două linii ale părului în spate; corpul este triunghiular și piciorul coboară sub pântecele calului. Calul are unul din picioarele din față ridicat, redat printr-o linie frântă; celălalt picior din față este unit cu unul din spate printr-o linie orizontală cu trei globule; la picioarele din urmă se văd și copitele triunghiulare. Capul calului este asemănător unui cap de pasăre cu ciocul lat (rață-gâscă), tăiat de două linii paralele și oblice; coama apare cu un șir de globule, iar coada dintr-o linie dublă, arcuită. | Muzeul Olteniei, Craiova                               | Cimec    |
|      | Tetradrahmă Filip al II-lea de tip Aninoasa Dobrești     | Datare: Jumătatea secolului I a.Chr Școală: Necunoscut, probabil în Oltenia Descoperit: jud. Dolj, com. Dobrești, Murta-Dobrești, Pârâu Murta, afluent al Jiului Material: argint          | Descriere avers: Capul lui Zeus complet stilizat și schematizat, forma și trăsăturile lui au fost abandonate. Părul este redat prin două liniuțe rămase parțial în afara flanului, sprijinite pe o linie orizontală, iar cununa din două șiruri de globule paralele; sub acestea apar patru ovale dispuse diferit și o linie oblică, puțin curbată; dedesubt, câmp liber. Descriere revers: Călăreț cu calul la trap spre dreapta, foarte mult schematizat. Călărețul are capul globular, cu o proeminență în față ca un bot de câine și cu două linii ale părului în spate; corpul este triunghiular și piciorul coboară sub pântecele calului. Calul are unul din picioarele din față ridicat, redat printr-o linie frântă; celălalt picior din față este unit cu unul din spate printr-o linie orizontală cu trei globule; la picioarele din urmă se văd și copitele triunghiulare. Capul calului este asemănător unui cap de pasăre cu ciocul lat (rață-gâscă), tăiat de două linii paralele și oblice; coama apare cu un șir de globule, iar coada dintr-o linie dublă, arcuită. | Muzeul Olteniei, Craiova                               | Cimec    |
|      | Tetradrahmă Filip al II-lea de tip Aninoasa Dobrești     | Datare: Jumătatea secolului I a.Chr Școală: Necunoscut, probabil în Oltenia Descoperit: jud. Dolj, com. Dobrești, Murta-Dobrești, Pârâu Murta, afluent al Jiului Material: argint          | Descriere avers: Capul lui Zeus complet stilizat și schematizat, forma și trăsăturile lui au fost abandonate. Părul este redat prin două liniuțe rămase parțial în afara flanului, sprijinite pe o linie orizontală, iar cununa din două șiruri de globule paralele; sub acestea apar patru ovale dispuse diferit și o linie oblică, puțin curbată; dedesubt, câmp liber. Descriere revers: Călăreț cu calul la trap spre dreapta, foarte mult schematizat. Călărețul are capul globular, cu o proeminență în față ca un bot de câine și cu două linii ale părului în spate; corpul este triunghiular și piciorul coboară sub pântecele calului. Calul are unul din picioarele din față ridicat, redat printr-o linie frântă; celălalt picior din față este unit cu unul din spate printr-o linie orizontală cu trei globule; la picioarele din urmă se văd și copitele triunghiulare. Capul calului este asemănător unui cap de pasăre cu ciocul lat (rață-gâscă), tăiat de două linii paralele și oblice; coama apare cu un șir de globule, iar coada dintr-o linie dublă, arcuită. | Muzeul Olteniei, Craiova                               | Cimec    |
|      | Tetradrahmă Filip al II-lea de tip Aninoasa Dobrești     | Datare: Jumătatea secolului I a.Chr Școală: Necunoscut, probabil în Oltenia Descoperit: jud. Dolj, com. Dobrești, Murta-Dobrești, Pârâu Murta, afluent al Jiului Material: argint          | Descriere avers: Capul lui Zeus complet stilizat și schematizat, forma și trăsăturile lui au fost abandonate. Părul este redat prin două liniuțe rămase parțial în afara flanului, sprijinite pe o linie orizontală, iar cununa din două șiruri de globule paralele; sub acestea apar patru ovale dispuse diferit și o linie oblică, puțin curbată; dedesubt, câmp liber. Descriere revers: Călăreț cu calul la trap spre dreapta, foarte mult schematizat. Călărețul are capul globular, cu o proeminență în față ca un bot de câine și cu două linii ale părului în spate; corpul este triunghiular și piciorul coboară sub pântecele calului. Calul are unul din picioarele din față ridicat, redat printr-o linie frântă; celălalt picior din față este unit cu unul din spate printr-o linie orizontală cu trei globule; la picioarele din urmă se văd și copitele triunghiulare. Capul calului este asemănător unui cap de pasăre cu ciocul lat (rață-gâscă), tăiat de două linii paralele și oblice; coama apare cu un șir de globule, iar coada dintr-o linie dublă, arcuită. | Muzeul Olteniei, Craiova                               | Cimec    |
|      | Tetradrahmă Filip al II-lea de tip Aninoasa Dobrești     | Datare: Jumătatea secolului I a.Chr Școală: Necunoscut, probabil în Oltenia Descoperit: jud. Dolj, com. Dobrești, Murta-Dobrești, Pârâu Murta, afluent al Jiului Material: argint          | Descriere avers: Capul lui Zeus complet stilizat și schematizat, forma și trăsăturile lui au fost abandonate. Părul este redat prin două liniuțe rămase parțial în afara flanului, sprijinite pe o linie orizontală, iar cununa din două șiruri de globule paralele; sub acestea apar patru ovale dispuse diferit și o linie oblică, puțin curbată; dedesubt, câmp liber. Descriere revers: Călăreț cu calul la trap spre dreapta, foarte mult schematizat. Călărețul are capul globular, cu o proeminență în față ca un bot de câine și cu două linii ale părului în spate; corpul este triunghiular și piciorul coboară sub pântecele calului. Calul are unul din picioarele din față ridicat, redat printr-o linie frântă; celălalt picior din față este unit cu unul din spate printr-o linie orizontală cu trei globule; la picioarele din urmă se văd și copitele triunghiulare. Capul calului este asemănător unui cap de pasăre cu ciocul lat (rață-gâscă), tăiat de două linii paralele și oblice; coama apare cu un șir de globule, iar coada dintr-o linie dublă, arcuită. | Muzeul Olteniei, Craiova                               | Cimec    |
|      | Tetradrahmă Filip al II-lea de tip Aninoasa Dobrești     | Datare: Jumătatea secolului I a.Chr Școală: Necunoscut, probabil în Oltenia Descoperit: jud. Dolj, com. Dobrești, Murta-Dobrești, Pârâu Murta, afluent al Jiului Material: argint          | Descriere avers: Capul lui Zeus complet stilizat și schematizat, forma și trăsăturile lui au fost abandonate. Părul este redat prin două liniuțe rămase parțial în afara flanului, sprijinite pe o linie orizontală, iar cununa din două șiruri de globule paralele; sub acestea apar patru ovale dispuse diferit și o linie oblică, puțin curbată; dedesubt, câmp liber. Descriere revers: Călăreț cu calul la trap spre dreapta, foarte mult schematizat. Călărețul are capul globular, cu o proeminență în față ca un bot de câine și cu două linii ale părului în spate; corpul este triunghiular și piciorul coboară sub pântecele calului. Calul are unul din picioarele din față ridicat, redat printr-o linie frântă; celălalt picior din față este unit cu unul din spate printr-o linie orizontală cu trei globule; la picioarele din urmă se văd și copitele triunghiulare. Capul calului este asemănător unui cap de pasăre cu ciocul lat (rață-gâscă), tăiat de două linii paralele și oblice; coama apare cu un șir de globule, iar coada dintr-o linie dublă, arcuită. | Muzeul Olteniei, Craiova                               | Cimec    |
|      | Tetradrahmă Filip al II-lea de tip Aninoasa Dobrești     | Datare: Jumătatea secolului I a.Chr Școală: Necunoscut, probabil în Oltenia Descoperit: jud. Dolj, com. Dobrești, Murta-Dobrești, Pârâu Murta, afluent al Jiului Material: argint          | Descriere avers: Capul lui Zeus complet stilizat și schematizat, forma și trăsăturile lui au fost abandonate. Părul este redat prin două liniuțe rămase parțial în afara flanului, sprijinite pe o linie orizontală, iar cununa din două șiruri de globule paralele; sub acestea apar patru ovale dispuse diferit și o linie oblică, puțin curbată; dedesubt, câmp liber. Descriere revers: Călăreț cu calul la trap spre dreapta, foarte mult schematizat. Călărețul are capul globular, cu o proeminență în față ca un bot de câine și cu două linii ale părului în spate; corpul este triunghiular și piciorul coboară sub pântecele calului. Calul are unul din picioarele din față ridicat, redat printr-o linie frântă; celălalt picior din față este unit cu unul din spate printr-o linie orizontală cu trei globule; la picioarele din urmă se văd și copitele triunghiulare. Capul calului este asemănător unui cap de pasăre cu ciocul lat (rață-gâscă), tăiat de două linii paralele și oblice; coama apare cu un șir de globule, iar coada dintr-o linie dublă, arcuită. | Muzeul Olteniei, Craiova                               | Cimec    |
|      | Tetradrahmă Filip al II-lea de tip Aninoasa Dobrești     | Datare: Jumătatea secolului I a.Chr Școală: Necunoscut, probabil în Oltenia Descoperit: jud. Dolj, com. Dobrești, Murta-Dobrești, Pârâu Murta, afluent al Jiului Material: argint          | Descriere avers: Capul lui Zeus complet stilizat și schematizat, forma și trăsăturile lui au fost abandonate. Părul este redat prin două liniuțe rămase parțial în afara flanului, sprijinite pe o linie orizontală, iar cununa din două șiruri de globule paralele; sub acestea apar patru ovale dispuse diferit și o linie oblică, puțin curbată; dedesubt, câmp liber. Descriere revers: Călăreț cu calul la trap spre dreapta, foarte mult schematizat. Călărețul are capul globular, cu o proeminență în față ca un bot de câine și cu două linii ale părului în spate; corpul este triunghiular și piciorul coboară sub pântecele calului. Calul are unul din picioarele din față ridicat, redat printr-o linie frântă; celălalt picior din față este unit cu unul din spate printr-o linie orizontală cu trei globule; la picioarele din urmă se văd și copitele triunghiulare. Capul calului este asemănător unui cap de pasăre cu ciocul lat (rață-gâscă), tăiat de două linii paralele și oblice; coama apare cu un șir de globule, iar coada dintr-o linie dublă, arcuită. | Muzeul Olteniei, Craiova                               | Cimec    |
|      | Tetradrahmă Filip al II-lea de tip Aninoasa Dobrești     | Datare: Jumătatea secolului I a.Chr Școală: Necunoscut, probabil în Oltenia Descoperit: jud. Dolj, com. Dobrești, Murta-Dobrești, Pârâu Murta, afluent al Jiului Material: argint          | Descriere avers: Capul lui Zeus complet stilizat și schematizat, forma și trăsăturile lui au fost abandonate. Părul este redat prin două liniuțe rămase parțial în afara flanului, sprijinite pe o linie orizontală, iar cununa din două șiruri de globule paralele; sub acestea apar patru ovale dispuse diferit și o linie oblică, puțin curbată; dedesubt, câmp liber. Descriere revers: Călăreț cu calul la trap spre dreapta, foarte mult schematizat. Călărețul are capul globular, cu o proeminență în față ca un bot de câine și cu două linii ale părului în spate; corpul este triunghiular și piciorul coboară sub pântecele calului. Calul are unul din picioarele din față ridicat, redat printr-o linie frântă; celălalt picior din față este unit cu unul din spate printr-o linie orizontală cu trei globule; la picioarele din urmă se văd și copitele triunghiulare. Capul calului este asemănător unui cap de pasăre cu ciocul lat (rață-gâscă), tăiat de două linii paralele și oblice; coama apare cu un șir de globule, iar coada dintr-o linie dublă, arcuită. | Muzeul Olteniei, Craiova                               | Cimec    |
|      | Tetradrahmă Filip al II-lea de tip Aninoasa Dobrești     | Datare: Jumătatea secolului I a.Chr Școală: Necunoscut, probabil în Oltenia Descoperit: jud. Dolj, com. Dobrești, Murta-Dobrești, Pârâu Murta, afluent al Jiului Material: argint          | Descriere avers: Capul lui Zeus complet stilizat și schematizat, forma și trăsăturile lui au fost abandonate. Părul este redat prin două liniuțe rămase parțial în afara flanului, sprijinite pe o linie orizontală, iar cununa din două șiruri de globule paralele; sub acestea apar patru ovale dispuse diferit și o linie oblică, puțin curbată; dedesubt, câmp liber. Descriere revers: Călăreț cu calul la trap spre dreapta, foarte mult schematizat. Călărețul are capul globular, cu o proeminență în față ca un bot de câine și cu două linii ale părului în spate; corpul este triunghiular și piciorul coboară sub pântecele calului. Calul are unul din picioarele din față ridicat, redat printr-o linie frântă; celălalt picior din față este unit cu unul din spate printr-o linie orizontală cu trei globule; la picioarele din urmă se văd și copitele triunghiulare. Capul calului este asemănător unui cap de pasăre cu ciocul lat (rață-gâscă), tăiat de două linii paralele și oblice; coama apare cu un șir de globule, iar coada dintr-o linie dublă, arcuită. | Muzeul Olteniei, Craiova                               | Cimec    |
|      | Tetradrahmă Filip al II-lea de tip Aninoasa Dobrești     | Datare: Jumătatea secolului I a.Chr Școală: Necunoscut, probabil în Oltenia Descoperit: jud. Dolj, com. Dobrești, Murta-Dobrești, Pârâu Murta, afluent al Jiului Material: argint          | Descriere avers: Capul lui Zeus complet stilizat și schematizat, forma și trăsăturile lui au fost abandonate. Părul este redat prin două liniuțe rămase parțial în afara flanului, sprijinite pe o linie orizontală, iar cununa din două șiruri de globule paralele; sub acestea apar patru ovale dispuse diferit și o linie oblică, puțin curbată; dedesubt, câmp liber. Descriere revers: Călăreț cu calul la trap spre dreapta, foarte mult schematizat. Călărețul are capul globular, cu o proeminență în față ca un bot de câine și cu două linii ale părului în spate; corpul este triunghiular și piciorul coboară sub pântecele calului. Calul are unul din picioarele din față ridicat, redat printr-o linie frântă; celălalt picior din față este unit cu unul din spate printr-o linie orizontală cu trei globule; la picioarele din urmă se văd și copitele triunghiulare. Capul calului este asemănător unui cap de pasăre cu ciocul lat (rață-gâscă), tăiat de două linii paralele și oblice; coama apare cu un șir de globule, iar coada dintr-o linie dublă, arcuită. | Muzeul Olteniei, Craiova                               | Cimec    |
|      | Tetradrahmă Filip al II-lea de tip Aninoasa Dobrești     | Datare: Jumătatea secolului I a.Chr Școală: Necunoscut, probabil în Oltenia Descoperit: jud. Dolj, com. Dobrești, Murta-Dobrești, Pârâu Murta, afluent al Jiului Material: argint          | Descriere avers: Capul lui Zeus complet stilizat și schematizat, forma și trăsăturile lui au fost abandonate. Părul este redat prin două liniuțe rămase parțial în afara flanului, sprijinite pe o linie orizontală, iar cununa din două șiruri de globule paralele; sub acestea apar patru ovale dispuse diferit și o linie oblică, puțin curbată; dedesubt, câmp liber. Descriere revers: Călăreț cu calul la trap spre dreapta, foarte mult schematizat. Călărețul are capul globular, cu o proeminență în față ca un bot de câine și cu două linii ale părului în spate; corpul este triunghiular și piciorul coboară sub pântecele calului. Calul are unul din picioarele din față ridicat, redat printr-o linie frântă; celălalt picior din față este unit cu unul din spate printr-o linie orizontală cu trei globule; la picioarele din urmă se văd și copitele triunghiulare. Capul calului este asemănător unui cap de pasăre cu ciocul lat (rață-gâscă), tăiat de două linii paralele și oblice; coama apare cu un șir de globule, iar coada dintr-o linie dublă, arcuită. | Muzeul Olteniei, Craiova                               | Cimec    |
|      | Tetradrahmă Filip al II-lea de tip Aninoasa Dobrești     | Datare: Jumătatea secolului I a.Chr Școală: Necunoscut, probabil în Oltenia Descoperit: jud. Dolj, com. Dobrești, Murta-Dobrești, Pârâu Murta, afluent al Jiului Material: argint          | Descriere avers: Capul lui Zeus complet stilizat și schematizat, forma și trăsăturile lui au fost abandonate. Părul este redat prin două liniuțe rămase parțial în afara flanului, sprijinite pe o linie orizontală, iar cununa din două șiruri de globule paralele; sub acestea apar patru ovale dispuse diferit și o linie oblică, puțin curbată; dedesubt, câmp liber. Descriere revers: Călăreț cu calul la trap spre dreapta, foarte mult schematizat. Călărețul are capul globular, cu o proeminență în față ca un bot de câine și cu două linii ale părului în spate; corpul este triunghiular și piciorul coboară sub pântecele calului. Calul are unul din picioarele din față ridicat, redat printr-o linie frântă; celălalt picior din față este unit cu unul din spate printr-o linie orizontală cu trei globule; la picioarele din urmă se văd și copitele triunghiulare. Capul calului este asemănător unui cap de pasăre cu ciocul lat (rață-gâscă), tăiat de două linii paralele și oblice; coama apare cu un șir de globule, iar coada dintr-o linie dublă, arcuită. | Muzeul Olteniei, Craiova                               | Cimec    |
|      | Tetradrahmă Filip al II-lea de tip Aninoasa Dobrești     | Datare: Jumătatea secolului I a.Chr Școală: Necunoscut, probabil în Oltenia Descoperit: jud. Dolj, com. Dobrești, Murta-Dobrești, Pârâu Murta, afluent al Jiului Material: argint          | Descriere avers: Capul lui Zeus complet stilizat și schematizat, forma și trăsăturile lui au fost abandonate. Părul este redat prin două liniuțe rămase parțial în afara flanului, sprijinite pe o linie orizontală, iar cununa din două șiruri de globule paralele; sub acestea apar patru ovale dispuse diferit și o linie oblică, puțin curbată; dedesubt, câmp liber. Descriere revers: Călăreț cu calul la trap spre dr., foarte mult schematizat. Călărețul are capul globular, cu o proeminență în față ca un bot de câine și cu două linii ale părului în spate; corpul este triunghiular și piciorul coboară sub pântecele calului. Calul are unul din picioarele din față ridicat, redat printr-o linie frântă; celălalt picior din față este unit cu unul din spate printr-o linie orizontală cu trei globule; la picioarele din urmă se văd și copitele triunghiulare. Capul calului este asemănător unui cap de pasăre cu ciocul lat (rață-gâscă), tăiat de două linii paralele și oblice; coama apare cu un șir de globule, iar coada dintr-o linie dublă, arcuită. | Muzeul Olteniei, Craiova                               | Cimec    |
|      | Tetradrahmă Filip al II-lea de tip Aninoasa Dobrești     | Datare: Jumătatea secolului I a.Chr Școală: Necunoscut, probabil în Oltenia Descoperit: jud. Dolj, com. Dobrești, Murta-Dobrești, Pârâu Murta, afluent al Jiului Material: argint          | Descriere avers: Capul lui Zeus complet stilizat și schematizat, forma și trăsăturile lui au fost abandonate. Părul este redat prin două liniuțe rămase parțial în afara flanului, sprijinite pe o linie orizontală, iar cununa din două șiruri de globule paralele; sub acestea apar patru ovale dispuse diferit și o linie oblică, puțin curbată; dedesubt, câmp liber. Descriere revers: Călăreț cu calul la trap spre dr., foarte mult schematizat. Călărețul are capul globular, cu o proeminență în față ca un bot de câine și cu două linii ale părului în spate; corpul este triunghiular și piciorul coboară sub pântecele calului. Calul are unul din picioarele din față ridicat, redat printr-o linie frântă; celălalt picior din față este unit cu unul din spate printr-o linie orizontală cu trei globule; la picioarele din urmă se văd și copitele triunghiulare. Capul calului este asemănător unui cap de pasăre cu ciocul lat (rață-gâscă), tăiat de două linii paralele și oblice; coama apare cu un șir de globule, iar coada dintr-o linie dublă, arcuită. | Muzeul Olteniei, Craiova                               | Cimec    |
|      | Tetradrahmă Filip al II-lea de tip Aninoasa Dobrești     | Datare: Jumătatea secolului I a.Chr Școală: Necunoscut, probabil în Oltenia Descoperit: jud. Dolj, com. Dobrești, Murta-Dobrești, Pârâu Murta, afluent al Jiului Material: argint          | Descriere avers: Capul lui Zeus stilizat, în profil spre dr. Cununa este redată prin două șiruri de 12 și respectiv 13 globule, părul de deasupra frunții o linie curbă dublă, apoi spre spate două ovale (ovalul din st. tăiat de o linie oblică) și două linii curbe, una simplă și alta dublă. Bărbia lipsește, barba redată prin două bucle, nasul o linei lungă cu capătul de jos triunghiular, ochiul o globulă, într-un semicerc. Deasupra, liniile părului, care coboară radiat pe o altă linie orizontală. Descriere revers: Călăreț cu calul la trap spre dr. Călărețul are capul triunghiular (capul călărețului fără linia nasului), piciorul scos în evidență, în special pulpa, și capul cu două plete pe spate, o linie scurtă la frunte și gura cu bărbia o linie lungă prelungă, ca un bot de câine. Calul mult stilizat, cu gâtul lung și arcuit, cu botul în forma unui cioc de pasăre (rață); picioarele din linii subțiri și cu copite triunghiulare, unite printr-o linie cu punct la mijloc. Întreaga reprezentare este tocită. | Muzeul Olteniei, Craiova                               | Cimec    |
|      | Tetradrahmă Filip al II-lea de tip Aninoasa Dobrești     | Datare: Jumătatea secolului I a.Chr Școală: Necunoscut, probabil în Oltenia Descoperit: jud. Dolj, com. Dobrești, Murta-Dobrești, Pârâu Murta, afluent al Jiului Material: argint          | Descriere avers: Capul lui Zeus complet stilizat și schematizat, forma și trăsăturile lui au fost abandonate. Părul este redat prin două liniuțe rămase parțial în afara flanului, sprijinite pe o linie orizontală, iar cununa din două șiruri de globule paralele; sub acestea apar patru ovale dispuse diferit și o linie oblică, puțin curbată; dedesubt, câmp liber. Descriere revers: Călăreț cu calul la trap spre dr., foarte mult schematizat. Călărețul are capul globular, cu o proeminență în față ca un bot de câine și cu două linii ale părului în spate; corpul este triunghiular și piciorul coboară sub pântecele calului. Calul are unul din picioarele din față ridicat, redat printr-o linie frântă; celălalt picior din față este unit cu unul din spate printr-o linie orizontală cu trei globule; la picioarele din urmă se văd și copitele triunghiulare. Capul calului este asemănător unui cap de pasăre cu ciocul lat (rață-gâscă), tăiat de două linii paralele și oblice; coama apare cu un șir de globule, iar coada dintr-o linie dublă, arcuită. | Muzeul Olteniei, Craiova                               | Cimec    |
|      | Tetradrahmă Filip al II-lea de tip Aninoasa Dobrești     | Datare: Jumătatea secolului I a.Chr Școală: Necunoscut, probabil în Oltenia Descoperit: jud. Dolj, com. Dobrești, Murta-Dobrești, Pârâu Murta, afluent al Jiului Material: argint          | Descriere avers: Capul lui Zeus complet stilizat și schematizat, forma și trăsăturile lui au fost abandonate. Părul este redat prin două liniuțe rămase parțial în afara flanului, sprijinite pe o linie orizontală, iar cununa din două șiruri de globule paralele; sub acestea apar patru ovale dispuse diferit și o linie oblică, puțin curbată; dedesubt, câmp liber. Descriere revers: Călăreț cu calul la trap spre dr., foarte mult schematizat. Călărețul are capul globular, cu o proeminență în față ca un bot de câine și cu două linii ale părului în spate; corpul este triunghiular și piciorul coboară sub pântecele calului. Calul are unul din picioarele din față ridicat, redat printr-o linie frântă; celălalt picior din față este unit cu unul din spate printr-o linie orizontală cu trei globule; la picioarele din urmă se văd și copitele triunghiulare. Capul calului este asemănător unui cap de pasăre cu ciocul lat (rață-gâscă), tăiat de două linii paralele și oblice; coama apare cu un șir de globule, iar coada dintr-o linie dublă, arcuită. | Muzeul Olteniei, Craiova                               | Cimec    |
|      | Tetradrahmă Filip al II-lea de tip Aninoasa Dobrești     | Datare: Jumătatea secolului I a.Chr Școală: Necunoscut, probabil în Oltenia Descoperit: jud. Dolj, com. Dobrești, Murta-Dobrești, Pârâu Murta, afluent al Jiului Material: argint          | Descriere avers: Capul lui Zeus complet stilizat și schematizat, forma și trăsăturile lui au fost abandonate. Părul este redat prin două liniuțe rămase parțial în afara flanului, sprijinite pe o linie orizontală, iar cununa din două șiruri de globule paralele; sub acestea apar patru ovale dispuse diferit și o linie oblică, puțin curbată; al doilea oval din st., are o globulă în centru, iar linia ovală este cu ramificație. Șirurile de globule au ondulații puțin diferite; dedesubt, câmp liber. Descriere revers: Călăreț cu calul la trap spre dr., foarte mult schematizat. Călărețul are capul globular, cu o proeminență în față ca un bot de câine și cu două linii ale părului în spate; corpul este triunghiular și piciorul coboară sub pântecele calului. Calul are unul din picioarele din față ridicat, redat printr-o linie frântă; celălalt picior din față este unit cu unul din spate printr-o linie orizontală cu trei globule; la picioarele din urmă se văd și copitele triunghiulare. Capul calului este asemănător unui cap de pasăre cu ciocul lat (rață-gâscă), tăiat de două linii paralele și oblice; coama apare cu un șir de globule, iar coada dintr-o linie dublă, arcuită. | Muzeul Olteniei, Craiova                               | Cimec    |
|      | Tetradrahmă Filip al II-lea de tip Aninoasa Dobrești     | Datare: Jumătatea secolului I a.Chr Școală: Necunoscut, probabil în Oltenia Descoperit: jud. Dolj, com. Dobrești, Murta-Dobrești, Pârâu Murta, afluent al Jiului Material: argint          | Descriere avers: Capul lui Zeus complet stilizat și schematizat, forma și trăsăturile lui au fost abandonate. Părul este redat prin două liniuțe rămase parțial în afara flanului, sprijinite pe o linie orizontală, iar cununa din două șiruri de globule paralele; sub acestea apar patru ovale dispuse diferit și o linie oblică, puțin curbată; al doilea oval din st., are o globulă în centru, iar linia ovală este cu ramificație. Șirurile de globule au ondulații puțin diferite; dedesubt, câmp liber. Descriere revers: Călăreț cu calul la trap spre dr., foarte mult schematizat. Călărețul are capul globular, cu o proeminență în față ca un bot de câine și cu două linii ale părului în spate; corpul este triunghiular și piciorul coboară sub pântecele calului. Calul are unul din picioarele din față ridicat, redat printr-o linie frântă; celălalt picior din față este unit cu unul din spate printr-o linie orizontală cu trei globule; la picioarele din urmă se văd și copitele triunghiulare. Capul calului este asemănător unui cap de pasăre cu ciocul lat (rață-gâscă), tăiat de două linii paralele și oblice; coama apare cu un șir de globule, iar coada dintr-o linie dublă, arcuită. | Muzeul Olteniei, Craiova                               | Cimec    |
|      | Tetradrahmă Filip al II-lea de tip Aninoasa Dobrești     | Datare: Jumătatea secolului I a.Chr Școală: Necunoscut, probabil în Oltenia Descoperit: jud. Dolj, com. Dobrești, Murta-Dobrești, Pârâu Murta, afluent al Jiului Material: argint          | Descriere avers: Capul lui Zeus complet stilizat și schematizat, forma și trăsăturile lui au fost abandonate. Părul este redat prin două liniuțe rămase parțial în afara flanului, sprijinite pe o linie orizontală, iar cununa din două șiruri de globule paralele; sub acestea apar patru ovale dispuse diferit și o linie oblică, puțin curbată; al doilea oval din st., are o globulă în centru, iar linia ovală este cu ramificație. Șirurile de globule au ondulații puțin diferite; dedesubt, câmp liber. Descriere revers: Călăreț cu calul la trap spre dr., foarte mult schematizat. Călărețul are capul globular, cu o proeminență în față ca un bot de câine și cu două linii ale părului în spate; corpul este triunghiular și piciorul coboară sub pântecele calului. Calul are unul din picioarele din față ridicat, redat printr-o linie frântă; celălalt picior din față este unit cu unul din spate printr-o linie orizontală cu trei globule; la picioarele din urmă se văd și copitele triunghiulare. Capul calului este asemănător unui cap de pasăre cu ciocul lat (rață-gâscă), tăiat de două linii paralele și oblice; coama apare cu un șir de globule, iar coada dintr-o linie dublă, arcuită. | Muzeul Olteniei, Craiova                               | Cimec    |
|      | Tetradrahmă Filip al II-lea de tip Aninoasa Dobrești     | Datare: Jumătatea secolului I a.Chr Școală: Necunoscut, probabil în Oltenia Descoperit: jud. Dolj, com. Dobrești, Murta-Dobrești, Pârâu Murta, afluent al Jiului Material: argint          | Descriere avers: Capul lui Zeus complet stilizat și schematizat, forma și trăsăturile lui au fost abandonate. Părul este redat prin două liniuțe rămase parțial în afara flanului, sprijinite pe o linie orizontală, iar cununa din două șiruri de globule paralele; sub acestea apar patru ovale dispuse diferit și o linie oblică, puțin curbată; al doilea oval din st., are o globulă în centru, iar linia ovală este cu ramificație. Șirurile de globule au ondulații puțin diferite; dedesubt, câmp liber. Descriere revers: Călăreț cu calul la trap spre dr., foarte mult schematizat. Călărețul are capul globular, cu o proeminență în față ca un bot de câine și cu două linii ale părului în spate; corpul este triunghiular și piciorul coboară sub pântecele calului. Calul are unul din picioarele din față ridicat, redat printr-o linie frântă; celălalt picior din față este unit cu unul din spate printr-o linie orizontală cu trei globule; la picioarele din urmă se văd și copitele triunghiulare. Capul calului este asemănător unui cap de pasăre cu ciocul lat (rață-gâscă), tăiat de două linii paralele și oblice; coama apare cu un șir de globule, iar coada dintr-o linie dublă, arcuită. | Muzeul Olteniei, Craiova                               | Cimec    |
|      | Tetradrahmă Filip al II-lea de tip Aninoasa Dobrești     | Datare: Jumătatea secolului I a.Chr Școală: Necunoscut, probabil în Oltenia Descoperit: jud. Dolj, com. Dobrești, Murta-Dobrești, Pârâu Murta, afluent al Jiului Material: argint          | Descriere avers: Capul lui Zeus complet stilizat și schematizat, forma și trăsăturile lui au fost abandonate. Părul este redat prin două liniuțe rămase parțial în afara flanului, sprijinite pe o linie orizontală, iar cununa din două șiruri de globule paralele; sub acestea apar patru ovale dispuse diferit și o linie oblică, puțin curbată; al doilea oval din st., are o globulă în centru, iar linia ovală este cu ramificație. Șirurile de globule au ondulații puțin diferite; dedesubt, câmp liber. Descriere revers: Călăreț cu calul la trap spre dr., foarte mult schematizat. Călărețul are capul globular, cu o proeminență în față ca un bot de câine și cu două linii ale părului în spate; corpul este triunghiular și piciorul coboară sub pântecele calului. Calul are unul din picioarele din față ridicat, redat printr-o linie frântă; celălalt picior din față este unit cu unul din spate printr-o linie orizontală cu trei globule; la picioarele din urmă se văd și copitele triunghiulare. Capul calului este asemănător unui cap de pasăre cu ciocul lat (rață-gâscă), tăiat de două linii paralele și oblice; coama apare cu un șir de globule, iar coada dintr-o linie dublă, arcuită. | Muzeul Olteniei, Craiova                               | Cimec    |
|      | Tetradrahmă Filip al II-lea de tip Aninoasa Dobrești     | Datare: Jumătatea secolului I a.Chr Școală: Necunoscut, probabil în Oltenia Descoperit: jud. Dolj, com. Dobrești, Murta-Dobrești, Pârâu Murta, afluent al Jiului Material: argint          | Descriere avers: Capul lui Zeus complet stilizat și schematizat, forma și trăsăturile lui au fost abandonate. Părul este redat prin două liniuțe rămase parțial în afara flanului, sprijinite pe o linie orizontală, iar cununa din două șiruri de globule paralele; sub acestea apar patru ovale dispuse diferit și o linie oblică, puțin curbată; al doilea oval din st., are o globulă în centru, iar linia ovală este cu ramificație. Șirurile de globule au ondulații puțin diferite; dedesubt, câmp liber. Descriere revers: Călăreț cu calul la trap spre dr., foarte mult schematizat. Călărețul are capul globular, cu o proeminență în față ca un bot de câine și cu două linii ale părului în spate; corpul este triunghiular și piciorul coboară sub pântecele calului. Calul are unul din picioarele din față ridicat, redat printr-o linie frântă; celălalt picior din față este unit cu unul din spate printr-o linie orizontală cu trei globule; la picioarele din urmă se văd și copitele triunghiulare. Capul calului este asemănător unui cap de pasăre cu ciocul lat (rață-gâscă), tăiat de două linii paralele și oblice; coama apare cu un șir de globule, iar coada dintr-o linie dublă, arcuită. | Muzeul Olteniei, Craiova                               | Cimec    |
|      | Tetradrahmă Filip al II-lea de tip Aninoasa Dobrești     | Datare: Jumătatea secolului I a.Chr Școală: Necunoscut, probabil în Oltenia Descoperit: jud. Dolj, com. Dobrești, Murta-Dobrești, Pârâu Murta, afluent al Jiului Material: argint          | Descriere avers: Capul lui Zeus complet stilizat și schematizat, forma și trăsăturile lui au fost abandonate. Părul este redat prin două liniuțe rămase parțial în afara flanului, sprijinite pe o linie orizontală, iar cununa din două șiruri de globule paralele; sub acestea apar patru ovale dispuse diferit și o linie oblică, puțin curbată; al doilea oval din st., are o globulă în centru, iar linia ovală este cu ramificație. Șirurile de globule au ondulații puțin diferite; dedesubt, câmp liber. Descriere revers: Călăreț cu calul la trap spre dr., foarte mult schematizat. Călărețul are capul globular, cu o proeminență în față ca un bot de câine și cu două linii ale părului în spate; corpul este triunghiular și piciorul coboară sub pântecele calului. Calul are unul din picioarele din față ridicat, redat printr-o linie frântă; celălalt picior din față este unit cu unul din spate printr-o linie orizontală cu trei globule; la picioarele din urmă se văd și copitele triunghiulare. Capul calului este asemănător unui cap de pasăre cu ciocul lat (rață-gâscă), tăiat de două linii paralele și oblice; coama apare cu un șir de globule, iar coada dintr-o linie dublă, arcuită. | Muzeul Olteniei, Craiova                               | Cimec    |
|      | Tetradrahmă Filip al II-lea de tip Aninoasa Dobrești     | Datare: Jumătatea secolului I a.Chr Școală: Necunoscut, probabil în Oltenia Descoperit: jud. Dolj, com. Dobrești, Murta-Dobrești, Pârâu Murta, afluent al Jiului Material: argint          | Descriere avers: Capul lui Zeus complet stilizat și schematizat, forma și trăsăturile lui au fost abandonate. Părul este redat prin două liniuțe rămase parțial în afara flanului, sprijinite pe o linie orizontală, iar cununa din două șiruri de globule paralele; sub acestea apar patru ovale dispuse diferit și o linie oblică, puțin curbată; al doilea oval din st., are o globulă în centru, iar linia ovală este cu ramificație. Șirurile de globule au ondulații puțin diferite; dedesubt, câmp liber. Descriere revers: Călăreț cu calul la trap spre dr., foarte mult schematizat. Călărețul are capul globular, cu o proeminență în față ca un bot de câine și cu două linii ale părului în spate; corpul este triunghiular și piciorul coboară sub pântecele calului. Calul are unul din picioarele din față ridicat, redat printr-o linie frântă; celălalt picior din față este unit cu unul din spate printr-o linie orizontală cu trei globule; la picioarele din urmă se văd și copitele triunghiulare. Capul calului este asemănător unui cap de pasăre cu ciocul lat (rață-gâscă), tăiat de două linii paralele și oblice; coama apare cu un șir de globule, iar coada dintr-o linie dublă, arcuită. | Muzeul Olteniei, Craiova                               | Cimec    |
|      | Tetradrahmă Filip al II-lea de tip Aninoasa Dobrești     | Datare: Jumătatea secolului I a.Chr Școală: Necunoscut, probabil în Oltenia Descoperit: jud. Dolj, com. Dobrești, Murta-Dobrești, Pârâu Murta, afluent al Jiului Material: argint          | Descriere avers: Capul lui Zeus complet stilizat și schematizat, forma și trăsăturile lui au fost abandonate. Părul este redat prin două liniuțe rămase parțial în afara flanului, sprijinite pe o linie orizontală, iar cununa din două șiruri de globule paralele; sub acestea apar patru ovale dispuse diferit și o linie oblică, puțin curbată; al doilea oval din st., are o globulă în centru, iar linia ovală este cu ramificație. Șirurile de globule au ondulații puțin diferite; dedesubt, câmp liber. Descriere revers: Călăreț cu calul la trap spre dr., foarte mult schematizat. Călărețul are capul globular, cu o proeminență în față ca un bot de câine și cu două linii ale părului în spate; corpul este triunghiular și piciorul coboară sub pântecele calului. Calul are unul din picioarele din față ridicat, redat printr-o linie frântă; celălalt picior din față este unit cu unul din spate printr-o linie orizontală cu trei globule; la picioarele din urmă se văd și copitele triunghiulare. Capul calului este asemănător unui cap de pasăre cu ciocul lat (rață-gâscă), tăiat de două linii paralele și oblice; coama apare cu un șir de globule, iar coada dintr-o linie dublă, arcuită. | Muzeul Olteniei, Craiova                               | Cimec    |
|      | Tetradrahmă Filip al II-lea de tip Aninoasa Dobrești     | Datare: Jumătatea secolului I a.Chr Școală: Necunoscut, probabil în Oltenia Descoperit: jud. Dolj, com. Dobrești, Murta-Dobrești, Pârâu Murta, afluent al Jiului Material: argint          | Descriere avers: Capul lui Zeus complet stilizat și schematizat, forma și trăsăturile lui au fost abandonate. Părul este redat prin două liniuțe rămase parțial în afara flanului, sprijinite pe o linie orizontală, iar cununa din două șiruri de globule paralele; sub acestea apar patru ovale dispuse diferit și o linie oblică, puțin curbată; al doilea oval din st., are o globulă în centru, iar linia ovală este cu ramificație. Șirurile de globule au ondulații puțin diferite; dedesubt, câmp liber. Descriere revers: Călăreț cu calul la trap spre dr., foarte mult schematizat. Călărețul are capul globular, cu o proeminență în față ca un bot de câine și cu două linii ale părului în spate; corpul este triunghiular și piciorul coboară sub pântecele calului. Calul are unul din picioarele din față ridicat, redat printr-o linie frântă; celălalt picior din față este unit cu unul din spate printr-o linie orizontală cu trei globule; la picioarele din urmă se văd și copitele triunghiulare. Capul calului este asemănător unui cap de pasăre cu ciocul lat (rață-gâscă), tăiat de două linii paralele și oblice; coama apare cu un șir de globule, iar coada dintr-o linie dublă, arcuită. | Muzeul Olteniei, Craiova                               | Cimec    |
|      | Tetradrahmă Filip al II-lea de tip Aninoasa Dobrești     | Datare: Jumătatea secolului I a.Chr Școală: Necunoscut, probabil în Oltenia Descoperit: jud. Dolj, com. Dobrești, Murta-Dobrești, Pârâu Murta, afluent al Jiului Material: argint          | Descriere avers: Capul lui Zeus complet stilizat și schematizat, forma și trăsăturile lui au fost abandonate. Părul este redat prin două liniuțe rămase parțial în afara flanului, sprijinite pe o linie orizontală, iar cununa din două șiruri de globule paralele; sub acestea apar patru ovale dispuse diferit și o linie oblică, puțin curbată; al doilea oval din st., are o globulă în centru, iar linia ovală este cu ramificație. Șirurile de globule au ondulații puțin diferite; dedesubt, câmp liber. Descriere revers: Călăreț cu calul la trap spre dr., foarte mult schematizat. Călărețul are capul globular, cu o proeminență în față ca un bot de câine și cu două linii ale părului în spate; corpul este triunghiular și piciorul coboară sub pântecele calului. Calul are unul din picioarele din față ridicat, redat printr-o linie frântă; celălalt picior din față este unit cu unul din spate printr-o linie orizontală cu trei globule; la picioarele din urmă se văd și copitele triunghiulare. Capul calului este asemănător unui cap de pasăre cu ciocul lat (rață-gâscă), tăiat de două linii paralele și oblice; coama apare cu un șir de globule, iar coada dintr-o linie dublă, arcuită. | Muzeul Olteniei, Craiova                               | Cimec    |
|      | Tetradrahmă Filip al II-lea de tip Aninoasa Dobrești     | Datare: Jumătatea secolului I a.Chr Școală: Necunoscut, probabil în Oltenia Descoperit: jud. Dolj, com. Dobrești, Murta-Dobrești, Pârâu Murta, afluent al Jiului Material: argint          | Descriere avers: Capul lui Zeus complet stilizat și schematizat, forma și trăsăturile lui au fost abandonate. Părul este redat prin două liniuțe rămase parțial în afara flanului, sprijinite pe o linie orizontală, iar cununa din două șiruri de globule paralele; sub acestea apar patru ovale dispuse diferit și o linie oblică, puțin curbată; al doilea oval din st., are o globulă în centru, iar linia ovală este cu ramificație. Șirurile de globule au ondulații puțin diferite; dedesubt, câmp liber. Descriere revers: Călăreț cu calul la trap spre dr., foarte mult schematizat. Călărețul are capul globular, cu o proeminență în față ca un bot de câine și cu două linii ale părului în spate; corpul este triunghiular și piciorul coboară sub pântecele calului. Calul are unul din picioarele din față ridicat, redat printr-o linie frântă; celălalt picior din față este unit cu unul din spate printr-o linie orizontală cu trei globule; la picioarele din urmă se văd și copitele triunghiulare. Capul calului este asemănător unui cap de pasăre cu ciocul lat (rață-gâscă), tăiat de două linii paralele și oblice; coama apare cu un șir de globule, iar coada dintr-o linie dublă, arcuită. | Muzeul Olteniei, Craiova                               | Cimec    |
|      | Tetradrahmă Filip al II-lea de tip Aninoasa Dobrești     | Datare: Jumătatea secolului I a.Chr Școală: Necunoscut, probabil în Oltenia Descoperit: jud. Dolj, com. Dobrești, Murta-Dobrești, Pârâu Murta, afluent al Jiului Material: argint          | Descriere avers: Capul lui Zeus complet stilizat și schematizat, forma și trăsăturile lui au fost abandonate. Părul este redat prin două liniuțe rămase parțial în afara flanului, sprijinite pe o linie orizontală, iar cununa din două șiruri de globule paralele; sub acestea apar patru ovale dispuse diferit și o linie oblică, puțin curbată; al doilea oval din st., are o globulă în centru, iar linia ovală este cu ramificație. Șirurile de globule au ondulații puțin diferite; dedesubt, câmp liber. Descriere revers: Călăreț cu calul la trap spre dr., foarte mult schematizat. Călărețul are capul globular, cu o proeminență în față ca un bot de câine și cu două linii ale părului în spate; corpul este triunghiular și piciorul coboară sub pântecele calului. Calul are unul din picioarele din față ridicat, redat printr-o linie frântă; celălalt picior din față este unit cu unul din spate printr-o linie orizontală cu trei globule; la picioarele din urmă se văd și copitele triunghiulare. Capul calului este asemănător unui cap de pasăre cu ciocul lat (rață-gâscă), tăiat de două linii paralele și oblice; coama apare cu un șir de globule, iar coada dintr-o linie dublă, arcuită. | Muzeul Olteniei, Craiova                               | Cimec    |
|      | Tetradrahmă Filip al II-lea de tip Aninoasa Dobrești     | Datare: Jumătatea secolului I a.Chr Școală: Necunoscut, probabil în Oltenia Descoperit: jud. Dolj, com. Dobrești, Murta-Dobrești, Pârâu Murta, afluent al Jiului Material: argint          | Descriere avers: Capul lui Zeus complet stilizat și schematizat, forma și trăsăturile lui au fost abandonate. Părul este redat prin două liniuțe rămase parțial în afara flanului, sprijinite pe o linie orizontală, iar cununa din două șiruri de globule paralele; sub acestea apar patru ovale dispuse diferit și o linie oblică, puțin curbată; al doilea oval din st., are o globulă în centru, iar linia ovală este cu ramificație. Șirurile de globule au ondulații puțin diferite; dedesubt, câmp liber. Descriere revers: Călăreț cu calul la trap spre dr., foarte mult schematizat. Călărețul are capul globular, cu o proeminență în față ca un bot de câine și cu două linii ale părului în spate; corpul este triunghiular și piciorul coboară sub pântecele calului. Calul are unul din picioarele din față ridicat, redat printr-o linie frântă; celălalt picior din față este unit cu unul din spate printr-o linie orizontală cu trei globule; la picioarele din urmă se văd și copitele triunghiulare. Capul calului este asemănător unui cap de pasăre cu ciocul lat (rață-gâscă), tăiat de două linii paralele și oblice; coama apare cu un șir de globule, iar coada dintr-o linie dublă, arcuită. | Muzeul Olteniei, Craiova                               | Cimec    |
|      | Tetradrahmă Filip al II-lea de tip Aninoasa Dobrești     | Datare: Jumătatea secolului I a.Chr Școală: Necunoscut, probabil în Oltenia Descoperit: jud. Dolj, com. Dobrești, Murta-Dobrești, Pârâu Murta, afluent al Jiului Material: argint          | Descriere avers: Capul lui Zeus complet stilizat și schematizat, forma și trăsăturile lui au fost abandonate. Părul este redat prin două liniuțe rămase parțial în afara flanului, sprijinite pe o linie orizontală, iar cununa din două șiruri de globule paralele; sub acestea apar patru ovale dispuse diferit și o linie oblică, puțin curbată; al doilea oval din st., are o globulă în centru, iar linia ovală este cu ramificație. Șirurile de globule au ondulații puțin diferite; dedesubt, câmp liber. Descriere revers: Călăreț cu calul la trap spre dr., foarte mult schematizat. Călărețul are capul globular, cu o proeminență în față ca un bot de câine și cu două linii ale părului în spate; corpul este triunghiular și piciorul coboară sub pântecele calului. Calul are unul din picioarele din față ridicat, redat printr-o linie frântă; celălalt picior din față este unit cu unul din spate printr-o linie orizontală cu trei globule; la picioarele din urmă se văd și copitele triunghiulare. Capul calului este asemănător unui cap de pasăre cu ciocul lat (rață-gâscă), tăiat de două linii paralele și oblice; coama apare cu un șir de globule, iar coada dintr-o linie dublă, arcuită. | Muzeul Olteniei, Craiova                               | Cimec    |
|      | Tetradrahmă Filip al II-lea de tip Aninoasa Dobrești     | Datare: Jumătatea secolului I a.Chr Școală: Necunoscut, probabil în Oltenia Descoperit: jud. Dolj, com. Dobrești, Murta-Dobrești, Pârâu Murta, afluent al Jiului Material: argint          | Descriere avers: Capul lui Zeus complet stilizat și schematizat, forma și trăsăturile lui au fost abandonate. Părul este redat prin două liniuțe rămase parțial în afara flanului, sprijinite pe o linie orizontală, iar cununa din două șiruri de globule paralele; sub acestea apar patru ovale dispuse diferit și o linie oblică, puțin curbată; al doilea oval din st., are o globulă în centru, iar linia ovală este cu ramificație. Șirurile de globule au ondulații puțin diferite; dedesubt, câmp liber. Descriere revers: Călăreț cu calul la trap spre dr., foarte mult schematizat. Călărețul are capul globular, cu o proeminență în față ca un bot de câine și cu două linii ale părului în spate; corpul este triunghiular și piciorul coboară sub pântecele calului. Calul are unul din picioarele din față ridicat, redat printr-o linie frântă; celălalt picior din față este unit cu unul din spate printr-o linie orizontală cu trei globule; la picioarele din urmă se văd și copitele triunghiulare. Capul calului este asemănător unui cap de pasăre cu ciocul lat (rață-gâscă), tăiat de două linii paralele și oblice; coama apare cu un șir de globule, iar coada dintr-o linie dublă, arcuită. | Muzeul Olteniei, Craiova                               | Cimec    |
|      | Tetradrahmă Filip al II-lea de tip Aninoasa Dobrești     | Datare: Jumătatea secolului I a.Chr Școală: Necunoscut, probabil în Oltenia Descoperit: jud. Dolj, com. Dobrești, Murta-Dobrești, Pârâu Murta, afluent al Jiului Material: argint          | Descriere avers: Capul lui Zeus complet stilizat și schematizat, forma și trăsăturile lui au fost abandonate. Părul este redat prin două liniuțe rămase parțial în afara flanului, sprijinite pe o linie orizontală, iar cununa din două șiruri de globule paralele; sub acestea apar patru ovale dispuse diferit și o linie oblică, puțin curbată; al doilea oval din st., are o globulă în centru, iar linia ovală este cu ramificație. Șirurile de globule au ondulații puțin diferite; dedesubt, câmp liber. Descriere revers: Călăreț cu calul la trap spre dr., foarte mult schematizat. Călărețul are capul globular, cu o proeminență în față ca un bot de câine și cu două linii ale părului în spate; corpul este triunghiular și piciorul coboară sub pântecele calului. Calul are unul din picioarele din față ridicat, redat printr-o linie frântă; celălalt picior din față este unit cu unul din spate printr-o linie orizontală cu trei globule; la picioarele din urmă se văd și copitele triunghiulare. Capul calului este asemănător unui cap de pasăre cu ciocul lat (rață-gâscă), tăiat de două linii paralele și oblice; coama apare cu un șir de globule, iar coada dintr-o linie dublă, arcuită. | Muzeul Olteniei, Craiova                               | Cimec    |
|      | Tetradrahmă Filip al II-lea de tip Aninoasa Dobrești     | Datare: Jumătatea secolului I a.Chr Școală: Necunoscut, probabil în Oltenia Descoperit: jud. Dolj, com. Dobrești, Murta-Dobrești, Pârâu Murta, afluent al Jiului Material: argint          | Descriere avers: Capul lui Zeus complet stilizat și schematizat, forma și trăsăturile lui au fost abandonate. Părul este redat prin două liniuțe rămase parțial în afara flanului, sprijinite pe o linie orizontală, iar cununa din două șiruri de globule paralele; sub acestea apar patru ovale dispuse diferit și o linie oblică, puțin curbată; al doilea oval din st., are o globulă în centru, iar linia ovală este cu ramificație. Șirurile de globule au ondulații puțin diferite; dedesubt, câmp liber. Descriere revers: Călăreț cu calul la trap spre dr., foarte mult schematizat. Călărețul are capul globular, cu o proeminență în față ca un bot de câine și cu două linii ale părului în spate; corpul este triunghiular și piciorul coboară sub pântecele calului. Calul are unul din picioarele din față ridicat, redat printr-o linie frântă; celălalt picior din față este unit cu unul din spate printr-o linie orizontală cu trei globule; la picioarele din urmă se văd și copitele triunghiulare. Capul calului este asemănător unui cap de pasăre cu ciocul lat (rață-gâscă), tăiat de două linii paralele și oblice; coama apare cu un șir de globule, iar coada dintr-o linie dublă, arcuită. | Muzeul Olteniei, Craiova                               | Cimec    |
|      | Tetradrahmă Filip al II-lea de tip Aninoasa Dobrești     | Datare: Jumătatea secolului I a.Chr Școală: Necunoscut, probabil în Oltenia Descoperit: jud. Dolj, com. Dobrești, Murta-Dobrești, Pârâu Murta, afluent al Jiului Material: argint          | Descriere avers: Capul lui Zeus complet stilizat și schematizat, forma și trăsăturile lui au fost abandonate. Părul este redat prin două liniuțe rămase parțial în afara flanului, sprijinite pe o linie orizontală, iar cununa din două șiruri de globule paralele; sub acestea apar patru ovale dispuse diferit și o linie oblică, puțin curbată; al doilea oval din st., are o globulă în centru, iar linia ovală este cu ramificație. Șirurile de globule au ondulații puțin diferite; dedesubt, câmp liber. Descriere revers: Călăreț cu calul la trap spre dr., foarte mult schematizat. Călărețul are capul globular, cu o proeminență în față ca un bot de câine și cu două linii ale părului în spate; corpul este triunghiular și piciorul coboară sub pântecele calului. Calul are unul din picioarele din față ridicat, redat printr-o linie frântă; celălalt picior din față este unit cu unul din spate printr-o linie orizontală cu trei globule; la picioarele din urmă se văd și copitele triunghiulare. Capul calului este asemănător unui cap de pasăre cu ciocul lat (rață-gâscă), tăiat de două linii paralele și oblice; coama apare cu un șir de globule, iar coada dintr-o linie dublă, arcuită. | Muzeul Olteniei, Craiova                               | Cimec    |
|      | Tetradrahmă Filip al II-lea de tip Aninoasa Dobrești     | Datare: Jumătatea secolului I a.Chr Școală: Necunoscut, probabil în Oltenia Descoperit: jud. Dolj, com. Dobrești, Murta-Dobrești, Pârâu Murta, afluent al Jiului Material: argint          | Descriere avers: Capul lui Zeus complet stilizat și schematizat, forma și trăsăturile lui au fost abandonate. Părul este redat prin două liniuțe rămase parțial în afara flanului, sprijinite pe o linie orizontală, iar cununa din două șiruri de globule paralele; sub acestea apar patru ovale dispuse diferit și o linie oblică, puțin curbată; al doilea oval din st., are o globulă în centru, iar linia ovală este cu ramificație. Șirurile de globule au ondulații puțin diferite; dedesubt, câmp liber. Descriere revers: Călăreț cu calul la trap spre dr., foarte mult schematizat. Călărețul are capul globular, cu o proeminență în față ca un bot de câine și cu două linii ale părului în spate; corpul este triunghiular și piciorul coboară sub pântecele calului. Calul are unul din picioarele din față ridicat, redat printr-o linie frântă; celălalt picior din față este unit cu unul din spate printr-o linie orizontală cu trei globule; la picioarele din urmă se văd și copitele triunghiulare. Capul calului este asemănător unui cap de pasăre cu ciocul lat (rață-gâscă), tăiat de două linii paralele și oblice; coama apare cu un șir de globule, iar coada dintr-o linie dublă, arcuită. | Muzeul Olteniei, Craiova                               | Cimec    |
|      | Tetradrahmă Filip al II-lea de tip Aninoasa Dobrești     | Datare: Jumătatea secolului I a.Chr Școală: Necunoscut, probabil în Oltenia Descoperit: jud. Dolj, com. Dobrești, Murta-Dobrești, Pârâu Murta, afluent al Jiului Material: argint          | Descriere avers: Capul lui Zeus complet stilizat și schematizat, forma și trăsăturile lui au fost abandonate. Părul este redat prin două liniuțe rămase parțial în afara flanului, sprijinite pe o linie orizontală, iar cununa din două șiruri de globule paralele; sub acestea apar patru ovale dispuse diferit și o linie oblică, puțin curbată; al doilea oval din st., are o globulă în centru, iar linia ovală este cu ramificație. Șirurile de globule au ondulații puțin diferite; dedesubt, câmp liber. Descriere revers: Călăreț cu calul la trap spre dr., foarte mult schematizat. Călărețul are capul globular, cu o proeminență în față ca un bot de câine și cu două linii ale părului în spate; corpul este triunghiular și piciorul coboară sub pântecele calului. Calul are unul din picioarele din față ridicat, redat printr-o linie frântă; celălalt picior din față este unit cu unul din spate printr-o linie orizontală cu trei globule; la picioarele din urmă se văd și copitele triunghiulare. Capul calului este asemănător unui cap de pasăre cu ciocul lat (rață-gâscă), tăiat de două linii paralele și oblice; coama apare cu un șir de globule, iar coada dintr-o linie dublă, arcuită. | Muzeul Olteniei, Craiova                               | Cimec    |
|      | Tetradrahmă Filip al II-lea de tip Aninoasa Dobrești     | Datare: Jumătatea secolului I a.Chr Școală: Necunoscut, probabil în Oltenia Descoperit: jud. Dolj, com. Dobrești, Murta-Dobrești, Pârâu Murta, afluent al Jiului Material: argint          | Descriere avers: Capul lui Zeus complet stilizat și schematizat, forma și trăsăturile lui au fost abandonate. Părul este redat prin două liniuțe rămase parțial în afara flanului, sprijinite pe o linie orizontală, iar cununa din două șiruri de globule paralele; sub acestea apar patru ovale dispuse diferit și o linie oblică, puțin curbată; al doilea oval din st., are o globulă în centru, iar linia ovală este cu ramificație. Șirurile de globule au ondulații puțin diferite; dedesubt, câmp liber. Descriere revers: Călăreț cu calul la trap spre dr., foarte mult schematizat. Călărețul are capul globular, cu o proeminență în față ca un bot de câine și cu două linii ale părului în spate; corpul este triunghiular și piciorul coboară sub pântecele calului. Calul are unul din picioarele din față ridicat, redat printr-o linie frântă; celălalt picior din față este unit cu unul din spate printr-o linie orizontală cu trei globule; la picioarele din urmă se văd și copitele triunghiulare. Capul calului este asemănător unui cap de pasăre cu ciocul lat (rață-gâscă), tăiat de două linii paralele și oblice; coama apare cu un șir de globule, iar coada dintr-o linie dublă, arcuită. | Muzeul Olteniei, Craiova                               | Cimec    |
|      | Tetradrahmă Filip al II-lea de tip Aninoasa Dobrești     | Datare: Jumătatea secolului I a.Chr Școală: Necunoscut, probabil în Oltenia Descoperit: jud. Dolj, com. Dobrești, Murta-Dobrești, Pârâu Murta, afluent al Jiului Material: argint          | Descriere avers: Capul lui Zeus complet stilizat și schematizat, forma și trăsăturile lui au fost abandonate. Părul este redat prin două liniuțe rămase parțial în afara flanului, sprijinite pe o linie orizontală, iar cununa din două șiruri de globule paralele; sub acestea apar patru ovale dispuse diferit și o linie oblică, puțin curbată; al doilea oval din st., are o globulă în centru, iar linia ovală este cu ramificație. Șirurile de globule au ondulații puțin diferite; dedesubt, câmp liber. Descriere revers: Călăreț cu calul la trap spre dr., foarte mult schematizat. Călărețul are capul globular, cu o proeminență în față ca un bot de câine și cu două linii ale părului în spate; corpul este triunghiular și piciorul coboară sub pântecele calului. Calul are unul din picioarele din față ridicat, redat printr-o linie frântă; celălalt picior din față este unit cu unul din spate printr-o linie orizontală cu trei globule; la picioarele din urmă se văd și copitele triunghiulare. Capul calului este asemănător unui cap de pasăre cu ciocul lat (rață-gâscă), tăiat de două linii paralele și oblice; coama apare cu un șir de globule, iar coada dintr-o linie dublă, arcuită. | Muzeul Olteniei, Craiova                               | Cimec    |
|      | Tetradrahmă Filip al II-lea de tip Aninoasa Dobrești     | Datare: Jumătatea secolului I a.Chr Școală: Necunoscut, probabil în Oltenia Descoperit: jud. Dolj, com. Dobrești, Murta-Dobrești, Pârâu Murta, afluent al Jiului Material: argint          | Descriere avers: Capul lui Zeus complet stilizat și schematizat, forma și trăsăturile lui au fost abandonate. Părul este redat prin două liniuțe rămase parțial în afara flanului, sprijinite pe o linie orizontală, iar cununa din două șiruri de globule paralele; sub acestea apar patru ovale dispuse diferit și o linie oblică, puțin curbată; al doilea oval din st., are o globulă în centru, iar linia ovală este cu ramificație. Șirurile de globule au ondulații puțin diferite; dedesubt, câmp liber. Descriere revers: Călăreț cu calul la trap spre dr., foarte mult schematizat. Călărețul are capul globular, cu o proeminență în față ca un bot de câine și cu două linii ale părului în spate; corpul este triunghiular și piciorul coboară sub pântecele calului. Calul are unul din picioarele din față ridicat, redat printr-o linie frântă; celălalt picior din față este unit cu unul din spate printr-o linie orizontală cu trei globule; la picioarele din urmă se văd și copitele triunghiulare. Capul calului este asemănător unui cap de pasăre cu ciocul lat (rață-gâscă), tăiat de două linii paralele și oblice; coama apare cu un șir de globule, iar coada dintr-o linie dublă, arcuită. | Muzeul Olteniei, Craiova                               | Cimec    |
|      | Tetradrahmă Filip al II-lea de tip Aninoasa Dobrești     | Datare: Jumătatea secolului I a.Chr Școală: Necunoscut, probabil în Oltenia Descoperit: jud. Dolj, com. Dobrești, Murta-Dobrești, Pârâu Murta, afluent al Jiului Material: argint          | Descriere avers: Capul lui Zeus complet stilizat și schematizat, forma și trăsăturile lui au fost abandonate. Părul este redat prin două liniuțe rămase parțial în afara flanului, sprijinite pe o linie orizontală, iar cununa din două șiruri de globule paralele; sub acestea apar patru ovale dispuse diferit și o linie oblică, puțin curbată; al doilea oval din st., are o globulă în centru, iar linia ovală este cu ramificație. Șirurile de globule au ondulații puțin diferite; dedesubt, câmp liber. Descriere revers: Călăreț cu calul la trap spre dr., foarte mult schematizat. Călărețul are capul globular, cu o proeminență în față ca un bot de câine și cu două linii ale părului în spate; corpul este triunghiular și piciorul coboară sub pântecele calului. Calul are unul din picioarele din față ridicat, redat printr-o linie frântă; celălalt picior din față este unit cu unul din spate printr-o linie orizontală cu trei globule; la picioarele din urmă se văd și copitele triunghiulare. Capul calului este asemănător unui cap de pasăre cu ciocul lat (rață-gâscă), tăiat de două linii paralele și oblice; coama apare cu un șir de globule, iar coada dintr-o linie dublă, arcuită. | Muzeul Olteniei, Craiova                               | Cimec    |
|      | Tetradrahmă Filip al II-lea de tip Aninoasa Dobrești     | Datare: Jumătatea secolului I a.Chr Școală: Necunoscut, probabil în Oltenia Descoperit: jud. Dolj, com. Dobrești, Murta-Dobrești, Pârâu Murta, afluent al Jiului Material: argint          | Descriere avers: Capul lui Zeus complet stilizat și schematizat, forma și trăsăturile lui au fost abandonate. Părul este redat prin două liniuțe rămase parțial în afara flanului, sprijinite pe o linie orizontală, iar cununa din două șiruri de globule paralele; sub acestea apar patru ovale dispuse diferit și o linie oblică, puțin curbată; al doilea oval din st., are o globulă în centru, iar linia ovală este cu ramificație. Șirurile de globule au ondulații puțin diferite; dedesubt, câmp liber. Descriere revers: Călăreț cu calul la trap spre dr., foarte mult schematizat. Călărețul are capul globular, cu o proeminență în față ca un bot de câine și cu două linii ale părului în spate; corpul este triunghiular și piciorul coboară sub pântecele calului. Calul are unul din picioarele din față ridicat, redat printr-o linie frântă; celălalt picior din față este unit cu unul din spate printr-o linie orizontală cu trei globule; la picioarele din urmă se văd și copitele triunghiulare. Capul calului este asemănător unui cap de pasăre cu ciocul lat (rață-gâscă), tăiat de două linii paralele și oblice; coama apare cu un șir de globule, iar coada dintr-o linie dublă, arcuită. | Muzeul Olteniei, Craiova                               | Cimec    |
|      | Tetradrahmă Filip al II-lea de tip Aninoasa Dobrești     | Datare: Jumătatea secolului I a.Chr Școală: Necunoscut, probabil în Oltenia Descoperit: jud. Dolj, com. Dobrești, Murta-Dobrești, Pârâu Murta, afluent al Jiului Material: argint          | Descriere avers: Capul lui Zeus complet stilizat și schematizat, forma și trăsăturile lui au fost abandonate. Părul este redat prin două liniuțe rămase parțial în afara flanului, sprijinite pe o linie orizontală, iar cununa din două șiruri de globule paralele; sub acestea apar patru ovale dispuse diferit și o linie oblică, puțin curbată; al doilea oval din st., are o globulă în centru, iar linia ovală este cu ramificație. Șirurile de globule au ondulații puțin diferite; dedesubt, câmp liber. Descriere revers: Călăreț cu calul la trap spre dr., foarte mult schematizat. Călărețul are capul globular, cu o proeminență în față ca un bot de câine și cu două linii ale părului în spate; corpul este triunghiular și piciorul coboară sub pântecele calului. Calul are unul din picioarele din față ridicat, redat printr-o linie frântă; celălalt picior din față este unit cu unul din spate printr-o linie orizontală cu trei globule; la picioarele din urmă se văd și copitele triunghiulare. Capul calului este asemănător unui cap de pasăre cu ciocul lat (rață-gâscă), tăiat de două linii paralele și oblice; coama apare cu un șir de globule, iar coada dintr-o linie dublă, arcuită. | Muzeul Olteniei, Craiova                               | Cimec    |
|      | Tetradrahmă Filip al II-lea de tip Aninoasa Dobrești     | Datare: Jumătatea secolului I a.Chr Școală: Necunoscut, probabil în Oltenia Descoperit: jud. Dolj, com. Dobrești, Murta-Dobrești, Pârâu Murta, afluent al Jiului Material: argint          | Descriere avers: Capul lui Zeus complet stilizat și schematizat, forma și trăsăturile lui au fost abandonate. Părul este redat prin două liniuțe rămase parțial în afara flanului, sprijinite pe o linie orizontală, iar cununa din două șiruri de globule paralele; sub acestea apar patru ovale dispuse diferit și o linie oblică, puțin curbată; al doilea oval din st., are o globulă în centru, iar linia ovală este cu ramificație. Șirurile de globule au ondulații puțin diferite; dedesubt, câmp liber. Descriere revers: Călăreț cu calul la trap spre dr., foarte mult schematizat. Călărețul are capul globular, cu o proeminență în față ca un bot de câine și cu două linii ale părului în spate; corpul este triunghiular și piciorul coboară sub pântecele calului. Calul are unul din picioarele din față ridicat, redat printr-o linie frântă; celălalt picior din față este unit cu unul din spate printr-o linie orizontală cu trei globule; la picioarele din urmă se văd și copitele triunghiulare. Capul calului este asemănător unui cap de pasăre cu ciocul lat (rață-gâscă), tăiat de două linii paralele și oblice; coama apare cu un șir de globule, iar coada dintr-o linie dublă, arcuită. | Muzeul Olteniei, Craiova                               | Cimec    |
|      | Tetradrahmă Filip al II-lea de tip Aninoasa Dobrești     | Datare: Jumătatea secolului I a.Chr Școală: Necunoscut, probabil în Oltenia Descoperit: jud. Dolj, com. Dobrești, Murta-Dobrești, Pârâu Murta, afluent al Jiului Material: argint          | Descriere avers: Capul lui Zeus complet stilizat și schematizat, forma și trăsăturile lui au fost abandonate. Părul este redat prin două liniuțe rămase parțial în afara flanului, sprijinite pe o linie orizontală, iar cununa din două șiruri de globule paralele; sub acestea apar patru ovale dispuse diferit și o linie oblică, puțin curbată; al doilea oval din st., are o globulă în centru, iar linia ovală este cu ramificație. Șirurile de globule au ondulații puțin diferite; dedesubt, câmp liber. Descriere revers: Călăreț cu calul la trap spre dr., foarte mult schematizat. Călărețul are capul globular, cu o proeminență în față ca un bot de câine și cu două linii ale părului în spate; corpul este triunghiular și piciorul coboară sub pântecele calului. Calul are unul din picioarele din față ridicat, redat printr-o linie frântă; celălalt picior din față este unit cu unul din spate printr-o linie orizontală cu trei globule; la picioarele din urmă se văd și copitele triunghiulare. Capul calului este asemănător unui cap de pasăre cu ciocul lat (rață-gâscă), tăiat de două linii paralele și oblice; coama apare cu un șir de globule, iar coada dintr-o linie dublă, arcuită. | Muzeul Olteniei, Craiova                               | Cimec    |
|      | Tetradrahmă Filip al II-lea de tip Aninoasa Dobrești     | Datare: Jumătatea secolului I a.Chr Școală: Necunoscut, probabil în Oltenia Descoperit: jud. Dolj, com. Dobrești, Murta-Dobrești, Pârâu Murta, afluent al Jiului Material: argint          | Descriere avers: Capul lui Zeus complet stilizat și schematizat, forma și trăsăturile lui au fost abandonate. Părul este redat prin două liniuțe rămase parțial în afara flanului, sprijinite pe o linie orizontală, iar cununa din două șiruri de globule paralele; sub acestea apar patru ovale dispuse diferit și o linie oblică, puțin curbată; al doilea oval din st., are o globulă în centru, iar linia ovală este cu ramificație. Șirurile de globule au ondulații puțin diferite; dedesubt, câmp liber. Descriere revers: Călăreț cu calul la trap spre dr., foarte mult schematizat. Călărețul are capul globular, cu o proeminență în față ca un bot de câine și cu două linii ale părului în spate; corpul este triunghiular și piciorul coboară sub pântecele calului. Calul are unul din picioarele din față ridicat, redat printr-o linie frântă; celălalt picior din față este unit cu unul din spate printr-o linie orizontală cu trei globule; la picioarele din urmă se văd și copitele triunghiulare. Capul calului este asemănător unui cap de pasăre cu ciocul lat (rață-gâscă), tăiat de două linii paralele și oblice; coama apare cu un șir de globule, iar coada dintr-o linie dublă, arcuită. | Muzeul Olteniei, Craiova                               | Cimec    |
|      | Tetradrahmă Filip al II-lea de tip Aninoasa Dobrești     | Datare: Jumătatea secolului I a.Chr Școală: Necunoscut, probabil în Oltenia Descoperit: jud. Dolj, com. Dobrești, Murta-Dobrești, Pârâu Murta, afluent al Jiului Material: argint          | Descriere avers: Capul lui Zeus complet stilizat și schematizat, forma și trăsăturile lui au fost abandonate. Părul este redat prin două liniuțe rămase parțial în afara flanului, sprijinite pe o linie orizontală, iar cununa din două șiruri de globule paralele; sub acestea apar patru ovale dispuse diferit și o linie oblică, puțin curbată; al doilea oval din st., are o globulă în centru, iar linia ovală este cu ramificație. Șirurile de globule au ondulații puțin diferite; dedesubt, câmp liber. Descriere revers: Călăreț cu calul la trap spre dr., foarte mult schematizat. Călărețul are capul globular, cu o proeminență în față ca un bot de câine și cu două linii ale părului în spate; corpul este triunghiular și piciorul coboară sub pântecele calului. Calul are unul din picioarele din față ridicat, redat printr-o linie frântă; celălalt picior din față este unit cu unul din spate printr-o linie orizontală cu trei globule; la picioarele din urmă se văd și copitele triunghiulare. Capul calului este asemănător unui cap de pasăre cu ciocul lat (rață-gâscă), tăiat de două linii paralele și oblice; coama apare cu un șir de globule, iar coada dintr-o linie dublă, arcuită. | Muzeul Olteniei, Craiova                               | Cimec    |
|      | Tetradrahmă Filip al II-lea de tip Aninoasa Dobrești     | Datare: Jumătatea secolului I a.Chr Școală: Necunoscut, probabil în Oltenia Descoperit: jud. Dolj, com. Dobrești, Murta-Dobrești, Pârâu Murta, afluent al Jiului Material: argint          | Descriere avers: Capul lui Zeus complet stilizat și schematizat, forma și trăsăturile lui au fost abandonate. Părul este redat prin două liniuțe rămase parțial în afara flanului, sprijinite pe o linie orizontală, iar cununa din două șiruri de globule paralele; sub acestea apar patru ovale dispuse diferit și o linie oblică, puțin curbată; al doilea oval din st., are o globulă în centru, iar linia ovală este cu ramificație. Șirurile de globule au ondulații puțin diferite; dedesubt, câmp liber. Descriere revers: Călăreț cu calul la trap spre dr., foarte mult schematizat. Călărețul are capul globular, cu o proeminență în față ca un bot de câine și cu două linii ale părului în spate; corpul este triunghiular și piciorul coboară sub pântecele calului. Calul are unul din picioarele din față ridicat, redat printr-o linie frântă; celălalt picior din față este unit cu unul din spate printr-o linie orizontală cu trei globule; la picioarele din urmă se văd și copitele triunghiulare. Capul calului este asemănător unui cap de pasăre cu ciocul lat (rață-gâscă), tăiat de două linii paralele și oblice; coama apare cu un șir de globule, iar coada dintr-o linie dublă, arcuită. | Muzeul Olteniei, Craiova                               | Cimec    |
|      | Tetradrahmă Filip al II-lea de tip Aninoasa Dobrești     | Datare: Jumătatea secolului I a.Chr Școală: Necunoscut, probabil în Oltenia Descoperit: jud. Dolj, com. Dobrești, Murta-Dobrești, Pârâu Murta, afluent al Jiului Material: argint          | Descriere avers: Capul lui Zeus complet stilizat și schematizat, forma și trăsăturile lui au fost abandonate. Părul este redat prin două liniuțe rămase parțial în afara flanului, sprijinite pe o linie orizontală, iar cununa din două șiruri de globule paralele; sub acestea apar patru ovale dispuse diferit și o linie oblică, puțin curbată; al doilea oval din st., are o globulă în centru, iar linia ovală este cu ramificație. Șirurile de globule au ondulații puțin diferite; dedesubt, câmp liber. Descriere revers: Călăreț cu calul la trap spre dr., foarte mult schematizat. Călărețul are capul globular, cu o proeminență în față ca un bot de câine și cu două linii ale părului în spate; corpul este triunghiular și piciorul coboară sub pântecele calului. Calul are unul din picioarele din față ridicat, redat printr-o linie frântă; celălalt picior din față este unit cu unul din spate printr-o linie orizontală cu trei globule; la picioarele din urmă se văd și copitele triunghiulare. Capul calului este asemănător unui cap de pasăre cu ciocul lat (rață-gâscă), tăiat de două linii paralele și oblice; coama apare cu un șir de globule, iar coada dintr-o linie dublă, arcuită. | Muzeul Olteniei, Craiova                               | Cimec    |
|      | Tetradrahmă Filip al II-lea de tip Aninoasa Dobrești     | Datare: Jumătatea secolului I a.Chr Școală: Necunoscut, probabil în Oltenia Descoperit: jud. Dolj, com. Dobrești, Murta-Dobrești, Pârâu Murta, afluent al Jiului Material: argint          | Descriere avers: Capul lui Zeus complet stilizat și schematizat, forma și trăsăturile lui au fost abandonate. Părul este redat prin două liniuțe rămase parțial în afara flanului, sprijinite pe o linie orizontală, iar cununa din două șiruri de globule paralele; sub acestea apar patru ovale dispuse diferit și o linie oblică, puțin curbată; al doilea oval din st., are o globulă în centru, iar linia ovală este cu ramificație. Șirurile de globule au ondulații puțin diferite; dedesubt, câmp liber. Descriere revers: Călăreț cu calul la trap spre dr., foarte mult schematizat. Călărețul are capul globular, cu o proeminență în față ca un bot de câine și cu două linii ale părului în spate; corpul este triunghiular și piciorul coboară sub pântecele calului. Calul are unul din picioarele din față ridicat, redat printr-o linie frântă; celălalt picior din față este unit cu unul din spate printr-o linie orizontală cu trei globule; la picioarele din urmă se văd și copitele triunghiulare. Capul calului este asemănător unui cap de pasăre cu ciocul lat (rață-gâscă), tăiat de două linii paralele și oblice; coama apare cu un șir de globule, iar coada dintr-o linie dublă, arcuită. | Muzeul Olteniei, Craiova                               | Cimec    |
|      | Tetradrahmă Filip al II-lea de tip Aninoasa Dobrești     | Datare: Jumătatea secolului I a.Chr Școală: Necunoscut, probabil în Oltenia Descoperit: jud. Dolj, com. Dobrești, Murta-Dobrești, Pârâu Murta, afluent al Jiului Material: argint          | Descriere avers: Capul lui Zeus complet stilizat și schematizat, forma și trăsăturile lui au fost abandonate. Părul este redat prin două liniuțe rămase parțial în afara flanului, sprijinite pe o linie orizontală, iar cununa din două șiruri de globule paralele; sub acestea apar patru ovale dispuse diferit și o linie oblică, puțin curbată; al doilea oval din st., are o globulă în centru, iar linia ovală este cu ramificație. Șirurile de globule au ondulații puțin diferite; dedesubt, câmp liber. Descriere revers: Călăreț cu calul la trap spre dr., foarte mult schematizat. Călărețul are capul globular, cu o proeminență în față ca un bot de câine și cu două linii ale părului în spate; corpul este triunghiular și piciorul coboară sub pântecele calului. Calul are unul din picioarele din față ridicat, redat printr-o linie frântă; celălalt picior din față este unit cu unul din spate printr-o linie orizontală cu trei globule; la picioarele din urmă se văd și copitele triunghiulare. Capul calului este asemănător unui cap de pasăre cu ciocul lat (rață-gâscă), tăiat de două linii paralele și oblice; coama apare cu un șir de globule, iar coada dintr-o linie dublă, arcuită. | Muzeul Olteniei, Craiova                               | Cimec    |
|      | Tetradrahmă Filip al II-lea de tip Aninoasa Dobrești     | Datare: Jumătatea secolului I a.Chr Școală: Necunoscut, probabil în Oltenia Descoperit: jud. Dolj, com. Dobrești, Murta-Dobrești, Pârâu Murta, afluent al Jiului Material: argint          | Descriere avers: Capul lui Zeus complet stilizat și schematizat, forma și trăsăturile lui au fost abandonate. Părul este redat prin două liniuțe rămase parțial în afara flanului, sprijinite pe o linie orizontală, iar cununa din două șiruri de globule paralele; sub acestea apar patru ovale dispuse diferit și o linie oblică, puțin curbată; al doilea oval din st., are o globulă în centru, iar linia ovală este cu ramificație. Șirurile de globule au ondulații puțin diferite; dedesubt, câmp liber. Descriere revers: Călăreț cu calul la trap spre dr., foarte mult schematizat. Călărețul are capul globular, cu o proeminență în față ca un bot de câine și cu două linii ale părului în spate; corpul este triunghiular și piciorul coboară sub pântecele calului. Calul are unul din picioarele din față ridicat, redat printr-o linie frântă; celălalt picior din față este unit cu unul din spate printr-o linie orizontală cu trei globule; la picioarele din urmă se văd și copitele triunghiulare. Capul calului este asemănător unui cap de pasăre cu ciocul lat (rață-gâscă), tăiat de două linii paralele și oblice; coama apare cu un șir de globule, iar coada dintr-o linie dublă, arcuită. | Muzeul Olteniei, Craiova                               | Cimec    |
|      | Tetradrahmă Filip al II-lea de tip Aninoasa Dobrești     | Datare: Jumătatea secolului I a.Chr Școală: Necunoscut, probabil în Oltenia Descoperit: jud. Dolj, com. Dobrești, Murta-Dobrești, Pârâu Murta, afluent al Jiului Material: argint          | Descriere avers: Capul lui Zeus complet stilizat și schematizat, forma și trăsăturile lui au fost abandonate. Părul este redat prin două liniuțe rămase parțial în afara flanului, sprijinite pe o linie orizontală, iar cununa din două șiruri de globule paralele; sub acestea apar patru ovale dispuse diferit și o linie oblică, puțin curbată; al doilea oval din st., are o globulă în centru, iar linia ovală este cu ramificație. Șirurile de globule au ondulații puțin diferite; dedesubt, câmp liber. Descriere revers: Călăreț cu calul la trap spre dr., foarte mult schematizat. Călărețul are capul globular, cu o proeminență în față ca un bot de câine și cu două linii ale părului în spate; corpul este triunghiular și piciorul coboară sub pântecele calului. Calul are unul din picioarele din față ridicat, redat printr-o linie frântă; celălalt picior din față este unit cu unul din spate printr-o linie orizontală cu trei globule; la picioarele din urmă se văd și copitele triunghiulare. Capul calului este asemănător unui cap de pasăre cu ciocul lat (rață-gâscă), tăiat de două linii paralele și oblice; coama apare cu un șir de globule, iar coada dintr-o linie dublă, arcuită. | Muzeul Olteniei, Craiova                               | Cimec    |
|      | Tetradrahmă Filip al II-lea de tip Aninoasa Dobrești     | Datare: Jumătatea secolului I a.Chr Școală: Necunoscut, probabil în Oltenia Descoperit: jud. Dolj, com. Dobrești, Murta-Dobrești, Pârâu Murta, afluent al Jiului Material: argint          | Descriere avers: Capul lui Zeus complet stilizat și schematizat, forma și trăsăturile lui au fost abandonate. Părul este redat prin două liniuțe rămase parțial în afara flanului, sprijinite pe o linie orizontală, iar cununa din două șiruri de globule paralele; sub acestea apar patru ovale dispuse diferit și o linie oblică, puțin curbată; al doilea oval din st., are o globulă în centru, iar linia ovală este cu ramificație. Șirurile de globule au ondulații puțin diferite; dedesubt, câmp liber. Descriere revers: Călăreț cu calul la trap spre dr., foarte mult schematizat. Călărețul are capul globular, cu o proeminență în față ca un bot de câine și cu două linii ale părului în spate; corpul este triunghiular și piciorul coboară sub pântecele calului. Calul are unul din picioarele din față ridicat, redat printr-o linie frântă; celălalt picior din față este unit cu unul din spate printr-o linie orizontală cu trei globule; la picioarele din urmă se văd și copitele triunghiulare. Capul calului este asemănător unui cap de pasăre cu ciocul lat (rață-gâscă), tăiat de două linii paralele și oblice; coama apare cu un șir de globule, iar coada dintr-o linie dublă, arcuită. | Muzeul Olteniei, Craiova                               | Cimec    |
|      | Tetradrahmă Filip al II-lea de tip Aninoasa Dobrești     | Datare: Jumătatea secolului I a.Chr Școală: Necunoscut, probabil în Oltenia Descoperit: jud. Dolj, com. Dobrești, Murta-Dobrești, Pârâu Murta, afluent al Jiului Material: argint          | Descriere avers: Capul lui Zeus complet stilizat și schematizat, forma și trăsăturile lui au fost abandonate. Părul este redat prin două liniuțe rămase parțial în afara flanului, sprijinite pe o linie orizontală, iar cununa din două șiruri de globule paralele; sub acestea apar patru ovale dispuse diferit și o linie oblică, puțin curbată; al doilea oval din st., are o globulă în centru, iar linia ovală este cu ramificație. Șirurile de globule au ondulații puțin diferite; dedesubt, câmp liber. Descriere revers: Călăreț cu calul la trap spre dr., foarte mult schematizat. Călărețul are capul globular, cu o proeminență în față ca un bot de câine și cu două linii ale părului în spate; corpul este triunghiular și piciorul coboară sub pântecele calului. Calul are unul din picioarele din față ridicat, redat printr-o linie frântă; celălalt picior din față este unit cu unul din spate printr-o linie orizontală cu trei globule; la picioarele din urmă se văd și copitele triunghiulare. Capul calului este asemănător unui cap de pasăre cu ciocul lat (rață-gâscă), tăiat de două linii paralele și oblice; coama apare cu un șir de globule, iar coada dintr-o linie dublă, arcuită. | Muzeul Olteniei, Craiova                               | Cimec    |
|      | Tetradrahmă Filip al II-lea de tip Aninoasa Dobrești     | Datare: Jumătatea secolului I a.Chr Școală: Necunoscut, probabil în Oltenia Descoperit: jud. Dolj, com. Dobrești, Murta-Dobrești, Pârâu Murta, afluent al Jiului Material: argint          | Descriere avers: Capul lui Zeus complet stilizat și schematizat, forma și trăsăturile lui au fost abandonate. Părul este redat prin două liniuțe rămase parțial în afara flanului, sprijinite pe o linie orizontală, iar cununa din două șiruri de globule paralele; sub acestea apar patru ovale dispuse diferit și o linie oblică, puțin curbată; al doilea oval din st., are o globulă în centru, iar linia ovală este cu ramificație. Șirurile de globule au ondulații puțin diferite; dedesubt, câmp liber. Descriere revers: Călăreț cu calul la trap spre dr., foarte mult schematizat. Călărețul are capul globular, cu o proeminență în față ca un bot de câine și cu două linii ale părului în spate; corpul este triunghiular și piciorul coboară sub pântecele calului. Calul are unul din picioarele din față ridicat, redat printr-o linie frântă; celălalt picior din față este unit cu unul din spate printr-o linie orizontală cu trei globule; la picioarele din urmă se văd și copitele triunghiulare. Capul calului este asemănător unui cap de pasăre cu ciocul lat (rață-gâscă), tăiat de două linii paralele și oblice; coama apare cu un șir de globule, iar coada dintr-o linie dublă, arcuită. | Muzeul Olteniei, Craiova                               | Cimec    |
|      | Tetradrahmă Filip al II-lea de tip Aninoasa Dobrești     | Datare: Jumătatea secolului I a.Chr Școală: Necunoscut, probabil în Oltenia Descoperit: jud. Dolj, com. Dobrești, Murta-Dobrești, Pârâu Murta, afluent al Jiului Material: argint          | Descriere avers: Capul lui Zeus complet stilizat și schematizat, forma și trăsăturile lui au fost abandonate. Părul este redat prin două liniuțe rămase parțial în afara flanului, sprijinite pe o linie orizontală, iar cununa din două șiruri de globule paralele; sub acestea apar patru ovale dispuse diferit și o linie oblică, puțin curbată; al doilea oval din st., are o globulă în centru, iar linia ovală este cu ramificație. Șirurile de globule au ondulații puțin diferite; dedesubt, câmp liber. Descriere revers: Călăreț cu calul la trap spre dr., foarte mult schematizat. Călărețul are capul globular, cu o proeminență în față ca un bot de câine și cu două linii ale părului în spate; corpul este triunghiular și piciorul coboară sub pântecele calului. Calul are unul din picioarele din față ridicat, redat printr-o linie frântă; celălalt picior din față este unit cu unul din spate printr-o linie orizontală cu trei globule; la picioarele din urmă se văd și copitele triunghiulare. Capul calului este asemănător unui cap de pasăre cu ciocul lat (rață-gâscă), tăiat de două linii paralele și oblice; coama apare cu un șir de globule, iar coada dintr-o linie dublă, arcuită. | Muzeul Olteniei, Craiova                               | Cimec    |
|      | Tetradrahmă Filip al II-lea de tip Aninoasa Dobrești     | Datare: Jumătatea secolului I a.Chr Școală: Necunoscut, probabil în Oltenia Descoperit: jud. Dolj, com. Dobrești, Murta-Dobrești, Pârâu Murta, afluent al Jiului Material: argint          | Descriere avers: Capul lui Zeus complet stilizat și schematizat, forma și trăsăturile lui au fost abandonate. Părul este redat prin două liniuțe rămase parțial în afara flanului, sprijinite pe o linie orizontală, iar cununa din două șiruri de globule paralele; sub acestea apar patru ovale dispuse diferit și o linie oblică, puțin curbată; al doilea oval din st., are o globulă în centru, iar linia ovală este cu ramificație. Șirurile de globule au ondulații puțin diferite; dedesubt, câmp liber. Descriere revers: Călăreț cu calul la trap spre dr., foarte mult schematizat. Călărețul are capul globular, cu o proeminență în față ca un bot de câine și cu două linii ale părului în spate; corpul este triunghiular și piciorul coboară sub pântecele calului. Calul are unul din picioarele din față ridicat, redat printr-o linie frântă; celălalt picior din față este unit cu unul din spate printr-o linie orizontală cu trei globule; la picioarele din urmă se văd și copitele triunghiulare. Capul calului este asemănător unui cap de pasăre cu ciocul lat (rață-gâscă), tăiat de două linii paralele și oblice; coama apare cu un șir de globule, iar coada dintr-o linie dublă, arcuită. | Muzeul Olteniei, Craiova                               | Cimec    |
|      | Tetradrahmă Filip al II-lea de tip Aninoasa Dobrești     | Datare: Jumătatea secolului I a.Chr Școală: Necunoscut, probabil în Oltenia Descoperit: jud. Dolj, com. Dobrești, Murta-Dobrești, Pârâu Murta, afluent al Jiului Material: argint          | Descriere avers: Capul lui Zeus complet stilizat și schematizat, forma și trăsăturile lui au fost abandonate. Părul este redat prin două liniuțe rămase parțial în afara flanului, sprijinite pe o linie orizontală, iar cununa din două șiruri de globule paralele; sub acestea apar patru ovale dispuse diferit și o linie oblică, puțin curbată; al doilea oval din st., are o globulă în centru, iar linia ovală este cu ramificație. Șirurile de globule au ondulații puțin diferite; dedesubt, câmp liber. Descriere revers: Călăreț cu calul la trap spre dr., foarte mult schematizat. Călărețul are capul globular, cu o proeminență în față ca un bot de câine și cu două linii ale părului în spate; corpul este triunghiular și piciorul coboară sub pântecele calului. Calul are unul din picioarele din față ridicat, redat printr-o linie frântă; celălalt picior din față este unit cu unul din spate printr-o linie orizontală cu trei globule; la picioarele din urmă se văd și copitele triunghiulare. Capul calului este asemănător unui cap de pasăre cu ciocul lat (rață-gâscă), tăiat de două linii paralele și oblice; coama apare cu un șir de globule, iar coada dintr-o linie dublă, arcuită. | Muzeul Olteniei, Craiova                               | Cimec    |
|      | Tetradrahmă Filip al II-lea de tip Aninoasa Dobrești     | Datare: Jumătatea secolului I a.Chr Școală: Necunoscut, probabil în Oltenia Descoperit: jud. Dolj, com. Dobrești, Murta-Dobrești, Pârâu Murta, afluent al Jiului Material: argint          | Descriere avers: Capul lui Zeus complet stilizat și schematizat, forma și trăsăturile lui au fost abandonate. Părul este redat prin două liniuțe rămase parțial în afara flanului, sprijinite pe o linie orizontală, iar cununa din două șiruri de globule paralele; sub acestea apar patru ovale dispuse diferit și o linie oblică, puțin curbată; al doilea oval din st., are o globulă în centru, iar linia ovală este cu ramificație. Șirurile de globule au ondulații puțin diferite; dedesubt, câmp liber. Descriere revers: Călăreț cu calul la trap spre dr., foarte mult schematizat. Călărețul are capul globular, cu o proeminență în față ca un bot de câine și cu două linii ale părului în spate; corpul este triunghiular și piciorul coboară sub pântecele calului. Calul are unul din picioarele din față ridicat, redat printr-o linie frântă; celălalt picior din față este unit cu unul din spate printr-o linie orizontală cu trei globule; la picioarele din urmă se văd și copitele triunghiulare. Capul calului este asemănător unui cap de pasăre cu ciocul lat (rață-gâscă), tăiat de două linii paralele și oblice; coama apare cu un șir de globule, iar coada dintr-o linie dublă, arcuită. | Muzeul Olteniei, Craiova                               | Cimec    |
|      | Tetradrahmă Filip al II-lea de tip Aninoasa Dobrești     | Datare: Jumătatea secolului I a.Chr Școală: Necunoscut, probabil în Oltenia Descoperit: jud. Dolj, com. Dobrești, Murta-Dobrești, Pârâu Murta, afluent al Jiului Material: argint          | Descriere avers: Capul lui Zeus complet stilizat și schematizat, forma și trăsăturile lui au fost abandonate. Părul este redat prin două liniuțe rămase parțial în afara flanului, sprijinite pe o linie orizontală, iar cununa din două șiruri de globule paralele; sub acestea apar patru ovale dispuse diferit și o linie oblică, puțin curbată; al doilea oval din st., are o globulă în centru, iar linia ovală este cu ramificație. Șirurile de globule au ondulații puțin diferite; dedesubt, câmp liber. Descriere revers: Călăreț cu calul la trap spre dr., foarte mult schematizat. Călărețul are capul globular, cu o proeminență în față ca un bot de câine și cu două linii ale părului în spate; corpul este triunghiular și piciorul coboară sub pântecele calului. Calul are unul din picioarele din față ridicat, redat printr-o linie frântă; celălalt picior din față este unit cu unul din spate printr-o linie orizontală cu trei globule; la picioarele din urmă se văd și copitele triunghiulare. Capul calului este asemănător unui cap de pasăre cu ciocul lat (rață-gâscă), tăiat de două linii paralele și oblice; coama apare cu un șir de globule, iar coada dintr-o linie dublă, arcuită. | Muzeul Olteniei, Craiova                               | Cimec    |
|      | Tetradrahmă Filip al II-lea de tip Aninoasa Dobrești     | Datare: Jumătatea secolului I a.Chr Școală: Necunoscut, probabil în Oltenia Descoperit: jud. Dolj, com. Dobrești, Murta-Dobrești, Pârâu Murta, afluent al Jiului Material: argint          | Descriere avers: Capul lui Zeus complet stilizat și schematizat, forma și trăsăturile lui au fost abandonate. Părul este redat prin două liniuțe rămase parțial în afara flanului, sprijinite pe o linie orizontală, iar cununa din două șiruri de globule paralele; sub acestea apar patru ovale dispuse diferit și o linie oblică, puțin curbată; al doilea oval din st., are o globulă în centru, iar linia ovală este cu ramificație. Șirurile de globule au ondulații puțin diferite; dedesubt, câmp liber. Descriere revers: Călăreț cu calul la trap spre dr., foarte mult schematizat. Călărețul are capul globular, cu o proeminență în față ca un bot de câine și cu două linii ale părului în spate; corpul este triunghiular și piciorul coboară sub pântecele calului. Calul are unul din picioarele din față ridicat, redat printr-o linie frântă; celălalt picior din față este unit cu unul din spate printr-o linie orizontală cu trei globule; la picioarele din urmă se văd și copitele triunghiulare. Capul calului este asemănător unui cap de pasăre cu ciocul lat (rață-gâscă), tăiat de două linii paralele și oblice; coama apare cu un șir de globule, iar coada dintr-o linie dublă, arcuită. | Muzeul Olteniei, Craiova                               | Cimec    |
|      | Tetradrahmă Filip al II-lea de tip Aninoasa Dobrești     | Datare: Jumătatea secolului I a.Chr Școală: Necunoscut, probabil în Oltenia Descoperit: jud. Dolj, com. Dobrești, Murta-Dobrești, Pârâu Murta, afluent al Jiului Material: argint          | Descriere avers: Capul lui Zeus complet stilizat și schematizat, forma și trăsăturile lui au fost abandonate. Părul este redat prin două liniuțe rămase parțial în afara flanului, sprijinite pe o linie orizontală, iar cununa din două șiruri de globule paralele; sub acestea apar patru ovale dispuse diferit și o linie oblică, puțin curbată; al doilea oval din st., are o globulă în centru, iar linia ovală este cu ramificație. Șirurile de globule au ondulații puțin diferite; dedesubt, câmp liber. Descriere revers: Călăreț cu calul la trap spre dr., foarte mult schematizat. Călărețul are capul globular, cu o proeminență în față ca un bot de câine și cu două linii ale părului în spate; corpul este triunghiular și piciorul coboară sub pântecele calului. Calul are unul din picioarele din față ridicat, redat printr-o linie frântă; celălalt picior din față este unit cu unul din spate printr-o linie orizontală cu trei globule; la picioarele din urmă se văd și copitele triunghiulare. Capul calului este asemănător unui cap de pasăre cu ciocul lat (rață-gâscă), tăiat de două linii paralele și oblice; coama apare cu un șir de globule, iar coada dintr-o linie dublă, arcuită. | Muzeul Olteniei, Craiova                               | Cimec    |
|      | Tetradrahmă Filip al II-lea de tip Aninoasa Dobrești     | Datare: Jumătatea secolului I a.Chr Școală: Necunoscut, probabil în Oltenia Descoperit: jud. Dolj, com. Dobrești, Murta-Dobrești, Pârâu Murta, afluent al Jiului Material: argint          | Descriere avers: Capul lui Zeus complet stilizat și schematizat, forma și trăsăturile lui au fost abandonate. Părul este redat prin două liniuțe rămase parțial în afara flanului, sprijinite pe o linie orizontală, iar cununa din două șiruri de globule paralele; sub acestea apar patru ovale dispuse diferit și o linie oblică, puțin curbată; al doilea oval din st., are o globulă în centru, iar linia ovală este cu ramificație. Șirurile de globule au ondulații puțin diferite; dedesubt, câmp liber. Descriere revers: Călăreț cu calul la trap spre dr., foarte mult schematizat. Călărețul are capul globular, cu o proeminență în față ca un bot de câine și cu două linii ale părului în spate; corpul este triunghiular și piciorul coboară sub pântecele calului. Calul are unul din picioarele din față ridicat, redat printr-o linie frântă; celălalt picior din față este unit cu unul din spate printr-o linie orizontală cu trei globule; la picioarele din urmă se văd și copitele triunghiulare. Capul calului este asemănător unui cap de pasăre cu ciocul lat (rață-gâscă), tăiat de două linii paralele și oblice; coama apare cu un șir de globule, iar coada dintr-o linie dublă, arcuită. | Muzeul Olteniei, Craiova                               | Cimec    |
|      | Tetradrahmă Filip al II-lea de tip Aninoasa Dobrești     | Datare: Jumătatea secolului I a.Chr Școală: Necunoscut, probabil în Oltenia Descoperit: jud. Dolj, com. Dobrești, Murta-Dobrești, Pârâu Murta, afluent al Jiului Material: argint          | Descriere avers: Capul lui Zeus complet stilizat și schematizat, forma și trăsăturile lui au fost abandonate. Părul este redat prin două liniuțe rămase parțial în afara flanului, sprijinite pe o linie orizontală, iar cununa din două șiruri de globule paralele; sub acestea apar patru ovale dispuse diferit și o linie oblică, puțin curbată; al doilea oval din st., are o globulă în centru, iar linia ovală este cu ramificație. Șirurile de globule au ondulații puțin diferite; dedesubt, câmp liber. Descriere revers: Călăreț cu calul la trap spre dr., foarte mult schematizat. Călărețul are capul globular, cu o proeminență în față ca un bot de câine și cu două linii ale părului în spate; corpul este triunghiular și piciorul coboară sub pântecele calului. Calul are unul din picioarele din față ridicat, redat printr-o linie frântă; celălalt picior din față este unit cu unul din spate printr-o linie orizontală cu trei globule; la picioarele din urmă se văd și copitele triunghiulare. Capul calului este asemănător unui cap de pasăre cu ciocul lat (rață-gâscă), tăiat de două linii paralele și oblice; coama apare cu un șir de globule, iar coada dintr-o linie dublă, arcuită. | Muzeul Olteniei, Craiova                               | Cimec    |
|      | Tetradrahmă Filip al II-lea de tip Aninoasa Dobrești     | Datare: Jumătatea secolului I a.Chr Școală: Necunoscut, probabil în Oltenia Descoperit: jud. Dolj, com. Dobrești, Murta-Dobrești, Pârâu Murta, afluent al Jiului Material: argint          | Descriere avers: Capul lui Zeus complet stilizat și schematizat, forma și trăsăturile lui au fost abandonate. Părul este redat prin două liniuțe rămase parțial în afara flanului, sprijinite pe o linie orizontală, iar cununa din două șiruri de globule paralele; sub acestea apar patru ovale dispuse diferit și o linie oblică, puțin curbată; al doilea oval din st., are o globulă în centru, iar linia ovală este cu ramificație. Șirurile de globule au ondulații puțin diferite; dedesubt, câmp liber. Descriere revers: Călăreț cu calul la trap spre dr., foarte mult schematizat. Călărețul are capul globular, cu o proeminență în față ca un bot de câine și cu două linii ale părului în spate; corpul este triunghiular și piciorul coboară sub pântecele calului. Calul are unul din picioarele din față ridicat, redat printr-o linie frântă; celălalt picior din față este unit cu unul din spate printr-o linie orizontală cu trei globule; la picioarele din urmă se văd și copitele triunghiulare. Capul calului este asemănător unui cap de pasăre cu ciocul lat (rață-gâscă), tăiat de două linii paralele și oblice; coama apare cu un șir de globule, iar coada dintr-o linie dublă, arcuită. | Muzeul Olteniei, Craiova                               | Cimec    |
|      | Tetradrahmă Filip al II-lea de tip Aninoasa Dobrești     | Datare: Jumătatea secolului I a.Chr Școală: Necunoscut, probabil în Oltenia Descoperit: jud. Dolj, com. Dobrești, Murta-Dobrești, Pârâu Murta, afluent al Jiului Material: argint          | Descriere avers: Capul lui Zeus complet stilizat și schematizat, forma și trăsăturile lui au fost abandonate. Părul este redat prin două liniuțe rămase parțial în afara flanului, sprijinite pe o linie orizontală, iar cununa din două șiruri de globule paralele; sub acestea apar patru ovale dispuse diferit și o linie oblică, puțin curbată; al doilea oval din st., are o globulă în centru, iar linia ovală este cu ramificație. Șirurile de globule au ondulații puțin diferite; dedesubt, câmp liber. Descriere revers: Călăreț cu calul la trap spre dr., foarte mult schematizat. Călărețul are capul globular, cu o proeminență în față ca un bot de câine și cu două linii ale părului în spate; corpul este triunghiular și piciorul coboară sub pântecele calului. Calul are unul din picioarele din față ridicat, redat printr-o linie frântă; celălalt picior din față este unit cu unul din spate printr-o linie orizontală cu trei globule; la picioarele din urmă se văd și copitele triunghiulare. Capul calului este asemănător unui cap de pasăre cu ciocul lat (rață-gâscă), tăiat de două linii paralele și oblice; coama apare cu un șir de globule, iar coada dintr-o linie dublă, arcuită. | Muzeul Olteniei, Craiova                               | Cimec    |
|      | Tetradrahmă Filip al II-lea de tip Aninoasa Dobrești     | Datare: Jumătatea secolului I a.Chr Școală: Necunoscut, probabil în Oltenia Descoperit: jud. Dolj, com. Dobrești, Murta-Dobrești, Pârâu Murta, afluent al Jiului Material: argint          | Descriere avers: Capul lui Zeus stilizat, în profil spre dr. Cununa este redată prin două șiruri de 12 și respectiv 13 globule, părul de deasupra frunții o linie curbă dublă, apoi spre spate două ovale și două linii curbe, una simplă și alta dublă. Bărbia lipsește, barba redată prin două bucle, nasul o linei lungă cu capătul de jos triunghiular, ochiul o globulă, într-un semicerc. Deasupra, liniile părului, care coboară radiat pe o altă linie orizontală. Descriere revers: Călăreț cu calul la trap spre dr. Călărețul are capul triunghiular, piciorul scos în evidență, în special pulpa, și capul cu două plete pe spate, o linie scurtă la frunte și gura cu bărbia o linie lungă prelungă, ca un bot de câine. Calul mult stilizat, cu gâtul lung și arcuit, cu botul în forma unui cioc de pasăre (rață); picioarele din linii subțiri și cu copite triunghiulare, unite printr-o linie cu punct la mijloc. | Muzeul Olteniei, Craiova                               | Cimec    |
|      | Tetradrahmă Filip al II-lea de tip Aninoasa Dobrești     | Datare: Jumătatea secolului I a.Chr Școală: Necunoscut, probabil în Oltenia Descoperit: jud. Dolj, com. Dobrești, Murta-Dobrești, Pârâu Murta, afluent al Jiului Material: argint          | Descriere avers: Capul lui Zeus stilizat, în profil spre dr. Cununa este redată prin două șiruri de 12 și respectiv 13 globule, părul de deasupra frunții o linie curbă dublă, apoi spre spate două ovale și două linii curbe, una simplă și alta dublă. Bărbia lipsește, barba redată prin două bucle, nasul o linei lungă cu capătul de jos triunghiular, ochiul o globulă, într-un semicerc. Deasupra, liniile părului, care coboară radiat pe o altă linie orizontală. Descriere revers: Călăreț cu calul la trap spre dr. Călărețul are capul triunghiular, piciorul scos în evidență, în special pulpa, și capul cu două plete pe spate, o linie scurtă la frunte și gura cu bărbia o linie lungă prelungă, ca un bot de câine. Calul mult stilizat, cu gâtul lung și arcuit, cu botul în forma unui cioc de pasăre (rață); picioarele din linii subțiri și cu copite triunghiulare, unite printr-o linie cu punct la mijloc. | Muzeul Olteniei, Craiova                               | Cimec    |
|      | Tetradrahmă Filip al II-lea de tip Aninoasa Dobrești     | Datare: Jumătatea secolului I a.Chr Școală: Necunoscut, probabil în Oltenia Descoperit: jud. Dolj, com. Dobrești, Murta-Dobrești, Pârâu Murta, afluent al Jiului Material: argint          | Descriere avers: Capul lui Zeus stilizat, în profil spre dr. Cununa este redată prin două șiruri de 12 și respectiv 13 globule, părul de deasupra frunții o linie curbă dublă, apoi spre spate două ovale și două linii curbe, una simplă și alta dublă. Bărbia lipsește, barba redată prin două bucle, nasul o linie lungă cu capătul de jos triunghiular, ochiul este lipsă. Deasupra, liniile părului, care coboară radiat pe o altă linie orizontală. Descriere revers: Călăreț cu calul la trap spre dr. Călărețul are capul triunghiular, piciorul scos în evidență, în special pulpa, și capul cu două plete pe spate, o linie scurtă la frunte și gura cu bărbia o linie lungă prelungă, ca un bot de câine. Calul mult stilizat, cu gâtul lung și arcuit, cu botul în forma unui cioc de pasăre (rață); picioarele din linii subțiri și cu copite triunghiulare, unite printr-o linie cu punct la mijloc. Din călăreț se mai vede parțial decât piciorul și capul, urme vagi din linia corpului. Conturul calului se vede de asemenea, vag ceva mai clar fiind capul, gâtul și partea din urmă. | Muzeul Olteniei, Craiova                               | Cimec    |
|      | Tetradrahmă Filip al II-lea de tip Aninoasa Dobrești     | Datare: Jumătatea secolului I a.Chr Școală: Necunoscut, probabil în Oltenia Descoperit: jud. Dolj, com. Dobrești, Murta-Dobrești, Pârâu Murta, afluent al Jiului Material: argint          | Descriere avers: Capul lui Zeus complet stilizat și schematizat, forma și trăsăturile lui au fost abandonate. Părul este redat prin două liniuțe rămase parțial în afara flanului, sprijinite pe o linie orizontală, iar cununa din două șiruri de globule paralele; sub acestea apar patru ovale dispuse diferit și o linie oblică, puțin curbată; al doilea oval din st., are o globulă în centru, iar linia ovală este cu ramificație. Șirurile de globule au ondulații puțin diferite; dedesubt, câmp liber. Descriere revers: Călăreț cu calul la trap spre dr., foarte mult schematizat. Călărețul are capul globular, cu o proeminență în față ca un bot de câine și cu două linii ale părului în spate; corpul este triunghiular și piciorul coboară sub pântecele calului. Calul are unul din picioarele din față ridicat, redat printr-o linie frântă; celălalt picior din față este unit cu unul din spate printr-o linie orizontală cu trei globule; la picioarele din urmă se văd și copitele triunghiulare. Capul calului este asemănător unui cap de pasăre cu ciocul lat (rață-gâscă), tăiat de două linii paralele și oblice; coama apare cu un șir de globule, iar coada dintr-o linie dublă, arcuită. | Muzeul Olteniei, Craiova                               | Cimec    |
|      | Tetradrahmă Filip al II-lea de tip Aninoasa Dobrești     | Datare: Jumătatea secolului I a.Chr Școală: Necunoscut, probabil în Oltenia Descoperit: jud. Dolj, com. Dobrești, Murta-Dobrești, Pârâu Murta, afluent al Jiului Material: argint          | Descriere avers: Capul lui Zeus complet stilizat și schematizat, forma și trăsăturile lui au fost abandonate. Părul este redat prin două liniuțe rămase parțial în afara flanului, sprijinite pe o linie orizontală, iar cununa din două șiruri de globule paralele; sub acestea apar patru ovale dispuse diferit și o linie oblică, puțin curbată; al doilea oval din st., are o globulă în centru, iar linia ovală este cu ramificație. Șirurile de globule au ondulații puțin diferite; dedesubt, câmp liber. Descriere revers: Călăreț cu calul la trap spre dr., foarte mult schematizat. Călărețul are capul globular, cu o proeminență în față ca un bot de câine și cu două linii ale părului în spate; corpul este triunghiular și piciorul coboară sub pântecele calului. Calul are unul din picioarele din față ridicat, redat printr-o linie frântă; celălalt picior din față este unit cu unul din spate printr-o linie orizontală cu trei globule; la picioarele din urmă se văd și copitele triunghiulare. Capul calului este asemănător unui cap de pasăre cu ciocul lat (rață-gâscă), tăiat de două linii paralele și oblice; coama apare cu un șir de globule, iar coada dintr-o linie dublă, arcuită. | Muzeul Olteniei, Craiova                               | Cimec    |
|      | Tetradrahmă Filip al II-lea de tip Aninoasa Dobrești     | Datare: Jumătatea secolului I a.Chr Școală: Necunoscut, probabil în Oltenia Descoperit: jud. Dolj, com. Dobrești, Murta-Dobrești, Pârâu Murta, afluent al Jiului Material: argint          | Descriere avers: Capul lui Zeus stilizat, în profil spre dr. Cununa este redată prin două șiruri de 12 și respectiv 13 globule, părul de deasupra frunții o linie curbă dublă, apoi spre spate două ovale (ovalul din st. tăiat de o linie oblică) și două linii curbe, una simplă și alta dublă. Bărbia lipsește, barba redată prin două bucle, nasul o linei lungă cu capătul de jos triunghiular, ochiul o globulă, într-un semicerc. Deasupra, liniile părului, care coboară radiat pe o altă linie orizontală. Descriere revers: Călăreț cu calul la trap spre dr. Călărețul are capul triunghiular (capul călărețului fără linia nasului), piciorul scos în evidență, în special pulpa, și capul cu două plete pe spate, o linie scurtă la frunte și gura cu bărbia o linie lungă prelungă, ca un bot de câine. Calul mult stilizat, cu gâtul lung și arcuit, cu botul în forma unui cioc de pasăre (rață); picioarele din linii subțiri și cu copite triunghiulare, unite printr-o linie cu punct la mijloc. Întreaga reprezentare este tocită. | Muzeul Olteniei, Craiova                               | Cimec    |
|      | Tetradrahmă Filip al II-lea de tip Aninoasa Dobrești     | Datare: Jumătatea secolului I a.Chr Școală: Necunoscut, probabil în Oltenia Descoperit: jud. Dolj, com. Dobrești, Murta-Dobrești, Pârâu Murta, afluent al Jiului Material: argint          | Descriere avers: Capul lui Zeus stilizat, în profil spre dr. Cununa este redată prin două șiruri de 12 și respectiv 13 globule, părul de deasupra frunții o linie curbă dublă, apoi spre spate două ovale (ovalul din st. tăiat de o linie oblică) și două linii curbe, una simplă și alta dublă. Bărbia lipsește, barba redată prin două bucle, nasul o linei lungă cu capătul de jos triunghiular, ochiul o globulă, într-un semicerc. Deasupra, liniile părului, care coboară radiat pe o altă linie orizontală. Descriere revers: Călăreț cu calul la trap spre dr. Călărețul are capul triunghiular (capul călărețului fără linia nasului), piciorul scos în evidență, în special pulpa, și capul cu două plete pe spate, o linie scurtă la frunte și gura cu bărbia o linie lungă prelungă, ca un bot de câine. Calul mult stilizat, cu gâtul lung și arcuit, cu botul în forma unui cioc de pasăre (rață); picioarele din linii subțiri și cu copite triunghiulare, unite printr-o linie cu punct la mijloc. Întreaga reprezentare este tocită. | Muzeul Olteniei, Craiova                               | Cimec    |
|      | Tetradrahmă Filip al II-lea de tip Aninoasa Dobrești     | Datare: Jumătatea secolului I a.Chr Școală: Necunoscut, probabil în Oltenia Descoperit: jud. Dolj, com. Dobrești, Murta-Dobrești, Pârâu Murta, afluent al Jiului Material: argint          | Descriere avers: Capul lui Zeus stilizat, în profil spre dr. Cununa este redată prin două șiruri de 12 și respectiv 13 globule, părul de deasupra frunții o linie curbă dublă, apoi spre spate două ovale (ovalul din st. tăiat de o linie oblică) și două linii curbe, una simplă și alta dublă. Bărbia lipsește, barba redată prin două bucle, nasul o linei lungă cu capătul de jos triunghiular, ochiul o globulă, într-un semicerc. Deasupra, liniile părului, care coboară radiat pe o altă linie orizontală. Descriere revers: Călăreț cu calul la trap spre dr. Călărețul are capul triunghiular (capul călărețului fără linia nasului), piciorul scos în evidență, în special pulpa, și capul cu două plete pe spate, o linie scurtă la frunte și gura cu bărbia o linie lungă prelungă, ca un bot de câine. Calul mult stilizat, cu gâtul lung și arcuit, cu botul în forma unui cioc de pasăre (rață); picioarele din linii subțiri și cu copite triunghiulare, unite printr-o linie cu punct la mijloc. Întreaga reprezentare este tocită. | Muzeul Olteniei, Craiova                               | Cimec    |
|      | Tetradrahmă Filip al II-lea de tip Aninoasa Dobrești     | Datare: Jumătatea secolului I a.Chr Școală: Necunoscut, probabil în Oltenia Descoperit: jud. Dolj, com. Dobrești, Murta-Dobrești, Pârâu Murta, afluent al Jiului Material: argint          | Descriere avers: Capul lui Zeus stilizat, în profil spre dr. Cununa este redată prin două șiruri de 12 și respectiv 13 globule, părul de deasupra frunții o linie curbă dublă, apoi spre spate două ovale (ovalul din st. tăiat de o linie oblică) și două linii curbe, una simplă și alta dublă. Bărbia lipsește, barba redată prin două bucle, nasul o linei lungă cu capătul de jos triunghiular, ochiul o globulă, într-un semicerc. Deasupra, liniile părului, care coboară radiat pe o altă linie orizontală. Descriere revers: Călăreț cu calul la trap spre dr. Călărețul are capul triunghiular (capul călărețului fără linia nasului), piciorul scos în evidență, în special pulpa, și capul cu două plete pe spate, o linie scurtă la frunte și gura cu bărbia o linie lungă prelungă, ca un bot de câine. Calul mult stilizat, cu gâtul lung și arcuit, cu botul în forma unui cioc de pasăre (rață); picioarele din linii subțiri și cu copite triunghiulare, unite printr-o linie cu punct la mijloc. Întreaga reprezentare este tocită. | Muzeul Olteniei, Craiova                               | Cimec    |
|      | Tetradrahmă Filip al II-lea de tip Aninoasa Dobrești     | Datare: Jumătatea secolului I a.Chr Școală: Necunoscut, probabil în Oltenia Descoperit: jud. Dolj, com. Dobrești, Murta-Dobrești, Pârâu Murta, afluent al Jiului Material: argint          | Descriere avers: Capul lui Zeus stilizat, în profil spre dr. Cununa este redată prin două șiruri de 12 și respectiv 13 globule, părul de deasupra frunții o linie curbă dublă, apoi spre spate două ovale (ovalul din st. tăiat de o linie oblică) și două linii curbe, una simplă și alta dublă. Bărbia lipsește, barba redată prin două bucle, nasul o linei lungă cu capătul de jos triunghiular, ochiul o globulă, într-un semicerc. Deasupra, liniile părului, care coboară radiat pe o altă linie orizontală. Descriere revers: Călăreț cu calul la trap spre dr. Călărețul are capul triunghiular (capul călărețului fără linia nasului), piciorul scos în evidență, în special pulpa, și capul cu două plete pe spate, o linie scurtă la frunte și gura cu bărbia o linie lungă prelungă, ca un bot de câine. Calul mult stilizat, cu gâtul lung și arcuit, cu botul în forma unui cioc de pasăre (rață); picioarele din linii subțiri și cu copite triunghiulare, unite printr-o linie cu punct la mijloc. Întreaga reprezentare este tocită. | Muzeul Olteniei, Craiova                               | Cimec    |
|      | Tetradrahmă Filip al II-lea de tip Aninoasa Dobrești     | Datare: Jumătatea secolului I a.Chr Școală: Necunoscut, probabil în Oltenia Descoperit: jud. Dolj, com. Dobrești, Murta-Dobrești, Pârâu Murta, afluent al Jiului Material: argint          | Descriere avers: Capul lui Zeus stilizat, în profil spre dr. Cununa este redată prin două șiruri de 12 și respectiv 13 globule, părul de deasupra frunții o linie curbă dublă, apoi spre spate două ovale (ovalul din st. tăiat de o linie oblică) și două linii curbe, una simplă și alta dublă. Bărbia lipsește, barba redată prin două bucle, nasul o linei lungă cu capătul de jos triunghiular, ochiul o globulă, într-un semicerc. Deasupra, liniile părului, care coboară radiat pe o altă linie orizontală. Descriere revers: Călăreț cu calul la trap spre dr. Călărețul are capul triunghiular (capul călărețului fără linia nasului), piciorul scos în evidență, în special pulpa, și capul cu două plete pe spate, o linie scurtă la frunte și gura cu bărbia o linie lungă prelungă, ca un bot de câine. Calul mult stilizat, cu gâtul lung și arcuit, cu botul în forma unui cioc de pasăre (rață); picioarele din linii subțiri și cu copite triunghiulare, unite printr-o linie cu punct la mijloc. Întreaga reprezentare este tocită. | Muzeul Olteniei, Craiova                               | Cimec    |
|      | Tetradrahmă Filip al II-lea de tip Aninoasa Dobrești     | Datare: Jumătatea secolului I a.Chr Școală: Necunoscut, probabil în Oltenia Descoperit: jud. Dolj, com. Dobrești, Murta-Dobrești, Pârâu Murta, afluent al Jiului Material: argint          | Descriere avers: Capul lui Zeus stilizat, în profil spre dr. Cununa este redată prin două șiruri de 12 și respectiv 13 globule, părul de deasupra frunții o linie curbă dublă, apoi spre spate două ovale (ovalul din st. tăiat de o linie oblică) și două linii curbe, una simplă și alta dublă. Bărbia lipsește, barba redată prin două bucle, nasul o linei lungă cu capătul de jos triunghiular, ochiul o globulă, într-un semicerc. Deasupra, liniile părului, care coboară radiat pe o altă linie orizontală. Descriere revers: Călăreț cu calul la trap spre dr. Călărețul are capul triunghiular (capul călărețului fără linia nasului), piciorul scos în evidență, în special pulpa, și capul cu două plete pe spate, o linie scurtă la frunte și gura cu bărbia o linie lungă prelungă, ca un bot de câine. Calul mult stilizat, cu gâtul lung și arcuit, cu botul în forma unui cioc de pasăre (rață); picioarele din linii subțiri și cu copite triunghiulare, unite printr-o linie cu punct la mijloc. Întreaga reprezentare este tocită. | Muzeul Olteniei, Craiova                               | Cimec    |
|      | Tetradrahmă Filip al II-lea de tip Aninoasa Dobrești     | Datare: Jumătatea secolului I a.Chr Școală: Necunoscut, probabil în Oltenia Descoperit: jud. Dolj, com. Dobrești, Murta-Dobrești, Pârâu Murta, afluent al Jiului Material: argint          | Descriere avers: Capul lui Zeus stilizat, în profil spre dr. Cununa este redată prin două șiruri de 12 și respectiv 13 globule, părul de deasupra frunții o linie curbă dublă, apoi spre spate două ovale (ovalul din st. tăiat de o linie oblică) și două linii curbe, una simplă și alta dublă. Bărbia lipsește, barba redată prin două bucle, nasul o linei lungă cu capătul de jos triunghiular, ochiul o globulă, într-un semicerc. Deasupra, liniile părului, care coboară radiat pe o altă linie orizontală. Descriere revers: Călăreț cu calul la trap spre dr. Călărețul are capul triunghiular (capul călărețului fără linia nasului), piciorul scos în evidență, în special pulpa, și capul cu două plete pe spate, o linie scurtă la frunte și gura cu bărbia o linie lungă prelungă, ca un bot de câine. Calul mult stilizat, cu gâtul lung și arcuit, cu botul în forma unui cioc de pasăre (rață); picioarele din linii subțiri și cu copite triunghiulare, unite printr-o linie cu punct la mijloc. Întreaga reprezentare este tocită. | Muzeul Olteniei, Craiova                               | Cimec    |
|      | Tetradrahmă Filip al II-lea de tip Aninoasa Dobrești     | Datare: Jumătatea secolului I a.Chr Școală: Necunoscut, probabil în Oltenia Descoperit: jud. Dolj, com. Dobrești, Murta-Dobrești, Pârâu Murta, afluent al Jiului Material: argint          | Descriere avers: Capul lui Zeus stilizat, în profil spre dr. Cununa este redată prin două șiruri de 12 și respectiv 13 globule, părul de deasupra frunții o linie curbă dublă, apoi spre spate două ovale (ovalul din st. tăiat de o linie oblică) și două linii curbe, una simplă și alta dublă. Bărbia lipsește, barba redată prin două bucle, nasul o linei lungă cu capătul de jos triunghiular, ochiul o globulă, într-un semicerc. Deasupra, liniile părului, care coboară radiat pe o altă linie orizontală. Descriere revers: Călăreț cu calul la trap spre dr. Călărețul are capul triunghiular (capul călărețului fără linia nasului), piciorul scos în evidență, în special pulpa, și capul cu două plete pe spate, o linie scurtă la frunte și gura cu bărbia o linie lungă prelungă, ca un bot de câine. Calul mult stilizat, cu gâtul lung și arcuit, cu botul în forma unui cioc de pasăre (rață); picioarele din linii subțiri și cu copite triunghiulare, unite printr-o linie cu punct la mijloc. Întreaga reprezentare este tocită. | Muzeul Olteniei, Craiova                               | Cimec    |
|      | Tetradrahmă Filip al II-lea de tip Aninoasa Dobrești     | Datare: Jumătatea secolului I a.Chr Școală: Necunoscut, probabil în Oltenia Descoperit: jud. Dolj, com. Dobrești, Murta-Dobrești, Pârâu Murta, afluent al Jiului Material: argint          | Descriere avers: Capul lui Zeus stilizat, în profil spre dr. Cununa este redată prin două șiruri de 12 și respectiv 13 globule, părul de deasupra frunții o linie curbă dublă, apoi spre spate două ovale (ovalul din st. tăiat de o linie oblică) și două linii curbe, una simplă și alta dublă. Bărbia lipsește, barba redată prin două bucle, nasul o linei lungă cu capătul de jos triunghiular, ochiul o globulă, într-un semicerc. Deasupra, liniile părului, care coboară radiat pe o altă linie orizontală. Descriere revers: Călăreț cu calul la trap spre dr. Călărețul are capul triunghiular (capul călărețului fără linia nasului), piciorul scos în evidență, în special pulpa, și capul cu două plete pe spate, o linie scurtă la frunte și gura cu bărbia o linie lungă prelungă, ca un bot de câine. Calul mult stilizat, cu gâtul lung și arcuit, cu botul în forma unui cioc de pasăre (rață); picioarele din linii subțiri și cu copite triunghiulare, unite printr-o linie cu punct la mijloc. Întreaga reprezentare este tocită. | Muzeul Olteniei, Craiova                               | Cimec    |
|      | Tetradrahmă Filip al II-lea de tip Aninoasa Dobrești     | Datare: Jumătatea secolului I a.Chr Școală: Necunoscut, probabil în Oltenia Descoperit: jud. Dolj, com. Dobrești, Murta-Dobrești, Pârâu Murta, afluent al Jiului Material: argint          | Descriere avers: Capul lui Zeus stilizat, în profil spre dr. Cununa este redată prin două șiruri de 12 și respectiv 13 globule, părul de deasupra frunții o linie curbă dublă, apoi spre spate două ovale (ovalul din st. tăiat de o linie oblică) și două linii curbe, una simplă și alta dublă. Bărbia lipsește, barba redată prin două bucle, nasul o linei lungă cu capătul de jos triunghiular, ochiul o globulă, într-un semicerc. Deasupra, liniile părului, care coboară radiat pe o altă linie orizontală. Descriere revers: Călăreț cu calul la trap spre dr. Călărețul are capul triunghiular (capul călărețului fără linia nasului), piciorul scos în evidență, în special pulpa, și capul cu două plete pe spate, o linie scurtă la frunte și gura cu bărbia o linie lungă prelungă, ca un bot de câine. Calul mult stilizat, cu gâtul lung și arcuit, cu botul în forma unui cioc de pasăre (rață); picioarele din linii subțiri și cu copite triunghiulare, unite printr-o linie cu punct la mijloc. Întreaga reprezentare este tocită. | Muzeul Olteniei, Craiova                               | Cimec    |
|      | Tetradrahmă Filip al II-lea de tip Aninoasa Dobrești     | Datare: Jumătatea secolului I a.Chr Școală: Necunoscut, probabil în Oltenia Descoperit: jud. Dolj, com. Dobrești, Murta-Dobrești, Pârâu Murta, afluent al Jiului Material: argint          | Descriere avers: Capul lui Zeus stilizat, în profil spre dr. Cununa este redată prin două șiruri de 12 și respectiv 13 globule, părul de deasupra frunții o linie curbă dublă, apoi spre spate două ovale (ovalul din st. tăiat de o linie oblică) și două linii curbe, una simplă și alta dublă. Bărbia lipsește, barba redată prin două bucle, nasul o linei lungă cu capătul de jos triunghiular, ochiul o globulă, într-un semicerc. Deasupra, liniile părului, care coboară radiat pe o altă linie orizontală. Descriere revers: Călăreț cu calul la trap spre dr. Călărețul are capul triunghiular (capul călărețului fără linia nasului), piciorul scos în evidență, în special pulpa, și capul cu două plete pe spate, o linie scurtă la frunte și gura cu bărbia o linie lungă prelungă, ca un bot de câine. Calul mult stilizat, cu gâtul lung și arcuit, cu botul în forma unui cioc de pasăre (rață); picioarele din linii subțiri și cu copite triunghiulare, unite printr-o linie cu punct la mijloc. Întreaga reprezentare este tocită. | Muzeul Olteniei, Craiova                               | Cimec    |
|      | Tetradrahmă Filip al II-lea de tip Aninoasa Dobrești     | Datare: Jumătatea secolului I a.Chr Școală: Necunoscut, probabil în Oltenia Descoperit: jud. Dolj, com. Dobrești, Murta-Dobrești, Pârâu Murta, afluent al Jiului Material: argint          | Descriere avers: Capul lui Zeus stilizat, în profil spre dr. Cununa este redată prin două șiruri de 12 și respectiv 13 globule, părul de deasupra frunții o linie curbă dublă, apoi spre spate două ovale (ovalul din st. tăiat de o linie oblică) și două linii curbe, una simplă și alta dublă. Bărbia lipsește, barba redată prin două bucle, nasul o linei lungă cu capătul de jos triunghiular, ochiul o globulă, într-un semicerc. Deasupra, liniile părului, care coboară radiat pe o altă linie orizontală. Descriere revers: Călăreț cu calul la trap spre dr. Călărețul are capul triunghiular (capul călărețului fără linia nasului), piciorul scos în evidență, în special pulpa, și capul cu două plete pe spate, o linie scurtă la frunte și gura cu bărbia o linie lungă prelungă, ca un bot de câine. Calul mult stilizat, cu gâtul lung și arcuit, cu botul în forma unui cioc de pasăre (rață); picioarele din linii subțiri și cu copite triunghiulare, unite printr-o linie cu punct la mijloc. Întreaga reprezentare este tocită. | Muzeul Olteniei, Craiova                               | Cimec    |
|      | Tetradrahmă Filip al II-lea de tip Aninoasa Dobrești     | Datare: Jumătatea secolului I a.Chr Școală: Necunoscut, probabil în Oltenia Descoperit: jud. Dolj, com. Dobrești, Murta-Dobrești, Pârâu Murta, afluent al Jiului Material: argint          | Descriere avers: Capul lui Zeus stilizat, în profil spre dr. Cununa este redată prin două șiruri de 12 și respectiv 13 globule, părul de deasupra frunții o linie curbă dublă, apoi spre spate două ovale (ovalul din st. tăiat de o linie oblică) și două linii curbe, una simplă și alta dublă. Bărbia lipsește, barba redată prin două bucle, nasul o linei lungă cu capătul de jos triunghiular, ochiul o globulă, într-un semicerc. Deasupra, liniile părului, care coboară radiat pe o altă linie orizontală. Descriere revers: Călăreț cu calul la trap spre dr. Călărețul are capul triunghiular (capul călărețului fără linia nasului), piciorul scos în evidență, în special pulpa, și capul cu două plete pe spate, o linie scurtă la frunte și gura cu bărbia o linie lungă prelungă, ca un bot de câine. Calul mult stilizat, cu gâtul lung și arcuit, cu botul în forma unui cioc de pasăre (rață); picioarele din linii subțiri și cu copite triunghiulare, unite printr-o linie cu punct la mijloc. Întreaga reprezentare este tocită. | Muzeul Olteniei, Craiova                               | Cimec    |
|      | Tetradrahmă Filip al II-lea de tip Aninoasa Dobrești     | Datare: Jumătatea secolului I a.Chr Școală: Necunoscut, probabil în Oltenia Descoperit: jud. Dolj, com. Dobrești, Murta-Dobrești, Pârâu Murta, afluent al Jiului Material: argint          | Descriere avers: Capul lui Zeus stilizat, în profil spre dr. Cununa este redată prin două șiruri de 12 și respectiv 13 globule, părul de deasupra frunții o linie curbă dublă, apoi spre spate două ovale (ovalul din st. tăiat de o linie oblică) și două linii curbe, una simplă și alta dublă. Bărbia lipsește, barba redată prin două bucle, nasul o linei lungă cu capătul de jos triunghiular, ochiul o globulă, într-un semicerc. Deasupra, liniile părului, care coboară radiat pe o altă linie orizontală. Descriere revers: Călăreț cu calul la trap spre dr. Călărețul are capul triunghiular (capul călărețului fără linia nasului), piciorul scos în evidență, în special pulpa, și capul cu două plete pe spate, o linie scurtă la frunte și gura cu bărbia o linie lungă prelungă, ca un bot de câine. Calul mult stilizat, cu gâtul lung și arcuit, cu botul în forma unui cioc de pasăre (rață); picioarele din linii subțiri și cu copite triunghiulare, unite printr-o linie cu punct la mijloc. Întreaga reprezentare este tocită. | Muzeul Olteniei, Craiova                               | Cimec    |
|      | Tetradrahmă Filip al II-lea de tip Aninoasa Dobrești     | Datare: Jumătatea secolului I a.Chr Școală: Necunoscut, probabil în Oltenia Descoperit: jud. Dolj, com. Dobrești, Murta-Dobrești, Pârâu Murta, afluent al Jiului Material: argint          | Descriere avers: Capul lui Zeus stilizat, în profil spre dr. Cununa este redată prin două șiruri de 12 și respectiv 13 globule, părul de deasupra frunții o linie curbă dublă, apoi spre spate două ovale (ovalul din st. tăiat de o linie oblică) și două linii curbe, una simplă și alta dublă. Bărbia lipsește, barba redată prin două bucle, nasul o linei lungă cu capătul de jos triunghiular, ochiul o globulă, într-un semicerc. Deasupra, liniile părului, care coboară radiat pe o altă linie orizontală. Descriere revers: Călăreț cu calul la trap spre dr. Călărețul are capul triunghiular (capul călărețului fără linia nasului), piciorul scos în evidență, în special pulpa, și capul cu două plete pe spate, o linie scurtă la frunte și gura cu bărbia o linie lungă prelungă, ca un bot de câine. Calul mult stilizat, cu gâtul lung și arcuit, cu botul în forma unui cioc de pasăre (rață); picioarele din linii subțiri și cu copite triunghiulare, unite printr-o linie cu punct la mijloc. Întreaga reprezentare este tocită. | Muzeul Olteniei, Craiova                               | Cimec    |
|      | Tetradrahmă Filip al II-lea de tip Aninoasa Dobrești     | Datare: Jumătatea secolului I a.Chr Școală: Necunoscut, probabil în Oltenia Descoperit: jud. Dolj, com. Dobrești, Murta-Dobrești, Pârâu Murta, afluent al Jiului Material: argint          | Descriere avers: Capul lui Zeus stilizat, în profil spre dr. Cununa este redată prin două șiruri de 12 și respectiv 13 globule, părul de deasupra frunții o linie curbă dublă, apoi spre spate două ovale (ovalul din st. tăiat de o linie oblică) și două linii curbe, una simplă și alta dublă. Bărbia lipsește, barba redată prin două bucle, nasul o linei lungă cu capătul de jos triunghiular, ochiul o globulă, într-un semicerc. Deasupra, liniile părului, care coboară radiat pe o altă linie orizontală. Descriere revers: Călăreț cu calul la trap spre dr. Călărețul are capul triunghiular (capul călărețului fără linia nasului), piciorul scos în evidență, în special pulpa, și capul cu două plete pe spate, o linie scurtă la frunte și gura cu bărbia o linie lungă prelungă, ca un bot de câine. Calul mult stilizat, cu gâtul lung și arcuit, cu botul în forma unui cioc de pasăre (rață); picioarele din linii subțiri și cu copite triunghiulare, unite printr-o linie cu punct la mijloc. Întreaga reprezentare este tocită. | Muzeul Olteniei, Craiova                               | Cimec    |
|      | Tetradrahmă Filip al II-lea de tip Aninoasa Dobrești     | Datare: Jumătatea secolului I a.Chr Școală: Necunoscut, probabil în Oltenia Descoperit: jud. Dolj, com. Dobrești, Murta-Dobrești, Pârâu Murta, afluent al Jiului Material: argint          | Descriere avers: Capul lui Zeus stilizat, în profil spre dr. Cununa este redată prin două șiruri de 12 și respectiv 13 globule, părul de deasupra frunții o linie curbă dublă, apoi spre spate două ovale (ovalul din st. tăiat de o linie oblică) și două linii curbe, una simplă și alta dublă. Bărbia lipsește, barba redată prin două bucle, nasul o linei lungă cu capătul de jos triunghiular, ochiul o globulă, într-un semicerc. Deasupra, liniile părului, care coboară radiat pe o altă linie orizontală. Descriere revers: Călăreț cu calul la trap spre dr. Călărețul are capul triunghiular (capul călărețului fără linia nasului), piciorul scos în evidență, în special pulpa, și capul cu două plete pe spate, o linie scurtă la frunte și gura cu bărbia o linie lungă prelungă, ca un bot de câine. Calul mult stilizat, cu gâtul lung și arcuit, cu botul în forma unui cioc de pasăre (rață); picioarele din linii subțiri și cu copite triunghiulare, unite printr-o linie cu punct la mijloc. Întreaga reprezentare este tocită. | Muzeul Olteniei, Craiova                               | Cimec    |
|      | Tetradrahmă Filip al II-lea de tip Aninoasa Dobrești     | Datare: Jumătatea secolului I a.Chr Școală: Necunoscut, probabil în Oltenia Descoperit: jud. Dolj, com. Dobrești, Murta-Dobrești, Pârâu Murta, afluent al Jiului Material: argint          | Descriere avers: Capul lui Zeus stilizat, în profil spre dr. Cununa este redată prin două șiruri de 12 și respectiv 13 globule, părul de deasupra frunții o linie curbă dublă, apoi spre spate două ovale (ovalul din st. tăiat de o linie oblică) și două linii curbe, una simplă și alta dublă. Bărbia lipsește, barba redată prin două bucle, nasul o linei lungă cu capătul de jos triunghiular, ochiul o globulă, într-un semicerc. Deasupra, liniile părului, care coboară radiat pe o altă linie orizontală. Descriere revers: Călăreț cu calul la trap spre dr. Călărețul are capul triunghiular (capul călărețului fără linia nasului), piciorul scos în evidență, în special pulpa, și capul cu două plete pe spate, o linie scurtă la frunte și gura cu bărbia o linie lungă prelungă, ca un bot de câine. Calul mult stilizat, cu gâtul lung și arcuit, cu botul în forma unui cioc de pasăre (rață); picioarele din linii subțiri și cu copite triunghiulare, unite printr-o linie cu punct la mijloc. Întreaga reprezentare este tocită. | Muzeul Olteniei, Craiova                               | Cimec    |
|      | Tetradrahmă Filip al II-lea de tip Aninoasa Dobrești     | Datare: Jumătatea secolului I a.Chr Școală: Necunoscut, probabil în Oltenia Descoperit: jud. Dolj, com. Dobrești, Murta-Dobrești, Pârâu Murta, afluent al Jiului Material: argint          | Descriere avers: Capul lui Zeus stilizat, în profil spre dr. Cununa este redată prin două șiruri de 12 și respectiv 13 globule, părul de deasupra frunții o linie curbă dublă, apoi spre spate două ovale (ovalul din st. tăiat de o linie oblică) și două linii curbe, una simplă și alta dublă. Bărbia lipsește, barba redată prin două bucle, nasul o linei lungă cu capătul de jos triunghiular, ochiul o globulă, într-un semicerc. Deasupra, liniile părului, care coboară radiat pe o altă linie orizontală. Descriere revers: Călăreț cu calul la trap spre dr. Călărețul are capul triunghiular (capul călărețului fără linia nasului), piciorul scos în evidență, în special pulpa, și capul cu două plete pe spate, o linie scurtă la frunte și gura cu bărbia o linie lungă prelungă, ca un bot de câine. Calul mult stilizat, cu gâtul lung și arcuit, cu botul în forma unui cioc de pasăre (rață); picioarele din linii subțiri și cu copite triunghiulare, unite printr-o linie cu punct la mijloc. Întreaga reprezentare este tocită. | Muzeul Olteniei, Craiova                               | Cimec    |
|      | Tetradrahmă Filip al II-lea de tip Aninoasa Dobrești     | Datare: Jumătatea secolului I a.Chr Școală: Necunoscut, probabil în Oltenia Descoperit: jud. Dolj, com. Dobrești, Murta-Dobrești, Pârâu Murta, afluent al Jiului Material: argint          | Descriere avers: Capul lui Zeus stilizat, în profil spre dr. Cununa este redată prin două șiruri de 12 și respectiv 13 globule, părul de deasupra frunții o linie curbă dublă, apoi spre spate două ovale (ovalul din st. tăiat de o linie oblică) și două linii curbe, una simplă și alta dublă. Bărbia lipsește, barba redată prin două bucle, nasul o linei lungă cu capătul de jos triunghiular, ochiul o globulă, într-un semicerc. Deasupra, liniile părului, care coboară radiat pe o altă linie orizontală. Descriere revers: Călăreț cu calul la trap spre dr. Călărețul are capul triunghiular (capul călărețului fără linia nasului), piciorul scos în evidență, în special pulpa, și capul cu două plete pe spate, o linie scurtă la frunte și gura cu bărbia o linie lungă prelungă, ca un bot de câine. Calul mult stilizat, cu gâtul lung și arcuit, cu botul în forma unui cioc de pasăre (rață); picioarele din linii subțiri și cu copite triunghiulare, unite printr-o linie cu punct la mijloc. Întreaga reprezentare este tocită. | Muzeul Olteniei, Craiova                               | Cimec    |
|      | Tetradrahmă Filip al II-lea de tip Aninoasa Dobrești     | Datare: Jumătatea secolului I a.Chr Școală: Necunoscut, probabil în Oltenia Descoperit: jud. Dolj, com. Dobrești, Murta-Dobrești, Pârâu Murta, afluent al Jiului Material: argint          | Descriere avers: Capul lui Zeus stilizat, în profil spre dr. Cununa este redată prin două șiruri de 12 și respectiv 13 globule, părul de deasupra frunții o linie curbă dublă, apoi spre spate două ovale (ovalul din st. tăiat de o linie oblică) și două linii curbe, una simplă și alta dublă. Bărbia lipsește, barba redată prin două bucle, nasul o linei lungă cu capătul de jos triunghiular, ochiul o globulă, într-un semicerc. Deasupra, liniile părului, care coboară radiat pe o altă linie orizontală. Descriere revers: Călăreț cu calul la trap spre dr. Călărețul are capul triunghiular (capul călărețului fără linia nasului), piciorul scos în evidență, în special pulpa, și capul cu două plete pe spate, o linie scurtă la frunte și gura cu bărbia o linie lungă prelungă, ca un bot de câine. Calul mult stilizat, cu gâtul lung și arcuit, cu botul în forma unui cioc de pasăre (rață); picioarele din linii subțiri și cu copite triunghiulare, unite printr-o linie cu punct la mijloc. Întreaga reprezentare este tocită. | Muzeul Olteniei, Craiova                               | Cimec    |
|      | Tetradrahmă Filip al II-lea de tip Aninoasa Dobrești     | Datare: Jumătatea secolului I a.Chr Școală: Necunoscut, probabil în Oltenia Descoperit: jud. Dolj, com. Dobrești, Murta-Dobrești, Pârâu Murta, afluent al Jiului Material: argint          | Descriere avers: Capul lui Zeus stilizat, în profil spre dr. Cununa este redată prin două șiruri de 12 și respectiv 13 globule, părul de deasupra frunții o linie curbă dublă, apoi spre spate două ovale (ovalul din st. tăiat de o linie oblică) și două linii curbe, una simplă și alta dublă. Bărbia lipsește, barba redată prin două bucle, nasul o linei lungă cu capătul de jos triunghiular, ochiul o globulă, într-un semicerc. Deasupra, liniile părului, care coboară radiat pe o altă linie orizontală. Descriere revers: Călăreț cu calul la trap spre dr. Călărețul are capul triunghiular (capul călărețului fără linia nasului), piciorul scos în evidență, în special pulpa, și capul cu două plete pe spate, o linie scurtă la frunte și gura cu bărbia o linie lungă prelungă, ca un bot de câine. Calul mult stilizat, cu gâtul lung și arcuit, cu botul în forma unui cioc de pasăre (rață); picioarele din linii subțiri și cu copite triunghiulare, unite printr-o linie cu punct la mijloc. Întreaga reprezentare este tocită. | Muzeul Olteniei, Craiova                               | Cimec    |
|      | Tetradrahmă Filip al II-lea de tip Aninoasa Dobrești     | Datare: Jumătatea secolului I a.Chr Școală: Necunoscut, probabil în Oltenia Descoperit: jud. Dolj, com. Dobrești, Murta-Dobrești, Pârâu Murta, afluent al Jiului Material: argint          | Descriere avers: Capul lui Zeus stilizat, în profil spre dr. Cununa este redată prin două șiruri de 12 și respectiv 13 globule, părul de deasupra frunții o linie curbă dublă, apoi spre spate două ovale (ovalul din st. tăiat de o linie oblică) și două linii curbe, una simplă și alta dublă. Bărbia lipsește, barba redată prin două bucle, nasul o linei lungă cu capătul de jos triunghiular, ochiul o globulă, într-un semicerc. Deasupra, liniile părului, care coboară radiat pe o altă linie orizontală. Descriere revers: Călăreț cu calul la trap spre dr. Călărețul are capul triunghiular (capul călărețului fără linia nasului), piciorul scos în evidență, în special pulpa, și capul cu două plete pe spate, o linie scurtă la frunte și gura cu bărbia o linie lungă prelungă, ca un bot de câine. Calul mult stilizat, cu gâtul lung și arcuit, cu botul în forma unui cioc de pasăre (rață); picioarele din linii subțiri și cu copite triunghiulare, unite printr-o linie cu punct la mijloc. Întreaga reprezentare este tocită. | Muzeul Olteniei, Craiova                               | Cimec    |
|      | Tetradrahmă Filip al II-lea de tip Aninoasa Dobrești     | Datare: Jumătatea secolului I a.Chr Școală: Necunoscut, probabil în Oltenia Descoperit: jud. Dolj, com. Dobrești, Murta-Dobrești, Pârâu Murta, afluent al Jiului Material: argint          | Descriere avers: Capul lui Zeus stilizat, în profil spre dr. Cununa este redată prin două șiruri de 12 și respectiv 13 globule, părul de deasupra frunții o linie curbă dublă, apoi spre spate două ovale (ovalul din st. tăiat de o linie oblică) și două linii curbe, una simplă și alta dublă. Bărbia lipsește, barba redată prin două bucle, nasul o linei lungă cu capătul de jos triunghiular, ochiul o globulă, într-un semicerc. Deasupra, liniile părului, care coboară radiat pe o altă linie orizontală. Descriere revers: Călăreț cu calul la trap spre dr. Călărețul are capul triunghiular (capul călărețului fără linia nasului), piciorul scos în evidență, în special pulpa, și capul cu două plete pe spate, o linie scurtă la frunte și gura cu bărbia o linie lungă prelungă, ca un bot de câine. Calul mult stilizat, cu gâtul lung și arcuit, cu botul în forma unui cioc de pasăre (rață); picioarele din linii subțiri și cu copite triunghiulare, unite printr-o linie cu punct la mijloc. Întreaga reprezentare este tocită. | Muzeul Olteniei, Craiova                               | Cimec    |
|      | Tetradrahmă Filip al II-lea de tip Aninoasa Dobrești     | Datare: Jumătatea secolului I a.Chr Școală: Necunoscut, probabil în Oltenia Descoperit: jud. Dolj, com. Dobrești, Murta-Dobrești, Pârâu Murta, afluent al Jiului Material: argint          | Descriere avers: Capul lui Zeus stilizat, în profil spre dr. Cununa este redată prin două șiruri de 12 și respectiv 13 globule, părul de deasupra frunții o linie curbă dublă, apoi spre spate două ovale (ovalul din st. tăiat de o linie oblică) și două linii curbe, una simplă și alta dublă. Bărbia lipsește, barba redată prin două bucle, nasul o linei lungă cu capătul de jos triunghiular, ochiul o globulă, într-un semicerc. Deasupra, liniile părului, care coboară radiat pe o altă linie orizontală. Descriere revers: Călăreț cu calul la trap spre dr. Călărețul are capul triunghiular (capul călărețului fără linia nasului), piciorul scos în evidență, în special pulpa, și capul cu două plete pe spate, o linie scurtă la frunte și gura cu bărbia o linie lungă prelungă, ca un bot de câine. Calul mult stilizat, cu gâtul lung și arcuit, cu botul în forma unui cioc de pasăre (rață); picioarele din linii subțiri și cu copite triunghiulare, unite printr-o linie cu punct la mijloc. Întreaga reprezentare este tocită. | Muzeul Olteniei, Craiova                               | Cimec    |
|      | Tetradrahmă Filip al II-lea de tip Aninoasa Dobrești     | Datare: Jumătatea secolului I a.Chr Școală: Necunoscut, probabil în Oltenia Descoperit: jud. Dolj, com. Dobrești, Murta-Dobrești, Pârâu Murta, afluent al Jiului Material: argint          | Descriere avers: Capul lui Zeus stilizat, în profil spre dr. Cununa este redată prin două șiruri de 12 și respectiv 13 globule, părul de deasupra frunții o linie curbă dublă, apoi spre spate două ovale (ovalul din st. tăiat de o linie oblică) și două linii curbe, una simplă și alta dublă. Bărbia lipsește, barba redată prin două bucle, nasul o linei lungă cu capătul de jos triunghiular, ochiul o globulă, într-un semicerc. Deasupra, liniile părului, care coboară radiat pe o altă linie orizontală. Descriere revers: Călăreț cu calul la trap spre dr. Călărețul are capul triunghiular (capul călărețului fără linia nasului), piciorul scos în evidență, în special pulpa, și capul cu două plete pe spate, o linie scurtă la frunte și gura cu bărbia o linie lungă prelungă, ca un bot de câine. Calul mult stilizat, cu gâtul lung și arcuit, cu botul în forma unui cioc de pasăre (rață); picioarele din linii subțiri și cu copite triunghiulare, unite printr-o linie cu punct la mijloc. Întreaga reprezentare este tocită. | Muzeul Olteniei, Craiova                               | Cimec    |
|      | Tetradrahmă Filip al II-lea de tip Aninoasa Dobrești     | Datare: Jumătatea secolului I a.Chr Școală: Necunoscut, probabil în Oltenia Descoperit: jud. Dolj, com. Dobrești, Murta-Dobrești, Pârâu Murta, afluent al Jiului Material: argint          | Descriere avers: Capul lui Zeus stilizat, în profil spre dr. Cununa este redată prin două șiruri de 12 și respectiv 13 globule, părul de deasupra frunții o linie curbă dublă, apoi spre spate două ovale (ovalul din st. tăiat de o linie oblică) și două linii curbe, una simplă și alta dublă. Bărbia lipsește, barba redată prin două bucle, nasul o linei lungă cu capătul de jos triunghiular, ochiul o globulă, într-un semicerc. Deasupra, liniile părului, care coboară radiat pe o altă linie orizontală. Descriere revers: Călăreț cu calul la trap spre dr. Călărețul are capul triunghiular (capul călărețului fără linia nasului), piciorul scos în evidență, în special pulpa, și capul cu două plete pe spate, o linie scurtă la frunte și gura cu bărbia o linie lungă prelungă, ca un bot de câine. Calul mult stilizat, cu gâtul lung și arcuit, cu botul în forma unui cioc de pasăre (rață); picioarele din linii subțiri și cu copite triunghiulare, unite printr-o linie cu punct la mijloc. Întreaga reprezentare este tocită. | Muzeul Olteniei, Craiova                               | Cimec    |
|      | Tetradrahmă Filip al II-lea de tip Aninoasa Dobrești     | Datare: Jumătatea secolului I a.Chr Școală: Necunoscut, probabil în Oltenia Descoperit: jud. Dolj, com. Dobrești, Murta-Dobrești, Pârâu Murta, afluent al Jiului Material: argint          | Descriere avers: Capul lui Zeus stilizat, în profil spre dr. Cununa este redată prin două șiruri de 12 și respectiv 13 globule, părul de deasupra frunții o linie curbă dublă, apoi spre spate două ovale (ovalul din st. tăiat de o linie oblică) și două linii curbe, una simplă și alta dublă. Bărbia lipsește, barba redată prin două bucle, nasul o linei lungă cu capătul de jos triunghiular, ochiul o globulă, într-un semicerc. Deasupra, liniile părului, care coboară radiat pe o altă linie orizontală. Descriere revers: Călăreț cu calul la trap spre dr. Călărețul are capul triunghiular (capul călărețului fără linia nasului), piciorul scos în evidență, în special pulpa, și capul cu două plete pe spate, o linie scurtă la frunte și gura cu bărbia o linie lungă prelungă, ca un bot de câine. Calul mult stilizat, cu gâtul lung și arcuit, cu botul în forma unui cioc de pasăre (rață); picioarele din linii subțiri și cu copite triunghiulare, unite printr-o linie cu punct la mijloc. Întreaga reprezentare este tocită. | Muzeul Olteniei, Craiova                               | Cimec    |
|      | Tetradrahmă Filip al II-lea de tip Aninoasa Dobrești     | Datare: Jumătatea secolului I a.Chr Școală: Necunoscut, probabil în Oltenia Descoperit: jud. Dolj, com. Dobrești, Murta-Dobrești, Pârâu Murta, afluent al Jiului Material: argint          | Descriere avers: Capul lui Zeus stilizat, în profil spre dr. Cununa este redată prin două șiruri de 12 și respectiv 13 globule, părul de deasupra frunții o linie curbă dublă, apoi spre spate două ovale (ovalul din st. tăiat de o linie oblică) și două linii curbe, una simplă și alta dublă. Bărbia lipsește, barba redată prin două bucle, nasul o linei lungă cu capătul de jos triunghiular, ochiul o globulă, într-un semicerc. Deasupra, liniile părului, care coboară radiat pe o altă linie orizontală. Descriere revers: Călăreț cu calul la trap spre dr. Călărețul are capul triunghiular (capul călărețului fără linia nasului), piciorul scos în evidență, în special pulpa, și capul cu două plete pe spate, o linie scurtă la frunte și gura cu bărbia o linie lungă prelungă, ca un bot de câine. Calul mult stilizat, cu gâtul lung și arcuit, cu botul în forma unui cioc de pasăre (rață); picioarele din linii subțiri și cu copite triunghiulare, unite printr-o linie cu punct la mijloc. Întreaga reprezentare este tocită. | Muzeul Olteniei, Craiova                               | Cimec    |
|      | Tetradrahmă Filip al II-lea de tip Aninoasa Dobrești     | Datare: Jumătatea secolului I a.Chr Școală: Necunoscut, probabil în Oltenia Descoperit: jud. Dolj, com. Dobrești, Murta-Dobrești, Pârâu Murta, afluent al Jiului Material: argint          | Descriere avers: Capul lui Zeus stilizat, în profil spre dr. Cununa este redată prin două șiruri de 12 și respectiv 13 globule, părul de deasupra frunții o linie curbă dublă, apoi spre spate două ovale (ovalul din st. tăiat de o linie oblică) și două linii curbe, una simplă și alta dublă. Bărbia lipsește, barba redată prin două bucle, nasul o linei lungă cu capătul de jos triunghiular, ochiul o globulă, într-un semicerc. Deasupra, liniile părului, care coboară radiat pe o altă linie orizontală. Descriere revers: Călăreț cu calul la trap spre dr. Călărețul are capul triunghiular (capul călărețului fără linia nasului), piciorul scos în evidență, în special pulpa, și capul cu două plete pe spate, o linie scurtă la frunte și gura cu bărbia o linie lungă prelungă, ca un bot de câine. Calul mult stilizat, cu gâtul lung și arcuit, cu botul în forma unui cioc de pasăre (rață); picioarele din linii subțiri și cu copite triunghiulare, unite printr-o linie cu punct la mijloc. Întreaga reprezentare este tocită. | Muzeul Olteniei, Craiova                               | Cimec    |
|      | Tetradrahmă Filip al II-lea de tip Aninoasa Dobrești     | Datare: Jumătatea secolului I a.Chr Școală: Necunoscut, probabil în Oltenia Descoperit: jud. Dolj, com. Dobrești, Murta-Dobrești, Pârâu Murta, afluent al Jiului Material: argint          | Descriere avers: Capul lui Zeus stilizat, în profil spre dr. Cununa este redată prin două șiruri de 12 și respectiv 13 globule, părul de deasupra frunții o linie curbă dublă, apoi spre spate două ovale (ovalul din st. tăiat de o linie oblică) și două linii curbe, una simplă și alta dublă. Bărbia lipsește, barba redată prin două bucle, nasul o linei lungă cu capătul de jos triunghiular, ochiul o globulă, într-un semicerc. Deasupra, liniile părului, care coboară radiat pe o altă linie orizontală. Descriere revers: Călăreț cu calul la trap spre dr. Călărețul are capul triunghiular (capul călărețului fără linia nasului), piciorul scos în evidență, în special pulpa, și capul cu două plete pe spate, o linie scurtă la frunte și gura cu bărbia o linie lungă prelungă, ca un bot de câine. Calul mult stilizat, cu gâtul lung și arcuit, cu botul în forma unui cioc de pasăre (rață); picioarele din linii subțiri și cu copite triunghiulare, unite printr-o linie cu punct la mijloc. Întreaga reprezentare este tocită. | Muzeul Olteniei, Craiova                               | Cimec    |
|      | Tetradrahmă Filip al II-lea de tip Aninoasa Dobrești     | Datare: Jumătatea secolului I a.Chr Școală: Necunoscut, probabil în Oltenia Descoperit: jud. Dolj, com. Dobrești, Murta-Dobrești, Pârâu Murta, afluent al Jiului Material: argint          | Descriere avers: Capul lui Zeus stilizat, în profil spre dr. Cununa este redată prin două șiruri de 12 și respectiv 13 globule, părul de deasupra frunții o linie curbă dublă, apoi spre spate două ovale (ovalul din st. tăiat de o linie oblică) și două linii curbe, una simplă și alta dublă. Bărbia lipsește, barba redată prin două bucle, nasul o linei lungă cu capătul de jos triunghiular, ochiul o globulă, într-un semicerc. Deasupra, liniile părului, care coboară radiat pe o altă linie orizontală. Descriere revers: Călăreț cu calul la trap spre dr. Călărețul are capul triunghiular (capul călărețului fără linia nasului), piciorul scos în evidență, în special pulpa, și capul cu două plete pe spate, o linie scurtă la frunte și gura cu bărbia o linie lungă prelungă, ca un bot de câine. Calul mult stilizat, cu gâtul lung și arcuit, cu botul în forma unui cioc de pasăre (rață); picioarele din linii subțiri și cu copite triunghiulare, unite printr-o linie cu punct la mijloc. Întreaga reprezentare este tocită. | Muzeul Olteniei, Craiova                               | Cimec    |
|      | Tetradrahmă Filip al II-lea de tip Aninoasa Dobrești     | Datare: Jumătatea secolului I a.Chr Școală: Necunoscut, probabil în Oltenia Descoperit: jud. Dolj, com. Dobrești, Murta-Dobrești, Pârâu Murta, afluent al Jiului Material: argint          | Descriere avers: Capul lui Zeus stilizat, în profil spre dr. Cununa este redată prin două șiruri de 12 și respectiv 13 globule, părul de deasupra frunții o linie curbă dublă, apoi spre spate două ovale (ovalul din st. tăiat de o linie oblică) și două linii curbe, una simplă și alta dublă. Bărbia lipsește, barba redată prin două bucle, nasul o linei lungă cu capătul de jos triunghiular, ochiul o globulă, într-un semicerc. Deasupra, liniile părului, care coboară radiat pe o altă linie orizontală. Descriere revers: Călăreț cu calul la trap spre dr. Călărețul are capul triunghiular (capul călărețului fără linia nasului), piciorul scos în evidență, în special pulpa, și capul cu două plete pe spate, o linie scurtă la frunte și gura cu bărbia o linie lungă prelungă, ca un bot de câine. Calul mult stilizat, cu gâtul lung și arcuit, cu botul în forma unui cioc de pasăre (rață); picioarele din linii subțiri și cu copite triunghiulare, unite printr-o linie cu punct la mijloc. Întreaga reprezentare este tocită. | Muzeul Olteniei, Craiova                               | Cimec    |
|      | Tetradrahmă Filip al II-lea de tip Aninoasa Dobrești     | Datare: Jumătatea secolului I a.Chr Școală: Necunoscut, probabil în Oltenia Descoperit: jud. Dolj, com. Dobrești, Murta-Dobrești, Pârâu Murta, afluent al Jiului Material: argint          | Descriere avers: Capul lui Zeus stilizat, în profil spre dr. Cununa este redată prin două șiruri de 12 și respectiv 13 globule, părul de deasupra frunții o linie curbă dublă, apoi spre spate două ovale (ovalul din st. tăiat de o linie oblică) și două linii curbe, una simplă și alta dublă. Bărbia lipsește, barba redată prin două bucle, nasul o linei lungă cu capătul de jos triunghiular, ochiul o globulă, într-un semicerc. Deasupra, liniile părului, care coboară radiat pe o altă linie orizontală. Descriere revers: Călăreț cu calul la trap spre dr. Călărețul are capul triunghiular (capul călărețului fără linia nasului), piciorul scos în evidență, în special pulpa, și capul cu două plete pe spate, o linie scurtă la frunte și gura cu bărbia o linie lungă prelungă, ca un bot de câine. Calul mult stilizat, cu gâtul lung și arcuit, cu botul în forma unui cioc de pasăre (rață); picioarele din linii subțiri și cu copite triunghiulare, unite printr-o linie cu punct la mijloc. Întreaga reprezentare este tocită. | Muzeul Olteniei, Craiova                               | Cimec    |
|      | Tetradrahmă Filip al II-lea de tip Aninoasa Dobrești     | Datare: Jumătatea secolului I a.Chr Școală: Necunoscut, probabil în Oltenia Descoperit: jud. Dolj, com. Dobrești, Murta-Dobrești, Pârâu Murta, afluent al Jiului Material: argint          | Descriere avers: Capul lui Zeus stilizat, în profil spre dr. Cununa este redată prin două șiruri de 12 și respectiv 13 globule, părul de deasupra frunții o linie curbă dublă, apoi spre spate două ovale (ovalul din st. tăiat de o linie oblică) și două linii curbe, una simplă și alta dublă. Bărbia lipsește, barba redată prin două bucle, nasul o linei lungă cu capătul de jos triunghiular, ochiul o globulă, într-un semicerc. Deasupra, liniile părului, care coboară radiat pe o altă linie orizontală. Descriere revers: Călăreț cu calul la trap spre dr. Călărețul are capul triunghiular (capul călărețului fără linia nasului), piciorul scos în evidență, în special pulpa, și capul cu două plete pe spate, o linie scurtă la frunte și gura cu bărbia o linie lungă prelungă, ca un bot de câine. Calul mult stilizat, cu gâtul lung și arcuit, cu botul în forma unui cioc de pasăre (rață); picioarele din linii subțiri și cu copite triunghiulare, unite printr-o linie cu punct la mijloc. Întreaga reprezentare este tocită. | Muzeul Olteniei, Craiova                               | Cimec    |
|      | Tetradrahmă Filip al II-lea de tip Aninoasa Dobrești     | Datare: Jumătatea secolului I a.Chr Școală: Necunoscut, probabil în Oltenia Descoperit: jud. Dolj, com. Dobrești, Murta-Dobrești, Pârâu Murta, afluent al Jiului Material: argint          | Descriere avers: Capul lui Zeus stilizat, în profil spre dr. Cununa este redată prin două șiruri de 12 și respectiv 13 globule, părul de deasupra frunții o linie curbă dublă, apoi spre spate două ovale (ovalul din st. tăiat de o linie oblică) și două linii curbe, una simplă și alta dublă. Bărbia lipsește, barba redată prin două bucle, nasul o linei lungă cu capătul de jos triunghiular, ochiul o globulă, într-un semicerc. Deasupra, liniile părului, care coboară radiat pe o altă linie orizontală. Descriere revers: Călăreț cu calul la trap spre dr. Călărețul are capul triunghiular (capul călărețului fără linia nasului), piciorul scos în evidență, în special pulpa, și capul cu două plete pe spate, o linie scurtă la frunte și gura cu bărbia o linie lungă prelungă, ca un bot de câine. Calul mult stilizat, cu gâtul lung și arcuit, cu botul în forma unui cioc de pasăre (rață); picioarele din linii subțiri și cu copite triunghiulare, unite printr-o linie cu punct la mijloc. Întreaga reprezentare este tocită. | Muzeul Olteniei, Craiova                               | Cimec    |
|      | Tetradrahmă Filip al II-lea de tip Aninoasa Dobrești     | Datare: Jumătatea secolului I a.Chr Școală: Necunoscut, probabil în Oltenia Descoperit: jud. Dolj, com. Dobrești, Murta-Dobrești, Pârâu Murta, afluent al Jiului Material: argint          | Descriere avers: Capul lui Zeus stilizat, în profil spre dr. Cununa este redată prin două șiruri de 12 și respectiv 13 globule, părul de deasupra frunții o linie curbă dublă, apoi spre spate două ovale (ovalul din st. tăiat de o linie oblică) și două linii curbe, una simplă și alta dublă. Bărbia lipsește, barba redată prin două bucle, nasul o linei lungă cu capătul de jos triunghiular, ochiul o globulă, într-un semicerc. Deasupra, liniile părului, care coboară radiat pe o altă linie orizontală. Descriere revers: Călăreț cu calul la trap spre dr. Călărețul are capul triunghiular (capul călărețului fără linia nasului), piciorul scos în evidență, în special pulpa, și capul cu două plete pe spate, o linie scurtă la frunte și gura cu bărbia o linie lungă prelungă, ca un bot de câine. Calul mult stilizat, cu gâtul lung și arcuit, cu botul în forma unui cioc de pasăre (rață); picioarele din linii subțiri și cu copite triunghiulare, unite printr-o linie cu punct la mijloc. Întreaga reprezentare este tocită. | Muzeul Olteniei, Craiova                               | Cimec    |
|      | Tetradrahmă Filip al II-lea de tip Aninoasa Dobrești     | Datare: Jumătatea secolului I a.Chr Școală: Necunoscut, probabil în Oltenia Descoperit: jud. Dolj, com. Dobrești, Murta-Dobrești, Pârâu Murta, afluent al Jiului Material: argint          | Descriere avers: Capul lui Zeus stilizat, în profil spre dr. Cununa este redată prin două șiruri de 12 și respectiv 13 globule, părul de deasupra frunții o linie curbă dublă, apoi spre spate două ovale (ovalul din st. tăiat de o linie oblică) și două linii curbe, una simplă și alta dublă. Bărbia lipsește, barba redată prin două bucle, nasul o linei lungă cu capătul de jos triunghiular, ochiul o globulă, într-un semicerc. Deasupra, liniile părului, care coboară radiat pe o altă linie orizontală. Descriere revers: Călăreț cu calul la trap spre dr. Călărețul are capul triunghiular (capul călărețului fără linia nasului), piciorul scos în evidență, în special pulpa, și capul cu două plete pe spate, o linie scurtă la frunte și gura cu bărbia o linie lungă prelungă, ca un bot de câine. Calul mult stilizat, cu gâtul lung și arcuit, cu botul în forma unui cioc de pasăre (rață); picioarele din linii subțiri și cu copite triunghiulare, unite printr-o linie cu punct la mijloc. Întreaga reprezentare este tocită. | Muzeul Olteniei, Craiova                               | Cimec    |
|      | Tetradrahmă Filip al II-lea de tip Aninoasa Dobrești     | Datare: Jumătatea secolului I a.Chr Școală: Necunoscut, probabil în Oltenia Descoperit: jud. Dolj, com. Dobrești, Murta-Dobrești, Pârâu Murta, afluent al Jiului Material: argint          | Descriere avers: Capul lui Zeus stilizat, în profil spre dr. Cununa este redată prin două șiruri de 12 și respectiv 13 globule, părul de deasupra frunții o linie curbă dublă, apoi spre spate două ovale (ovalul din st. tăiat de o linie oblică) și două linii curbe, una simplă și alta dublă. Bărbia lipsește, barba redată prin două bucle, nasul o linei lungă cu capătul de jos triunghiular, ochiul o globulă, într-un semicerc. Deasupra, liniile părului, care coboară radiat pe o altă linie orizontală. Descriere revers: Călăreț cu calul la trap spre dr. Călărețul are capul triunghiular (capul călărețului fără linia nasului), piciorul scos în evidență, în special pulpa, și capul cu două plete pe spate, o linie scurtă la frunte și gura cu bărbia o linie lungă prelungă, ca un bot de câine. Calul mult stilizat, cu gâtul lung și arcuit, cu botul în forma unui cioc de pasăre (rață); picioarele din linii subțiri și cu copite triunghiulare, unite printr-o linie cu punct la mijloc. Întreaga reprezentare este tocită. | Muzeul Olteniei, Craiova                               | Cimec    |
|      | Tetradrahmă Filip al II-lea de tip Aninoasa Dobrești     | Datare: Jumătatea secolului I a.Chr Școală: Necunoscut, probabil în Oltenia Descoperit: jud. Dolj, com. Dobrești, Murta-Dobrești, Pârâu Murta, afluent al Jiului Material: argint          | Descriere avers: Capul lui Zeus stilizat, în profil spre dr. Cununa este redată prin două șiruri de 12 și respectiv 13 globule, părul de deasupra frunții o linie curbă dublă, apoi spre spate două ovale (ovalul din st. tăiat de o linie oblică) și două linii curbe, una simplă și alta dublă. Bărbia lipsește, barba redată prin două bucle, nasul o linei lungă cu capătul de jos triunghiular, ochiul o globulă, într-un semicerc. Deasupra, liniile părului, care coboară radiat pe o altă linie orizontală. Descriere revers: Călăreț cu calul la trap spre dr. Călărețul are capul triunghiular (capul călărețului fără linia nasului), piciorul scos în evidență, în special pulpa, și capul cu două plete pe spate, o linie scurtă la frunte și gura cu bărbia o linie lungă prelungă, ca un bot de câine. Calul mult stilizat, cu gâtul lung și arcuit, cu botul în forma unui cioc de pasăre (rață); picioarele din linii subțiri și cu copite triunghiulare, unite printr-o linie cu punct la mijloc. Întreaga reprezentare este tocită. | Muzeul Olteniei, Craiova                               | Cimec    |
|      | Tetradrahmă Filip al II-lea de tip Aninoasa Dobrești     | Datare: Jumătatea secolului I a.Chr Școală: Necunoscut, probabil în Oltenia Descoperit: jud. Dolj, com. Dobrești, Murta-Dobrești, Pârâu Murta, afluent al Jiului Material: argint          | Descriere avers: Capul lui Zeus stilizat, în profil spre dr. Cununa este redată prin două șiruri de 12 și respectiv 13 globule, părul de deasupra frunții o linie curbă dublă, apoi spre spate două ovale (ovalul din st. tăiat de o linie oblică) și două linii curbe, una simplă și alta dublă. Bărbia lipsește, barba redată prin două bucle, nasul o linei lungă cu capătul de jos triunghiular, ochiul o globulă, într-un semicerc. Deasupra, liniile părului, care coboară radiat pe o altă linie orizontală. Descriere revers: Călăreț cu calul la trap spre dr. Călărețul are capul triunghiular (capul călărețului fără linia nasului), piciorul scos în evidență, în special pulpa, și capul cu două plete pe spate, o linie scurtă la frunte și gura cu bărbia o linie lungă prelungă, ca un bot de câine. Calul mult stilizat, cu gâtul lung și arcuit, cu botul în forma unui cioc de pasăre (rață); picioarele din linii subțiri și cu copite triunghiulare, unite printr-o linie cu punct la mijloc. Întreaga reprezentare este tocită. | Muzeul Olteniei, Craiova                               | Cimec    |
|      | Tetradrahmă Filip al II-lea de tip Aninoasa Dobrești     | Datare: Jumătatea secolului I a.Chr Școală: Necunoscut, probabil în Oltenia Descoperit: jud. Dolj, com. Dobrești, Murta-Dobrești, Pârâu Murta, afluent al Jiului Material: argint          | Descriere avers: Capul lui Zeus stilizat, în profil spre dr. Cununa este redată prin două șiruri de 12 și respectiv 13 globule, părul de deasupra frunții o linie curbă dublă, apoi spre spate două ovale (ovalul din st. tăiat de o linie oblică) și două linii curbe, una simplă și alta dublă. Bărbia lipsește, barba redată prin două bucle, nasul o linei lungă cu capătul de jos triunghiular, ochiul o globulă, într-un semicerc. Deasupra, liniile părului, care coboară radiat pe o altă linie orizontală. Descriere revers: Călăreț cu calul la trap spre dr. Călărețul are capul triunghiular (capul călărețului fără linia nasului), piciorul scos în evidență, în special pulpa, și capul cu două plete pe spate, o linie scurtă la frunte și gura cu bărbia o linie lungă prelungă, ca un bot de câine. Calul mult stilizat, cu gâtul lung și arcuit, cu botul în forma unui cioc de pasăre (rață); picioarele din linii subțiri și cu copite triunghiulare, unite printr-o linie cu punct la mijloc. Întreaga reprezentare este tocită. | Muzeul Olteniei, Craiova                               | Cimec    |
|      | Tetradrahmă Filip al II-lea de tip Aninoasa Dobrești     | Datare: Jumătatea secolului I a.Chr Școală: Necunoscut, probabil în Oltenia Descoperit: jud. Dolj, com. Dobrești, Murta-Dobrești, Pârâu Murta, afluent al Jiului Material: argint          | Descriere avers: Capul lui Zeus stilizat, în profil spre dr. Cununa este redată prin două șiruri de 12 și respectiv 13 globule, părul de deasupra frunții o linie curbă dublă, apoi spre spate două ovale (ovalul din st. tăiat de o linie oblică) și două linii curbe, una simplă și alta dublă. Bărbia lipsește, barba redată prin două bucle, nasul o linei lungă cu capătul de jos triunghiular, ochiul o globulă, într-un semicerc. Deasupra, liniile părului, care coboară radiat pe o altă linie orizontală. Descriere revers: Călăreț cu calul la trap spre dr. Călărețul are capul triunghiular (capul călărețului fără linia nasului), piciorul scos în evidență, în special pulpa, și capul cu două plete pe spate, o linie scurtă la frunte și gura cu bărbia o linie lungă prelungă, ca un bot de câine. Calul mult stilizat, cu gâtul lung și arcuit, cu botul în forma unui cioc de pasăre (rață); picioarele din linii subțiri și cu copite triunghiulare, unite printr-o linie cu punct la mijloc. Întreaga reprezentare este tocită. | Muzeul Olteniei, Craiova                               | Cimec    |
|      | Tetradrahmă Filip al II-lea de tip Aninoasa Dobrești     | Datare: Jumătatea secolului I a.Chr Școală: Necunoscut, probabil în Oltenia Descoperit: jud. Dolj, com. Dobrești, Murta-Dobrești, Pârâu Murta, afluent al Jiului Material: argint          | Descriere avers: Capul lui Zeus stilizat, în profil spre dr. Cununa este redată prin două șiruri de 12 și respectiv 13 globule, părul de deasupra frunții o linie curbă dublă, apoi spre spate două ovale (ovalul din st. tăiat de o linie oblică) și două linii curbe, una simplă și alta dublă. Bărbia lipsește, barba redată prin două bucle, nasul o linei lungă cu capătul de jos triunghiular, ochiul o globulă, într-un semicerc. Deasupra, liniile părului, care coboară radiat pe o altă linie orizontală. Descriere revers: Călăreț cu calul la trap spre dr. Călărețul are capul triunghiular (capul călărețului fără linia nasului), piciorul scos în evidență, în special pulpa, și capul cu două plete pe spate, o linie scurtă la frunte și gura cu bărbia o linie lungă prelungă, ca un bot de câine. Calul mult stilizat, cu gâtul lung și arcuit, cu botul în forma unui cioc de pasăre (rață); picioarele din linii subțiri și cu copite triunghiulare, unite printr-o linie cu punct la mijloc. Întreaga reprezentare este tocită. | Muzeul Olteniei, Craiova                               | Cimec    |
|      | Tetradrahmă Filip al II-lea de tip Aninoasa Dobrești     | Datare: Jumătatea secolului I a.Chr Școală: Necunoscut, probabil în Oltenia Descoperit: jud. Dolj, com. Dobrești, Murta-Dobrești, Pârâu Murta, afluent al Jiului Material: argint          | Descriere avers: Capul lui Zeus stilizat, în profil spre dr. Cununa este redată prin două șiruri de 12 și respectiv 13 globule, părul de deasupra frunții o linie curbă dublă, apoi spre spate două ovale (ovalul din st. tăiat de o linie oblică) și două linii curbe, una simplă și alta dublă. Bărbia lipsește, barba redată prin două bucle, nasul o linei lungă cu capătul de jos triunghiular, ochiul o globulă, într-un semicerc. Deasupra, liniile părului, care coboară radiat pe o altă linie orizontală. Descriere revers: Călăreț cu calul la trap spre dr. Călărețul are capul triunghiular (capul călărețului fără linia nasului), piciorul scos în evidență, în special pulpa, și capul cu două plete pe spate, o linie scurtă la frunte și gura cu bărbia o linie lungă prelungă, ca un bot de câine. Calul mult stilizat, cu gâtul lung și arcuit, cu botul în forma unui cioc de pasăre (rață); picioarele din linii subțiri și cu copite triunghiulare, unite printr-o linie cu punct la mijloc. Întreaga reprezentare este tocită. | Muzeul Olteniei, Craiova                               | Cimec    |
|      | Tetradrahmă Filip al II-lea de tip Aninoasa Dobrești     | Datare: Jumătatea secolului I a.Chr Școală: Necunoscut, probabil în Oltenia Descoperit: jud. Dolj, com. Dobrești, Murta-Dobrești, Pârâu Murta, afluent al Jiului Material: argint          | Descriere avers: Capul lui Zeus stilizat, în profil spre dr. Cununa este redată prin două șiruri de 12 și respectiv 13 globule, părul de deasupra frunții o linie curbă dublă, apoi spre spate două ovale (ovalul din st. tăiat de o linie oblică) și două linii curbe, una simplă și alta dublă. Bărbia lipsește, barba redată prin două bucle, nasul o linei lungă cu capătul de jos triunghiular, ochiul o globulă, într-un semicerc. Deasupra, liniile părului, care coboară radiat pe o altă linie orizontală. Descriere revers: Călăreț cu calul la trap spre dr. Călărețul are capul triunghiular (capul călărețului fără linia nasului), piciorul scos în evidență, în special pulpa, și capul cu două plete pe spate, o linie scurtă la frunte și gura cu bărbia o linie lungă prelungă, ca un bot de câine. Calul mult stilizat, cu gâtul lung și arcuit, cu botul în forma unui cioc de pasăre (rață); picioarele din linii subțiri și cu copite triunghiulare, unite printr-o linie cu punct la mijloc. Întreaga reprezentare este tocită. | Muzeul Olteniei, Craiova                               | Cimec    |
|      | Tetradrahmă Filip al II-lea de tip Aninoasa Dobrești     | Datare: Jumătatea secolului I a.Chr Școală: Necunoscut, probabil în Oltenia Descoperit: jud. Dolj, com. Dobrești, Murta-Dobrești, Pârâu Murta, afluent al Jiului Material: argint          | Descriere avers: Capul lui Zeus stilizat, în profil spre dr. Cununa este redată prin două șiruri de 12 și respectiv 13 globule, părul de deasupra frunții o linie curbă dublă, apoi spre spate două ovale (ovalul din st. tăiat de o linie oblică) și două linii curbe, una simplă și alta dublă. Bărbia lipsește, barba redată prin două bucle, nasul o linei lungă cu capătul de jos triunghiular, ochiul o globulă, într-un semicerc. Deasupra, liniile părului, care coboară radiat pe o altă linie orizontală. Descriere revers: Călăreț cu calul la trap spre dr. Călărețul are capul triunghiular (capul călărețului fără linia nasului), piciorul scos în evidență, în special pulpa, și capul cu două plete pe spate, o linie scurtă la frunte și gura cu bărbia o linie lungă prelungă, ca un bot de câine. Calul mult stilizat, cu gâtul lung și arcuit, cu botul în forma unui cioc de pasăre (rață); picioarele din linii subțiri și cu copite triunghiulare, unite printr-o linie cu punct la mijloc. Întreaga reprezentare este tocită. | Muzeul Olteniei, Craiova                               | Cimec    |
|      | Tetradrahmă Filip al II-lea de tip Aninoasa Dobrești     | Datare: Jumătatea secolului I a.Chr Școală: Necunoscut, probabil în Oltenia Descoperit: jud. Dolj, com. Dobrești, Murta-Dobrești, Pârâu Murta, afluent al Jiului Material: argint          | Descriere avers: Capul lui Zeus stilizat, în profil spre dr. Cununa este redată prin două șiruri de 12 și respectiv 13 globule, părul de deasupra frunții o linie curbă dublă, apoi spre spate două ovale (ovalul din st. tăiat de o linie oblică) și două linii curbe, una simplă și alta dublă. Bărbia lipsește, barba redată prin două bucle, nasul o linei lungă cu capătul de jos triunghiular, ochiul o globulă, într-un semicerc. Deasupra, liniile părului, care coboară radiat pe o altă linie orizontală. Descriere revers: Călăreț cu calul la trap spre dr. Călărețul are capul triunghiular (capul călărețului fără linia nasului), piciorul scos în evidență, în special pulpa, și capul cu două plete pe spate, o linie scurtă la frunte și gura cu bărbia o linie lungă prelungă, ca un bot de câine. Calul mult stilizat, cu gâtul lung și arcuit, cu botul în forma unui cioc de pasăre (rață); picioarele din linii subțiri și cu copite triunghiulare, unite printr-o linie cu punct la mijloc. Întreaga reprezentare este tocită. | Muzeul Olteniei, Craiova                               | Cimec    |
|      | Tetradrahmă Filip al II-lea de tip Aninoasa Dobrești     | Datare: Jumătatea secolului I a.Chr Școală: Necunoscut, probabil în Oltenia Descoperit: jud. Dolj, com. Dobrești, Murta-Dobrești, Pârâu Murta, afluent al Jiului Material: argint          | Descriere avers: Capul lui Zeus stilizat, în profil spre dr. Cununa este redată prin două șiruri de 12 și respectiv 13 globule, părul de deasupra frunții o linie curbă dublă, apoi spre spate două ovale (ovalul din st. tăiat de o linie oblică) și două linii curbe, una simplă și alta dublă. Bărbia lipsește, barba redată prin două bucle, nasul o linei lungă cu capătul de jos triunghiular, ochiul o globulă, într-un semicerc. Deasupra, liniile părului, care coboară radiat pe o altă linie orizontală. Descriere revers: Călăreț cu calul la trap spre dr. Călărețul are capul triunghiular (capul călărețului fără linia nasului), piciorul scos în evidență, în special pulpa, și capul cu două plete pe spate, o linie scurtă la frunte și gura cu bărbia o linie lungă prelungă, ca un bot de câine. Calul mult stilizat, cu gâtul lung și arcuit, cu botul în forma unui cioc de pasăre (rață); picioarele din linii subțiri și cu copite triunghiulare, unite printr-o linie cu punct la mijloc. Întreaga reprezentare este tocită. | Muzeul Olteniei, Craiova                               | Cimec    |
|      | Tetradrahmă Filip al II-lea de tip Aninoasa Dobrești     | Datare: Jumătatea secolului I a.Chr Școală: Necunoscut, probabil în Oltenia Descoperit: jud. Dolj, com. Dobrești, Murta-Dobrești, Pârâu Murta, afluent al Jiului Material: argint          | Descriere avers: Capul lui Zeus stilizat, în profil spre dr. Cununa este redată prin două șiruri de 12 și respectiv 13 globule, părul de deasupra frunții o linie curbă dublă, apoi spre spate două ovale (ovalul din st. tăiat de o linie oblică) și două linii curbe, una simplă și alta dublă. Bărbia lipsește, barba redată prin două bucle, nasul o linei lungă cu capătul de jos triunghiular, ochiul o globulă, într-un semicerc. Deasupra, liniile părului, care coboară radiat pe o altă linie orizontală. Descriere revers: Călăreț cu calul la trap spre dr. Călărețul are capul triunghiular (capul călărețului fără linia nasului), piciorul scos în evidență, în special pulpa, și capul cu două plete pe spate, o linie scurtă la frunte și gura cu bărbia o linie lungă prelungă, ca un bot de câine. Calul mult stilizat, cu gâtul lung și arcuit, cu botul în forma unui cioc de pasăre (rață); picioarele din linii subțiri și cu copite triunghiulare, unite printr-o linie cu punct la mijloc. Întreaga reprezentare este tocită. | Muzeul Olteniei, Craiova                               | Cimec    |
|      | Tetradrahmă Filip al II-lea de tip Aninoasa Dobrești     | Datare: Jumătatea secolului I a.Chr Școală: Necunoscut, probabil în Oltenia Descoperit: jud. Dolj, com. Dobrești, Murta-Dobrești, Pârâu Murta, afluent al Jiului Material: argint          | Descriere avers: Capul lui Zeus stilizat, în profil spre dr. Cununa este redată prin două șiruri de 12 și respectiv 13 globule, părul de deasupra frunții o linie curbă dublă, apoi spre spate două ovale (ovalul din st. tăiat de o linie oblică) și două linii curbe, una simplă și alta dublă. Bărbia lipsește, barba redată prin două bucle, nasul o linei lungă cu capătul de jos triunghiular, ochiul o globulă, într-un semicerc. Deasupra, liniile părului, care coboară radiat pe o altă linie orizontală. Descriere revers: Călăreț cu calul la trap spre dr. Călărețul are capul triunghiular (capul călărețului fără linia nasului), piciorul scos în evidență, în special pulpa, și capul cu două plete pe spate, o linie scurtă la frunte și gura cu bărbia o linie lungă prelungă, ca un bot de câine. Calul mult stilizat, cu gâtul lung și arcuit, cu botul în forma unui cioc de pasăre (rață); picioarele din linii subțiri și cu copite triunghiulare, unite printr-o linie cu punct la mijloc. Întreaga reprezentare este tocită. | Muzeul Olteniei, Craiova                               | Cimec    |
|      | Tetradrahmă Filip al II-lea de tip Aninoasa Dobrești     | Datare: Jumătatea secolului I a.Chr Școală: Necunoscut, probabil în Oltenia Descoperit: jud. Dolj, com. Dobrești, Murta-Dobrești, Pârâu Murta, afluent al Jiului Material: argint          | Descriere avers: Capul lui Zeus stilizat, în profil spre dr. Cununa este redată prin două șiruri de 12 și respectiv 13 globule, părul de deasupra frunții o linie curbă dublă, apoi spre spate două ovale și două linii curbe, una simplă și alta dublă. Bărbia lipsește, barba redată prin două bucle, nasul o linei lungă cu capătul de jos triunghiular, ochiul o globulă, într-un semicerc. Deasupra, liniile părului, care coboară radiat pe o altă linie orizontală. Descriere revers: Călăreț cu calul la trap spre dr. Călărețul are capul triunghiular, piciorul scos în evidență, în special pulpa, și capul cu două plete pe spate, o linie scurtă la frunte și gura cu bărbia o linie lungă prelungă, ca un bot de câine. Calul mult stilizat, cu gâtul lung și arcuit, cu botul în forma unui cioc de pasăre (rață); picioarele din linii subțiri și cu copite triunghiulare, unite printr-o linie cu punct la mijloc. | Muzeul Olteniei, Craiova                               | Cimec    |
|      | Tetradrahmă Filip al II-lea de tip Aninoasa Dobrești     | Datare: Jumătatea secolului I a.Chr Școală: Necunoscut, probabil în Oltenia Descoperit: jud. Dolj, com. Dobrești, Murta-Dobrești, Pârâu Murta, afluent al Jiului Material: argint          | Descriere avers: Capul lui Zeus stilizat, în profil spre dr. Cununa este redată prin două șiruri de 12 și respectiv 13 globule, părul de deasupra frunții o linie curbă dublă, apoi spre spate două ovale (ovalul din st. tăiat de o linie oblică) și două linii curbe, una simplă și alta dublă. Bărbia lipsește, barba redată prin două bucle, nasul o linei lungă cu capătul de jos triunghiular, ochiul o globulă, într-un semicerc. Deasupra, liniile părului, care coboară radiat pe o altă linie orizontală. Descriere revers: Călăreț cu calul la trap spre dr. Călărețul are capul triunghiular (capul călărețului fără linia nasului), piciorul scos în evidență, în special pulpa, și capul cu două plete pe spate, o linie scurtă la frunte și gura cu bărbia o linie lungă prelungă, ca un bot de câine. Calul mult stilizat, cu gâtul lung și arcuit, cu botul în forma unui cioc de pasăre (rață); picioarele din linii subțiri și cu copite triunghiulare, unite printr-o linie cu punct la mijloc. Întreaga reprezentare este tocită. | Muzeul Olteniei, Craiova                               | Cimec    |
|      | Tetradrahmă Filip al II-lea de tip Aninoasa Dobrești     | Datare: Jumătatea secolului I a.Chr Școală: Necunoscut, probabil în Oltenia Descoperit: jud. Dolj, com. Dobrești, Murta-Dobrești, Pârâu Murta, afluent al Jiului Material: argint          | Descriere avers: Capul lui Zeus stilizat, în profil spre dr. Cununa este redată prin două șiruri de 12 și respectiv 13 globule, părul de deasupra frunții o linie curbă dublă, apoi spre spate două ovale (ovalul din st. tăiat de o linie oblică) și două linii curbe, una simplă și alta dublă. Bărbia lipsește, barba redată prin două bucle, nasul o linei lungă cu capătul de jos triunghiular, ochiul o globulă, într-un semicerc. Deasupra, liniile părului, care coboară radiat pe o altă linie orizontală. Descriere revers: Călăreț cu calul la trap spre dr. Călărețul are capul triunghiular (capul călărețului fără linia nasului), piciorul scos în evidență, în special pulpa, și capul cu două plete pe spate, o linie scurtă la frunte și gura cu bărbia o linie lungă prelungă, ca un bot de câine. Calul mult stilizat, cu gâtul lung și arcuit, cu botul în forma unui cioc de pasăre (rață); picioarele din linii subțiri și cu copite triunghiulare, unite printr-o linie cu punct la mijloc. Întreaga reprezentare este tocită. | Muzeul Olteniei, Craiova                               | Cimec    |
|      | Tetradrahmă Filip al II-lea de tip Aninoasa Dobrești     | Datare: Jumătatea secolului I a.Chr Școală: Necunoscut, probabil în Oltenia Descoperit: jud. Dolj, com. Dobrești, Murta-Dobrești, Pârâu Murta, afluent al Jiului Material: argint          | Descriere avers: Capul lui Zeus stilizat, în profil spre dr. Cununa este redată prin două șiruri de 12 și respectiv 13 globule, părul de deasupra frunții o linie curbă dublă, apoi spre spate două ovale (ovalul din st. tăiat de o linie oblică) și două linii curbe, una simplă și alta dublă. Bărbia lipsește, barba redată prin două bucle, nasul o linei lungă cu capătul de jos triunghiular, ochiul o globulă, într-un semicerc. Deasupra, liniile părului, care coboară radiat pe o altă linie orizontală. Descriere revers: Călăreț cu calul la trap spre dr. Călărețul are capul triunghiular (capul călărețului fără linia nasului), piciorul scos în evidență, în special pulpa, și capul cu două plete pe spate, o linie scurtă la frunte și gura cu bărbia o linie lungă prelungă, ca un bot de câine. Calul mult stilizat, cu gâtul lung și arcuit, cu botul în forma unui cioc de pasăre (rață); picioarele din linii subțiri și cu copite triunghiulare, unite printr-o linie cu punct la mijloc. Întreaga reprezentare este tocită. | Muzeul Olteniei, Craiova                               | Cimec    |
|      | Tetradrahmă Filip al II-lea de tip Aninoasa Dobrești     | Datare: Jumătatea secolului I a.Chr Școală: Necunoscut, probabil în Oltenia Descoperit: jud. Dolj, com. Dobrești, Murta-Dobrești, Pârâu Murta, afluent al Jiului Material: argint          | Descriere avers: Capul lui Zeus stilizat, în profil spre dr. Cununa este redată prin două șiruri de 12 și respectiv 13 globule, părul de deasupra frunții o linie curbă dublă, apoi spre spate două ovale (ovalul din st. tăiat de o linie oblică) și două linii curbe, una simplă și alta dublă. Bărbia lipsește, barba redată prin două bucle, nasul o linei lungă cu capătul de jos triunghiular, ochiul o globulă, într-un semicerc. Deasupra, liniile părului, care coboară radiat pe o altă linie orizontală. Descriere revers: Călăreț cu calul la trap spre dr. Călărețul are capul triunghiular (capul călărețului fără linia nasului), piciorul scos în evidență, în special pulpa, și capul cu două plete pe spate, o linie scurtă la frunte și gura cu bărbia o linie lungă prelungă, ca un bot de câine. Calul mult stilizat, cu gâtul lung și arcuit, cu botul în forma unui cioc de pasăre (rață); picioarele din linii subțiri și cu copite triunghiulare, unite printr-o linie cu punct la mijloc. Întreaga reprezentare este tocită. | Muzeul Olteniei, Craiova                               | Cimec    |
|      | Tetradrahmă Filip al II-lea de tip Aninoasa Dobrești     | Datare: Jumătatea secolului I a.Chr Școală: Necunoscut, probabil în Oltenia Descoperit: jud. Dolj, com. Dobrești, Murta-Dobrești, Pârâu Murta, afluent al Jiului Material: argint          | Descriere avers: Capul lui Zeus stilizat, în profil spre dr. Cununa este redată prin două șiruri de 12 și respectiv 13 globule, părul de deasupra frunții o linie curbă dublă, apoi spre spate două ovale (ovalul din st. tăiat de o linie oblică) și două linii curbe, una simplă și alta dublă. Bărbia lipsește, barba redată prin două bucle, nasul o linei lungă cu capătul de jos triunghiular, ochiul o globulă, într-un semicerc. Deasupra, liniile părului, care coboară radiat pe o altă linie orizontală. Descriere revers: Călăreț cu calul la trap spre dr. Călărețul are capul triunghiular (capul călărețului fără linia nasului), piciorul scos în evidență, în special pulpa, și capul cu două plete pe spate, o linie scurtă la frunte și gura cu bărbia o linie lungă prelungă, ca un bot de câine. Calul mult stilizat, cu gâtul lung și arcuit, cu botul în forma unui cioc de pasăre (rață); picioarele din linii subțiri și cu copite triunghiulare, unite printr-o linie cu punct la mijloc. Întreaga reprezentare este tocită. | Muzeul Olteniei, Craiova                               | Cimec    |
|      | Tetradrahmă Filip al II-lea de tip Aninoasa Dobrești     | Datare: Jumătatea secolului I a.Chr Școală: Necunoscut, probabil în Oltenia Descoperit: jud. Dolj, com. Dobrești, Murta-Dobrești, Pârâu Murta, afluent al Jiului Material: argint          | Descriere avers: Capul lui Zeus stilizat, în profil spre dr. Cununa este redată prin două șiruri de 12 și respectiv 13 globule, părul de deasupra frunții o linie curbă dublă, apoi spre spate două ovale (ovalul din st. tăiat de o linie oblică) și două linii curbe, una simplă și alta dublă. Bărbia lipsește, barba redată prin două bucle, nasul o linei lungă cu capătul de jos triunghiular, ochiul o globulă, într-un semicerc. Deasupra, liniile părului, care coboară radiat pe o altă linie orizontală. Descriere revers: Călăreț cu calul la trap spre dr. Călărețul are capul triunghiular (capul călărețului fără linia nasului), piciorul scos în evidență, în special pulpa, și capul cu două plete pe spate, o linie scurtă la frunte și gura cu bărbia o linie lungă prelungă, ca un bot de câine. Calul mult stilizat, cu gâtul lung și arcuit, cu botul în forma unui cioc de pasăre (rață); picioarele din linii subțiri și cu copite triunghiulare, unite printr-o linie cu punct la mijloc. Întreaga reprezentare este tocită. | Muzeul Olteniei, Craiova                               | Cimec    |
|      | Tetradrahmă Filip al II-lea de tip Aninoasa Dobrești     | Datare: Jumătatea secolului I a.Chr Școală: Necunoscut, probabil în Oltenia Descoperit: jud. Dolj, com. Dobrești, Murta-Dobrești, Pârâu Murta, afluent al Jiului Material: argint          | Descriere avers: Capul lui Zeus stilizat, în profil spre dr. Cununa este redată prin două șiruri de 12 și respectiv 13 globule, părul de deasupra frunții o linie curbă dublă, apoi spre spate două ovale (ovalul din st. tăiat de o linie oblică) și două linii curbe, una simplă și alta dublă. Bărbia lipsește, barba redată prin două bucle, nasul o linei lungă cu capătul de jos triunghiular, ochiul o globulă, într-un semicerc. Deasupra, liniile părului, care coboară radiat pe o altă linie orizontală. Descriere revers: Călăreț cu calul la trap spre dr. Călărețul are capul triunghiular (capul călărețului fără linia nasului), piciorul scos în evidență, în special pulpa, și capul cu două plete pe spate, o linie scurtă la frunte și gura cu bărbia o linie lungă prelungă, ca un bot de câine. Calul mult stilizat, cu gâtul lung și arcuit, cu botul în forma unui cioc de pasăre (rață); picioarele din linii subțiri și cu copite triunghiulare, unite printr-o linie cu punct la mijloc. Întreaga reprezentare este tocită. | Muzeul Olteniei, Craiova                               | Cimec    |
|      | Tetradrahmă Filip al II-lea de tip Aninoasa Dobrești     | Datare: Jumătatea secolului I a.Chr Școală: Necunoscut, probabil în Oltenia Descoperit: jud. Dolj, com. Dobrești, Murta-Dobrești, Pârâu Murta, afluent al Jiului Material: argint          | Descriere avers: Capul lui Zeus stilizat, în profil spre dr. Cununa este redată prin două șiruri de 12 și respectiv 13 globule, părul de deasupra frunții o linie curbă dublă, apoi spre spate două ovale (ovalul din st. tăiat de o linie oblică) și două linii curbe, una simplă și alta dublă. Bărbia lipsește, barba redată prin două bucle, nasul o linei lungă cu capătul de jos triunghiular, ochiul o globulă, într-un semicerc. Deasupra, liniile părului, care coboară radiat pe o altă linie orizontală. Descriere revers: Călăreț cu calul la trap spre dr. Călărețul are capul triunghiular (capul călărețului fără linia nasului), piciorul scos în evidență, în special pulpa, și capul cu două plete pe spate, o linie scurtă la frunte și gura cu bărbia o linie lungă prelungă, ca un bot de câine. Calul mult stilizat, cu gâtul lung și arcuit, cu botul în forma unui cioc de pasăre (rață); picioarele din linii subțiri și cu copite triunghiulare, unite printr-o linie cu punct la mijloc. Întreaga reprezentare este tocită. | Muzeul Olteniei, Craiova                               | Cimec    |
|      | Tetradrahmă Filip al II-lea de tip Aninoasa Dobrești     | Datare: Jumătatea secolului I a.Chr Școală: Necunoscut, probabil în Oltenia Descoperit: jud. Dolj, com. Dobrești, Murta-Dobrești, Pârâu Murta, afluent al Jiului Material: argint          | Descriere avers: Capul lui Zeus stilizat, în profil spre dr. Cununa este redată prin două șiruri de 12 și respectiv 13 globule, părul de deasupra frunții o linie curbă dublă, apoi spre spate două ovale (ovalul din st. tăiat de o linie oblică) și două linii curbe, una simplă și alta dublă. Bărbia lipsește, barba redată prin două bucle, nasul o linei lungă cu capătul de jos triunghiular, ochiul o globulă, într-un semicerc. Deasupra, liniile părului, care coboară radiat pe o altă linie orizontală. Descriere revers: Călăreț cu calul la trap spre dr. Călărețul are capul triunghiular (capul călărețului fără linia nasului), piciorul scos în evidență, în special pulpa, și capul cu două plete pe spate, o linie scurtă la frunte și gura cu bărbia o linie lungă prelungă, ca un bot de câine. Calul mult stilizat, cu gâtul lung și arcuit, cu botul în forma unui cioc de pasăre (rață); picioarele din linii subțiri și cu copite triunghiulare, unite printr-o linie cu punct la mijloc. Întreaga reprezentare este tocită. | Muzeul Olteniei, Craiova                               | Cimec    |
|      | Tetradrahmă Filip al II-lea de tip Aninoasa Dobrești     | Datare: Jumătatea secolului I a.Chr Școală: Necunoscut, probabil în Oltenia Descoperit: jud. Dolj, com. Dobrești, Murta-Dobrești, Pârâu Murta, afluent al Jiului Material: argint          | Descriere avers: Capul lui Zeus stilizat, în profil spre dr. Cununa este redată prin două șiruri de 12 și respectiv 13 globule, părul de deasupra frunții o linie curbă dublă, apoi spre spate două ovale (ovalul din st. tăiat de o linie oblică) și două linii curbe, una simplă și alta dublă. Bărbia lipsește, barba redată prin două bucle, nasul o linei lungă cu capătul de jos triunghiular, ochiul o globulă, într-un semicerc. Deasupra, liniile părului, care coboară radiat pe o altă linie orizontală. Descriere revers: Călăreț cu calul la trap spre dr. Călărețul are capul triunghiular (capul călărețului fără linia nasului), piciorul scos în evidență, în special pulpa, și capul cu două plete pe spate, o linie scurtă la frunte și gura cu bărbia o linie lungă prelungă, ca un bot de câine. Calul mult stilizat, cu gâtul lung și arcuit, cu botul în forma unui cioc de pasăre (rață); picioarele din linii subțiri și cu copite triunghiulare, unite printr-o linie cu punct la mijloc. Întreaga reprezentare este tocită. | Muzeul Olteniei, Craiova                               | Cimec    |
|      | Tetradrahmă Filip al II-lea de tip Aninoasa Dobrești     | Datare: Jumătatea secolului I a.Chr Școală: Necunoscut, probabil în Oltenia Descoperit: jud. Dolj, com. Dobrești, Murta-Dobrești, Pârâu Murta, afluent al Jiului Material: argint          | Descriere avers: Capul lui Zeus stilizat, în profil spre dr. Cununa este redată prin două șiruri de 12 și respectiv 13 globule, părul de deasupra frunții o linie curbă dublă, apoi spre spate două ovale (ovalul din st. tăiat de o linie oblică) și două linii curbe, una simplă și alta dublă. Bărbia lipsește, barba redată prin două bucle, nasul o linei lungă cu capătul de jos triunghiular, ochiul o globulă, într-un semicerc. Deasupra, liniile părului, care coboară radiat pe o altă linie orizontală. Descriere revers: Călăreț cu calul la trap spre dr. Călărețul are capul triunghiular (capul călărețului fără linia nasului), piciorul scos în evidență, în special pulpa, și capul cu două plete pe spate, o linie scurtă la frunte și gura cu bărbia o linie lungă prelungă, ca un bot de câine. Calul mult stilizat, cu gâtul lung și arcuit, cu botul în forma unui cioc de pasăre (rață); picioarele din linii subțiri și cu copite triunghiulare, unite printr-o linie cu punct la mijloc. Întreaga reprezentare este tocită. | Muzeul Olteniei, Craiova                               | Cimec    |
|      | Tetradrahmă Filip al II-lea de tip Aninoasa Dobrești     | Datare: Jumătatea secolului I a.Chr Școală: Necunoscut, probabil în Oltenia Descoperit: jud. Dolj, com. Dobrești, Murta-Dobrești, Pârâu Murta, afluent al Jiului Material: argint          | Descriere avers: Capul lui Zeus stilizat, în profil spre dr. Cununa este redată prin două șiruri de 12 și respectiv 13 globule, părul de deasupra frunții o linie curbă dublă, apoi spre spate două ovale (ovalul din st. tăiat de o linie oblică) și două linii curbe, una simplă și alta dublă. Bărbia lipsește, barba redată prin două bucle, nasul o linei lungă cu capătul de jos triunghiular, ochiul o globulă, într-un semicerc. Deasupra, liniile părului, care coboară radiat pe o altă linie orizontală. Descriere revers: Călăreț cu calul la trap spre dr. Călărețul are capul triunghiular (capul călărețului fără linia nasului), piciorul scos în evidență, în special pulpa, și capul cu două plete pe spate, o linie scurtă la frunte și gura cu bărbia o linie lungă prelungă, ca un bot de câine. Calul mult stilizat, cu gâtul lung și arcuit, cu botul în forma unui cioc de pasăre (rață); picioarele din linii subțiri și cu copite triunghiulare, unite printr-o linie cu punct la mijloc. Întreaga reprezentare este tocită. | Muzeul Olteniei, Craiova                               | Cimec    |
|      | Tetradrahmă Filip al II-lea de tip Aninoasa Dobrești     | Datare: Jumătatea secolului I a.Chr Școală: Necunoscut, probabil în Oltenia Descoperit: jud. Dolj, com. Dobrești, Murta-Dobrești, Pârâu Murta, afluent al Jiului Material: argint          | Descriere avers: Capul lui Zeus stilizat, în profil spre dr. Cununa este redată prin două șiruri de 12 și respectiv 13 globule, părul de deasupra frunții o linie curbă dublă, apoi spre spate două ovale (ovalul din st. tăiat de o linie oblică) și două linii curbe, una simplă și alta dublă. Bărbia lipsește, barba redată prin două bucle, nasul o linei lungă cu capătul de jos triunghiular, ochiul o globulă, într-un semicerc. Deasupra, liniile părului, care coboară radiat pe o altă linie orizontală. Descriere revers: Călăreț cu calul la trap spre dr. Călărețul are capul triunghiular (capul călărețului fără linia nasului), piciorul scos în evidență, în special pulpa, și capul cu două plete pe spate, o linie scurtă la frunte și gura cu bărbia o linie lungă prelungă, ca un bot de câine. Calul mult stilizat, cu gâtul lung și arcuit, cu botul în forma unui cioc de pasăre (rață); picioarele din linii subțiri și cu copite triunghiulare, unite printr-o linie cu punct la mijloc. Întreaga reprezentare este tocită. | Muzeul Olteniei, Craiova                               | Cimec    |
|      | Tetradrahmă Filip al II-lea de tip Aninoasa Dobrești     | Datare: Jumătatea secolului I a.Chr Școală: Necunoscut, probabil în Oltenia Descoperit: jud. Dolj, com. Dobrești, Murta-Dobrești, Pârâu Murta, afluent al Jiului Material: argint          | Descriere avers: Capul lui Zeus stilizat, în profil spre dr. Cununa este redată prin două șiruri de 12 și respectiv 13 globule, părul de deasupra frunții o linie curbă dublă, apoi spre spate două ovale și două linii curbe, una simplă și alta dublă. Bărbia lipsește, barba redată prin două bucle, nasul o linie lungă cu capătul de jos triunghiular, ochiul este lipsă. Deasupra, liniile părului, care coboară radiat pe o altă linie orizontală. Descriere revers: Călăreț cu calul la trap spre dr. Călărețul are capul triunghiular, piciorul scos în evidență, în special pulpa, și capul cu două plete pe spate, o linie scurtă la frunte și gura cu bărbia o linie lungă prelungă, ca un bot de câine. Calul mult stilizat, cu gâtul lung și arcuit, cu botul în forma unui cioc de pasăre (rață); picioarele din linii subțiri și cu copite triunghiulare, unite printr-o linie cu punct la mijloc. Din călăreț se mai vede parțial decât piciorul și capul, urme vagi din linia corpului. Conturul calului se vede de asemenea, vag ceva mai clar fiind capul, gâtul și partea din urmă. | Muzeul Olteniei, Craiova                               | Cimec    |
|      | Tetradrahmă Filip al II-lea de tip Aninoasa Dobrești     | Datare: Jumătatea secolului I a.Chr Școală: Necunoscut, probabil în Oltenia Descoperit: jud. Dolj, com. Dobrești, Murta-Dobrești, Pârâu Murta, afluent al Jiului Material: argint          | Descriere avers: Capul lui Zeus stilizat, în profil spre dr. Cununa este redată prin două șiruri de 12 și respectiv 13 globule, părul de deasupra frunții o linie curbă dublă, apoi spre spate două ovale (ovalul din st. tăiat de o linie oblică) și două linii curbe, una simplă și alta dublă. Bărbia lipsește, barba redată prin două bucle, nasul o linei lungă cu capătul de jos triunghiular, ochiul o globulă, într-un semicerc. Deasupra, liniile părului, care coboară radiat pe o altă linie orizontală. Descriere revers: Călăreț cu calul la trap spre dr. Călărețul are capul triunghiular (capul călărețului fără linia nasului), piciorul scos în evidență, în special pulpa, și capul cu două plete pe spate, o linie scurtă la frunte și gura cu bărbia o linie lungă prelungă, ca un bot de câine. Calul mult stilizat, cu gâtul lung și arcuit, cu botul în forma unui cioc de pasăre (rață); picioarele din linii subțiri și cu copite triunghiulare, unite printr-o linie cu punct la mijloc. Întreaga reprezentare este tocită. | Muzeul Olteniei, Craiova                               | Cimec    |
|      | Tetradrahmă Filip al II-lea de tip Aninoasa Dobrești     | Datare: Jumătatea secolului I a.Chr Școală: Necunoscut, probabil în Oltenia Descoperit: jud. Dolj, com. Dobrești, Murta-Dobrești, Pârâu Murta, afluent al Jiului Material: argint          | Descriere avers: Capul lui Zeus stilizat, în profil spre dr. Cununa este redată prin două șiruri de 12 și respectiv 13 globule, părul de deasupra frunții o linie curbă dublă, apoi spre spate două ovale (ovalul din st. tăiat de o linie oblică) și două linii curbe, una simplă și alta dublă. Bărbia lipsește, barba redată prin două bucle, nasul o linei lungă cu capătul de jos triunghiular, ochiul o globulă, într-un semicerc. Deasupra, liniile părului, care coboară radiat pe o altă linie orizontală. Descriere revers: Călăreț cu calul la trap spre dr. Călărețul are capul triunghiular (capul călărețului fără linia nasului), piciorul scos în evidență, în special pulpa, și capul cu două plete pe spate, o linie scurtă la frunte și gura cu bărbia o linie lungă prelungă, ca un bot de câine. Calul mult stilizat, cu gâtul lung și arcuit, cu botul în forma unui cioc de pasăre (rață); picioarele din linii subțiri și cu copite triunghiulare, unite printr-o linie cu punct la mijloc. Întreaga reprezentare este tocită. | Muzeul Olteniei, Craiova                               | Cimec    |
|      | Tetradrahmă Filip al II-lea de tip Aninoasa Dobrești     | Datare: Jumătatea secolului I a.Chr Școală: Necunoscut, probabil în Oltenia Descoperit: jud. Dolj, com. Dobrești, Murta-Dobrești, Pârâu Murta, afluent al Jiului Material: argint          | Descriere avers: Capul lui Zeus stilizat, în profil spre dr. Cununa este redată prin două șiruri de 12 și respectiv 13 globule, părul de deasupra frunții o linie curbă dublă, apoi spre spate două ovale (ovalul din st. tăiat de o linie oblică) și două linii curbe, una simplă și alta dublă. Bărbia lipsește, barba redată prin două bucle, nasul o linei lungă cu capătul de jos triunghiular, ochiul o globulă, într-un semicerc. Deasupra, liniile părului, care coboară radiat pe o altă linie orizontală. Descriere revers: Călăreț cu calul la trap spre dr. Călărețul are capul triunghiular (capul călărețului fără linia nasului), piciorul scos în evidență, în special pulpa, și capul cu două plete pe spate, o linie scurtă la frunte și gura cu bărbia o linie lungă prelungă, ca un bot de câine. Calul mult stilizat, cu gâtul lung și arcuit, cu botul în forma unui cioc de pasăre (rață); picioarele din linii subțiri și cu copite triunghiulare, unite printr-o linie cu punct la mijloc. Întreaga reprezentare este tocită. | Muzeul Olteniei, Craiova                               | Cimec    |
|      | Tetradrahmă Filip al II-lea de tip Aninoasa Dobrești     | Datare: Jumătatea secolului I a.Chr Școală: Necunoscut, probabil în Oltenia Descoperit: jud. Dolj, com. Dobrești, Murta-Dobrești, Pârâu Murta, afluent al Jiului Material: argint          | Descriere avers: Capul lui Zeus stilizat, în profil spre dr. Cununa este redată prin două șiruri de 12 și respectiv 13 globule, părul de deasupra frunții o linie curbă dublă, apoi spre spate două ovale (ovalul din st. tăiat de o linie oblică) și două linii curbe, una simplă și alta dublă. Bărbia lipsește, barba redată prin două bucle, nasul o linei lungă cu capătul de jos triunghiular, ochiul o globulă, într-un semicerc. Deasupra, liniile părului, care coboară radiat pe o altă linie orizontală. Descriere revers: Călăreț cu calul la trap spre dr. Călărețul are capul triunghiular (capul călărețului fără linia nasului), piciorul scos în evidență, în special pulpa, și capul cu două plete pe spate, o linie scurtă la frunte și gura cu bărbia o linie lungă prelungă, ca un bot de câine. Calul mult stilizat, cu gâtul lung și arcuit, cu botul în forma unui cioc de pasăre (rață); picioarele din linii subțiri și cu copite triunghiulare, unite printr-o linie cu punct la mijloc. Întreaga reprezentare este tocită. | Muzeul Olteniei, Craiova                               | Cimec    |
|      | Tetradrahmă Filip al II-lea de tip Aninoasa Dobrești     | Datare: Jumătatea secolului I a.Chr Școală: Necunoscut, probabil în Oltenia Descoperit: jud. Dolj, com. Dobrești, Murta-Dobrești, Pârâu Murta, afluent al Jiului Material: argint          | Descriere avers: Capul lui Zeus stilizat, în profil spre dr. Cununa este redată prin două șiruri de 12 și respectiv 13 globule, părul de deasupra frunții o linie curbă dublă, apoi spre spate două ovale (ovalul din st. tăiat de o linie oblică) și două linii curbe, una simplă și alta dublă. Bărbia lipsește, barba redată prin două bucle, nasul o linei lungă cu capătul de jos triunghiular, ochiul o globulă, într-un semicerc. Deasupra, liniile părului, care coboară radiat pe o altă linie orizontală. Descriere revers: Călăreț cu calul la trap spre dr. Călărețul are capul triunghiular (capul călărețului fără linia nasului), piciorul scos în evidență, în special pulpa, și capul cu două plete pe spate, o linie scurtă la frunte și gura cu bărbia o linie lungă prelungă, ca un bot de câine. Calul mult stilizat, cu gâtul lung și arcuit, cu botul în forma unui cioc de pasăre (rață); picioarele din linii subțiri și cu copite triunghiulare, unite printr-o linie cu punct la mijloc. Întreaga reprezentare este tocită. | Muzeul Olteniei, Craiova                               | Cimec    |
|      | Tetradrahmă Filip al II-lea de tip Aninoasa Dobrești     | Datare: Jumătatea secolului I a.Chr Școală: Necunoscut, probabil în Oltenia Descoperit: jud. Dolj, com. Dobrești, Murta-Dobrești, Pârâu Murta, afluent al Jiului Material: argint          | Descriere avers: Capul lui Zeus stilizat, în profil spre dr. Cununa este redată prin două șiruri de 12 și respectiv 13 globule, părul de deasupra frunții o linie curbă dublă, apoi spre spate două ovale și două linii curbe, una simplă și alta dublă. Bărbia lipsește, barba redată prin două bucle, nasul o linie lungă cu capătul de jos triunghiular, ochiul este lipsă. Deasupra, liniile părului, care coboară radiat pe o altă linie orizontală. Descriere revers: Călăreț cu calul la trap spre dr. Călărețul are capul triunghiular, piciorul scos în evidență, în special pulpa, și capul cu două plete pe spate, o linie scurtă la frunte și gura cu bărbia o linie lungă prelungă, ca un bot de câine. Calul mult stilizat, cu gâtul lung și arcuit, cu botul în forma unui cioc de pasăre (rață); picioarele din linii subțiri și cu copite triunghiulare, unite printr-o linie cu punct la mijloc. Din călăreț se mai vede parțial decât piciorul și capul, urme vagi din linia corpului. Conturul calului se vede de asemenea, vag ceva mai clar fiind capul, gâtul și partea din urmă. | Muzeul Olteniei, Craiova                               | Cimec    |
|      | Tetradrahmă Filip al II-lea de tip Aninoasa Dobrești     | Datare: Jumătatea secolului I a.Chr Școală: Necunoscut, probabil în Oltenia Descoperit: jud. Dolj, com. Dobrești, Murta-Dobrești, Pârâu Murta, afluent al Jiului Material: argint          | Descriere avers: Capul lui Zeus stilizat, în profil spre dr. Cununa este redată prin două șiruri de 12 și respectiv 13 globule, părul de deasupra frunții o linie curbă dublă, apoi spre spate două ovale și două linii curbe, una simplă și alta dublă. Bărbia lipsește, barba redată prin două bucle, nasul o linie lungă cu capătul de jos triunghiular, ochiul este lipsă. Deasupra, liniile părului, care coboară radiat pe o altă linie orizontală. Descriere revers: Călăreț cu calul la trap spre dr. Călărețul are capul triunghiular, piciorul scos în evidență, în special pulpa, și capul cu două plete pe spate, o linie scurtă la frunte și gura cu bărbia o linie lungă prelungă, ca un bot de câine. Calul mult stilizat, cu gâtul lung și arcuit, cu botul în forma unui cioc de pasăre (rață); picioarele din linii subțiri și cu copite triunghiulare, unite printr-o linie cu punct la mijloc. Din călăreț se mai vede parțial decât piciorul și capul, urme vagi din linia corpului. Conturul calului se vede de asemenea, vag ceva mai clar fiind capul, gâtul și partea din urmă. | Muzeul Olteniei, Craiova                               | Cimec    |
|      | Tetradrahmă Filip al II-lea de tip Aninoasa Dobrești     | Datare: Jumătatea secolului I a.Chr Școală: Necunoscut, probabil în Oltenia Descoperit: jud. Dolj, com. Dobrești, Murta-Dobrești, Pârâu Murta, afluent al Jiului Material: argint          | Descriere avers: Capul lui Zeus stilizat, în profil spre dr. Cununa este redată prin două șiruri de 12 și respectiv 13 globule, părul de deasupra frunții o linie curbă dublă, apoi spre spate două ovale și două linii curbe, una simplă și alta dublă. Bărbia lipsește, barba redată prin două bucle, nasul o linie lungă cu capătul de jos triunghiular, ochiul este lipsă. Deasupra, liniile părului, care coboară radiat pe o altă linie orizontală. Descriere revers: Călăreț cu calul la trap spre dr. Călărețul are capul triunghiular, piciorul scos în evidență, în special pulpa, și capul cu două plete pe spate, o linie scurtă la frunte și gura cu bărbia o linie lungă prelungă, ca un bot de câine. Calul mult stilizat, cu gâtul lung și arcuit, cu botul în forma unui cioc de pasăre (rață); picioarele din linii subțiri și cu copite triunghiulare, unite printr-o linie cu punct la mijloc. Din călăreț se mai vede parțial decât piciorul și capul, urme vagi din linia corpului. Conturul calului se vede de asemenea, vag ceva mai clar fiind capul, gâtul și partea din urmă. | Muzeul Olteniei, Craiova                               | Cimec    |
|      | Tetradrahmă Filip al II-lea de tip Aninoasa Dobrești     | Datare: Jumătatea secolului I a.Chr Școală: Necunoscut, probabil în Oltenia Descoperit: jud. Dolj, com. Dobrești, Murta-Dobrești, Pârâu Murta, afluent al Jiului Material: argint          | Descriere avers: Capul lui Zeus stilizat, în profil spre dr. Cununa este redată prin două șiruri de 12 și respectiv 13 globule, părul de deasupra frunții o linie curbă dublă, apoi spre spate două ovale și două linii curbe, una simplă și alta dublă. Bărbia lipsește, barba redată prin două bucle, nasul o linie lungă cu capătul de jos triunghiular, ochiul o globulă, într-un semicerc. Deasupra, liniile părului, care coboară radiat pe o altă linie orizontală. Descriere revers: Călăreț cu calul la trap spre dr. Călărețul are capul triunghiular, piciorul scos în evidență, în special pulpa, și capul cu două plete pe spate, o linie scurtă la frunte și gura cu bărbia o linie lungă prelungă, ca un bot de câine. Calul mult stilizat, cu gâtul lung și arcuit, cu botul în forma unui cioc de pasăre (rață); picioarele din linii subțiri și cu copite triunghiulare, unite printr-o linie cu punct la mijloc. | Muzeul Olteniei, Craiova                               | Cimec    |
|      | Tetradrahmă Filip al II-lea de tip Aninoasa Dobrești     | Datare: Jumătatea secolului I a.Chr Școală: Necunoscut, probabil în Oltenia Descoperit: jud. Dolj, com. Dobrești, Murta-Dobrești, Pârâu Murta, afluent al Jiului Material: argint          | Descriere avers: Capul lui Zeus stilizat, în profil spre dr. Cununa este redată prin două șiruri de 12 și respectiv 13 globule, părul de deasupra frunții o linie curbă dublă, apoi spre spate două ovale și două linii curbe, una simplă și alta dublă. Bărbia lipsește, barba redată prin două bucle, nasul o linie lungă cu capătul de jos triunghiular, ochiul este lipsă. Deasupra, liniile părului, care coboară radiat pe o altă linie orizontală. Descriere revers: Călăreț cu calul la trap spre dr. Călărețul are capul triunghiular, piciorul scos în evidență, în special pulpa, și capul cu două plete pe spate, o linie scurtă la frunte și gura cu bărbia o linie lungă prelungă, ca un bot de câine. Calul mult stilizat, cu gâtul lung și arcuit, cu botul în forma unui cioc de pasăre (rață); picioarele din linii subțiri și cu copite triunghiulare, unite printr-o linie cu punct la mijloc. Din călăreț se mai vede parțial decât piciorul și capul, urme vagi din linia corpului. Conturul calului se vede de asemenea, vag ceva mai clar fiind capul, gâtul și partea din urmă. | Muzeul Olteniei, Craiova                               | Cimec    |
|      | Tetradrahmă Filip al II-lea de tip Aninoasa Dobrești     | Datare: Jumătatea secolului I a.Chr Școală: Necunoscut, probabil în Oltenia Descoperit: jud. Dolj, com. Dobrești, Murta-Dobrești, Pârâu Murta, afluent al Jiului Material: argint          | Descriere avers: Capul lui Zeus stilizat, în profil spre dr. Cununa este redată prin două șiruri de 12 și respectiv 13 globule, părul de deasupra frunții o linie curbă dublă, apoi spre spate două ovale și două linii curbe, una simplă și alta dublă. Bărbia lipsește, barba redată prin două bucle, nasul o linie lungă cu capătul de jos triunghiular, ochiul este lipsă. Deasupra, liniile părului, care coboară radiat pe o altă linie orizontală. Descriere revers: Călăreț cu calul la trap spre dr. Călărețul are capul triunghiular, piciorul scos în evidență, în special pulpa, și capul cu două plete pe spate, o linie scurtă la frunte și gura cu bărbia o linie lungă prelungă, ca un bot de câine. Calul mult stilizat, cu gâtul lung și arcuit, cu botul în forma unui cioc de pasăre (rață); picioarele din linii subțiri și cu copite triunghiulare, unite printr-o linie cu punct la mijloc. Din călăreț se mai vede parțial decât piciorul și capul, urme vagi din linia corpului. Conturul calului se vede de asemenea, vag ceva mai clar fiind capul, gâtul și partea din urmă. | Muzeul Olteniei, Craiova                               | Cimec    |
|      | Tetradrahmă Filip al II-lea de tip Aninoasa Dobrești     | Datare: Jumătatea secolului I a.Chr Școală: Necunoscut, probabil în Oltenia Descoperit: jud. Dolj, com. Dobrești, Murta-Dobrești, Pârâu Murta, afluent al Jiului Material: argint          | Descriere avers: Capul lui Zeus stilizat, în profil spre dr. Cununa este redată prin două șiruri de 12 și respectiv 13 globule, părul de deasupra frunții o linie curbă dublă, apoi spre spate două ovale și două linii curbe, una simplă și alta dublă. Bărbia lipsește, barba redată prin două bucle, nasul o linie lungă cu capătul de jos triunghiular, ochiul este lipsă. Deasupra, liniile părului, care coboară radiat pe o altă linie orizontală. Descriere revers: Călăreț cu calul la trap spre dr. Călărețul are capul triunghiular, piciorul scos în evidență, în special pulpa, și capul cu două plete pe spate, o linie scurtă la frunte și gura cu bărbia o linie lungă prelungă, ca un bot de câine. Calul mult stilizat, cu gâtul lung și arcuit, cu botul în forma unui cioc de pasăre (rață); picioarele din linii subțiri și cu copite triunghiulare, unite printr-o linie cu punct la mijloc. Din călăreț se mai vede parțial decât piciorul și capul, urme vagi din linia corpului. Conturul calului se vede de asemenea, vag ceva mai clar fiind capul, gâtul și partea din urmă. | Muzeul Olteniei, Craiova                               | Cimec    |
|      | Drahmă                                                   | Datare: 97-85 î.Hr. Școală: Apollonia Descoperit: jud. Gorj, com. Țicleni Material: argint                                                                                                 | Descriere avers: Vacă, spre stânga, cu vițelul care suge. Deasupra, inscripția NYKHN. Sub exergă, nici o siglă. C.p. Descriere revers: Pătrate duble formate din puncte și linii simple, cu laturile arcuite spre interior; în jurul lor, inscripția [ΑΠ]ΟΛ/ΛYTO/BOY/ΛOY].C.I. Legendă revers: [ΑΠ]ΟΛ/ΛYTO/BOY/ΛOY] | Muzeul Olteniei. Secția de Istorie-Arheologie, Craiova | Cimec    |
|      | Denar                                                    | Datare: după 211 î.Hr. Școală: Roma Descoperit: jud. Gorj, com. Țicleni Material: argint                                                                                                   | Descriere avers: Capul Romei cu coif înaripat spre dreapta; în spate, X. C.p. Descriere revers: Dioscurii spre dreapta; în cadru liniar, [R]OMA. C.l. | Muzeul Olteniei. Secția de Istorie-Arheologie, Craiova | Cimec    |
|      | Denar                                                    | Datare: după 211 î.Hr. Școală: Roma Descoperit: jud. Gorj, com. Țicleni Material: argint                                                                                                   | Descriere avers: Capul Romei cu coif înaripat spre dreapta; în spate, X. C.p. Descriere revers: Dioscurii spre dreapta; în cadru liniar, ROMA. C.l. Legendă revers: ROMA | Muzeul Olteniei. Secția de Istorie-Arheologie, Craiova | Cimec    |
|      | Denar                                                    | Datare: 157-156 î.Hr. Școală: Roma Descoperit: jud. Gorj, com. Țicleni Material: argint | Descriere avers: Capul Romei cu coif înaripat spre dreapta; în spate, X. Descriere revers: Luna, în bigă, spre dreapta, ține hățurile în mâna stângă și un băț cu dreapta; în exergă, ROMA. C.l. Descriere exergă: Roma | Muzeul Olteniei. Secția de Istorie-Arheologie, Craiova | Cimec    |
|      | Denar                                                    | Datare: 143 î.Hr Școală: Roma Descoperit: jud. Gorj, com. Țicleni Material: argint | Descriere avers: Capul Romei cu coif înaripat spre dreapta; în spate, X. Descriere revers: Diana, cu tolba de săgeți pe umăr, în bigă cu cerbi, spre dreapta, ține hățurile cu mâna stângă și o torță în mâna dreaptă; dedesubt, /semilună; în tabletă, ROMA. C.l. Legendă revers: ROMA | Muzeul Olteniei. Secția de Istorie-Arheologie, Craiova | Cimec    |
|      | Denar                                                    | Datare: după 211 î.Hr. Școală: Roma Descoperit: jud. Gorj, com. Țicleni Material: argint                                                                                                   | Descriere avers: Capul Romei cu coif înaripat spre dreapta; în spate, X. C.p. Descriere revers: Dioscurii spre dreapta; în cadru liniar, ROMA. C.l. Legendă revers: ROMA | Muzeul Olteniei. Secția de Istorie-Arheologie, Craiova | Cimec    |
|      | Denar                                                    | Datare: 194-190 î.Hr. Școală: Roma Descoperit: jud. Gorj, com. Țicleni Material: argint | Descriere avers: Capul Romei, cu coif, spre dreapta; în spate, X. C.p. Descriere revers: Luna în bigă, spre dreapta, cu caii cabrați; deasupra, . C.p. | Muzeul Olteniei. Secția de Istorie-Arheologie, Craiova | Cimec    |
|      | Denar                                                    | Datare: 154 î.Hr Școală: Roma Descoperit: jud. Gorj, com. Țicleni Material: argint | Descriere avers: Capul Romei, cu coif înaripat, spre dreapta; în spate, X. C.p. Descriere revers: Dioscurii spre dreapta; dedesubt, C.SCR; în exergă, ROMA, parțial în afara cadrului. C.l. Descriere exergă: ROMA Legendă revers: C.SCR | Muzeul Olteniei. Secția de Istorie-Arheologie, Craiova | Cimec    |
|      | Denar                                                    | Datare: 148 î. Hr. Școală: Roma Descoperit: jud. Gorj, com. Țicleni Material: argint | Descriere avers: Capul Romei, cu coif înaripat, spre dreapta; în spate, SAR ; în față, sub bărbie, X. C.p. Descriere revers: Dioscurii spre dreapta; dedesubt, M.ATI I; în exergă, ROMA. C.l. Descriere exergă: ROMA Legendă revers: M.ATI I | Muzeul Olteniei. Secția de Istorie-Arheologie, Craiova | Cimec    |
|      | Denar                                                    | Datare: 147 î.Hr. Școală: Roma Descoperit: jud. Gorj, com. Țicleni Material: argint | Descriere avers: Capul Romei, cu coif înaripat, spre dreapta; în spate, cornucopiae, parțial în afara cadrului; în față, X. C.p. Descriere revers: Dioscurii spre dreapta; în exergă, ROMA. C.l. Descriere exergă: ROMA | Muzeul Olteniei. Secția de Istorie-Arheologie, Craiova | Cimec    |
|      | Denar                                                    | Datare: 147 î.Hr. Școală: Roma Descoperit: jud. Gorj, com. Țicleni Material: argint | Descriere avers: Capul Romei, cu coif înaripat, spre dreapta; în spate, cornucopiae, parțial în afara cadrului. C.p. Descriere revers: Dioscurii spre dreapta; în exergă, [R]OMA. C.l. Descriere exergă: [R]OMA | Muzeul Olteniei. Secția de Istorie-Arheologie, Craiova | Cimec    |
|      | Denar                                                    | Datare: 137 î.Hr. Școală: Roma Descoperit: jud. Gorj, com. Țicleni Material: argint | Descriere avers: Capul Romei cu coif, spre dreapta; în spate, vas cu toartă, parțial în afara cadrului; în față, X, parțial în afara cadrului. C.p. Descriere revers: Păstorul Faustulus sprijinit în toiag privește lupoaica alăptând gemenii; în spate, ficus Ruminalis pe ramurile căruia stau trei păsări (una pe ramura de sus, iar celelalte două pe ramurile de jos); la stânga, legenda FOSTLVS, parțial în afara cadrului; la dreapta, SEX.PO[M], parțial în afara cadrului; în exergă, Descriere exergă: ROM[A] Legendă revers: FOSTLVS SEX.PO[M] | Muzeul Olteniei. Secția de Istorie-Arheologie, Craiova | Cimec    |
|      | Denar                                                    | Datare: 137 î.Hr. Școală: Roma Descoperit: jud. Gorj, com. Țicleni Material: argint | Descriere avers: Capul Romei cu coif, spre stânga; în spate, [TAMPI ]; în față, X, parțial în afara cadrului. C.p. Descriere revers: Apollo, în quadrigă spre dreapta, ține bici și hățuri în mâna stângă și ramură cu dreapta; dedesubt, ROM[A]; în exergă, M.BAEBI.Q.F. C.l. Descriere exergă: M.BAEBI.Q.F Legendă revers: ROM[A] | Muzeul Olteniei. Secția de Istorie-Arheologie, Craiova | Cimec    |
|      | Denar                                                    | Datare: 135 î.Hr. Școală: Roma Descoperit: jud. Gorj, com. Țicleni Material: argint | Descriere avers: Capul Romei cu coif, spre dreapta; în spate, ROMA circular; în față, X. C.p. Descriere revers: Columnă spiralată, cu capitel eolic, decorată cu două clopote în vârf și având de o parte și de alta doi lei la bază; în picioare, pe columnă, o statuie togată ține un băț în mâna dreaptă; în spatele fiecăruia dintre lei se găsește un spic; la stânga, figură togată care ține o pâine? în ambele mâini și care pune piciorul stâng pe un modius; la dreapta, persoană togată care ține în mâna dreaptă un lituus; deasupra, [C.]AVG. C.p. care ține în mâna dreaptă un lituus; deasupra, [C.]AVG. C.p. Legendă revers: [C.]AVG | Muzeul Olteniei. Secția de Istorie-Arheologie, Craiova | Cimec    |
|      | Denar                                                    | Datare: 135 î.Hr. Școală: Roma Descoperit: jud. Gorj, com. Țicleni Material: argint | Descriere avers: Capul Romei cu coif, spre dreapta; în spate, ROMA circular; în față, X. C.p. Descriere revers: Columnă spiralată, cu capitel eolic, decorată cu două clopote în vârf și având de o parte și de alta doi lei la bază; în picioare, pe columnă, o statuie togată ține un băț în mâna dreaptă; în spatele fiecăruia dintre lei se găsește un spic; la stânga, figură togată care Columnă spiralată, cu capitel eolic, decorată cu două clopote în vârf și având de o parte și de alta doi lei la bază; în picioare, pe columnă, o statuie togată ține un băț în mâna dreaptă; în spatele fiecăruia dintre lei se găsește un spic; la stânga, figură togată care ține o pâine? în ambele mâini și care pune piciorul stâng pe un modius; la dreapta, persoană togată care ține în mâna dreaptă un lituus; deasupra, C.AVG. C.p. Legendă revers: C.AVG | Muzeul Olteniei. Secția de Istorie-Arheologie, Craiova | Cimec    |
|      | Denar                                                    | Datare: 123 î.Hr. Școală: Roma Descoperit: jud. Gorj, com. Țicleni Material: argint | Descriere avers: Capul Romei, cu coif, spre dreapta; în spate, X. C.p. Descriere revers: Victoria în bigă, ține hățurile în mâna stângă și bici cu dreapta; dedesubt, C.CAT[O]; în exergă, [ROMA]. C.p. Descriere exergă: [ROMA] Legendă revers: C.CAT[O] | Muzeul Olteniei. Secția de Istorie-Arheologie, Craiova | Cimec    |
|      | Denar                                                    | Datare: 123 î.Hr. Școală: Roma Descoperit: jud. Gorj, com. Țicleni Material: argint | Descriere avers: Capul Romei, cu coif, spre dreapta; în spate, X. C.p. Descriere revers: Victoria în bigă, ține hățurile în mâna stângă și bici cu dreapta; dedesubt, C.CATO; în exergă, ROMA. C.p. Descriere exergă: ROMA Legendă revers: C.CATO | Muzeul Olteniei. Secția de Istorie-Arheologie, Craiova | Cimec    |
|      | Denar                                                    | Datare: 122 î.Hr. Școală: Roma Descoperit: jud. Gorj, com. Țicleni Material: argint | Descriere avers: Capul Romei cu coif, spre dreapta; în spate [RVF]; în față, X. C.p. Descriere revers: Dioscurii spre dreapta; dedesubt, Q.MINV; în exergă, ROMA. L.p. Descriere exergă: ROMA Legendă revers: Q.MINV | Muzeul Olteniei. Secția de Istorie-Arheologie, Craiova | Cimec    |
|      | Denar                                                    | Datare: 122 î.Hr. Descoperit: jud. Gorj, com. Țicleni Material: argint | Descriere avers: Capul Romei cu coif, spre dreapta; în spate, ramură; în față, X. C.p. Descriere revers: Jupiter, în quadrigă spre dreapta, ține sceptru și hățuri în mâna stângă și aruncă fulgerul cu dreapta; dedesubt, M.CARBO; în exergă, ROMA. Descriere exergă: ROMA Legendă revers: M.CARBO | Muzeul Olteniei. Secția de Istorie-Arheologie, Craiova | Cimec    |
|      | Denar                                                    | Datare: 121 î.Hr. Școală: Roma Descoperit: jud. Gorj, com. Țicleni Material: argint | Descriere avers: Capul Romei cu coif, spre dreapta; în spate, X. C.p. Descriere revers: Dioscurii spre dreapta; dedesubt, C.P VT[I]; în exergă, ROMA. C.p. Descriere exergă: ROMA Legendă revers: C.P. V.T. [I] | Muzeul Olteniei. Secția de Istorie-Arheologie, Craiova | Cimec    |
|      | Denar                                                    | Datare: 142 î.Hr. Școală: Roma Descoperit: jud. Gorj, com. Țicleni Material: argint | Descriere avers: Capul Romei, cu coif, spre dreapta; în spate, TRIGE; în față, X. C.p. Descriere revers: Juno, în quadrigă, spre dreapta, purtând diademă și încununată de o Victorie în zbor, ține sceptru în mâna stângă și hățurile în mâna dreaptă; dedesubt, C•C[ ]; în exergă, ROMA. C.l. Descriere exergă: ROMA Legendă revers: C•C[ ] | Muzeul Olteniei. Secția de Istorie-Arheologie, Craiova | Cimec    |
|      | Denar                                                    | Datare: 142 î.Hr. Școală: Roma Descoperit: jud. Gorj, com. Țicleni Material: argint | Descriere avers: Capul Romei, cu coif, spre dreapta; în spate, TRIGE; în față, X. C.p. Descriere revers: Juno, în quadrigă, spre dreapta, purtând diademă și încununată de o Victorie în zbor, ține sceptru în mâna stângă și hățurile în mâna dreaptă; dedesubt, C•C[ ]; în exergă, [ROMA]. C.l. Descriere exergă: [ROMA] Legendă revers: C•C[ ] | Muzeul Olteniei. Secția de Istorie-Arheologie, Craiova | Cimec    |
|      | Denar                                                    | Datare: 140 î.Hr. Școală: Roma Descoperit: jud. Gorj, com. Țicleni Material: argint | Descriere avers: Capul Romei cu coif spre dreapta; în spate, XVI. C.p. parțial șters sau în afara cadrului. Descriere revers: Victorie, în bigă, spre dreapta ține hățuri cu mâna stângă și bici cu dreapta; deasupra, FLAC; dedesubt, C˙ ˙C.F; în exergă, ROMA. C.l. parțial în afara cadrului. Descriere exergă: ROMA Legendă revers: FLAC C˙ ˙C.F | Muzeul Olteniei. Secția de Istorie-Arheologie, Craiova | Cimec    |
|      | Denar                                                    | Datare: 206-195 î. Hr. Școală: Roma Descoperit: jud. Gorj, com. Țicleni Material: argint                                                                                                   | Descriere avers: Capul Romei, cu coif înaripat spre dreapta; în spate, X. C.p. Descriere revers: Dioscurii spre dreapta; dedesubt, un câine; în cadru liniar, ROMA. C.l. Legendă revers: ROMA | Muzeul Olteniei. Secția de Istorie-Arheologie, Craiova | Cimec    |
|      | Denar                                                    | Datare: 136 î.Hr. Școală: Roma Descoperit: jud. Gorj, com. Țicleni Material: argint | Descriere avers: Capul Romei cu coif, spre dreapta; în spate, GRAG ; în față, [ ]. C.p. Descriere revers: Jupiter, în quadrigă spre dreapta, ține sceptru și hățuri în mâna stângă și aruncă fulgerul cu dreapta; dedesubt, ˙ S; în exergă, ROMA. C.l. Descriere exergă: ROMA Legendă revers: ˙ S | Muzeul Olteniei. Secția de Istorie-Arheologie, Craiova | Cimec    |
|      | Denar                                                    | Datare: 134 î.Hr. Școală: Roma Descoperit: jud. Gorj, com. Țicleni Material: argint | Descriere avers: Capul Romei, cu coif, spre dreapta; în spate, modius; în față , parțial în afara cadrului. C.p. Descriere revers: Victorie în bigă spre dreapta, ține bici cu mâna dreaptă și hățurile cu stânga; dedesubt, M. /C RO/MA. Legenda este divizată prin două spice. C.p. Descriere exergă: ROMA Legendă revers: M. /C RO/MA | Muzeul Olteniei. Secția de Istorie-Arheologie, Craiova | Cimec    |
|      | Denar                                                    | Datare: 125 î.Hr. Școală: Roma Descoperit: jud. Gorj, com. Țicleni Material: argint | Descriere avers: Capul Romei, cu coif, spre dreapta; în spate, B BUS circular; dedesubt, ROMA; în față, . În jur, cerc înnodat de laur. Descriere revers: Jupiter, în quadrigă, spre dreapta, condus de o Victorie, ține lance și hături în mâna stângă și fulgerul și biciul cu dreapta; dedesubt, scut; în exergă, •ACILI. C.p. Descriere exergă: •ACILI Legendă revers: M. /C RO/MA | Muzeul Olteniei. Secția de Istorie-Arheologie, Craiova | Cimec    |
|      | Denar                                                    | Datare: 125 î.Hr. Școală: Roma Descoperit: jud. Gorj, com. Țicleni Material: argint | Descriere avers: Capul Romei, cu coif, spre dreapta; în spate, LAECA; în față . C.p Descriere revers: Libertas, încoronată de o Victorie zburând, în quadrigă spre dreapta, ține hățuri și baghetă (vindicta) în mâna stângă și pileus în dreapta; dedesubt, M.POR[C]; în exergă, R[O]M[A]. L.p. Descriere exergă: R[O]M[A] Legendă revers: M.POR[C] | Muzeul Olteniei. Secția de Istorie-Arheologie, Craiova | Cimec    |
|      | Denar                                                    | Datare: 125 î.Hr. Descoperit: jud. Gorj, com. Țicleni Material: argint | Descriere avers: Capul Romei, cu coif, spre dreapta; în spate,LAECA; în față C.p. Descriere revers: Libertas, încoronată de o Victorie zburând, în quadrigă spre dreapta, ține hățuri și bagheta (vindicta) în mâna stângă și pileus în dreapta; dedesupt, M.PORC; în exergă, ROMA, parțial în afara cadrului. L.p. Descriere exergă: ROMA Legendă revers: M.PORC | Muzeul Olteniei. Secția de Istorie-Arheologie, Craiova | Cimec    |
|      | Denar                                                    | Datare: 126 î.Hr. Școală: Roma Descoperit: jud. Gorj, com. Țicleni Material: argint | Descriere avers: Capul Romei, cu coif, spre dreapta; în spate, urnă de vot și X. C.p. Descriere revers: Libertas, în quadrigă spre dreapta, ține hățuri și baghetă (vindicta) în mâna stângă și pileus în dreapta; dedesubt, C.CASSI; în exergă, ROMA, L.p. Descriere exergă: ROMA Legendă revers: C.CASSI | Muzeul Olteniei. Secția de Istorie-Arheologie, Craiova | Cimec    |
|      | Denar                                                    | Datare: 117 sau 116 î.Chr Școală: Roma Material: argint | Descriere avers: Capul Romei cu coif, spre dreapta; în spate, ROMA; în față, . C.p. Descriere revers: Victorie, în bigă spre dreapta, ține hățuri în mâna stângă și o cunună cu dreapta; dedesubt, M.CALI[D]; în exergă, Q. .C. L. C.p. Descriere exergă: Q. .C. L Legendă revers: M.CALI[D] | Muzeul Olteniei, Craiova                               | Cimec    |
|      | Denar                                                    | Datare: 117 sau 116 î.Chr Școală: Roma Material: argint | Descriere avers: Capul Romei cu coif, spre dreapta; în spate, ROMA; în față, . C.p. Descriere revers: Victorie, în bigă spre dreapta, ține hățuri în mâna stângă și o cunună cu dreapta; dedesubt, C . Q ; în exergă, M.C ; Q . C.p. Descriere exergă: M.C ; Q. Legendă revers: C . Q | Muzeul Olteniei, Craiova                               | Cimec    |
|      | Denar                                                    | Datare: 124 î.Chr. Școală: Roma Material: argint | Descriere avers: Capul Romei cu coif, spre dreapta; în spate, ROMA; în față, X și LABEO. C.p. Descriere revers: Jupiter, în quadrigă spre dreapta, ține sceptru și hățuri în mâna stângă și aruncă fulgerul cu dreapta; dedesubt, rostrum; în exergă, Q. FABI. C.p. Descriere exergă: Q.FABI | Muzeul Olteniei, Craiova                               | Cimec    |
|      | Denar                                                    | Datare: 100 î.Chr. Școală: Roma Material: argint | Descriere avers: Capul lui Saturn, laureat, spre dreapta; în spate, harpe și PISO, CAEPIO./Q; dedesubt, lance. C.p. Descriere revers: Două figuri bărbătești, șezând pe subsellium; în stânga și în dreapta câte un spic de grâu; în exergă, AD.FRV.EMV EX.S.C. C.p. Descriere exergă: AD.FRV.EMV EX.S.C | Muzeul Olteniei, Craiova                               | Cimec    |
|      | Denar                                                    | Datare: 116 sau 115 î.Chr. Școală: Roma Material: argint | Descriere avers: Capul Romei cu coif, spre dreapta; în față, EX.S.C; în spate, ROMA și . C.p. Descriere revers: Călăreț, spre stânga ține spadă și un cap retezat în mâna stângă; în față, Q; dedesubt, M. SERGI; în exergă, SILVS. C.p. Descriere exergă: SILVS Legendă revers: Q. M. SERGI | Muzeul Olteniei, Craiova                               | Cimec    |
|      | Denar                                                    | Datare: 116 sau 115 î.Chr. Școală: Roma Material: argint | Descriere avers: Capul Romei cu coif, spre dreapta; în față, EX.S.C; în spate, ROMA și . C.p. Descriere revers: Călăreț, spre stânga ține spadă și un cap retezat în mâna stângă; în față, Q; dedesubt, M. SERGI; în exergă, SILVS. C.p. Descriere exergă: SILVS Legendă revers: Q. M. SERGI | Muzeul Olteniei, Craiova                               | Cimec    |
|      | Denar                                                    | Datare: 116 sau 115 î.Chr. Școală: Roma Material: argint | Descriere avers: Capul Romei cu coif, spre dreapta; în față, EX.S.C; în spate, ROMA și . C.p. Contramarcă. Descriere revers: Călăreț, spre stânga ține spadă și un cap retezat în mâna stângă; în față, Q; dedesubt, M. SERGI; în exergă, SILVS. C.p. Descriere exergă: SILVS Legendă revers: Q. M. SERGI | Muzeul Olteniei, Craiova                               | Cimec    |
|      | Denar                                                    | Datare: 115 sau 114 î.Chr. Școală: Roma Material: argint | Descriere avers: Capul Romei cu coif, spre dreapta; în față M.CIPI.MF; în spate X. C.p. Descriere revers: ROMA Legendă revers: Victorie, în bigă, spre dreapta, ține hățuri în mâna stângă și ramură de palmier în mâna dreaptă; dedesubt, cârmă, în exergă, ROMA. C.p. | Muzeul Olteniei, Craiova                               | Cimec    |
|      | Denar                                                    | Datare: 113 sau 112 î.Chr. Școală: Roma Material: argint | Descriere avers: Capul lui Philip V în profil spre dreapta purtând coif regal macedonean (ornamentat cu coarne de țap, diademă și paragnatide); în spate, ; în față, . C.p. Descriere revers: Statuie ecvestră reprezentând un războinic ce ține o ramură în mâna dreaptă; sub picioarele calului o floare; dedesubt, într-o tabletă, L.PHILIPPVS și . C.p. Legendă revers: L.PHILIPPVS | Muzeul Olteniei, Craiova                               | Cimec    |
|      | Denar                                                    | Datare: 129 î.Chr. Școală: Roma Material: argint | Descriere avers: Capul Romei, cu coif, spre dreapta și buclă pe umărul stâng; în spate, . C.p. Descriere revers: Călăreț (macedonean) galopând spre dreapta, poartă coif și ține hățuri în mâna stângă, iar în dreapta o lance; în spate, un coif împodobit cu coarne de țap; dedesubt, Q.PILIPVS; în exergă, ROMA. C.p. Descriere exergă: ROMA Legendă revers: Q.PILIPVS | Muzeul Olteniei, Craiova                               | Cimec    |
|      | Denar                                                    | Datare: 109 sau 108 î.Chr. Școală: Roma Material: argint | Descriere avers: Capul Romei, cu coif, spre dreapta; în spate, ROMA, în față, X. C.p. Descriere revers: Victorie în bigă, spre dreapta, ține hățuri în mâna stângă și o cunună în dreapta; dedesubt, L.FLAMI[NI]; în exergă, [CILO]. Descriere exergă: [CILO] Legendă revers: L. FLAMI[NI] | Muzeul Olteniei, Craiova                               | Cimec    |
|      | Denar                                                    | Datare: 109 sau 108 î.Chr. Școală: Roma Material: argint | Descriere avers: Capul Romei, cu coif, spre dreapta; în spate, ROMA, în față, X. C.p. Descriere revers: Victorie în bigă, spre dreapta, ține hățuri în mâna stângă și o cunună în dreapta; dedesubt, L.FLAMI[NI]; în exergă, [CILO]. Descriere exergă: CILO Legendă revers: L. FLAMI[NI] | Muzeul Olteniei, Craiova                               | Cimec    |
|      | Denar                                                    | Datare: 119 î.Chr. Școală: Roma Material: argint | Descriere avers: Capul laureat al lui Janus; legendă circulară, M.FO[V]RI L.F. C.p. Descriere revers: Roma (purtând coif corintian) spre stânga, ține sceptru în stânga și încoronează un trofeu cu dreapta; deasupra, steluță; în spate ROMA; trofeul are în vârf un coif, în formă de cap de mistreț și este flancat de către un scut și o carnyx; în exergă, [ ]LI. C.p. Descriere exergă: [ ]LI Legendă revers: ROMA | Muzeul Olteniei, Craiova                               | Cimec    |
|      | Denar de tip serratus                                    | Datare: 119 î.Chr. Școală: Roma Material: argint | Descriere avers: Capul Romei, cu coif, spre dreapta, legendă circulară, L.CO CO.M.F.; în spate, X. C.p. Descriere revers: Războinic în bigă spre dreapta, ține scut, carnyx și hățuri în mâna stângă iar cu dreapta aruncă lance; în exergă, L.LIC.[CN.DOM]. C.p. Descriere exergă: L.LIC.[CN.DOM] | Muzeul Olteniei, Craiova                               | Cimec    |
|      | Denar                                                    | Datare: 110 sau 109 î.Chr. Școală: Roma Material: argint | Descriere avers: Capul Romei, cu coif, spre dreapta. C.p. Descriere revers: Victorie în bigă spre dreapta ține hățurile cu ambele mâini; în exergă, [C].PVLCHER. C.p. Descriere exergă: [C].PVLCHER | Muzeul Olteniei, Craiova                               | Cimec    |
|      | Denar                                                    | Datare: 110 sau 109 î.Chr. Școală: Roma Material: argint | Descriere avers: Capul Romei, cu coif, spre dreapta. C.p. Descriere revers: Victorie în bigă spre dreapta ține hățurile cu ambele mâini; în exergă, [C].PVLCHER. C.p. Descriere exergă: [C].PVLCHER | Muzeul Olteniei, Craiova                               | Cimec    |
|      | Denar                                                    | Datare: 110 sau 109 î.Chr. Școală: Roma Material: argint | Descriere avers: Capul Romei, cu coif, spre dreapta. C.p. Descriere revers: Victorie în bigă spre dreapta ține hățurile cu ambele mâini; în exergă, [C].PVLCHER. C.p. Descriere exergă: [C].PVLCHER | Muzeul Olteniei, Craiova                               | Cimec    |
|      | Denar de tip serratus                                    | Datare: 106 î.Chr. Școală: Roma Material: argint | Descriere avers: Capul lui Jupiter, laureat, spre stânga. C.p. Descriere revers: Jupiter, în quadrigă, spre dreapta ține sceptru și hățuri în mâna stângă și aruncă fulgerul cu dreapta; în exergă, L.SCIP. ASIAG; deasupra, marcă de control, •N. C.p. Descriere exergă: L.SCIP. ASIAG | Muzeul Olteniei, Craiova                               | Cimec    |
|      | Denar                                                    | Datare: 108 sau 107 î.Chr. Școală: Roma Material: argint | Descriere avers: Capetele acolate, laureate ale Dioscurilor spre dreapta; în față, . C.p. Descriere revers: Navă (galeră) cu vâsle, spre dreapta, deasupra .FO I; se remarcă: pupa (acrostolion) și prora ornată cu un cap purtând coif cu crinieră lungă; dedesubt, marcă de control, I. C.p. Legendă revers: .FO I | Muzeul Olteniei, Craiova                               | Cimec    |
|      | Denar                                                    | Datare: 108 sau 107 î.Chr. Școală: Roma Material: argint | Descriere avers: Capetele acolate, laureate ale Dioscurilor spre dreapta; în față, . C.p. Contramărci. C.p. Descriere revers: Navă (galeră) cu vâsle, spre dreapta, deasupra .FO I; se remarcă: pupa (acrostolion) și prora ornată cu un cap purtând coif cu crinieră lungă; dedesubt, marcă de control, I. C.p. Legendă revers: .FO I | Muzeul Olteniei, Craiova                               | Cimec    |
|      | Denar                                                    | Datare: 108 sau 107 î.Chr. Școală: Roma Material: argint | Descriere avers: Pietas spre dreapta, diademată; în spate, PIE S; în față, marcă de control, . C.p. Descriere revers: Unul din cei doi frați din Catane-Sicilia, Amphinomos sau Anapis, purtându-și tatăl pe umăr și fugind spre dreapta; la stânga, M. RENNI. C.p. Legendă revers: M. RENNI | Muzeul Olteniei, Craiova                               | Cimec    |
|      | Denar de tip serratus                                    | Datare: 106 î.Chr. Școală: Roma Material: argint | Descriere avers: Capul laureat al lui Saturn la stânga; în spate, harpa și ROMA; în față, marcă de control, litera T. C.p. Descriere revers: Venus în bigă spre dreapta ține sceptru în mâna stângă, iar hățurile în ambele mâini; deasupra, Cupidon în zbor cu o cunună; în exergă, L. MMI.GAL. C.p Descriere exergă: L. MMI.GAL | Muzeul Olteniei, Craiova                               | Cimec    |
|      | Denar                                                    | Datare: 111 sau 110 î.Chr. Școală: Roma Material: argint | Descriere avers: Capul Romei, cu coif spre dreapta; în spate, [pătrat cu laturile rotunjite]. C.p. Descriere revers: Victorie, în trigă spre dreapta, ține hățuri cu ambele mâini; în exergă, AP.CL.T. .Q.[ ]. C.p. Descriere exergă: AP.CL. T. .Q.[ ] | Muzeul Olteniei, Craiova                               | Cimec    |
|      | Denar                                                    | Datare: 111 sau 110 î.Chr. Școală: Roma Material: argint | Descriere avers: Capul Romei, cu coif spre dreapta; în spate, pătrat cu laturile rotunjite. Descriere revers: Victorie, în trigă spre dreapta, ține hățuri cu ambele mâini; în exergă, AP.CL. T. .Q.[ ]. C.p. Descriere exergă: AP.CL. T. .Q.[ ] | Muzeul Olteniei, Craiova                               | Cimec    |
|      | Denar                                                    | Datare: 111 sau 110 î.Chr. Școală: Roma Material: argint | Descriere avers: Capul Romei, cu coif spre dreapta; în spate, pătrat cu laturile rotunjite. Descriere revers: Victorie, în trigă spre dreapta, ține hățuri cu ambele mâini; în exergă, AP.CL. T. .[Q. ] C.p. Descriere exergă: AP.CL. T. .[Q. ] | Muzeul Olteniei, Craiova                               | Cimec    |
|      | Denar                                                    | Datare: 114 sau 113 î.Chr. Școală: Roma Material: argint | Descriere avers: Cap feminin, (?Roma), laureat, diademat spre dreapta; bust drapat; în față, RO ; în spate, . Descriere revers: Un arc de triumf, care susține o statuie ce reprezintă un călăreț, purtând cuirasă și ținând lance în mâna dreaptă; legendă circulară, .AEMILI[O]; între arcade, LEP. C.p. Legendă revers: .AEMILI[O] LEP | Muzeul Olteniei, Craiova                               | Cimec    |
|      | Denar                                                    | Datare: 104 î.Chr. Școală: Roma Material: argint | Descriere avers: Capul Romei cu coif spre stânga. C.p. Descriere revers: Victorie în bigă, spre stânga ține hățuri cu ambele mâini; dedesubt, CALD; în exergă, marcă de control, G. C.p. Descriere exergă: G Legendă revers: CALD | Muzeul Olteniei, Craiova                               | Cimec    |
|      | Denar                                                    | Datare: 102 î.Chr. Școală: Roma Material: argint | Descriere avers: Cybele spre dreapta, purtând văl și corona muralis; în spate, EX.A.PV. C. Descriere revers: Victorie, în bigă, spre dreapta, ține hățuri în mâna stângă și nuia în dreapta; dedesubt, pasăre și marcă de control B; în exergă, C.FABI.C.F. C.p. Descriere exergă: C.FABI.C.F Legendă revers: p. | Muzeul Olteniei, Craiova                               | Cimec    |
|      | Denar                                                    | Datare: 105 î.Chr. Școală: Roma Material: argint | Descriere avers: Capul zeiței Juno Sospita spre dreapta, purtând pe cap pielea de capră; în spate, I.S.M.R. (Juno Sospes Magna Regina). C.l. Descriere revers: Bou fugind spre dreapta; deasupra, marcă de control, I; dedesubt, L.THORIVS; în exergă, BALBVS. C.p. Descriere exergă: BALBVS Legendă revers: L.THORIVS | Muzeul Olteniei, Craiova                               | Cimec    |
|      | Denar                                                    | Datare: 112 sau 111 î.Chr. Școală: Roma Material: argint | Descriere avers: Capul lui Marte, spre dreapta, cu coif corintian; deasupra ; în față, CN.BLASIO CN.F; în spate, caduceus (?). C.p. Descriere revers: Jupiter, în picioare, între Junona și Minerva, ține sceptru și fulger; Junona ține sceptru în mâna dreaptă iar Minerva ține sceptru în stânga și cu dreapta îl încununează pe Jupiter; în câmp, un punct; în exergă, ROMA. C.p. Descriere exergă: ROMA | Muzeul Olteniei, Craiova                               | Cimec    |
|      | Denar                                                    | Datare: 109 sau 108 î.Chr. Școală: Roma Material: argint | Descriere avers: Capul Romei, cu coif, spre dreapta (coiful înaripat); deasupra, ROMA; în față, CERCO; în spate, . Descriere revers: Navă (galeră) cu vâsle, spre dreapta, deasupra Q.L ATI. Q; se remarcă: pupa (acrostolion) și prora ornată cu un cap purtând coif cu crinieră lungă; la dreapta, trident. Totul într-o cunună de stejar. C.p. Legendă revers: Q.L ATI Q | Muzeul Olteniei, Craiova                               | Cimec    |
|      | Denar incus                                              | Datare: 109 sau 108 î.Chr. Școală: Roma Material: argint | Descriere avers: Cap de tânăr, spre dreapta; purtând cunună de stejar (?Apollo); în față, X. C.p | Muzeul Olteniei, Craiova                               | Cimec    |
|      | Denar                                                    | Datare: 108 sau 107 î.Chr. Școală: Roma Material: argint | Descriere avers: Bustul Victoriei drapat spre dreapta; în față, . C.p. Descriere revers: Marte mergând spre stânga, ține suliță și cară trofeu pe umărul stâng; în față, apex; în spate, spic; la stânga L.VALERI. FLACC[I]. Legendă revers: L.VALERI. FLACC[I] | Muzeul Olteniei, Craiova                               | Cimec    |
|      | Denar                                                    | Datare: 108 sau 107 î.Chr. Școală: Roma Material: argint | Descriere avers: Bustul Victoriei drapat spre dreapta; în față, . C.p. Descriere revers: Marte mergând spre stânga, ține suliță și cară trofeu pe umărul stâng; în față, apex; în spate, spic; la stânga L.VALERI. FLACCI. C.p. Legendă revers: L.VALERI. FLACCI | Muzeul Olteniei, Craiova                               | Cimec    |
|      | Denar                                                    | Datare: 103 î.Chr. Școală: Roma Material: argint | Descriere avers: Capul lui Marte, cu coif, spre stânga. C.p. Descriere revers: Soldat roman luptând cu un barbar și protejând un camarad doborât; în exergă, [Q]. RM [ ]. C.p. Descriere exergă: [Q]. RM [ ] | Muzeul Olteniei, Craiova                               | Cimec    |
|      | Denar                                                    | Datare: 103 î.Chr. Școală: Roma Material: argint | Descriere avers: Capul lui Marte, cu coif, spre stânga. C.p. Descriere revers: Soldat roman luptând cu un barbar și protejând un camarad doborât; în exergă, [Q]. RM . C.p. Descriere exergă: [Q]. RM . | Muzeul Olteniei, Craiova                               | Cimec    |
|      | Denar                                                    | Datare: 103 î.Chr. Școală: Roma Material: argint | Descriere avers: Capul lui Marte, cu coif, spre stânga. C.p. Descriere revers: Soldat roman luptând cu un barbar și protejând un camarad doborât; în exergă, [Q]. RM . C.p Descriere exergă: [Q]. RM . | Muzeul Olteniei, Craiova                               | Cimec    |
|      | Denar                                                    | Datare: 105 î.Chr. Școală: Roma Material: argint | Descriere avers: Capul zeiței Juno Sospita spre dreapta, purtând pe cap pielea de capră; în spate, I.S.M.R. (Juno Sospes Magna Regina). C.p. Descriere revers: Bou fugind spre dreapta; deasupra, marcă de control, ; dedesubt, L.THORIVS; în exergă, BALBVS. C.p. Descriere exergă: BALBVS Legendă revers: L.THORIVS | Muzeul Olteniei, Craiova                               | Cimec    |
|      | Denar                                                    | Datare: 100 î.Chr. Școală: Roma Material: argint | Descriere avers: Minerva spre stânga, purtând coif corintian și aegis; în spate, RVLLI. C.p. Descriere revers: Victorie în bigă, spre dreapta, ține ramură de palmier în mâna stângă și hățuri cu dreapta; dedesubt, ; în exergă, [P.SERVILI.M.F. C.p. Descriere exergă: [P.SERVILI.M.F] | Muzeul Olteniei, Craiova                               | Cimec    |
|      | Denar                                                    | Datare: ? 96 î.Chr. Școală: Roma Material: argint | Descriere avers: Capul lui Apollo laureat, spre dreapta; în spate, steluță; dedesubt, ROMA; în față, X. Descriere revers: Dioscurii spre stânga, adăpându-și caii la fântâna Juturna; în câmp, semilună; în exergă, A. BINVS.S.F. Descriere exergă: A. BINVS.S.F | Muzeul Olteniei, Craiova                               | Cimec    |
|      | Denar                                                    | Datare: ? 96 î.Chr. Școală: Roma Material: argint | Descriere avers: Capul lui Apollo, laureat, spre dreapta; în față, A.ALB.S.F; în spate, L.METEL și steluță. C.c. Descriere revers: Roma șezând pe un maldăr de scuturi, ține sabie în mâna stângă și suliță cu dreapta; în dreapta, o Victorie o încoronează; la stânga, C.MALL; în exergă, ROMA. C.c. Descriere exergă: ROMA Legendă revers: C.MALL | Muzeul Olteniei, Craiova                               | Cimec    |
|      | Denar                                                    | Datare: 91 î.Chr. Școală: Roma Material: argint | Descriere avers: Capul lui Salus spre dreapta; dedesubt, [SALVS]; în față, . Cerc înnodat de laur. Descriere revers: Victorie în bigă, spre dreapta, ține ramură de palmier și hățurile în mâna stângă și bici în mâna dreaptă; dedesubt, carnyx; în exergă, D.SILANVS L.F. C.p Descriere exergă: D.SILANVS L.F. | Muzeul Olteniei, Craiova                               | Cimec    |
|      | Denar                                                    | Datare: 90 î.Chr. Școală: Roma Material: argint | Descriere avers: Capul lui Apollo, laureat, spre dreapta; în spate, marcă de control T; în față, marcă de control, C. C.p. Descriere revers: Călăreț spre dreapta, ținând ramură de palmier; în exergă, L. PISO. FRUGI; dedesubt, marcă de control, D. C.p. Descriere exergă: L.PISO.FRUGI D | Muzeul Olteniei, Craiova                               | Cimec    |
|      | Denar                                                    | Datare: 90 î.Chr. Școală: Roma Material: argint | Descriere avers: Capul lui Apollo, laureat, spre dreapta; în spate, XX și . C.p. Descriere revers: Călăreț spre dreapta, ținând ramură de palmier; deasupra C; în exergă, L.PISO.FRUGI. C.p. Descriere exergă: L.PISO.FRUGI Legendă revers: C | Muzeul Olteniei, Craiova                               | Cimec    |
|      | Denar                                                    | Datare: 90 î.Chr. Școală: Roma Material: argint | Descriere avers: Capul lui Apollo, laureat, spre dreapta; în spate, marcă de control; în față, marcă de control, A. C.p. Descriere revers: Călăreț spre dreapta, ținând ramură de palmier; în exergă, L.PISO.FRUGI; dedesubt, marcă de control, A F. C.p. Descriere exergă: L.PISO.FRUGI | Muzeul Olteniei, Craiova                               | Cimec    |
|      | Denar                                                    | Datare: 90 î.Chr. Școală: Roma Material: argint | Descriere avers: Capul lui Apollo, laureat, spre dreapta; în spate, XIX. C.p. Descriere revers: L.PISO.FRU[GI] Legendă revers: Călăreț spre dreapta, ținând ramură de palmier; deasupra XXII; în exergă, L.PISO.FRU[GI]; marcă de control, P. C.p. | Muzeul Olteniei, Craiova                               | Cimec    |
|      | Denar                                                    | Datare: 90 î.Chr. Școală: Roma Material: argint | Descriere avers: Capul lui Apollo, laureat, spre dreapta; în spate, marcă de control, XX; în față, marcă de control, litera F. C.p. Descriere revers: Călăreț spre dreapta, ținând biciul în mâna dreaptă; deasupra, în stânga, un cap cu barbă; dedesubt, [L].PISO.FRUGI [ROMA]. C.p Legendă revers: [L].PISO.FRUGI [ROMA] | Muzeul Olteniei, Craiova                               | Cimec    |
|      | Denar                                                    | Datare: 90 î.Chr. Școală: Roma Material: argint | Descriere avers: Cap cu barbă, spre dreapta, purtând diademă înaripată. C.l. Descriere revers: Pegasus spre dreapta; dedesubt, într-o tabletă, [Q.TITI]. C.l. | Muzeul Olteniei, Craiova                               | Cimec    |
|      | Denar                                                    | Datare: 90 î.Chr. Școală: Roma Material: argint | Descriere avers: Cap cu barbă, spre dreapta, purtând diademă înaripată. C.l. Descriere revers: Pegasus spre dreapta; dedesubt, într-o tabletă, [Q.TITI]. C.l. | Muzeul Olteniei, Craiova                               | Cimec    |
|      | Denar                                                    | Datare: 90 î.Chr. Școală: Roma Material: argint | Descriere avers: Capul lui Liber, spre dreapta, purtând cunună cu iederă. C.l. Descriere revers: Pegasus spre dreapta; dedesubt, într-o tabletă, Q.TITI. C.l. Legendă revers: Q.TITI | Muzeul Olteniei, Craiova                               | Cimec    |
|      | Denar                                                    | Datare: 90 î.Chr. Școală: Roma Material: argint | Descriere avers: Capul lui Liber, spre dreapta, purtând cunună cu iederă. C.l. Descriere revers: Pegasus spre dreapta; dedesubt, într-o tabletă, Q.TITI. C.l. Legendă revers: Q.TITI | Muzeul Olteniei, Craiova                               | Cimec    |
|      | Denar                                                    | Datare: 90 î.Chr. Școală: Roma Material: argint | Descriere avers: Capul lui Liber, spre dreapta, purtând cunună cu iederă. C.l. Descriere revers: Pegasus spre dreapta; dedesubt, într-o tabletă, Q.TITI. C.l. Legendă revers: Q.TITI | Muzeul Olteniei, Craiova                               | Cimec    |
|      | Denar incus                                              | Datare: 90 î.Chr. Școală: Roma Material: argint | Descriere avers: Capul lui Apollo, laureat, spre dreapta; în spate, PANSA. C.p | Muzeul Olteniei, Craiova                               | Cimec    |
|      | Denar                                                    | Datare: 90 î.Chr. Școală: Roma Material: argint | Descriere avers: Capul lui Apollo, laureat, spre dreapta; în spate, PANSA. C.p Descriere revers: Minerva în quadrigă spre dreapta, ține hățuri, trofeul și lance; în exergă, [C].VIBIVS.C. F. C.p. Descriere exergă: [C].VIBIVS.C. F | Muzeul Olteniei, Craiova                               | Cimec    |
|      | Denar                                                    | Datare: 90 î.Chr. Școală: Roma Material: argint | Descriere avers: Capul lui Apollo, laureat, spre dreapta; în spate, PANSA. C.p Descriere revers: Minerva în quadrigă spre dreapta, ține hățuri, trofeul și lance; în exergă, [C].VIBIVS.C. F. C.p. Descriere exergă: [C].VIBIVS.C. F | Muzeul Olteniei, Craiova                               | Cimec    |
|      | Denar                                                    | Datare: 90 î.Chr. Școală: Roma Material: argint | Descriere avers: Capul lui Apollo, laureat, spre dreapta; în spate, PANSA. C.p Descriere revers: Minerva în quadrigă spre dreapta, ține hățuri, trofeul și lance; în exergă, [C].VIBIVS.C. F. C.p. Descriere exergă: [C].VIBIVS.C. F | Muzeul Olteniei, Craiova                               | Cimec    |
|      | Denar                                                    | Datare: 90 î.Chr. Școală: Roma Material: argint | Descriere avers: Capul lui Apollo, laureat, spre dreapta; în spate, PANSA. C.p Descriere revers: Minerva în quadrigă spre dreapta, ține hățuri, trofeul și lance; în exergă, [C].VIBIVS.C. F. C.p. Descriere exergă: [C].VIBIVS.C. F | Muzeul Olteniei, Craiova                               | Cimec    |
|      | Denar                                                    | Datare: 90 î.Chr. Școală: Roma Material: argint | Descriere avers: Capul lui Apollo, laureat, spre dreapta; în spate, PANSA. C.p Descriere revers: Minerva în quadrigă spre dreapta, ține hățuri, trofeul și lance; în exergă, [C].VIBIVS.C. F. C.p. Descriere exergă: [C].VIBIVS.C. F | Muzeul Olteniei, Craiova                               | Cimec    |
|      | Denar                                                    | Datare: 90 î.Chr. Școală: Roma Material: argint | Descriere avers: Capul lui Apollo, laureat, spre dreapta; în spate, PANSA. C.p Descriere revers: Minerva în quadrigă spre dreapta, ține hățuri, trofeul și lance; în exergă, [C].VIBIVS.C. F. C.p. Descriere exergă: [C].VIBIVS.C. F | Muzeul Olteniei, Craiova                               | Cimec    |
|      | Denar                                                    | Datare: 90 î.Chr. Școală: Roma Material: argint | Descriere avers: Capul lui Apollo, laureat, spre dreapta; în spate, PANSA. C.p Descriere revers: Minerva în quadrigă spre dreapta, ține hățuri, trofeul și lance; în exergă, [C].VIBIVS.C. F. C.p. Descriere exergă: [C].VIBIVS.C. F | Muzeul Olteniei, Craiova                               | Cimec    |
|      | Denar                                                    | Datare: 90 î.Chr. Școală: Roma Material: argint | Descriere avers: Capul lui Apollo, laureat, spre dreapta; în spate, PANSA. C.p Descriere revers: Minerva în quadrigă spre dreapta, ține hățuri, trofeul și lance; în exergă, [C].VIBIVS.C. F. C.p. Descriere exergă: [C].VIBIVS.C. F | Muzeul Olteniei, Craiova                               | Cimec    |
|      | Denar                                                    | Datare: 89 î.Chr. Școală: Roma Material: argint | Descriere avers: Capul regelui Tatius spre dreapta; în față, ; în spate, [SABIN]. C.p. Descriere revers: Răpirea sabinelor;în exergă, L.TITVRI C.p. Descriere exergă: [L.TITVRI] | Muzeul Olteniei, Craiova                               | Cimec    |
|      | Denar                                                    | Datare: 89 î.Chr. Școală: Roma Material: argint | Descriere avers: Capul regelui Tatius spre dreapta; în față, ; în spate, [SABIN]. C.p. Descriere revers: Moartea Tarpeei; deasupra, steluță în semilună; în exergă, L.TITURI. C.p. Descriere exergă: L.TITURI | Muzeul Olteniei, Craiova                               | Cimec    |
|      | Denar                                                    | Datare: 89 î.Chr. Școală: Roma Material: argint | Descriere avers: Capul regelui Tatius spre dreapta; în față, ; în spate, [SABIN]. C.p. Descriere revers: Victorie în bigă, spre dreapta, ține hățuri în mâna stângă și o cunună în dreapta; dedesubt, L.TITURI; în exergă, [VI]. C.p. Descriere exergă: [VI] Legendă revers: L.TITURI | Muzeul Olteniei, Craiova                               | Cimec    |
|      | Denar                                                    | Datare: 89 î.Chr. Școală: Roma Material: argint | Descriere avers: Capul regelui Tatius spre dreapta; în față; în spate, [SABIN]. C.p. Descriere revers: Victorie în bigă, spre dreapta, ține hățuri în mâna stângă și o cunună în dreapta; dedesubt, L.TITURI; în exergă, [VI]. C.p. Legendă revers: L.TITURI | Muzeul Olteniei, Craiova                               | Cimec    |
|      | Denar                                                    | Datare: 89 î.Chr. Școală: Roma Material: argint | Descriere avers: Capul regelui Tatius spre dreapta; în față; în spate, [SABIN]. C.p. Descriere revers: Victorie în bigă, spre dreapta, ține hățuri în mâna stângă și o cunună în dreapta; dedesubt, L.TITURI; în exergă, [VI]. C.p. Legendă revers: L.TITURI | Muzeul Olteniei, Craiova                               | Cimec    |
|      | Denar                                                    | Datare: 88 î.Chr. Școală: Roma Material: argint | Descriere avers: Capul diademat al lui Apollo spre dreapta. C.p. Descriere revers: Călăreț în galop spre dreapta, ținând frâul; dedesubt, C.CENSORI; în exergă, marcă de control. C.p. Legendă revers: C.CENSORI | Muzeul Olteniei, Craiova                               | Cimec    |
|      | Denar                                                    | Datare: 87 î.Chr. Școală: Roma Material: argint | Descriere avers: Capul lui Saturn laureat, spre stânga; în spate, EX.S.C și marcă de control, ramură de laur?. C.p. Descriere revers: Venus în bigă, spre dreapta, ține hățuri în mâna stângă și hățuri cu dreapta; deasupra, Cupidon zburând ține cunună; în exergă, L.C.MEMIES L.F :GAL:. C.p. Descriere exergă: L.C.MEMIES[L.F] [GAL] | Muzeul Olteniei, Craiova                               | Cimec    |
|      | Denar                                                    | Datare: 88 î.Chr. Școală: Roma Material: argint | Descriere avers: Marte, cu coif corintian, vazut din spate, cu capul întors spre dreapta, purtând lance pe umărul stâng și centiron pe dreapta. C.p. Descriere revers: Victorie în bigă, spre dreapta, ține hățuri în mâna stângă și o cunună în dreapta; în exergă, CN.LENTVL. C.p. Descriere exergă: CN.LENTVL | Muzeul Olteniei, Craiova                               | Cimec    |
|      | Denar                                                    | Datare: 87 î.Chr. Școală: Roma Material: argint | Descriere avers: Capul lui Jupiter, laureat, spre dreapta, cu sceptru pe umăr; dedesubt, DOSSEN. C.p. Descriere revers: Quadrigă triumfală spre dreapta; deasupra, Victorie ținând cunună; în exergă, L.RVBR[I]. C.p. Descriere exergă: L.RUBR[I] | Muzeul Olteniei, Craiova                               | Cimec    |
|      | Denar                                                    | Datare: 87 î.Chr. Școală: Roma Material: argint | Descriere avers: Capul lui Jupiter, laureat, spre dreapta, cu sceptru pe umăr; dedesubt, DOSSEN. C.p. Descriere revers: Quadrigă triumfală spre dreapta; deasupra, Victorie ținând cunună; în exergă, L.RVBR[I]. C.p. Descriere exergă: L.RUBR[I] | Muzeul Olteniei, Craiova                               | Cimec    |
|      | Denar                                                    | Datare: 87 î.Chr. Școală: Roma Material: argint | Descriere avers: Capul lui Jupiter, laureat, spre dreapta, cu sceptru pe umăr; dedesubt, DOSSEN. C.p. Descriere revers: Quadrigă triumfală spre dreapta; deasupra, Victorie ținând cunună; în exergă, L.RVBR[I]. C.p. Descriere exergă: L.RUBR[I] | Muzeul Olteniei, Craiova                               | Cimec    |
|      | Denar                                                    | Datare: 84 î.Chr. Școală: Roma Material: argint | Descriere avers: Bustul lui Apolo văzut din spate, cu capul întors spre stânga și ținând fulger în mâna dreaptă. C.p Descriere revers: Minerva în quadrigă spre dreapta; ține scut și hățuri în mâna stângă și lance în dreapta; în exergă, C.LICINVS.L.[F] MACER. C.p Descriere exergă: C.LICINVS.L.[F]. MACER | Muzeul Olteniei, Craiova                               | Cimec    |
|      | Denar                                                    | Datare: 85 î.Chr. Școală: Roma Material: argint | Descriere avers: Cap de bărbat spre dreapta, cu atributele lui Apollo, Mercur și Neptun; în spate, marcă de control, o floare. C.p. Descriere revers: Victorie în quadrigă spre dreapta; ține hățuri în mâna stângă și cunună în dreapta; în exergă, L.IVLI.BVRSI:O:. C.p. Descriere exergă: L.IVLI.BVRSI[O] | Muzeul Olteniei, Craiova                               | Cimec    |
|      | Denar                                                    | Datare: 85 î.Chr. Școală: Roma Material: argint | Descriere avers: Cap de bărbat spre dreapta, cu atributele lui Apollo, Mercur și Neptun; în spate, marcă de control, o floare. C.p. Descriere revers: Victorie în quadrigă spre dreapta; ține hățuri în mâna stângă și cunună în dreapta; în exergă, L.IVLI.BVRSI:O:. C.p. Descriere exergă: L.IVLI.BVRSI[O] | Muzeul Olteniei, Craiova                               | Cimec    |
|      | Denar                                                    | Datare: 85 î.Chr. Școală: Roma Material: argint | Descriere avers: Cap de bărbat spre dreapta, cu atributele lui Apollo, Mercur și Neptun; în spate, marcă de control, o floare. C.p. Descriere revers: Victorie în quadrigă spre dreapta; ține hățuri în mâna stângă și cunună în dreapta; în exergă, L.IVLI.BVRSI:O:. C.p. Descriere exergă: L.IVLI.BVRSI[O] | Muzeul Olteniei, Craiova                               | Cimec    |
|      | Denar                                                    | Datare: 85 î.Chr. Școală: Roma Material: argint | Descriere avers: Cap de bărbat spre dreapta, cu atributele lui Apollo, Mercur și Neptun; în spate, marcă de control, o floare. C.p. Descriere revers: Victorie în quadrigă spre dreapta; ține hățuri în mâna stângă și cunună în dreapta; în exergă, L.IVLI.BVRSI:O:. C.p. Descriere exergă: L.IVLI.BVRSI[O] | Muzeul Olteniei, Craiova                               | Cimec    |
|      | Denar                                                    | Datare: 86 î.Chr. Școală: Roma Material: argint | Descriere avers: Capul lui Apollo spre dreapta, împodobit cu cunună de stejar; dedesubt, fulger. C.p. Descriere revers: Jupiter în quadrigă, spre dreapta, ține hățuri și aruncă fulgerul; fără legendă și marcă de control. C.p. | Muzeul Olteniei, Craiova                               | Cimec    |
|      | Denar                                                    | Datare: 86 î.Chr. Școală: Roma Material: argint | Descriere avers: Capul lui Apollo spre dreapta, împodobit cu cunună de stejar; dedesubt, fulger. C.p. Descriere revers: Jupiter în quadrigă, spre dreapta, ține hățuri și aruncă fulgerul; fără legendă și marcă de control. C.p. | Muzeul Olteniei, Craiova                               | Cimec    |
|      | Denar                                                    | Datare: 82 î.Chr. Școală: Roma Material: argint | Descriere avers: Bustul lui Venus spre dreapta, drapat și cu voal; în spate, L.CENSORIN circular. C.p. Descriere revers: Venus în bigă spre dreapta, ține hățurile în mâna dreaptă; dedesubt, C.LIME ; în exergă, P.CREPVSI; deasupra marcă de control, XIIII. C.p. Descriere exergă: P.CREPVSI Legendă revers: C.LIME | Muzeul Olteniei, Craiova                               | Cimec    |
|      | Denar                                                    | Datare: 82 î.Chr. Școală: Roma Material: argint | Descriere avers: Capul lui Apollo, laureat, spre dreapta. C.p. Descriere revers: Marsyas în picioare spre stânga; ține mâna dreaptă ridicată și poartă pe umărul stâng un burduf cu vin; în spate, o columnă având în vârf statuia Victoriei; în față, L.CENSORI. C.p. Legendă revers: L.CENSOR | Muzeul Olteniei, Craiova                               | Cimec    |
|      | Denar de tip serratus                                    | Datare: 82 î.Chr. Școală: Roma Material: argint | Descriere avers: Bustul lui Mercur spre dreapta, purtând petasos înaripat și caduceus pe umăr. C.p. Descriere revers: Ulysses stând spre dreapta, ține toiag în mâna stângă și întinde mâna dreaptă spre câinele său, Argos; la stânga, C.MAMIL; la dreapta, LIME N. C.p. Legendă revers: C.MAMIL LIME N | Muzeul Olteniei, Craiova                               | Cimec    |
|      | Denar                                                    | Datare: 83 î.Chr. Școală: Roma Material: argint | Descriere avers: Capul zeiței Venus spre dreapta, purtând diademă; în spate, marcă de control, XXXVI; dedesubt C.NORB[ANVS]. C.p Descriere revers: Spic, fasces și caduceus. C.p | Muzeul Olteniei, Craiova                               | Cimec    |
|      | Denar                                                    | Datare: 83 î.Chr. Școală: Roma Material: argint | Descriere avers: Capul zeiței Venus spre dreapta, purtând diademă; în spate, marcă de control, C.VIII; dedesubt C.NOR[BANVS]. C.p. Descriere revers: Spic, fasces și caduceus. C.p | Muzeul Olteniei, Craiova                               | Cimec    |
|      | Denar de tip serratus                                    | Datare: 81 î.Chr. Școală: Roma Material: argint | Descriere avers: Bustul zeiței Cares, drapată și diademată cu spice, spre dreapta; în spate, CAPIT și număr, CTXI; sub bărbie, marcă de control, simbol, o pasăre. C.p. Descriere revers: Plugar spre stânga, cu boi înjugați; deasupra, marcă de control, număr, CXI; în exergă, C.MARI.C.F. S.C. C.p. Descriere exergă: C.MARI.C.F. S.C Legendă revers: CXI | Muzeul Olteniei, Craiova                               | Cimec    |
|      | Denar                                                    | Datare: 84-83 î.Chr. Școală: Roma Material: argint | Descriere avers: Capul lui Venus la dreapta, purtând diademă; la drepta, Cupidon cu o ramură de palmier; dedesubt, L.SVLLA. C.p Descriere revers: Două trofee; la mijloc, o cană și lituus; deasupra, IMPER; dedesubt, ITERVM. C.p. Legendă revers: IMPER ITERVM | Muzeul Olteniei, Craiova                               | Cimec    |
|      | Denar                                                    | Datare: 82-81 î.Chr. Școală: Roma Material: argint | Descriere avers: Bust feminin spre dreapta, drapat și diademat; în jur, C.ANNIS.T.FT.N. PRO.COS.EX.S.C; dedesubt, marcă de control, litera F cu punct. Margine perlată Descriere revers: Victorie în quadrigă, spre dreapta, ține hățuri în mâna stângă și ramură de palmier în dreapta; în exergă, L.FABI.L.F.HISP; deasupra Q. C.p. Descriere exergă: L.FABI.L.F.HISP | Muzeul Olteniei, Craiova                               | Cimec    |
|      | Denar                                                    | Datare: 82-81 î.Chr. Școală: Roma Material: argint | Descriere avers: Cap feminin, diademat, spre dreapta; în față, balanță; legendă circulară, C.ANNIS.T.FT.N.PRO.COS.[EX.S.C]. C.p Descriere revers: Victorie în quadrigă, spre dreapta, ține hățuri în mâna stângă și ramură de palmier în dreapta; deasupra HISP.[Q]; în exergă, L.FABI.L.F. C.p. Descriere exergă: L.FABI.L.F Legendă revers: HISP.[Q] | Muzeul Olteniei, Craiova                               | Cimec    |
|      | Denar                                                    | Datare: 81 î.Chr. Școală: Roma Material: argint | Descriere avers: Capul zeiței Venus spre dreapta, purtând diademă. C.p Descriere revers: Dublă cornu capiae; dedesubt Q. C.p. Legendă revers: Q | Muzeul Olteniei, Craiova                               | Cimec    |
|      | Denar                                                    | Datare: 81 î.Chr. Școală: Roma Material: argint | Descriere avers: Capul zeiței Venus spre dreapta, purtând diademă. C.p Descriere revers: Dublă cornu capiae; dedesubt Q. C.p. Legendă revers: Q | Muzeul Olteniei, Craiova                               | Cimec    |
|      | Denar                                                    | Datare: 80 î.Chr. Școală: Roma Material: argint | Descriere avers: Capul lui Jupiter, laureat, spre dreapta; în spate, S.C. C.p. Descriere revers: Juno Sospita spre dreapta, ține scut în mâna stângă și aruncă lance cu dreapta; în față, șarpe; în spate, L.PROCILI F. C.p. Legendă revers: L.PROCILI F | Muzeul Olteniei, Craiova                               | Cimec    |
|      | Denar de tip serratus                                    | Datare: 80 î.Chr. Școală: Roma Material: argint | Descriere avers: Capul lui Juno Sospita la dreapta; în spate, S.C. C.p. Descriere revers: Juno Sospita, în bigă, spre dreapta, ține scut în mâna stângă și aruncă lance cu dreapta; dedesubt, un șarpe; în exergă, L.PROCILI F. C.p. Descriere exergă: L.PROCILI F | Muzeul Olteniei, Craiova                               | Cimec    |
|      | Denar                                                    | Datare: 78 î.Chr. Școală: Roma Material: argint | Descriere avers: Capul lui Liber spre dreapta, cu o cunună de iederă. C.p. Descriere revers: Ceres în bigă, condusă de șerpi, spre dreapta, având în mâini torță; în spate, marcă de control, simbol; în exergă, M.VOLTEI.[M.F]. C.p Descriere exergă: M.VOLTEI.[M.F] | Muzeul Olteniei, Craiova                               | Cimec    |
|      | Denar                                                    | Datare: 78 î.Chr. Școală: Roma Material: argint | Descriere avers: Capul lui Liber spre dreapta, cu o cunună de iederă. C.p. Descriere revers: Ceres în bigă, condusă de șerpi, spre dreapta, având în mâini torță; în exergă, M.VOLTEI.M.F. C.p Descriere exergă: M.VOLTEI.M.F | Muzeul Olteniei, Craiova                               | Cimec    |
|      | Denar                                                    | Datare: 78 î.Chr. Școală: Roma Material: argint | Descriere avers: Capul Romei, cu coif, spre dreapta; în spate, FLAC. C.p. Descriere revers: Victorie în bigă, spre dreapta, ține hățuri în mâna stângă și o cunună în dreapta; în exergă, L.RVTILI. C.p. Descriere exergă: L.RVTILI | Muzeul Olteniei, Craiova                               | Cimec    |
|      | Denar                                                    | Datare: 78 î.Chr. Școală: Roma Material: argint | Descriere avers: Capul Romei, cu coif, spre dreapta; în spate, FLAC. C.p. Descriere revers: Victorie în bigă, spre dreapta, ține hățuri în mâna stângă și o cunună în dreapta; în exergă, L.RVTILI. C.p. Descriere exergă: L.RVTILI | Muzeul Olteniei, Craiova                               | Cimec    |
|      | Denar                                                    | Datare: 74 î.Chr. Școală: Roma Material: argint | Descriere avers: Bustul drapat al zeiței Diana, spre dreapta, pe umăr poartă arc și tolbă de săgeți. C.p Descriere revers: Câine fugind spre dreapta; dedesubt, lance; în exergă, C.POSTVMI . C.p Descriere exergă: C.POSTVMI | Muzeul Olteniei, Craiova                               | Cimec    |
|      | Denar                                                    | Datare: 74 î.Chr. Școală: Roma Material: argint | Descriere avers: Capul Meduzei la stânga; în spate, SABVLA. C.p. Descriere revers: Bellerophen pe Pegas la dreapta, aruncând lance cu mâna dreaptă; jos, L.COSSVTI.C.F; în spate, marcă de control, trei de X. C.p. Legendă revers: L.COSSVTI.C.F | Muzeul Olteniei, Craiova                               | Cimec    |
|      | Denar                                                    | Datare: 73 î.Chr. Școală: Roma Material: argint | Descriere avers: Capul laureat al lui Jupiter spre dreapta; în față, RVFVS; în spate, S.C. Contramărci de control. C.p. Descriere revers: Vultur, așezat pe un sceptru, spre stânga, având în gheara dreaptă o cunună; dedesubt, sceptru și Q.POMPO[NI]; dedesubt și în spate, mărci de control, ramură și . C.p. Legendă revers: Q.POMPO[NI] | Muzeul Olteniei, Craiova                               | Cimec    |
|      | Ecus Couronne Autor: Carol VI                            | Datare: 1419-1420 Școală: Paris Descoperit: jud. Mehedinți, com. Dudașul Schelei, Drobeta-Turnu Severin, Via Fermei, nr. 9 I.A.S Material: aur                                             | Descriere avers: Legenda între doua cercuri perlate. După fiecare cuvânt câte doi x; scut având în câmp trei flori de crini, dispuse 2, 1 (stema Franței), timbrat de o coroană cu cinci flori de crini; cerc perlat exterior. Descriere revers: După fiecare cuvânt câte o steluță. În câmp cruce cu brațe egale, fleuronate, presărată în cantoanele 1, 4 cu câte o coroană închisă, în 2, 3 cu câte o floare de crin, totul în chenar dublu cu patru lobi; cerc perlat exterior. Legendă revers: † XPC* VINCIT* XPC* REGNAT * XPC * IMPERAT | Muzeul Olteniei, Craiova                               | Cimec    |
|      | Ecus Couronne Autor: Carol VI                            | Datare: 1419-1420 Școală: Paris Descoperit: jud. Mehedinți, com. Dudașul Schelei, Drobeta-Turnu Severin, Via Fermei, nr. 9 I.A.S Material: aur                                             | Descriere avers: Legenda între doua cercuri perlate. După fiecare cuvânt câte doi x; scut având în câmp trei flori de crini, dispuse 2, 1 (stema Franței), timbrat de o coroană cu cinci flori de crini; cerc perlat exterior. Descriere revers: După fiecare cuvânt câte o steluță. În câmp cruce cu brațe egale, fleuronate, presărată în cantoanele 1, 4 cu câte o coroană închisă, în 2, 3 cu câte o floare de crin, totul în chenar dublu cu patru lobi; cerc perlat exterior. Legendă revers: † XPC* VIHCIT* XPC* REGHAT * XPC * IMPERAT | Muzeul Olteniei, Craiova                               | Cimec    |
|      | Ecus Couronne Autor: Carol VI                            | Datare: 1419-1420 Școală: Paris Descoperit: jud. Mehedinți, com. Dudașul Schelei, Drobeta-Turnu Severin, Via Fermei, nr. 9 I.A.S Material: aur                                             | Descriere avers: Legenda între doua cercuri perlate. După fiecare cuvânt câte doi x; scut având în câmp trei flori de crini, dispuse 2, 1 (stema Franței), timbrat de o coroană cu cinci flori de crini, iar baza coroanei care timbrează scutul prezintă hașuri sub formă de x; cerc perlat exterior Descriere revers: După fiecare cuvânt câte o steluță. În câmp cruce cu brațe egale, fleuronate, presărată în cantoanele 1, 4 cu câte o coroană închisă, în 2, 3 cu câte o floare de crin, totul în chenar dublu cu patru lobi; cerc perlat exterior Legendă revers: † XPC* VIHCIT* XPC* REGHAT * XPC * IMPERAT | Muzeul Olteniei, Craiova                               | Cimec    |
|      | Ecus Couronne Autor: Carol VI                            | Datare: 1419-1420 Școală: Paris Descoperit: jud. Mehedinți, com. Dudașul Schelei, Drobeta-Turnu Severin, Via Fermei, nr. 9 I.A.S Material: aur                                             | Descriere avers: Ultima parte a legendei parțial în afara cadrului. Legenda între doua cercuri perlate. După fiecare cuvânt câte doi x; scut având în câmp trei flori de crini, dispuse 2, 1 (stema Franței), timbrat de o coroană cu cinci flori de crini,iar baza coroanei care timbrează scutul prezintă hașuri sub formă de linii oblice spre dreapta; cerc perlat exterior. Descriere revers: După fiecare cuvânt câte o steluță. În câmp cruce cu brațe egale, fleuronate, presărată în cantoanele 1, 4 cu câte o coroană închisă, în 2, 3 cu câte o floare de crin, totul în chenar dublu cu patru lobi; cerc perlat exterior Legendă revers: † XPC* VIHCIT* XPC* REGHAT * XPC * IMPERAT | Muzeul Olteniei, Craiova                               | Cimec    |
|      | Ecus Couronne Autor: Carol VI                            | Datare: 1419-1420 Școală: Paris Descoperit: jud. Mehedinți, com. Dudașul Schelei, Drobeta-Turnu Severin, Via Fermei, nr. 9 I.A.S Material: aur                                             | Descriere avers: Legenda între doua cercuri perlate. După fiecare cuvânt câte doi x; scut având în câmp trei flori de crini, dispuse 2, 1 (stema Franței), timbrat de o coroană cu cinci flori de crini, iar baza coroanei care timbrează scutul prezintă hașuri sub formă de linii oblice spre dreapta; cerc perlat exterior. Descriere revers: După fiecare cuvânt câte o steluță. În câmp cruce cu brațe egale, fleuronate, presărată în cantoanele 1, 4 cu câte o coroană închisă, în 2, 3 cu câte o floare de crin, totul în chenar dublu cu patru lobi; cerc perlat exterior. Legendă revers: † XPC* VINCIT* XPC* REGNAT * XPC * IMPERAT | Muzeul Olteniei, Craiova                               | Cimec    |
|      | Florin unguresc Autor: Ludovic de Anjou                  | Datare: 1342-1357 Școală: Buda Descoperit: jud. Mehedinți, com. Dudașul Schelei, Drobeta-Turnu Severin, Via Fermei, nr. 9 I.A.S Material: aur                                              | Descriere avers: Parțial lipsă din perforare. Cerc perlat exterior. În câmp floare de crin, stema familiei de Anjou. Legendă revers: S IOHA-NNES ∙ B ∙ Descriere revers: Scriere gotică fracturată. În câmp Sf. Ioan Botezătorul cu mantie, nimbat, ține cruce în mâna stânga iar cu dreapta Legendă revers: S IOHA-NNES ∙ B ∙ binecuvântează; cerc perlat exterior. | Muzeul Olteniei, Craiova                               | Cimec    |
|      | Florin unguresc Autor: Ludovic de Anjou                  | Datare: 1353-1357 Școală: Buda Descoperit: jud. Mehedinți, com. Dudașul Schelei, Drobeta-Turnu Severin, Via Fermei, nr. 9 I.A.S Material: aur                                              | Descriere avers: O parte din imagine este lipsă din perforare. După fiecare cuvânt câte două puncte, legendă între două cercuri perlate. În câmp, scut drapat, despicat, stânga denzi orizontale (armele Ungariei), dreapta cinci flori de crin (armele regale) Descriere revers: Scriere gotică fracturată. În câmp Sf. Ioan Botezătorul cu mantie, nimbat, ține cruce în mâna stânga iar cu dreapta binecuvântează; cerc perlat exterior. Legendă revers: S IOHA-NNES ∙ B ∙ | Muzeul Olteniei, Craiova                               | Cimec    |
|      | Florin unguresc Autor: Sigismund de Luxemburg            | Datare: 1387-1396 Școală: Buda Descoperit: jud. Mehedinți, com. Dudașul Schelei, Drobeta-Turnu Severin, Via Fermei, nr. 9 I.A.S Material: aur                                              | Descriere avers: După fiecare cuvânt punct, legenda între două cercuri perlate, scut cartelat în patru câmpuri: 1, 4 armele Ungariei, 2, 3 vultur cu aripile întinse (al Brandenburgului). Descriere revers: . Ladislau cu coroană și nimb, îmbrăcat într-o tunică ce-i ajunge până sub genunchi și cu mantia purtând încălțăminte cu carâmb înalt și răsfrânt, ținând în mâna dreaptă o secure de luptă, iar în cea stângă globul cruciger. Sigle B. A. în ligatură; cerc perlat exterior. Legendă revers: (S) – lipsă din perforare LADISL-AVS REX | Muzeul Olteniei, Craiova                               | Cimec    |
|      | Florin unguresc Autor: Sigismund de Luxemburg            | Datare: Cca. 1420 Școală: Buda Descoperit: jud. Mehedinți, com. Dudașul Schelei, Drobeta-Turnu Severin, Via Fermei, nr. 9 I.A.S Material: aur                                              | Descriere avers: După fiecare cuvânt punct, legenda între două cercuri perlate, scut cartelat în patru câmpuri: 1, 4 armele Ungariei, 2, 3 un leu (al Boemiei) Descriere revers: Sf. Ladislau cu coroană și nimb, îmbrăcat într-o tunică ce-i ajunge până sub genunchi și cu mantia purtând încălțăminte cu carâmb înalt și răsfrânt, ținând în mâna dreaptă o secure de luptă, iar în cea stângă globul cruciger. Sigle K-K; cerc perlat exterior. Legendă revers: S∙ LADISL-AVS REX | Muzeul Olteniei, Craiova                               | Cimec    |
|      | Florin unguresc Autor: Sigismund de Luxemburg            | Datare: Cca. 1404 Școală: Buda Descoperit: jud. Mehedinți, com. Dudașul Schelei, Drobeta-Turnu Severin, Via Fermei, nr. 9 I.A.S Material: aur                                              | Descriere avers: După fiecare cuvânt punct, legenda între două cercuri perlate, scut cartelat în patru câmpuri: 1, 4 armele Ungariei, 2, 3 un leu (al Boemiei). Descriere revers: Sf. Ladislau cu coroană și nimb, îmbrăcat într-o tunică ce-i ajunge până sub genunchi și cu mantia purtând încălțăminte cu carâmb înalt și răsfrânt, ținând în mâna dreaptă o secure de luptă, iar în cea stângă globul cruciger. Sigle P-K; cerc perlat exterior. Legendă revers: ∙ S∙ LADISL-AVS REX | Muzeul Olteniei, Craiova                               | Cimec    |
|      | Florin unguresc Autor: Sigismund de Luxemburg            | Datare: 1404-1406 Școală: Baia Mare Descoperit: jud. Mehedinți, com. Dudașul Schelei, Drobeta-Turnu Severin, Via Fermei, nr. 9 I.A.S Material: aur                                         | Descriere avers: După fiecare cuvânt punct, legenda între două cercuri perlate, scut cartelat în patru câmpuri: 1, 4 armele Ungariei, 2, 3 un leu (al Boemiei). Descriere revers: Sf. Ladislau cu coroană și nimb, îmbrăcat într-o tunică ce-i ajunge până sub genunchi și cu mantia purtând încălțăminte cu carâmb înalt și răsfrânt, ținând în mâna dreaptă o secure de luptă, iar în cea stângă globul cruciger. Sigle c-n; cerc perlat exterior. Legendă revers: S∙ LADISL-AVS REX | Muzeul Olteniei, Craiova                               | Cimec    |
|      | Florin unguresc Autor: Sigismund de Luxemburg            | Datare: 1404-1405 Școală: Baia de Arieș Descoperit: jud. Mehedinți, com. Dudașul Schelei, Drobeta-Turnu Severin, Via Fermei, nr. 9 I.A.S Material: aur                                     | Descriere avers: După fiecare cuvânt punct, legenda între două cercuri perlate, scut cartelat în patru câmpuri: 1, 4 armele Ungariei, 2, 3 un leu (al Boemiei). Descriere revers: Sf. Ladislau cu coroană și nimb, îmbrăcat într-o tunică ce-i ajunge până sub genunchi și cu mantia purtând încălțăminte cu carâmb înalt și răsfrânt, ținând în mâna dreaptă o secure de luptă, iar în cea stângă globul cruciger. Sigle m-o; cerc perlat exterior. Legendă revers: S∙ LADISL-AVS REX | Muzeul Olteniei, Craiova                               | Cimec    |
|      | Florin unguresc Autor: Sigismund de Luxemburg            | Datare: 1404-1405 Școală: Baia de Arieș Descoperit: jud. Mehedinți, com. Dudașul Schelei, Drobeta-Turnu Severin, Via Fermei, nr. 9 I.A.S Material: aur                                     | Descriere avers: După fiecare cuvânt punct, legenda între două cercuri perlate, scut cartelat în patru câmpuri: 1, 4 armele Ungariei, 2, 3 un leu (al Boemiei). Descriere revers: REX Sf. Ladislau cu coroană și nimb, îmbrăcat într-o tunică ce-i ajunge până sub genunchi și cu mantia purtând încălțăminte cu carâmb înalt și răsfrânt, ținând în mâna dreaptă o secure de luptă, iar în cea stângă globul cruciger. Sigle m-o; cerc perlat exterior. Legendă revers: S∙ LADISL-AVS∙ REX | Muzeul Olteniei, Craiova                               | Cimec    |
|      | Florin unguresc Autor: Sigismund de Luxemburg            | Datare: 1404-1405 Școală: Baia de Arieș Descoperit: jud. Mehedinți, com. Dudașul Schelei, Drobeta-Turnu Severin, Via Fermei, nr. 9 I.A.S Material: aur                                     | Descriere avers: După fiecare cuvânt punct, legenda între două cercuri perlate, scut cartelat în patru câmpuri: 1, 4 armele Ungariei, 2, 3 un leu (al Boemiei). Descriere revers: Sf. Ladislau cu coroană și nimb, îmbrăcat într-o tunică ce-i ajunge până sub genunchi și cu mantia purtând încălțăminte cu carâmb înalt și răsfrânt, ținând în mâna dreaptă o secure de luptă, iar în cea stângă globul cruciger. Sigle m-o; cerc perlat exterior. Legendă revers: S∙ LADISL-AVS∙ REX | Muzeul Olteniei, Craiova                               | Cimec    |
|      | Florin unguresc Autor: Sigismund de Luxemburg            | Datare: 1404-1405 Școală: Baia de Arieș Descoperit: jud. Mehedinți, com. Dudașul Schelei, Drobeta-Turnu Severin, Via Fermei, nr. 9 I.A.S Material: aur                                     | Descriere avers: După fiecare cuvânt punct, legenda între două cercuri perlate, scut cartelat în patru câmpuri: 1, 4 armele Ungariei, 2, 3 un leu (al Boemiei). Descriere revers: Sf. Ladislau cu coroană și nimb, îmbrăcat într-o tunică ce-i ajunge până sub genunchi și cu mantia purtând încălțăminte cu carâmb înalt și răsfrânt, ținând în mâna dreaptă o secure de luptă, iar în cea stângă globul cruciger. Sigle m-o; cerc perlat exterior. Legendă revers: S∙ LADISL-AVS∙ REX | Muzeul Olteniei, Craiova                               | Cimec    |
|      | Florin unguresc Autor: Sigismund de Luxemburg            | Datare: 1404-1405 Școală: Baia de Arieș Descoperit: jud. Mehedinți, com. Dudașul Schelei, Drobeta-Turnu Severin, Via Fermei, nr. 9 I.A.S Material: aur                                     | Descriere avers: După fiecare cuvânt punct, legenda între două cercuri perlate, scut cartelat în patru câmpuri: 1, 4 armele Ungariei, 2, 3 un leu (al Boemiei). Descriere revers: Sf. Ladislau cu coroană și nimb, îmbrăcat într-o tunică ce-i ajunge până sub genunchi și cu mantia purtând încălțăminte cu carâmb înalt și răsfrânt, ținând în mâna dreaptă o secure de luptă, iar în cea stângă globul cruciger. Sigle m-o; cerc perlat exterior. Legendă revers: S∙ LADISL-AVS∙ REX | Muzeul Olteniei, Craiova                               | Cimec    |
|      | Ducat venețian Autor: Dandolo, Francesco                 | Datare: 1329-1339 Școală: Veneția Descoperit: jud. Mehedinți, com. Dudașul Schelei, Drobeta-Turnu Severin, Via Fermei, nr. 9 I.A.S Material: aur                                           | Descriere avers: Sfântul Marcu, cu nimb în picioare, spre dreapta înmânează o flamură dogelui îngenuncheat în fața sa; cerc perlat. Descriere revers: Cristos, cu nimb cruciat, cu mâna dreaptă ridicată pentru binecuvântare, ținând în mâna stângă Evanghelia, în picioare, din față, înconjurat de 9 stele (5 în dreapta și 4 în stânga), încadrat în mandorlă. La marginea monedei cerc perlat. Legendă revers: SIT.T.XPε.DAT’Q.TV REGIS.ISTE.DVCAT’ | Muzeul Olteniei, Craiova                               | Cimec    |
|      | Ducat venețian Autor: Gradenigo, Bartolomeo              | Datare: 1339-1342 Școală: Veneția Descoperit: jud. Mehedinți, com. Dudașul Schelei, Drobeta-Turnu Severin, Via Fermei, nr. 9 I.A.S Material: aur                                           | Descriere avers: Sfântul Marcu, cu nimb în picioare, spre dreapta înmânează o flamură dogelui îngenuncheat în fața sa; cerc perlat. Perforare modernă. Descriere revers: Cristos, cu nimb cruciat, cu mâna dreaptă ridicată pentru binecuvântare, ținând în mâna stângă Evanghelia, în picioare, din față, înconjurat de 9 stele (5 în dreapta și 4 în stânga), încadrat în mandorlă. La marginea monedei cerc perlat. Perforare modernă. Legendă revers: SIT. T. XPE.DAT’.Q.TV REGIS ISTE DVCAT’ | Muzeul Olteniei, Craiova                               | Cimec    |
|      | Ducat venețian Autor: Dandolo, Andrea                    | Datare: 1343-1354 Școală: Veneția Descoperit: jud. Mehedinți, com. Dudașul Schelei, Drobeta-Turnu Severin, Via Fermei, nr. 9 I.A.S Material: aur                                           | Descriere avers: Sfântul Marcu, cu nimb în picioare, spre dreapta înmânează o flamură dogelui îngenuncheat în fața sa; cerc perlat. Descriere revers: Cristos, cu nimb cruciat, cu mâna dreaptă ridicată pentru binecuvântare, ținând în mâna stângă Evanghelia, în picioare, din față, înconjurat de 9 stele (5 în dreapta și 4 în stânga), încadrat în mandorlă. La marginea monedei cerc perlat. Legendă revers: SIT.T. XP˙ E · DAT’.Q. TV REGIS. IST DVCAT. | Muzeul Olteniei, Craiova                               | Cimec    |
|      | Ducat venețian Autor: Dandolo, Andrea                    | Datare: 1343-1354 Școală: Veneția Descoperit: jud. Mehedinți, com. Dudașul Schelei, Drobeta-Turnu Severin, Via Fermei, nr. 9 I.A.S Material: aur                                           | Descriere avers: Sfântul Marcu, cu nimb în picioare, spre dreapta înmânează o flamură dogelui îngenuncheat în fața sa; cerc perlat. Găurită. Descriere revers: Cristos, cu nimb cruciat, cu mâna dreaptă ridicată pentru binecuvântare, ținând în mâna stângă Evanghelia, în picioare, din față, înconjurat de 9 stele (5 în dreapta și 4 în stânga), încadrat în mandorlă. La marginea monedei cerc perlat. Găurită. Legendă revers: SI.T.TXPEDAT: Q. TV REGIS ISTE DVC˙AT | Muzeul Olteniei, Craiova                               | Cimec    |
|      | Ducat venețian Autor: Dandolo, Andrea                    | Datare: 1343-1354 Școală: Veneția Descoperit: jud. Mehedinți, com. Dudașul Schelei, Drobeta-Turnu Severin, Via Fermei, nr. 9 I.A.S Material: aur                                           | Descriere avers: Sfântul Marcu, cu nimb în picioare, spre dreapta înmânează o flamură dogelui îngenuncheat în fața sa; cerc perlat. Găurită. Descriere revers: Cristos, cu nimb cruciat, cu mâna dreaptă ridicată pentru binecuvântare, ținând în mâna stângă Evanghelia, în picioare, din față, înconjurat de 9 stele (5 în dreapta și 4 în stânga), încadrat în mandorlă. La marginea monedei cerc perlat. Găurită. Legendă revers: SIT TXPEDAT’ Q TV REGIS ISTE DVCAT | Muzeul Olteniei, Craiova                               | Cimec    |
|      | Ducat venețian Autor: Dandolo, Andrea                    | Datare: 1343-1354 Școală: Veneția Descoperit: jud. Mehedinți, com. Dudașul Schelei, Drobeta-Turnu Severin, Via Fermei, nr. 9 I.A.S Material: aur                                           | Descriere avers: Sfântul Marcu, cu nimb în picioare, spre dreapta înmânează o flamură dogelui îngenuncheat în fața sa; cerc perlat. Descriere revers: Cristos, cu nimb cruciat, cu mâna dreaptă ridicată pentru binecuvântare, ținând în mâna stângă Evanghelia, în picioare, din față, înconjurat de 9 stele (5 în dreapta și 4 în stânga), încadrat în mandorlă. La marginea monedei cerc perlat. Legendă revers: SIT. T. XP˙ E. DAT’. Q· TV REGIS.ISTE. DVCAT | Muzeul Olteniei, Craiova                               | Cimec    |
|      | Ducat venețian - imitație                                | Datare: 1343-1354 Școală: Neprecizat din zona egeeană Descoperit: jud. Mehedinți, com. Dudașul Schelei, Drobeta-Turnu Severin, Via Fermei, nr. 9 I.A.S Material: aur                       | Descriere avers: Sfântul Marcu, cu nimb în picioare, spre dreapta înmânează o flamură dogelui îngenuncheat în fața sa; cerc perlat. Descriere revers: Cristos, cu nimb cruciat cu mâna dreaptă ridicată pentru binecuvântare, ținând în mâna stângă vanghelia, din față, înconjurat de 9 stele, 5 în stânga, 4 în dreapta. Nimbul are crucea imperfect redată, imaginea mai grosieră. Legendă revers: SITTXPe?- parțial în afara cadruluiHλcQ DαIS: DaαAT˙ | Muzeul Olteniei, Craiova                               | Cimec    |
|      | Ducat venețian - imitație                                | Datare: 1343-1354 Școală: Neprecizat din zona egeeană Descoperit: jud. Mehedinți, com. Dudașul Schelei, Drobeta-Turnu Severin, Via Fermei, nr. 9 I.A.S Material: aur                       | Descriere avers: Sfântul Marcu cu nimb, în picioare, spre dreapta înmânează o flamură dogelui îngenuncheat în fața sa. Cerc perlat parțial redat la exterior. Imaginea este redată puțin mai rudimentară. Descriere revers: Cristos, cu nimb cruciat, cu mâna dreaptă ridicată pentru binecuvântare, ține în mâna stângă Evanghelia, în picioare, din față, înconjurat de 5 stele în dreapta și 4 stele în stânga. Imaginea este redată puțin mai rudimentară. Legendă revers: SISRESIαRI S? wVEI – semne inteligibile | Muzeul Olteniei, Craiova                               | Cimec    |
|      | Ducat venețian - imitație                                | Datare: 1343-1354 Școală: Chios? Descoperit: jud. Mehedinți, com. Dudașul Schelei, Drobeta-Turnu Severin, Via Fermei, nr. 9 I.A.S Material: aur                                            | Descriere avers: Sfântul Marcu cu nimb, în picioare, spre dreapta înmânează o flamură dogelui îngenuncheat în fața sa. Cerc perlat parțial redat la exterior. Imaginea este redată puțin mai rudimentară. Descriere revers: Cristos, cu nimb cruciat, cu mâna dreaptă ridicată pentru binecuvântare, ține în mâna stângă Evanghelia, în picioare, din față, înconjurat de 5 steluțe în dreapta și 4 steluțe în stânga. Imaginea este redată puțin mai rudimentară. Legendă revers: STINTDIQΔ’α întors TDVOTEΔCISOVDAT | Muzeul Olteniei, Craiova                               | Cimec    |
|      | Ducat venețian - imitație                                | Datare: 1355-1356 Școală: Neprecizat din zona egeeană Descoperit: jud. Mehedinți, com. Dudașul Schelei, Drobeta-Turnu Severin, Via Fermei, nr. 9 I.A.S Material: aur                       | Descriere avers: Sfântul Marcu cu nimb, în picioare, spre dreapta înmânează o flamură dogelui îngenuncheat în fața sa. Cerc perlat parțial redat la exterior. Imaginea este redată puțin mai rudimentară. Descriere revers: Partea superioară a legendei de la sfârșit este parțial în afara cadrului. Cristos, cu nimb cruciat, cu mâna dreaptă ridicată pentru binecuvântare, ținând în mâna stângă Evanghelia, în picioare, din față, înconjurat de 9 stele (5 în dreapta, 4 în stânga), încadrat în mandorlă. La marginea monedei cerc perlat. Legendă revers: SIT∙TX (formă grosieră)PE DAT Q TV REGIS ISTE DVCAT | Muzeul Olteniei, Craiova                               | Cimec    |
|      | Ducat venețian Autor: Giovanni Dolfin                    | Datare: 1356-1361 Școală: Veneția Descoperit: jud. Mehedinți, com. Dudașul Schelei, Drobeta-Turnu Severin, Via Fermei, nr. 9 I.A.S Material: aur                                           | Descriere avers: Sfântul Marcu, cu nimb în picioare, spre dreapta înmânează o flamură dogelui îngenuncheat în fața sa; cerc perlat. Descriere revers: Cristos cu nimb cruciat, cu mâna dreaptă ridicată pentru binecuvântare, ținând în mâna stângă Evanghelia, în picioare, din față, înconjurat de 9 stele (5 în dreapta și 4 în stânga), încadrat în mandorlă. La marginea monedei cerc perlat. Legendă revers: SIT. T˙ XP E DAT’ Q. TV REGIS. ISTE. DVCAT’ | Muzeul Olteniei, Craiova                               | Cimec    |
|      | Ducat venețian Autor: Marco Cornier                      | Datare: 1365-1368 Școală: Veneția Descoperit: jud. Mehedinți, com. Dudașul Schelei, Drobeta-Turnu Severin, Via Fermei, nr. 9 I.A.S Material: aur                                           | Descriere avers: Sfântul Marcu, cu nimb în picioare, spre dreapta înmânează o flamură dogelui îngenuncheat în fața sa; cerc perlat. Descriere revers: Cristos cu nimb cruciat, cu mâna dreaptă ridicată pentru binecuvântare, ținând în mâna stângă Evanghelia, în picioare, din față, înconjurat de 9 stele (5 în dreapta și 4 în stânga), încadrat în mandorlă. La marginea monedei cerc perlat. Legendă revers: SIT· T XP E· DAT˙ Q TV REGIS. ISTE. DVCAT | Muzeul Olteniei, Craiova                               | Cimec    |
|      | Ducat venețian Autor: Contarini, Andrea                  | Datare: 1368-1382 Școală: Veneția Descoperit: jud. Mehedinți, com. Dudașul Schelei, Drobeta-Turnu Severin, Via Fermei, nr. 9 I.A.S Material: aur                                           | Descriere avers: Sfântul Marcu, cu nimb în picioare, spre dreapta înmânează o flamură dogelui îngenuncheat în fața sa; cerc perlat. Descriere revers: Cristos, cu nimb cruciat, cu mâna dreaptă ridicată pentru binecuvântare, ținând în mâna stângă Evanghelia, în picioare, din față, înconjurat de 9 stele (5 în dreapta și 4 în stânga), încadrat în mandorlă. La marginea monedei cerc perlat. Legendă revers: .SIT. T. PE∙ DAT’ Q’ TV REGIS∙ ISTE. DVCAT’ | Muzeul Olteniei, Craiova                               | Cimec    |
|      | Ducat venețian Autor: Contarini, Andrea                  | Datare: 1368-1382 Școală: Veneția Descoperit: jud. Mehedinți, com. Dudașul Schelei, Drobeta-Turnu Severin, Via Fermei, nr. 9 I.A.S Material: aur                                           | Descriere avers: Sfântul Marcu, cu nimb în picioare, spre dreapta înmânează o flamură dogelui îngenuncheat în fața sa; cerc perlat. Descriere revers: Cristos, cu nimb cruciat, cu mâna dreaptă ridicată pentru binecuvântare, ținând în mâna stângă Evanghelia, în picioare, din față, înconjurat de 9 stele (5 în dreapta și 4 în stânga), încadrat în mandorlă. La marginea monedei cerc perlat. Legendă revers: .SIT. T. PE∙ DAT’ Q’ TV REGIS∙ ISTE. DVCAT’ | Muzeul Olteniei, Craiova                               | Cimec    |
|      | Ducat venețian Autor: Contarini, Andrea                  | Datare: 1368-1382 Școală: Veneția Descoperit: jud. Mehedinți, com. Dudașul Schelei, Drobeta-Turnu Severin, Via Fermei, nr. 9 I.A.S Material: aur                                           | Descriere avers: Sfântul Marcu, cu nimb în picioare, spre dreapta înmânează o flamură dogelui îngenuncheat în fața sa; cerc perlat. Găurită. Descriere revers: Cristos, cu nimb cruciat, cu mâna dreaptă ridicată pentru binecuvântare, ținând în mâna stângă Evanghelia, în picioare, din față, înconjurat de 9 stele (5 în dreapta și 4 în stânga), încadrat în mandorlă. La marginea monedei cerc perlat. Găurită. Legendă revers: .SIT. T. PE∙ DAT’ Q’ TV REGIS∙ ISTE. DVCAT’ | Muzeul Olteniei, Craiova                               | Cimec    |
|      | Ducat venețian Autor: Contarini, Andrea                  | Datare: 1368-1382 Școală: Veneția Descoperit: jud. Mehedinți, com. Dudașul Schelei, Drobeta-Turnu Severin, Via Fermei, nr. 9 I.A.S Material: aur                                           | Descriere avers: Sfântul Marcu, cu nimb în picioare, spre dreapta înmânează o flamură dogelui îngenuncheat în fața sa; cerc perlat. Descriere revers: Cristos, cu nimb cruciat, cu mâna dreaptă ridicată pentru binecuvântare, ținând în mâna stângă Evanghelia, în picioare, din față, înconjurat de 9 stele (5 în dreapta și 4 în stânga), încadrat în mandorlă. La marginea monedei cerc perlat. Legendă revers: .SIT. T. PEDAT’ Q’ TV REGIS∙ ISTE. DVCAT˙ | Muzeul Olteniei, Craiova                               | Cimec    |
|      | Ducat venețian Autor: Contarini, Andrea                  | Datare: 1368-1382 Școală: Veneția Descoperit: jud. Mehedinți, com. Dudașul Schelei, Drobeta-Turnu Severin, Via Fermei, nr. 9 I.A.S Material: aur                                           | Descriere avers: Sfântul Marcu, cu nimb în picioare, spre dreapta înmânează o flamură dogelui îngenuncheat în fața sa; cerc perlat. Găurită. Descriere revers: Cristos, cu nimb cruciat, cu mâna dreaptă ridicată pentru binecuvântare, ținând în mâna stângă Evanghelia, în picioare, din față, înconjurat de 9 stele (5 în dreapta și 4 în stânga), încadrat în mandorlă. La marginea monedei cerc perlat. Găurită. Legendă revers: .SIT. T. PE∙ DAT’ Q’ TV REGIS∙ ISTE∙ DVCAT’ | Muzeul Olteniei, Craiova                               | Cimec    |
|      | Ducat venețian Autor: Contarini, Andrea                  | Datare: 1368-1382 Descoperit: jud. Mehedinți, com. Dudașul Schelei, Drobeta-Turnu Severin, Via Fermei, nr. 9 I.A.S Material: aur                                                           | Descriere avers: Sfântul Marcu, cu nimb în picioare, spre dreapta înmânează o flamură dogelui îngenuncheat în fața sa; cerc perlat. Găurită. Descriere revers: Cristos, cu nimb cruciat, cu mâna dreaptă ridicată pentru binecuvântare, ținând în mâna stângă. Evanghelia, în picioare, din față, înconjurat de 9 stele (5 în dreapta și 4 în stânga), încadrat în mandorlă. La marginea monedei cerc perlat. Găurită. Legendă revers: .SIT. T. PE’ DAT’ Q’ TV REGIS∙ ISTE∙ DVCAT’ | Muzeul Olteniei, Craiova                               | Cimec    |
|      | Ducat venețian Autor: Contarini, Andrea                  | Datare: 1368-1382 Descoperit: jud. Mehedinți, com. Dudașul Schelei, Drobeta-Turnu Severin, Via Fermei, nr. 9 I.A.S Material: aur                                                           | Descriere avers: ISfântul Marcu cu nimb, în picioare, spre dreapta înmânează o flamură dogelui îngenuncheat în fața sa. Cerc perlat parțial redat la exterior. Imaginea este redată puțin mai rudimentară. Descriere revers: Cristos, cu nimb, cu mâna dreaptă ridicată pentru binecuvântare, ținând în mâna stângă Evanghelia, în picioare, din față, înconjurat de 9 stele (5 în dreapta și 4 în stânga), încadrat în mandorlă. La marginea monedei cerc perlat. Legendă revers: SIT T PE DAT˙ O TV REGIS ISTE DVCAT | Muzeul Olteniei, Craiova                               | Cimec    |
|      | Ducat venețian Autor: Morosini, Michele                  | Datare: 10 iunie - 15 octombrie 1382 Descoperit: jud. Mehedinți, com. Dudașul Schelei, Drobeta-Turnu Severin, Via Fermei, nr. 9 I.A.S Material: aur                                        | Descriere avers: Sfântul Marcu, cu nimb în picioare, spre dreapta înmânează o flamură dogelui îngenuncheat în fața sa; cerc perlat. Găurită. Descriere revers: Cristos, cu nimb cruciat, cu mâna dreaptă ridicată pentru binecuvântare, ținând în mâna stângă Evanghelia, în picioare, din față, înconjurat de 9 stele (5 în dreapta și 4 în stânga), încadrat în mandorlă. La marginea monedei cerc perlat. Găurită. Legendă revers: .SIT. T. PE∙ DAT’ Q TV REGIS. IS.TE. DvάAT’ | Muzeul Olteniei, Craiova                               | Cimec    |
|      | Ducat venețian Autor: Morosini, Michele                  | Datare: 10 iunie - 15 octombrie 1382 Descoperit: jud. Mehedinți, com. Dudașul Schelei, Drobeta-Turnu Severin, Via Fermei, nr. 9 I.A.S Material: aur                                        | Descriere avers: Sfântul Marcu, cu nimb în picioare, spre dreapta înmânează o flamură dogelui îngenuncheat în fața sa; cerc perlat. Găurită. Descriere revers: Cristos, cu nimb cruciat, cu mâna dreaptă ridicată pentru binecuvântare, ținând în mâna stângă Evanghelia, în picioare, din față, înconjurat de 9 stele (5 în dreapta și 4 în stânga), încadrat în mandorlă. La marginea monedei cerc perlat. Găurită. Legendă revers: .SIT. T. Pe’ DAT Q TV ReGIS∙ ISTe DVάAT’ | Muzeul Olteniei, Craiova                               | Cimec    |
|      | Ducat venețian Autor: Venier, Antonio                    | Datare: 1382-1400 Școală: Veneția Descoperit: jud. Mehedinți, com. Dudașul Schelei, Drobeta-Turnu Severin, Via Fermei, nr. 9 I.A.S Material: aur                                           | Descriere avers: Sfântul Marcu, cu nimb în picioare, spre dreapta înmânează o flamură dogelui îngenuncheat în fața sa; cerc perlat. Găurită. Descriere revers: Cristos, cu nimb cruciat, cu mâna dreaptă ridicată pentru binecuvântare, ținând în mâna stângă Evanghelia, în picioare, din față, înconjurat de 9 stele (5 în dreapta și 4 în stânga), încadrat în mandorlă. La marginea monedei cerc perlat. Găurită. Legendă revers: .SIT. T. PE∙ DAT’ Q TV REGIS. ISTE DVCAT. | Muzeul Olteniei, Craiova                               | Cimec    |
|      | Ducat venețian Autor: Venier, Antonio                    | Datare: 1382-1400 Școală: Veneția Descoperit: jud. Mehedinți, com. Dudașul Schelei, Drobeta-Turnu Severin, Via Fermei, nr. 9 I.A.S Material: aur                                           | Descriere avers: Sfântul Marcu, cu nimb în picioare, spre dreapta înmânează o flamură dogelui îngenuncheat în fața sa; cerc perlat. Descriere revers: Cristos, cu nimb cruciat, cu mâna dreaptă ridicată pentru binecuvântare, ținând în mâna stângă Evanghelia, în picioare, din față, înconjurat de 9 stele (5 în dreapta și 4 în stânga), încadrat în mandorlă. La marginea monedei cerc perlat. Legendă revers: ∙∙SIT. T. PE∙ DAT’ Q TV REGIS∙ ISTE∙ DVCAT’ | Muzeul Olteniei, Craiova                               | Cimec    |
|      | Ducat venețian Autor: Venier, Antonio                    | Datare: 1382-1400 Școală: Veneția Descoperit: jud. Mehedinți, com. Dudașul Schelei, Drobeta-Turnu Severin, Via Fermei, nr. 9 I.A.S Material: aur                                           | Descriere avers: Sfântul Marcu, cu nimb în picioare, spre dreapta înmânează o flamură dogelui îngenuncheat în fața sa; cerc perlat. Descriere revers: Parțial ultimul semn ieșit din cadru. Cristos, cu nimb cruciat, cu mâna dreaptă ridicată pentru binecuvântare, ținând în mâna stângă Evanghelia, în picioare, din față, înconjurat de 9 stele (5 în dreapta și 4 în stânga), încadrat în mandorlă. La marginea monedei cerc perlat. Legendă revers: SIT∙ T∙ PE∙ DAT’ Q’ TV REGIS˙ ISTE∙ DVCAT’ | Muzeul Olteniei, Craiova                               | Cimec    |
|      | Ducat venețian Autor: Venier, Antonio                    | Datare: 1382-1400 Școală: Veneția Descoperit: jud. Mehedinți, com. Dudașul Schelei, Drobeta-Turnu Severin, Via Fermei, nr. 9 I.A.S Material: aur                                           | Descriere avers: Sfântul Marcu, cu nimb în picioare, spre dreapta înmânează o flamură dogelui îngenuncheat în fața sa; cerc perlat. Găurită. Descriere revers: Cristos, cu nimb cruciat, cu mâna dreaptă ridicată pentru binecuvântare, ținând în mâna stângă Evanghelia, în picioare, din față, înconjurat de 9 stele (5 în dreapta și 4 în stânga), încadrat în mandorlă. La marginea monedei cerc perlat. Găurită. Legendă revers: ∙SIT. T PE˙ DAT˙ Q’ TV REGIS∙ ISTE∙ DVCAT’ | Muzeul Olteniei, Craiova                               | Cimec    |
|      | Ducat venețian Autor: Venier, Antonio                    | Datare: 1382-1400 Școală: Veneția Descoperit: jud. Mehedinți, com. Dudașul Schelei, Drobeta-Turnu Severin, Via Fermei, nr. 9 I.A.S Material: aur                                           | Descriere avers: Sfântul Marcu, cu nimb în picioare, spre dreapta înmânează o flamură dogelui îngenuncheat în fața sa; cerc perlat. Găurită. Descriere revers: Cristos, cu nimb cruciat, cu mâna dreaptă ridicată pentru binecuvântare, ținând în mâna stângă Evanghelia, în picioare, din față, înconjurat de 12 stele (câte 6 de o parte și de alta), încadrat în mandorlă. La marginea monedei cerc perlat. Găurită. Legendă revers: SIT∙ T. PE∙ DAT∙ Q’ TV REGIS∙ ISTE DVCAT | Muzeul Olteniei, Craiova                               | Cimec    |
|      | Ducat venețian Autor: Venier, Antonio                    | Datare: 1382-1400 Școală: Veneția Descoperit: jud. Mehedinți, com. Dudașul Schelei, Drobeta-Turnu Severin, Via Fermei, nr. 9 I.A.S Material: aur                                           | Descriere avers: Sfântul Marcu, cu nimb în picioare, spre dreapta înmânează o flamură dogelui îngenuncheat în fața sa; cerc perlat. Găurită. Descriere revers: Cristos, cu nimb cruciat, cu mâna dreaptă ridicată pentru binecuvântare, ținând în mâna stângă Evanghelia, în picioare, din față, înconjurat de 9 stele (5 în dreapta și 4 în stânga), încadrat în mandorlă. La marginea monedei cerc perlat. Găurită. Legendă revers: ∙SIT˙ T˙ PE∙ DAT’. O TV REGIS∙ ISTE DVCAT’. | Muzeul Olteniei, Craiova                               | Cimec    |
|      | Ducat venețian Autor: Venier, Antonio                    | Datare: 1382-1400 Școală: Veneția Descoperit: jud. Mehedinți, com. Dudașul Schelei, Drobeta-Turnu Severin, Via Fermei, nr. 9 I.A.S Material: aur                                           | Descriere avers: Sfântul Marcu, cu nimb în picioare, spre dreapta înmânează o flamură dogelui îngenuncheat în fața sa; cerc perlat. Descriere revers: Cristos, cu nimb cruciat, cu mâna dreaptă ridicată pentru binecuvântare, ținând în mâna stângă Evanghelia, în picioare, din față, înconjurat de 9 stele (5 în dreapta și 4 în stânga), încadrat în mandorlă. La marginea monedei cerc perlat. Legendă revers: ∙SIT. T. PE∙ DAT’ Q’ TV REGIS∙ ISTE∙ DVCAT˙ | Muzeul Olteniei, Craiova                               | Cimec    |
|      | Ducat venețian Autor: Venier, Antonio                    | Datare: 1382-1400 Școală: Veneția Descoperit: jud. Mehedinți, com. Dudașul Schelei, Drobeta-Turnu Severin, Via Fermei, nr. 9 I.A.S Material: aur                                           | Descriere avers: Sfântul Marcu, cu nimb în picioare, spre dreapta înmânează o flamură dogelui îngenuncheat în fața sa; cerc perlat. Găurită. Descriere revers: Cristos, cu nimb cruciat, cu mâna dreaptă ridicată pentru binecuvântare, ținând în mâna stângă Evanghelia, în picioare, din față, înconjurat de 9 stele (5 în dreapta și 4 în stânga), încadrat în mandorlă. La marginea monedei cerc perlat. Găurită. Legendă revers: ∙SIT∙ T. PE∙ DAT˙ Q’. TV REGIS∙ ISTE DVCAT’ | Muzeul Olteniei, Craiova                               | Cimec    |
|      | Ducat al Senatului Roman - imitație Autor: Senatul Roman | Datare: Sec. XVI Școală: Roma Descoperit: jud. Mehedinți, com. Dudașul Schelei, Drobeta-Turnu Severin, Via Fermei, nr. 9 I.A.S Material: aur                                               | Descriere avers: Sfântul Marcu, cu nimb în picioare, spre dreapta înmânează o flamură dogelui îngenuncheat în fața sa; cerc perlat. Găurită. Descriere revers: Cristos cu nimb cruciat, cu mâna dreaptă ridicată pentru binecuvântare, ținând în mâna stângă Evanghelia, în picioare, din față, înconjurat de 9 stele (5 în dreapta și 4 în stânga), încadrat în mandorlă. La marginea monedei cerc perlat. Găurită. Legendă revers: X (cheile Sfântului Apostol Petru) RO(M) – lipsă din perforare A∙ CAPVT˙ MVDI∙ SPQR∙ semn probabil monetar∙ | Muzeul Olteniei, Craiova                               | Cimec    |
|      | Ducat venețian Autor: Venier, Antonio                    | Datare: 1382 - 1400 Școală: Veneția Descoperit: jud. Mehedinți, com. Dudașul Schelei, Drobeta-Turnu Severin, Via Fermei, nr. 9 I.A.S Material: aur                                         | Descriere avers: Sfântul Marcu cu nimb, în picioare, spre dreapta înmânează o flamură dogelui îngenuncheat în fața sa. Cerc perlat parțial redat la exterior. Găurită. Descriere revers: Cristos, cu nimb cruciat, cu mâna dreaptă ridicată pentru binecuvântare, ținând în mâna stângă Evanghelia, în picioare, din față, înconjurat de 9 stele (5 în dreapta, 4 în stânga), încadrat în mandorlă. La marginea monedei cerc perlat. Găurită. Legendă revers: ∙SIT∙ T˙ PE∙ DAT˙ Q’ TV REGIS∙ ISTE∙ DVCAT’ | Muzeul Olteniei, Craiova                               | Cimec    |
|      | Ducat venețian Autor: Steno, Michele                     | Datare: 1400-1413 Școală: Veneția Descoperit: jud. Mehedinți, com. Dudașul Schelei, Drobeta-Turnu Severin, Via Fermei, nr. 9 I.A.S Material: aur                                           | Descriere avers: Sfântul Marcu, cu nimb în picioare, spre dreapta înmânează o flamură dogelui îngenuncheat în fața sa; cerc perlat. Descriere revers: Cristos, cu nimb cruciat, cu mâna dreaptă ridicată pentru binecuvântare, ținând în mâna stângă Evanghelia, în picioare, din față, înconjurat de 9 stele (5 în dreapta și 4 în stânga), încadrat în mandorlă. La marginea monedei cerc perlat. Legendă revers: ∙SIT∙ T PE∙ DAT∙ Q∙ TV REGIS∙ ISTE DVCAT | Muzeul Olteniei, Craiova                               | Cimec    |
|      | Ducat venețian Autor: Steno, Michele                     | Datare: 1400-1413 Școală: Veneția Descoperit: jud. Mehedinți, com. Dudașul Schelei, Drobeta-Turnu Severin, Via Fermei, nr. 9 I.A.S Material: aur                                           | Descriere avers: Sfântul Marcu, cu nimb în picioare, spre dreapta înmânează o flamură dogelui îngenuncheat în fața sa; cerc perlat. Găurită. Descriere revers: Cristos, cu nimb cruciat, cu mâna dreaptă ridicată pentru binecuvântare, ținând în mâna stângă Evanghelia, în picioare, din față, înconjurat de 9 stele (5 în dreapta și 4 în stânga), încadrat în mandorlă. La marginea monedei cerc perlat. Găurită. Legendă revers: SIT∙ T PE∙ DAT. Q’ TV REGIS∙ ISTE∙ DVCAT’∙ | Muzeul Olteniei, Craiova                               | Cimec    |
|      | Ducat venețian Autor: Steno, Michele                     | Datare: 1400-1413 Școală: Veneția Descoperit: jud. Mehedinți, com. Dudașul Schelei, Drobeta-Turnu Severin, Via Fermei, nr. 9 I.A.S Material: aur                                           | Descriere avers: Sfântul Marcu, cu nimb în picioare, spre dreapta înmânează o flamură dogelui îngenuncheat în fața sa; cerc perlat. Găurită. Descriere revers: Cristos, cu nimb cruciat, cu mâna dreaptă ridicată pentru binecuvântare, ținând în mâna stângă Evanghelia, în picioare, din față, înconjurat de 9 stele (5 în dreapta și 4 în stânga), încadrat în mandorlă. La marginea monedei cerc perlat. Găurită. Legendă revers: SIT∙ T PE∙ DAT∙ Q’ (TV) – în afara cadrului monedei REGIS∙ ISTE DVCAT | Muzeul Olteniei, Craiova                               | Cimec    |
|      | Ducat venețian Autor: Steno, Michele                     | Datare: 1400-1413 Școală: Veneția Descoperit: jud. Mehedinți, com. Dudașul Schelei, Drobeta-Turnu Severin, Via Fermei, nr. 9 I.A.S Material: aur                                           | Descriere avers: Sfântul Marcu, cu nimb în picioare, spre dreapta înmânează o flamură dogelui îngenuncheat în fața sa; cerc perlat. Descriere revers: Cristos, cu nimb cruciat, cu mâna dreaptă ridicată pentru binecuvântare, ținând în mâna stângă Evanghelia, în picioare, din față, înconjurat de 9 stele (5 în dreapta și 4 în stânga), încadrat în mandorlă. La marginea monedei cerc perlat. Legendă revers: SIT∙ T∙ PE. DAT˙ Q’ TV REGIS∙ ISTE∙ DVCAT∙ | Muzeul Olteniei, Craiova                               | Cimec    |
|      | Ducat venețian Autor: Steno, Michele                     | Datare: 1400-1413 Școală: Veneția Descoperit: jud. Mehedinți, com. Dudașul Schelei, Drobeta-Turnu Severin, Via Fermei, nr. 9 I.A.S Material: aur                                           | Descriere avers: Sfântul Marcu, cu nimb în picioare, spre dreapta înmânează o flamură dogelui îngenuncheat în fața sa; cerc perlat. Găurită. Descriere revers: Cristos, cu nimb cruciat, cu mâna dreaptă ridicată pentru binecuvântare, ținând în mâna stângă Evanghelia, în picioare, din față, înconjurat de 9 stele (5 în dreapta și 4 în stânga), încadrat în mandorlă. La marginea monedei cerc perlat. Găurită. Legendă revers: ∙SIT. T PE DAT∙ Q’. TV REGIS∙ ISTE∙ DVCAT – lipsă din perforare | Muzeul Olteniei, Craiova                               | Cimec    |
|      | Ducat venețian Autor: Steno, Michele                     | Datare: 1400-1413 Școală: Veneția Descoperit: jud. Mehedinți, com. Dudașul Schelei, Drobeta-Turnu Severin, Via Fermei, nr. 9 I.A.S Material: aur                                           | Descriere avers: Sfântul Marcu, cu nimb în picioare, spre dreapta înmânează o flamură dogelui îngenuncheat în fața sa; cerc perlat. Descriere revers: Cristos, cu nimb cruciat, cu mâna dreaptă ridicată pentru binecuvântare, ținând în mâna stângă Evanghelia, în picioare, din față, înconjurat de 9 stele (5 în dreapta și 4 în stânga), încadrat în mandorlă. La marginea monedei cerc perlat. Legendă revers: .SIT. T. PE∙ DAT∙ Q’ TV REGIS∙ ISTE˙ DVCAT’ | Muzeul Olteniei, Craiova                               | Cimec    |
|      | Ducat venețian Autor: Steno, Michele                     | Datare: 1400-1413 Școală: Veneția Descoperit: jud. Mehedinți, com. Dudașul Schelei, Drobeta-Turnu Severin, Via Fermei, nr. 9 I.A.S Material: aur                                           | Descriere avers: Sfântul Marcu, cu nimb în picioare, spre dreapta înmânează o flamură dogelui îngenuncheat în fața sa; cerc perlat. Găurită. Descriere revers: Cristos, cu nimb cruciat, cu mâna dreaptă ridicată pentru binecuvântare, ținând în mâna stângă Evanghelia, în picioare, din față, înconjurat de 9 stele (5 în dreapta și 4 în stânga), încadrat în mandorlă. La marginea monedei cerc perlat. Găurită. Legendă revers: ∙SIT∙ T. PE∙ DAT. Q’ TV REGIS∙ ISTE. DVCAT’ | Muzeul Olteniei, Craiova                               | Cimec    |
|      | Ducat venețian Autor: Steno, Michele                     | Datare: 1400-1413 Școală: Veneția Descoperit: jud. Mehedinți, com. Dudașul Schelei, Drobeta-Turnu Severin, Via Fermei, nr. 9 I.A.S Material: aur                                           | Descriere avers: Sfântul Marcu, cu nimb în picioare, spre dreapta înmânează o flamură dogelui îngenuncheat în fața sa; cerc perlat. Găurită. Descriere revers: DVCAT’Cristos, cu nimb cruciat, cu mâna dreaptă ridicată pentru binecuvântare, ținând în mâna stângă Evanghelia, în picioare, din față, înconjurat de 9 stele (5 în dreapta și 4 în stânga), încadrat în mandorlă. La marginea monedei cerc perlat. Găurită. Legendă revers: ∙SIT∙ T∙ PE∙ DAT. (Q TV) – parțial în afara cadrului monedei REGIS˙ ISTE. DVCAT’ | Muzeul Olteniei, Craiova                               | Cimec    |
|      | Ducat venețian Autor: Steno, Michele                     | Datare: 1400-1413 Școală: Veneția Descoperit: jud. Mehedinți, com. Dudașul Schelei, Drobeta-Turnu Severin, Via Fermei, nr. 9 I.A.S Material: aur                                           | Descriere avers: Sfântul Marcu, cu nimb în picioare, spre dreapta înmânează o flamură dogelui îngenuncheat în fața sa; cerc perlat. Găurită. Descriere revers: Cristos, cu nimb cruciat, cu mâna dreaptă ridicată pentru binecuvântare, ținând în mâna stângă Evanghelia, în picioare, din față, înconjurat de 9 stele (5 în dreapta și 4 în stânga), încadrat în mandorlă. La marginea monedei cerc perlat. Găurită. Legendă revers: ∙SIT. T. PE˙ DAT∙ Q˙ TV REGIS∙ ISTE ∙DVCAT’. | Muzeul Olteniei, Craiova                               | Cimec    |
|      | Ducat venețian Autor: Mocenigo, Tommaso                  | Datare: 1414-1423 Școală: Veneția Descoperit: jud. Mehedinți, com. Dudașul Schelei, Drobeta-Turnu Severin, Via Fermei, nr. 9 I.A.S Material: aur                                           | Descriere avers: Sfântul Marcu, cu nimb în picioare, spre dreapta înmânează o flamură dogelui îngenuncheat în fața sa; cerc perlat. Găurită. Descriere revers: Cristos, cu nimb cruciat, cu mâna dreaptă ridicată pentru binecuvântare, ținând în mâna stângă Evanghelia, în picioare, din față, înconjurat de 9 stele (5 în dreapta și 4 în stânga), încadrat în mandorlă. La marginea monedei cerc perlat. Găurită. Legendă revers: ∙SIT. T. PE∙ DAT. Q’ TV REGIS∙ ISTE∙ DVCAT∙ | Muzeul Olteniei, Craiova                               | Cimec    |
|      | Ducat venețian Autor: Mocenigo, Tommaso                  | Datare: 1414-1423 Școală: Veneția Descoperit: jud. Mehedinți, com. Dudașul Schelei, Drobeta-Turnu Severin, Via Fermei, nr. 9 I.A.S Material: aur                                           | Descriere avers: Sfântul Marcu, cu nimb în picioare, spre dreapta înmânează o flamură dogelui îngenuncheat în fața sa; cerc perlat. Găurită. Descriere revers: Cristos, cu nimb cruciat, cu mâna dreaptă ridicată pentru binecuvântare, ținând în mâna stângă Evanghelia, în picioare, din față, înconjurat de 9 stele (5 în dreapta și 4 în stânga), încadrat în mandorlă. La marginea monedei cerc perlat. Găurită. Legendă revers: ∙SIT∙ T∙ PE˙ DAT. Q’. TV REGIS˙ ISTE∙ DVCAT˙ | Muzeul Olteniei, Craiova                               | Cimec    |
|      | Ducat venețian Autor: Mocenigo, Tommaso                  | Datare: 1414-1423 Școală: Veneția Descoperit: jud. Mehedinți, com. Dudașul Schelei, Drobeta-Turnu Severin, Via Fermei, nr. 9 I.A.S Material: aur                                           | Descriere avers: Sfântul Marcu, cu nimb în picioare, spre dreapta înmânează o flamură dogelui îngenuncheat în fața sa; cerc perlat. Descriere revers: Cristos, cu nimb cruciat, cu mâna dreaptă ridicată pentru binecuvântare, ținând în mâna stângă Evanghelia, în picioare, din față, înconjurat de 9 stele (5 în dreapta și 4 în stânga), încadrat în mandorlă. La marginea monedei cerc perlat. Legendă revers: .SIT∙ T∙ PE˙ DAT. Q’. TV REGIS˙ ISTE DVCA(T) – în afara cadrului | Muzeul Olteniei, Craiova                               | Cimec    |
|      | Ducat venețian Autor: Mocenigo, Tommaso                  | Datare: 1414-1423 Școală: Veneția Descoperit: jud. Mehedinți, com. Dudașul Schelei, Drobeta-Turnu Severin, Via Fermei, nr. 9 I.A.S Material: aur                                           | Descriere avers: Sfântul Marcu, cu nimb în picioare, spre dreapta înmânează o flamură dogelui îngenuncheat în fața sa; cerc perlat. Descriere revers: Cristos, cu nimb cruciat, cu mâna dreaptă ridicată pentru binecuvântare, ținând în mâna stângă Evanghelia, în picioare, din față, înconjurat de 9 stele (5 în dreapta și 4 în stânga), încadrat în mandorlă. La marginea monedei cerc perlat. Legendă revers: ∙SIT T PE˙ DAT. Q’ TV REGIS˙ ISTE˙ DVCAT. | Muzeul Olteniei, Craiova                               | Cimec    |
|      | Ducat venețian Autor: Mocenigo, Tommaso                  | Datare: 1414-1423 Școală: Veneția Descoperit: jud. Mehedinți, com. Dudașul Schelei, Drobeta-Turnu Severin, Via Fermei, nr. 9 I.A.S Material: aur                                           | Descriere avers: Sfântul Marcu, cu nimb în picioare, spre dreapta înmânează o flamură dogelui îngenuncheat în fața sa; cerc perlat. Găurită. Descriere revers: Cristos, cu nimb cruciat, cu mâna dreaptă ridicată pentru binecuvântare, ținând în mâna stângă Evanghelia, în picioare, din față, înconjurat de 9 stele (5 în dreapta și 4 în stânga), încadrat în mandorlă. La marginea monedei cerc perlat. Găurită. Legendă revers: ∙SIT˙ T. PE∙ DAT. Q- parțial în afara cadrului TV REGIS∙ ISTE∙ DVCAT∙ | Muzeul Olteniei, Craiova                               | Cimec    |
|      | Ducat venețian - imitație                                | Datare: Mijlocul sec. XVI-încep. sec XV Școală: Neprecizat din zona egeeană Descoperit: jud. Mehedinți, com. Dudașul Schelei, Drobeta-Turnu Severin, Via Fermei, nr. 9 I.A.S Material: aur | Descriere avers: Sfântul Marcu cu nimb, în picioare, spre dreapta înmânează o flamură dogelui îngenuncheat în fața sa. Cerc perlat parțial redat la exterior. Găurită. Descriere revers: Cristos, cu nimb cruciat, cu mâna dreaptă ridicată pentru binecuvântare, ținând în mâna stângă Evanghelia, în picioare, din față, înconjurat de 9 stele (5 în dreapta, 4 în stânga mai grosier redate), încadrat în mandorlă. La marginea monedei cerc perlat. Găurită. Legendă revers: SIT X (redat ca un „c” de mână) DV restul legendei este inteligibilă, fiind parțial în afara cadrului monedei, R GIS (grafie parțial diferită de original), semn inteligibil ITXαI | Muzeul Olteniei, Craiova                               | Cimec    |
|      | Ducat Autor: Mircea cel Bătrân                           | Datare: 1410-1418 Școală: Târgoviște Descoperit: jud. Mehedinți, com. Dudașul Schelei, Drobeta-Turnu Severin, Via Fermei, nr. 9 I.A.S Material: argint                                     | Descriere avers: Mircea în picioare, din față, purtând coroană deschisă, haină lungă de tip occidental‚ inel în mâna dreaptă sulița cu vârf ascuțit în poziție verticală; cerc perlat exterior. Descriere revers: Scut despicat, în primul câmp o stea, în al doilea patru grinzi, înclinat spre dreapta, timbrat pe colțul stâng de un coif deschis cu acvila la dreapta și capul spre stânga; cerc perlat exterior. Legendă revers: IOM șters | Muzeul Olteniei, Craiova                               | Cimec    |
|      | Ducat Autor: Mircea cel Bătrân                           | Datare: 1415-1418 Școală: Turnu Severin Descoperit: jud. Mehedinți, com. Dudașul Schelei, Drobeta-Turnu Severin, Via Fermei, nr. 9 I.A.S Material: argint                                  | Descriere avers: Mircea în picioare (partea inferioară a corpului lui Mircea este în afara cadrului), din față, cu coroană deschisă poartă tunică cu poale cutate, ține în mâna dreaptă lancea, iar în cea stângă globul cruciger. IwM I - , însă în unele locuri nu se vede din ștanțare. Cerc perlat exterior. Descriere revers: Scut despicat: primul cartier plin, al doilea patru grinzi, înclinat spre dreapta, coif deschis, acvila spre dreapta, capul întors spre stânga. Cerc perlat exterior. Legendă revers: +RSTG(Ț)-STLIV | Muzeul Olteniei, Craiova                               | Cimec    |
|      | Ducat Autor: Mircea cel Bătrân                           | Datare: 1415-1418 Școală: Turnu Severin Descoperit: jud. Mehedinți, com. Dudașul Schelei, Drobeta-Turnu Severin, Via Fermei, nr. 9 I.A.S Material: argint                                  | Descriere avers: Mircea în picioare, din față, cu coroană deschisă poartă tunică cu poale cutate, ține în mâna dreaptă lancea, iar în cea stângă globul cruciger. Cerc perlat exterior. Găurită. Descriere revers: Scut despicat: primul cartier plin, al doilea patru grinzi, înclinat spre dreapta, coif deschis, acvila spre dreapta, capul întors spre stânga. Cerc perlat exterior. Găurită. Legendă revers: +R (lipsă din perforare) TGȚ-STLIB | Muzeul Olteniei, Craiova                               | Cimec    |
|      | Ducat Autor: Mircea cel Bătrân                           | Datare: 1415-1418 Școală: Turnu Severin Descoperit: jud. Mehedinți, com. Dudașul Schelei, Drobeta-Turnu Severin, Via Fermei, nr. 9 I.A.S Material: argint                                  | Descriere avers: Mircea în picioare, din față, cu coroană deschisă poartă tunică cu poale cutate, ține în mâna dreaptă lancea, iar în cea stângă globul cruciger. Cerc perlat exterior. Descriere revers: Scut despicat: primul cartier plin, al doilea patru grinzi, înclinat spre dreapta, coif deschis, acvila spre dreapta, capul întors spre stânga. Cerc perlat exterior. Legendă revers: +RSTG-ȚSTLIV | Muzeul Olteniei, Craiova                               | Cimec    |
|      | Ducat Autor: Mircea cel Bătrân                           | Datare: 1415-1418 Școală: Turnu Severin Descoperit: jud. Mehedinți, com. Dudașul Schelei, Drobeta-Turnu Severin, Via Fermei, nr. 9 I.A.S Material: argint                                  | Descriere avers: Mircea în picioare, din față, cu coroană deschisă poartă tunică cu poale cutate, ține în mâna dreaptă lancea, iar în cea stângă globul cruciger. Cerc perlat exterior. Descriere revers: Scut despicat: primul cartier plin, al doilea patru grinzi, înclinat spre dreapta, coif deschis, acvila spre dreapta, capul întors spre stânga. Cerc perlat exterior. Legendă revers: +RSTG(Ț)-STLIB | Muzeul Olteniei, Craiova                               | Cimec    |
|      | Ducat Autor: Mircea cel Bătrân                           | Datare: 1415-1418 Școală: Turnu Severin Descoperit: jud. Mehedinți, com. Dudașul Schelei, Drobeta-Turnu Severin, Via Fermei, nr. 9 I.A.S Material: argint                                  | Descriere avers: Mircea în picioare, din față, cu coroană deschisă poartă tunică cu poale cutate, ține în mâna dreaptă lancea, iar în cea stângă globul cruciger. Lancea are un inel la mâner. Cerc perlat exterior. Descriere revers: Scut despicat: primul cartier plin, al doilea patru grinzi, înclinat spre dreapta, coif deschis, acvila spre dreapta, capul întors spre stânga. Cerc perlat exterior. Legendă revers: +R șters -STLIIB | Muzeul Olteniei, Craiova                               | Cimec    |
|      | Ducat Autor: Mircea cel Bătrân                           | Datare: 1415-1418 Școală: Turnu Severin Descoperit: jud. Mehedinți, com. Dudașul Schelei, Drobeta-Turnu Severin, Via Fermei, nr. 9 I.A.S Material: argint                                  | Descriere avers: Mircea în picioare, din față, cu coroană deschisă poartă tunică cu poale cutate, ține în mâna dreaptă lancea, iar în cea stângă globul cruciger. Cerc perlat exterior. Descriere revers: Scut despicat: primul cartier plin, al doilea patru grinzi, înclinat spre dreapta, coif deschis, acvila spre dreapta, capul întors spre stânga. Cerc perlat exterior. Legendă revers: +R(STGȚ) -STLIB | Muzeul Olteniei, Craiova                               | Cimec    |
|      | Ducat Autor: Mircea cel Bătrân                           | Datare: 1415-1418 Școală: Turnu Severin Descoperit: jud. Mehedinți, com. Dudașul Schelei, Drobeta-Turnu Severin, Via Fermei, nr. 9 I.A.S Material: argint                                  | Descriere avers: Mircea în picioare, din față, cu coroană deschisă poartă tunică cu poale cutate, ține în mâna dreaptă lancea, iar în cea stângă globul cruciger. Cerc perlat exterior. Descriere revers: Scut despicat: primul cartier, al doilea patru grinzi, înclinat spre dreapta, coif deschis, acvila spre dreapta, capul întors spre stânga. Cerc perlat exterior. Legendă revers: +RST - ȚSL restul legendei ștearsă | Muzeul Olteniei, Craiova                               | Cimec    |
|      | Ducat Autor: Mircea cel Bătrân                           | Datare: 1415-1418 Școală: Turnu Severin Descoperit: jud. Mehedinți, com. Dudașul Schelei, Drobeta-Turnu Severin, Via Fermei, nr. 9 I.A.S Material: argint                                  | Descriere avers: Mircea în picioare, din față, cu coroană deschisă poartă tunică cu poale cutate, ține în mâna dreaptă lancea, iar în cea stângă globul cruciger Lancea are un inel la mâner. Cerc perlat exterior. Descriere revers: Scut despicat: primul cartier plin, al doilea patru grinzi, înclinat spre dreapta, coif deschis, acvila spre dreapta, capul întors spre stânga; cerc perlat exterior. Legendă revers: +R șters - STLIB | Muzeul Olteniei, Craiova                               | Cimec    |
|      | Ducat Autor: Mircea cel Bătrân                           | Datare: 1415-1418 Școală: Turnu Severin Descoperit: jud. Mehedinți, com. Dudașul Schelei, Drobeta-Turnu Severin, Via Fermei, nr. 9 I.A.S Material: argint                                  | Descriere avers: Mircea în picioare, din față, cu coroană deschisă poartă tunică cu poale cutate, ține în mâna dreaptă lancea, iar în cea stângă globul cruciger rupt; cerc perlat exterior. Descriere revers: Scut înclinat spre dreapta, despicat, în primul câmp o siglă, în al doilea patru grinzi, timbrat pe colțul stâng de un coif deschis cu acvila la dreapta și capul spre stânga și crucea în cioc; cerc perlat exterior. Legendă revers: +RSTL - Ț (restul legendei stearsă). | Muzeul Olteniei, Craiova                               | Cimec    |
|      | Ducat Autor: Mihail I                                    | Datare: 1418-1420 Școală: Turnu Severin Descoperit: jud. Mehedinți, com. Dudașul Schelei, Drobeta-Turnu Severin, Via Fermei, nr. 9 I.A.S Material: argint                                  | Descriere avers: Domn încoronat, stând din față ține în mâna dreaptă lancea, în stânga globul cruciger, poartă haină lungă stânsă la mijloc și are barbă mare; cerc perlat exterior. Descriere revers: Scut despicat înclinat spre dreapta, I trei grinzi, II sigla *. Pe colțul stâng al scutului un coif deschis spre dreapta, deasupra acvila cu capul întors spre stânga și aripile strânse; cerc perlat exterior. Legendă revers: IOMH - LVOE | Muzeul Olteniei, Craiova                               | Cimec    |
|      | Accea Autor: Suleyman Emir                               | Datare: 1402 -1411 Școală: Edirne Descoperit: jud. Mehedinți, com. Dudașul Schelei, Drobeta-Turnu Severin, Via Fermei, nr. 9 I.A.S Material: argint                                        | Descriere avers: Emir Süleyman bin/ Bayezid han/ azze nasrühü. Cerc perlat exterior. Descriere revers: Hullide mülkühü duribe Edirne 813. Cerc perlat exterior. | Muzeul Olteniei, Craiova                               | Cimec    |
|      | Accea Autor: Mehmed I                                    | Datare: Anul Hegirei (816-824) Școală: Siroz Descoperit: jud. Mehedinți, com. Dudașul Schelei, Drobeta-Turnu Severin, Via Fermei, nr. 9 I.A.S Material: argint                             | Descriere avers: Sultan bin sultan/ Mehmed bin/ Bayezid han. Cerc perlat exterior Descriere revers: Duribe Siroz 816/ hullide mϋlkϋhϋ/ zîde umrϋhϋ. Cerc perlat exterior. | Muzeul Olteniei, Craiova                               | Cimec    |
|      | Accea Autor: Mehmed I                                    | Datare: Anul Hegirei (816-824) Școală: Siroz Descoperit: jud. Mehedinți, com. Dudașul Schelei, Drobeta-Turnu Severin, Via Fermei, nr. 9 I.A.S Material: argint                             | Descriere avers: Sultan bin sultan/ Mehmed bin/ Bayezid han. Cerc perlat exterior. Ultimul cartuș al legendei este parțial în afara cadrului din batere. Descriere revers: Duribe Siroz 816/ hullide mϋlkϋhϋ/ zîde umrϋhϋ. Cerc perlat exterior. Legenda la primul și al doilea cartuș este puțin ștearsă, iar la cartușul al treilea este parțial în afara cadrului. | Muzeul Olteniei, Craiova                               | Cimec    |
|      | Accea Autor: Mehmed I                                    | Datare: Anul Hegirei (816-824) Școală: Siroz Descoperit: jud. Mehedinți, com. Dudașul Schelei, Drobeta-Turnu Severin, Via Fermei, nr. 9 I.A.S Material: argint                             | Descriere avers: Sultan bin sultan/ Mehmed bin/ Bayezid han. O mică parte din inscripție în afara cadrului, din ștanțare. Cerc perlat exterior. Descriere revers: Duribe Siroz 816/ hullide mϋlkϋhϋ/ zîde umrϋhϋ. O mică parte din inscripție în afara cadrului, din ștanțare. Cerc perlat exterior. | Muzeul Olteniei, Craiova                               | Cimec    |
|      | Accea Autor: Mehmed I                                    | Datare: Anul Hegirei (816-824) Școală: Edirne Descoperit: jud. Mehedinți, com. Dudașul Schelei, Drobeta-Turnu Severin, Via Fermei, nr. 9 I.A.S Material: argint                            | Descriere avers: Sultan bin sultan/ Mehmed bin/ Bayezid han. Cerc perlat exterior. Descriere revers: Duribe Edirne 816/ hullide mϋlkϋhϋ/ zîde umrϋhϋ. Monetăria este parțial ieșită din cadru.Cerc perlat exterior. | Muzeul Olteniei, Craiova                               | Cimec    |
|      | Accea Autor: Mehmed I                                    | Datare: Anul Hegirei (816-824) Școală: Edirne Descoperit: jud. Mehedinți, com. Dudașul Schelei, Drobeta-Turnu Severin, Via Fermei, nr. 9 I.A.S Material: argint                            | Descriere avers: Sultan bin sultan/ Mehmed bin/ Bayezid han. Cerc perlat exterior. Descriere revers: Duribe Edirne 816/ hullide mϋlkϋhϋ/ zîde umrϋhϋ. Cerc perlat exterior. | Muzeul Olteniei, Craiova                               | Cimec    |
|      | Accea Autor: Mehmed I                                    | Datare: Anul Hegirei (816-824) Școală: Edirne Descoperit: jud. Mehedinți, com. Dudașul Schelei, Drobeta-Turnu Severin, Via Fermei, nr. 9 I.A.S Material: argint                            | Descriere avers: Sultan bin sultan/ Mehmed bin/ Bayezid han. Cerc perlat exterior. Descriere revers: Duribe Edirne 816/ hullide mϋlkϋhϋ/ zîde umrϋhϋ. Cerc perlat exterior. | Muzeul Olteniei, Craiova                               | Cimec    |
|      | Accea Autor: Mehmed I                                    | Datare: Anul Hegirei (816-824) Școală: Edirne Descoperit: jud. Mehedinți, com. Dudașul Schelei, Drobeta-Turnu Severin, Via Fermei, nr. 9 I.A.S Material: argint                            | Descriere avers: Sultan bin sultan/ Mehmed bin/ Bayezid han. Cerc perlat exterior. Descriere revers: Duribe Edirne 816/ hullide mϋlkϋhϋ/ zîde umrϋhϋ. Cerc perlat exterior. | Muzeul Olteniei, Craiova                               | Cimec    |
|      | Accea Autor: Mehmed I                                    | Datare: Anul Hegirei (816-824) Școală: Edirne Descoperit: jud. Mehedinți, com. Dudașul Schelei, Drobeta-Turnu Severin, Via Fermei, nr. 9 I.A.S Material: argint                            | Descriere avers: Sultan bin sultan/ Mehmed bin/ Bayezid han. Cerc perlat exterior. Descriere revers: Duribe Edirne 816/ hullide mϋlkϋhϋ/ zîde umrϋhϋ. Cerc perlat exterior. | Muzeul Olteniei, Craiova                               | Cimec    |
|      | Accea Autor: Mehmed I                                    | Datare: Anul Hegirei (816-824) Școală: Amasya Descoperit: jud. Mehedinți, com. Dudașul Schelei, Drobeta-Turnu Severin, Via Fermei, nr. 9 I.A.S Material: argint                            | Descriere avers: Sultanbin sultan/ Mehmed bin/ Bayezid han. Cerc perlat exterior. Găurită. Descriere revers: Duribe Amasya 816/ hullide mϋlkϋhϋ/ zîde umrϋhϋ. Cerc perlat exterior. Găurită. | Muzeul Olteniei, Craiova                               | Cimec    |
|      | Accea Autor: Mehmed I                                    | Datare: Anul Hegirei (816-824) Școală: Bursa Descoperit: jud. Mehedinți, com. Dudașul Schelei, Drobeta-Turnu Severin, Via Fermei, nr. 9 I.A.S Material: argint                             | Descriere avers: Sultan bin sultan/ Mehmed bin/ Bayezid han. Cerc perlat exterior. Descriere revers: Duribe Bursa 816/ hullide mϋlkϋhϋ/ zîde umrϋhϋ. Cerc perlat exterior. | Muzeul Olteniei, Craiova                               | Cimec    |
|      | Accea Autor: Mehmed I                                    | Datare: Anul Hegirei (816-824) Școală: Ayaslîk Descoperit: jud. Mehedinți, com. Dudașul Schelei, Drobeta-Turnu Severin, Via Fermei, nr. 9 I.A.S Material: argint                           | Descriere avers: Sultan bin sultan /Mehmed bin/ Bayezid han. Legenda parțial șterasă și parțial ieșită din cadru. Cerc perlat exterior. Descriere revers: Duribe Ayaslîk 816/ hullide mϋlkϋhϋ/ zîde umrϋhϋ. Cerc perlat exterior. Muchia monedei este dantelată. | Muzeul Olteniei, Craiova                               | Cimec    |
|      | Accea Autor: Mehmed I                                    | Datare: Anul Hegirei (816-824) Școală: Ayaslîk Descoperit: jud. Mehedinți, com. Dudașul Schelei, Drobeta-Turnu Severin, Via Fermei, nr. 9 I.A.S Material: argint                           | Descriere avers: Sultan bin sultan/ Mehmed bin/ Bayezid han. Cerc perlat exterior. Descriere revers: Duribe Ayaslîk 816/ hullide mϋlkϋhϋ/ zîde umrϋhϋ. Legenda parțial ieșită din cadru la avers. Cerc perlat exterior. | Muzeul Olteniei, Craiova                               | Cimec    |
|      | Accea Autor: Mehmed I                                    | Datare: Anul Hegirei (816-824) Școală: Balad Descoperit: jud. Mehedinți, com. Dudașul Schelei, Drobeta-Turnu Severin, Via Fermei, nr. 9 I.A.S Material: argint                             | Descriere avers: Sultan bin sultan/ Mehmed bin/ Bayezid han. Legenda parțial ieșită din cadru, din batere. Cerc perlat exterior. Descriere revers: Duribe Balad 816/ hullide mϋlkϋhϋ/ zîde umrϋhϋ. Legenda parțial ieșită din cadru, din batere. Cerc perlat exterior. | Muzeul Olteniei, Craiova                               | Cimec    |
|      | Accea Autor: Mehmed I                                    | Datare: Anul Hegirei (816-824) Școală: Nedeterminat Descoperit: jud. Mehedinți, com. Dudașul Schelei, Drobeta-Turnu Severin, Via Fermei, nr. 9 I.A.S Material: argint                      | Descriere avers: Sultan bin sultan/ Mehmed bin/ Bayezid han. Legenda parțial ștearsă în centru. Cerc perlat exterior. Descriere revers: Duribe (șters) 816/ hullide mϋlkϋhϋ/ zîde umrϋhϋ. Legenda parțial ștearsă în centru. Cerc perlat exterior. Muchia este dantelată pe margini. | Muzeul Olteniei, Craiova                               | Cimec    |
|      | Groș sârbesc Autor: Lazarevici, Ștefan                   | Datare: 1402-1427 Școală: Serbia de Nord Descoperit: jud. Mehedinți, com. Dudașul Schelei, Drobeta-Turnu Severin, Via Fermei, nr. 9 I.A.S Material: argint                                 | Descriere avers: Inscripție chirilică, care este separată prin mai multe linii, cerc perlat exterior. Descriere revers: Isus Cristos, nimbat, cu mâna dreaptă pentru binecuvântare, ținând în mâna stângă Evanghelia, în picioare din față, încadrat de mandorlă, de o parte și de alta la mijloc IC-XC, cerc perlat exterior. Legendă revers: IC-XC | Muzeul Olteniei, Craiova                               | Cimec    |
|      | Groș sârbesc Autor: Lazarevici, Ștefan                   | Datare: 1402-1427 Școală: Serbia de Nord Descoperit: jud. Mehedinți, com. Dudașul Schelei, Drobeta-Turnu Severin, Via Fermei, nr. 9 I.A.S Material: argint                                 | Descriere avers: Inscripție chirilică pe trei rânduri orizontale, separate prin rozete și alte motive (flori de crini, parțial șterse), cerc perlat exterior. Descriere revers: Crist stând pe scaunul de judecată, având cele două brațe cu flori de crini, cu nimb cruciat, binecuvântează cu mâna dreaptă iar în stânga ține Evanghelia; de o parte și de alta IC-XC; cerc perlat exterior. Legendă revers: IC-XC | Muzeul Olteniei, Craiova                               | Cimec    |
|      | Groș sârbesc Autor: Lazarevici, Ștefan                   | Datare: 1402-1427 Școală: Serbia de Nord Descoperit: jud. Mehedinți, com. Dudașul Schelei, Drobeta-Turnu Severin, Via Fermei, nr. 9 I.A.S Material: argint                                 | Descriere avers: Inscripție chirilică pe trei rânduri orizontale, separate prin rozete și alte motive (flori de crini, parțial șterse), cerc perlat exterior. Descriere revers: Crist stând pe scaunul de judecată, având cele două brațe cu flori de crini, cu nimb cruciat, binecuvântează cu mâna dreaptă iar în stânga ține Evanghelia;de o parte și de alta IC-XC; cerc perlat exterior. Legendă revers: IC-XC | Muzeul Olteniei, Craiova                               | Cimec    |
|      | Groș sârbesc Autor: Lazarevici, Ștefan                   | Datare: 1402-1427 Școală: Serbia de Nord Descoperit: jud. Mehedinți, com. Dudașul Schelei, Drobeta-Turnu Severin, Via Fermei, nr. 9 I.A.S Material: argint                                 | Descriere avers: Inscripție chirilică pe trei rânduri orizontale, separate prin rozete și alte motive (flori de crini, parțial șterse), cerc perlat exterior. Descriere revers: Crist stând pe scaunul de judecată, având cele două brațe cu flori de crini, cu nimb cruciat, binecuvântează cu mâna dreaptă iar în stânga ține Evanghelia; jilțul împărătesc este decorat de o parte și de alta cu trei puncte plasate vertical de o parte și de alta; de o parte și de alta IC-XC; cerc perlat exterior. Legendă revers: IC-XC | Muzeul Olteniei, Craiova                               | Cimec    |
|      | Groș sârbesc Autor: Lazarevici, Ștefan                   | Datare: 1402-1427 Școală: Serbia de Nord Descoperit: jud. Mehedinți, com. Dudașul Schelei, Drobeta-Turnu Severin, Via Fermei, nr. 9 I.A.S Material: argint                                 | Descriere avers: Inscripție chirilică pe trei rânduri orizontale, separate prin rozete și alte motive (flori de crini, șterse în bună parte), cerc perlat exterior. Descriere revers: Crist stând pe scaunul de judecată, având cele două brațe cu flori de crini, cu nimb cruciat, binecuvântează cu mâna dreaptă iar în stânga ține Evanghelia; o parte din elementele jilțului sunt în afara cadrului; de o parte și de alta IC-XC; cerc perlat exterior. Legendă revers: IC-XC | Muzeul Olteniei, Craiova                               | Cimec    |
|      | Groș sârbesc Autor: Lazarevici, Ștefan                   | Datare: 1402-1427 Școală: Serbia de Nord Descoperit: jud. Mehedinți, com. Dudașul Schelei, Drobeta-Turnu Severin, Via Fermei, nr. 9 I.A.S Material: argint                                 | Descriere avers: Inscripție chirilică pe trei rânduri orizontale, separate prin rozete și alte motive (flori de crini, parțial șterse), cerc perlat exterior. Descriere revers: Crist stând pe scaunul de judecată, având cele două brațe cu flori de crini, cu nimb cruciat, binecuvântează cu mâna dreaptă iar în stânga ține Evanghelia; jilțul împărătesc este decorat de o parte și de alta cu trei puncte plasate vertical de o parte și de alta. O parte din imagine (stânga jos) în afara cadrului monedei; de o parte și de altaIC-XC, (I)– șters probabil din circulație; cerc perlat exterior. Legendă revers: IC-XC | Muzeul Olteniei, Craiova                               | Cimec    |
|      | Groș sârbesc Autor: Lazarevici, Ștefan                   | Datare: 1402-1427 Școală: Serbia de Nord Descoperit: jud. Mehedinți, com. Dudașul Schelei, Drobeta-Turnu Severin, Via Fermei, nr. 9 I.A.S Material: argint                                 | Descriere avers: Inscripție chirilică pe trei rânduri orizontale, separate prin rozete și alte motive (flori de crini la rândul din mijloc), cerc perlat exterior. Descriere revers: Crist stând pe scaunul de judecată, având cele două brațe cu flori de crini, cu nimb cruciat, binecuvântează cu mâna dreaptă iar în stânga ține Evanghelia; jilțul împărătesc este decorat de o parte și de alta cu trei puncte plasate vertical de o parte și de alta; de o parte și de alta IC-XC; cerc perlat exterior. Legendă revers: IC-XC | Muzeul Olteniei, Craiova                               | Cimec    |
|      | Groș sârbesc Autor: Lazarevici, Ștefan                   | Datare: 1402-1427 Școală: Serbia de Nord Descoperit: jud. Mehedinți, com. Dudașul Schelei, Drobeta-Turnu Severin, Via Fermei, nr. 9 I.A.S Material: argint                                 | Descriere avers: Inscripție chirilică pe trei rânduri orizontale, separate prin rozete și alte motive (flori de crini la rândul din mijloc), cerc perlat exterior. Descriere revers: Crist stând pe scaunul de judecată, având cele două brațe cu flori de crini, cu nimb cruciat, binecuvântează cu mâna dreaptă iar în stânga ține Evanghelia; jilțul împărătesc este decorat de o parte și de alta cu trei puncte plasate vertical de o parte și de alta; de o parte și de alta IC-XC; cerc perlat exterior. Legendă revers: IC-XC | Muzeul Olteniei, Craiova                               | Cimec    |
|      | Groș sârbesc Autor: Lazarevici, Ștefan                   | Datare: 1402-1427 Școală: Serbia de Nord Descoperit: jud. Mehedinți, com. Dudașul Schelei, Drobeta-Turnu Severin, Via Fermei, nr. 9 I.A.S Material: argint                                 | Descriere avers: Inscripție chirilică pe trei rânduri orizontale, separate prin rozete și alte motive (flori de crini la rândul din mijloc), cerc perlat exterior. Descriere revers: Crist stând pe scaunul de judecată, având cele două brațe cu flori de crini, cu nimb cruciat, binecuvântează cu mâna dreaptă iar în stânga ține Evanghelia; jilțul împărătesc este decorat de o parte și de alta cu trei puncte plasate vertical de o parte și de alta; de o parte și de alta IC-XC; cerc perlat exterior. Legendă revers: IC-XC | Muzeul Olteniei, Craiova                               | Cimec    |
|      | Groș sârbesc Autor: Lazarevici, Ștefan                   | Datare: 1402-1427 Școală: Serbia de Nord Descoperit: jud. Mehedinți, com. Dudașul Schelei, Drobeta-Turnu Severin, Via Fermei, nr. 9 I.A.S Material: argint                                 | Descriere avers: Inscripție chirilică pe trei rânduri orizontale, separate prin rozete și alte motive (flori de crini la rândul din mijloc), cerc perlat exterior. Descriere revers: Crist stând pe scaunul de judecată, având cele două brațe cu flori de crini, cu nimb cruciat, binecuvântează cu mâna dreaptă iar în stânga ține Evanghelia; jilțul împărătesc este decorat de o parte și de alta cu trei puncte plasate vertical de o parte și de alta; de o parte și de alta IC-XC; cerc perlat exterior. Legendă revers: IC-XC | Muzeul Olteniei, Craiova                               | Cimec    |
|      | Groș sârbesc Autor: Lazarevici, Ștefan                   | Datare: 1402-1427 Școală: Serbia de Nord Descoperit: jud. Mehedinți, com. Dudașul Schelei, Drobeta-Turnu Severin, Via Fermei, nr. 9 I.A.S Material: argint                                 | Descriere avers: Inscripție chirilică pe trei rânduri orizontale, separate prin rozete și alte motive (flori de crini la rândul din mijloc), cerc perlat exterior. Descriere revers: Stând pe scaunul de judecată, având cele două brațe cu flori de crini, cu nimb cruciat, binecuvântează cu mâna dreaptă iar în stânga ține Evanghelia; jilțul împărătesc este decorat de o parte și de alta cu trei puncte plasate vertical de o parte și de alta; de o parte și de alta IC-XC; cerc perlat exterior. Legendă revers: IC-XC | Muzeul Olteniei, Craiova                               | Cimec    |
|      | Groș sârbesc Autor: Lazarevici, Ștefan                   | Datare: 1402-1427 Școală: Serbia de Nord Descoperit: jud. Mehedinți, com. Dudașul Schelei, Drobeta-Turnu Severin, Via Fermei, nr. 9 I.A.S Material: argint                                 | Descriere avers: Legendă circulară, cerc perlat exterior. În câmp, țarul Ștefan Lazarevici cu spada cu vârful în sus, în mâna dreaptă și globul cruciger în mâna stângă; în dreapta țarului, patru puncte globulare așezate sub formă de cruce. Descriere revers: Isus Cristos cu nimb perlat și cruciat) cu mâna dreaptă pentru binecuvântare, ținând în mâna stângă Evanghelia, în picioare din față, încadrat de mandorlă, de o parte și de alta la mijloc IC-XC; cerc perlat exterior. Legendă revers: IC-XC | Muzeul Olteniei, Craiova                               | Cimec    |
|      | Groș sârbesc Autor: Lazarevici, Ștefan                   | Datare: 1402-1427 Școală: Serbia de Nord Descoperit: jud. Mehedinți, com. Dudașul Schelei, Drobeta-Turnu Severin, Via Fermei, nr. 9 I.A.S Material: argint                                 | Descriere avers: Inscripție chirilică, care este scrisă între brațele unei cruci, cerc perlat exterior. Legendă revers: Descriere revers: Isus Cristos (cu nimb perlat și cruciat) cu mâna dreaptă pentru binecuvântare, ținând în mâna stângă Evanghelia, în picioare din față, încadrat de mandorlă, de o parte și de alta la mijloc IC-XC; cerc perlat exterior. Legendă revers: IC-XC | Muzeul Olteniei, Craiova                               | Cimec    |
|      | Groș sârbesc Autor: Lazarevici, Ștefan                   | Datare: 1402-1427 Școală: Serbia de Nord Descoperit: jud. Mehedinți, com. Dudașul Schelei, Drobeta-Turnu Severin, Via Fermei, nr. 9 I.A.S Material: argint                                 | Descriere avers: Inscripție chirilică, care este scrisă între brațele unei cruci, cerc perlat exterior. Legendă revers: Descriere revers: Isus Cristos (cu nimb perlat și cruciat) cu mâna dreaptă pentru binecuvântare, ținând în mâna stângă Evanghelia, în picioare din față, încadrat de mandorlă, de o parte și de alta la mijloc IC-XC; cerc perlat exterior. Legendă revers: IC-XC | Muzeul Olteniei, Craiova                               | Cimec    |
|      | Groș sârbesc Autor: Lazarevici, Ștefan                   | Datare: 1402-1427 Școală: Serbia de Nord Descoperit: jud. Mehedinți, com. Dudașul Schelei, Drobeta-Turnu Severin, Via Fermei, nr. 9 I.A.S Material: argint                                 | Descriere avers: Inscripție chirilică, care este scrisă între brațele unei cruci, cerc perlat exterior. Legendă revers: Descriere revers: Isus Cristos (cu nimb perlat și cruciat) cu mâna dreaptă pentru binecuvântare, ținând în mâna stângă Evanghelia, în picioare din față, încadrat de mandorlă, de o parte și de alta la mijloc IC-XC; cerc perlat exterior. Legendă revers: IC-XC | Muzeul Olteniei, Craiova                               | Cimec    |
|      | Groș sârbesc Autor: Lazarevici, Ștefan                   | Datare: 1402-1427 Școală: Serbia de Nord Descoperit: jud. Mehedinți, com. Dudașul Schelei, Drobeta-Turnu Severin, Via Fermei, nr. 9 I.A.S Material: argint                                 | Descriere avers: Inscripție chirilică, care este scrisă între brațele unei cruci, cerc perlat exterior. Legendă revers: Descriere revers: Isus Cristos (cu nimb perlat și cruciat) cu mâna dreaptă pentru binecuvântare, ținând în mâna stângă Evanghelia, în picioare din față, încadrat de mandorlă, de o parte și de alta la mijloc IC-XC; cerc perlat exterior. Legendă revers: IC-XC | Muzeul Olteniei, Craiova                               | Cimec    |
|      | Groș sârbesc Autor: Lazarevici, Ștefan                   | Datare: 1402-1427 Școală: Serbia de Nord Descoperit: jud. Mehedinți, com. Dudașul Schelei, Drobeta-Turnu Severin, Via Fermei, nr. 9 I.A.S Material: argint                                 | Descriere avers: Inscripție chirilică, care este scrisă între brațele unei cruci, cerc perlat exterior. Legendă revers: Descriere revers: Isus Cristos (cu nimb perlat și cruciat) cu mâna dreaptă pentru binecuvântare, ținând în mâna stângă Evanghelia, în picioare din față, încadrat de mandorlă, de o parte și de alta la mijloc IC-XC; cerc perlat exterior. Legendă revers: IC-XC | Muzeul Olteniei, Craiova                               | Cimec    |
|      | Groș sârbesc Autor: Lazarevici, Ștefan                   | Datare: 1402-1427 Școală: Serbia de Nord Descoperit: jud. Mehedinți, com. Dudașul Schelei, Drobeta-Turnu Severin, Via Fermei, nr. 9 I.A.S Material: argint                                 | Descriere avers: Inscripție chirilică, care este scrisă între brațele unei cruci, cerc perlat exterior. Legendă revers: Descriere revers: Isus Cristos (cu nimb perlat și cruciat) cu mâna dreaptă pentru binecuvântare, ținând în mâna stângă Evanghelia, în picioare din față, încadrat de mandorlă, de o parte și de alta la mijloc IC-XC; cerc perlat exterior. Legendă revers: IC-XC | Muzeul Olteniei, Craiova                               | Cimec    |
|      | Groș sârbesc Autor: Lazarevici, Ștefan                   | Datare: 1402-1427 Școală: Serbia de Nord Descoperit: jud. Mehedinți, com. Dudașul Schelei, Drobeta-Turnu Severin, Via Fermei, nr. 9 I.A.S Material: argint                                 | Descriere avers: Inscripție chirilică pe trei rânduri orizontale, separate prin rozete și alte motive (flori de crini la rândul din mijloc), cerc perlat exterior. Legendă revers: Descriere revers: Crist stând pe scaunul de judecată, având cele două brațe cu flori de crini, cu nimb cruciat, binecuvântează cu mâna dreaptă iar în stânga ține Evanghelia; jilțul împărătesc este decorat de o parte și de alta cu trei puncte plasate vertical de o parte și de alta; de o parte și de alta IC-XC; cerc perlat exterior. Legendă revers: IC-XC | Muzeul Olteniei, Craiova                               | Cimec    |
|      | Groș sârbesc Autor: Lazarevici, Ștefan                   | Datare: 1402-1427 Școală: Serbia de Nord Descoperit: jud. Mehedinți, com. Dudașul Schelei, Drobeta-Turnu Severin, Via Fermei, nr. 9 I.A.S Material: argint                                 | Descriere avers: Inscripție chirilică pe trei rânduri orizontale, separate prin rozete și alte motive (flori de crini la rândul din mijloc), cerc perlat exterior. Descriere revers: Crist stând pe scaunul de judecată, având cele două brațe cu flori de crini, cu nimb cruciat, binecuvântează cu mâna dreaptă iar în stânga ține Evanghelia; jilțul împărătesc este decorat de o parte și de alta cu trei puncte plasate vertical de o parte și de alta; de o parte și de alta IC-XC; cerc perlat exterior. Legendă revers: IC-XC | Muzeul Olteniei, Craiova                               | Cimec    |
|      | Groș sârbesc Autor: Lazarevici, Ștefan                   | Datare: 1402-1427 Școală: Serbia de Nord Descoperit: jud. Mehedinți, com. Dudașul Schelei, Drobeta-Turnu Severin, Via Fermei, nr. 9 I.A.S Material: argint                                 | Descriere avers: În câmp este vultur bicefal cu aripile deschise; cerc perlat exterior incomplet. Descriere revers: Isus Cristos (nimb perlat și cruciat) cu mâna dreaptă pentru binecuvântare, ținând în mâna stângă Evanghelia, în picioare din față, încadrat de mandorlă, de o parte și de alta la mijloc IC-XC. De o parte și de alta a mandorlei este câte o floare de crin, cea din stânga lui Isus este ștearsă parțial; deasupra florilor de crin și sub ele este câte un grup de trei perle așezate în forma unui tringhi isoscel ; cerc perlat exterior. Legendă revers: IC-XC | Muzeul Olteniei, Craiova                               | Cimec    |
|      | Groș sârbesc Autor: Lazarevici, Ștefan                   | Datare: 1402-1427 Școală: Serbia de Nord Descoperit: jud. Mehedinți, com. Dudașul Schelei, Drobeta-Turnu Severin, Via Fermei, nr. 9 I.A.S Material: argint                                 | Descriere avers: În câmp este vultur bicefal cu aripile deschise; cerc perlat exterior incomplet. Descriere revers: Isus Cristos (nimb perlat și cruciat) cu mâna dreaptă pentru binecuvântare, ținând în mâna stângă Evanghelia, în picioare din față, încadrat de mandorlă, de o parte și de alta la mijloc IC-XC. De o parte și de alta a mandorlei este câte o floare de crin, cea din stânga lui Isus în afara cadrului; cerc perlat exterior. Legendă revers: IC-XC | Muzeul Olteniei, Craiova                               | Cimec    |
|      | Groș sârbesc Autor: Lazarevici, Ștefan                   | Datare: 1402-1427 Școală: Serbia de Nord Descoperit: jud. Mehedinți, com. Dudașul Schelei, Drobeta-Turnu Severin, Via Fermei, nr. 9 I.A.S Material: argint                                 | Descriere avers: În câmp este vultur bicefal cu aripile deschise; cerc perlat exterior. Descriere revers: Isus Cristos (nimb perlat și cruciat) cu mâna dreaptă pentru binecuvântare, ținând în mâna stângă Evanghelia, în picioare din față, încadrat de mandorlă, de o parte și de alta la mijloc IC-XC. La stânga lui Isus sunt 2 stele; cerc perlat exterior. Legendă revers: IC-XC | Muzeul Olteniei, Craiova                               | Cimec    |
|      | Groș sârbesc Autor: Lazarevici, Ștefan                   | Datare: 1402-1427 Școală: Serbia de Nord Descoperit: jud. Mehedinți, com. Dudașul Schelei, Drobeta-Turnu Severin, Via Fermei, nr. 9 I.A.S Material: argint                                 | Descriere avers: În câmp este vultur bicefal cu aripile deschise; cerc perlat exterior. Descriere revers: Isus Cristos (nimb perlat și cruciat) cu mâna dreaptă pentru binecuvântare, ținând în mâna stângă Evanghelia, în picioare din față, încadrat de mandorlă, de o parte și de alta la mijloc IC-XC. În mandorlă, la dreapta lui Isus sunt 3 stele, iar la stânga sunt 2 stele; cerc perlat exterior. Legendă revers: IC-XC | Muzeul Olteniei, Craiova                               | Cimec    |
|      | Groș sârbesc Autor: Lazarevici, Ștefan                   | Datare: 1402-1427 Școală: Serbia de Nord Descoperit: jud. Mehedinți, com. Dudașul Schelei, Drobeta-Turnu Severin, Via Fermei, nr. 9 I.A.S Material: argint                                 | Descriere avers: Inscripția este scrisă în chirilică pe trei rânduri orizontale, la rândul de jos în stânga sunt trei perle, dispuse sub formă de triunghi, 2 sus și 1 jos; cerc perlat exterior. Descriere revers: Isus Cristos (nimb perlat și cruciat) cu mâna dreaptă pentru binecuvântare, ținând în mâna stângă Evanghelia, în picioare din față, încadrat de mandorlă, de o parte și de alta la mijloc IC-XC; cerc perlat exterior. Legendă revers: IC-XC | Muzeul Olteniei, Craiova                               | Cimec    |
|      | Groș sârbesc Autor: Lazarevici, Ștefan                   | Datare: 1402-1427 Școală: Serbia de Nord Descoperit: jud. Mehedinți, com. Dudașul Schelei, Drobeta-Turnu Severin, Via Fermei, nr. 9 I.A.S Material: argint                                 | Descriere avers: Inscripția este scrisă în chirilică pe patru rânduri orizontale cu ultima literă parțial în afara cadrului, cerc perlat exterior. Descriere revers: Isus Cristos (nimb perlat și cruciat) cu mâna dreaptă pentru binecuvântare, ținând în mâna stângă Evanghelia, în picioare din față, încadrat de mandorlă, de o parte și de alta la mijloc IC-XC; cerc perlat exterior. Legendă revers: IC-XC | Muzeul Olteniei, Craiova                               | Cimec    |
|      | Ducat                                                    | Datare: Sf. sec. XIV Școală: Târgoviște Descoperit: jud. Dolj, com. Calopăr, Bâzdana Material: argint                                                                                      | Descriere avers: Mircea purtând coroană cu mai multe fleuroane, surcota ajustată pe trup și prinsă cu nasturi ce se prelungește cu o jupă plisată, purtând pe umeri o mantie căptușită cu hermină; ține în mâna dreaptă spada cu vârful în sus, înclinată, iar în stânga globul cruciger. Cerc perlat exterior. Descriere revers: Bust Isus Cristos cu nimbul cruciat, acordând binecuvântarea și ținând în mâna stângă Evanghelia la piept Legendă revers: Șters - XC | Muzeul Olteniei. Secția de Istorie-Arheologie, Craiova | Cimec    |
|      | Ducat                                                    | Datare: Sf. sec. XIV Școală: Târgoviște Descoperit: jud. Dolj, com. Calopăr, Bâzdana Material: argint                                                                                      | Descriere avers: Mircea purtând coroană cu mai multe fleuroane, surcota ajustată pe trup și prinsă cu nasturi ce se prelungește cu o jupă plisată, purtând pe umeri o mantie căptușită cu hermină; ține în mâna dreaptă spada cu vârful în sus, dreaptă, iar în stânga globul cruciger. Cerc perlat exterior. Descriere revers: Bust Isus Cristos cu nimbul cruciat, acordând binecuvântarea și ținând în mâna stângă Evanghelia la piept Legendă revers: În părți IC - XC | Muzeul Olteniei. Secția de Istorie-Arheologie, Craiova | Cimec    |
|      | Ducat                                                    | Datare: Sf. sec. XIV Școală: Târgoviște Descoperit: jud. Dolj, com. Calopăr, Bâzdana Material: argint                                                                                      | Descriere avers: Mircea purtând coroană cu mai multe fleuroane, surcota ajustată pe trup și prinsă cu nasturi ce se prelungește cu o jupă plisată, purtând pe umeri o mantie căptușită cu hermină; ține în mâna dreaptă spada cu vârful în sus, dreaptă, iar în stânga globul cruciger. Cerc perlat exterior. Descriere revers: Bust Isus Cristos cu nimbul cruciat, acordând binecuvântarea și ținând în mâna stângă Evanghelia la piept Legendă revers: În părți IC - XC | Muzeul Olteniei. Secția de Istorie-Arheologie, Craiova | Cimec    |
|      | Ducat                                                    | Datare: Sf. sec. XIV Școală: Târgoviște Descoperit: jud. Dolj, com. Calopăr, Bâzdana Material: argint                                                                                      | Descriere avers: Mircea purtând coroană cu mai multe fleuroane, surcota ajustată pe trup și prinsă cu nasturi ce se prelungește cu o jupă plisată, purtând pe umeri o mantie căptușită cu hermină; ține în mâna dreaptă spada cu vârful în sus, înclinată, iar în stânga globul cruciger. Cerc perlat exterior. Descriere revers: Bust Isus Cristos cu nimbul cruciat, acordând binecuvântarea și ținând în mâna stângă Evanghelia la piept. Cerc perlat exterior. Legendă revers: În părți IC - XC | Muzeul Olteniei. Secția de Istorie-Arheologie, Craiova | Cimec    |
|      | Ducat                                                    | Datare: Sf. sec. XIV Școală: Târgoviște Descoperit: jud. Dolj, com. Calopăr, Bâzdana Material: argint                                                                                      | Descriere avers: Mircea purtând coroană cu mai multe fleuroane, surcota ajustată pe trup și prinsă cu nasturi ce se prelungește cu o jupă plisată, purtând pe umeri o mantie căptușită cu hermină; ține în mâna dreaptă spada cu vârful în sus, dreaptă, iar în stânga globul cruciger. Cerc perlat exterior. Descriere revers: Bust Isus Cristos cu nimbul cruciat, acordând binecuvântarea și ținând în mâna stângă Evanghelia la piept. În părți IC - XC. O stea cu cinci raze în stânga sus. Stea cu 5 raze deasupra inscripției IC. Cerc perlat exterior. În părți IC – (X ieșit din cadru, din batere). Legendă revers: În părți IC - XC | Muzeul Olteniei. Secția de Istorie-Arheologie, Craiova | Cimec    |
|      | Ducat                                                    | Datare: Sf. sec. XIV Școală: Târgoviște Descoperit: jud. Dolj, com. Calopăr, Bâzdana Material: argint                                                                                      | Descriere avers: Mircea purtând coroană cu mai multe fleuroane, surcota ajustată pe trup și prinsă cu nasturi ce se prelungește cu o jupă plisată, ține în mâna dreaptă spada cu vârful în sus, dreaptă, iar în stânga globul cruciger. Cerc perlat exterior. Siglă la stânga jos. Descriere revers: Bust Isus Cristos cu nimbul cruciat, acordând binecuvântarea și ținând în mâna stângă Evanghelia la piept Legendă revers: În părți IC - XC | Muzeul Olteniei. Secția de Istorie-Arheologie, Craiova | Cimec    |
|      | Ducat                                                    | Datare: Sf. sec. XIV Școală: Târgoviște Descoperit: jud. Dolj, com. Calopăr, Bâzdana Material: argint                                                                                      | Descriere avers: Mircea purtând coroană cu mai multe fleuroane, surcota ajustată pe trup și prinsă cu nasturi ce se prelungește cu o jupă plisată, purtând pe umeri o mantie căptușită cu hermină; ține în mâna dreaptă spada cu vârful în sus, dreaptă, iar în stânga globul cruciger. Cerc perlat exterior. Descriere revers: Bust Isus Cristos cu nimbul cruciat, acordând binecuvântarea și ținând în mâna stângă Evanghelia la piept. Cerc perlat exterior. În părți IC – X(C - ieșit din cadru). Legendă revers: În părți IC - XC | Muzeul Olteniei. Secția de Istorie-Arheologie, Craiova | Cimec    |
|      | Ducat                                                    | Datare: Sf. sec. XIV Școală: Târgoviște Descoperit: jud. Dolj, com. Calopăr, Bâzdana Material: argint                                                                                      | Descriere avers: Mircea purtând coroană cu mai multe fleuroane, surcota ajustată pe trup și prinsă cu nasturi ce se prelungește cu o jupă plisată, ține în mâna dreaptă spada cu vârful în sus iar în stânga globul cruciger. Cerc perlat exterior. Siglă la stânga jos. Descriere revers: Bust Isus Cristos cu nimbul cruciat, acordând binecuvântarea și ținând în mâna stângă Evanghelia la piept. Cerc perlat exterior. Legendă revers: În părți IC - XC | Muzeul Olteniei. Secția de Istorie-Arheologie, Craiova | Cimec    |
|      | Ducat                                                    | Datare: Sf. sec. XIV Școală: Târgoviște Descoperit: jud. Dolj, com. Calopăr, Bâzdana Material: argint                                                                                      | Descriere avers: Mircea purtând coroană cu mai multe fleuroane, surcota ajustată pe trup și prinsă cu nasturi ce se prelungește cu o jupă plisată, ține în mâna dreaptă spada cu vârful în sus, dreaptă, iar în stânga globul cruciger. Cerc perlat exterior. Siglă la stânga jos. Descriere revers: : Bust Isus Cristos cu nimbul cruciat, acordând binecuvântarea și ținând în mâna stângă Evanghelia la piept. Cerc perlat exterior. Legendă revers: În părți IC - XC | Muzeul Olteniei. Secția de Istorie-Arheologie, Craiova | Cimec    |
|      | Ducat                                                    | Datare: Sf. sec. XIV Școală: Târgoviște Descoperit: jud. Dolj, com. Calopăr, Bâzdana Material: argint                                                                                      | Descriere avers: Mircea purtând coroană cu mai multe fleuroane, surcota ajustată pe trup și prinsă cu nasturi ce se prelungește cu o jupă plisată, ține în mâna dreaptă spada cu vârful în sus, înclinată, iar în stânga globul cruciger. Cerc perlat exterior. Siglă la stânga jos. Descriere revers: Bust Isus Cristos cu nimbul cruciat, acordând binecuvântarea și ținând în mâna stângă Evanghelia la piept. Cerc perlat exterior. Legendă revers: În părți IC - XC | Muzeul Olteniei. Secția de Istorie-Arheologie, Craiova | Cimec    |
|      | Ducat                                                    | Datare: Sf. sec. XIV Școală: Târgoviște Descoperit: jud. Dolj, com. Calopăr, Bâzdana Material: argint                                                                                      | Descriere avers: Mircea purtând coroană cu mai multe fleuroane, surcota ajustată pe trup și prinsă cu nasturi ce se prelungește cu o jupă plisată, ține în mâna dreaptă spada cu vârful în sus, înclinată, iar în stânga globul cruciger. Cerc perlat exterior. Siglă la stânga jos. Descriere revers: Bust Isus Cristos cu nimbul cruciat, acordând binecuvântarea și ținând în mâna stângă Evanghelia la piept. Legendă revers: În părți IC - XC | Muzeul Olteniei. Secția de Istorie-Arheologie, Craiova | Cimec    |
|      | Ducat                                                    | Datare: Sf. sec. XIV Școală: Târgoviște Descoperit: jud. Dolj, com. Calopăr, Bâzdana Material: argint                                                                                      | Descriere avers: Mircea purtând coroană cu mai multe fleuroane, surcota ajustată pe trup și prinsă cu nasturi ce se prelungește cu o jupă plisată, ține în mâna dreaptă spada cu vârful în sus, iar în stânga globul cruciger, siglă. Cerc perlat exterior. Dublă batere două spade, dintre care cea de-a doua înclinată. Descriere revers: Bust Isus Cristos cu nimbul cruciat, acordând binecuvântarea și ținând în mâna stângă Evanghelia la piept. În părți (IC) – XC. Dublă batere parțial figura lui Isus. Cerc perlat exterior. Legendă revers: În afara cadrului (IC) – XC | Muzeul Olteniei. Secția de Istorie-Arheologie, Craiova | Cimec    |
|      | Ducat                                                    | Datare: Sf. sec. XIV Școală: Târgoviște Descoperit: jud. Dolj, com. Calopăr, Bâzdana Material: argint                                                                                      | Descriere avers: Mircea purtând coroană cu mai multe fleuroane, surcota ajustată pe trup și prinsă cu nasturi ce se prelungește cu o jupă plisată, purtând pe umeri o mantie căptușită cu hermină; ține în mâna dreaptă spada cu vârful în sus, dreaptă, iar în stânga globul cruciger. Cerc perlat exterior. Descriere revers: Bust Isus Cristos cu nimbul cruciat, acordând binecuvântarea și ținând în mâna stângă Evanghelia la piept. Cerc perlat exterior. Legendă revers: În părți IC - XC | Muzeul Olteniei. Secția de Istorie-Arheologie, Craiova | Cimec    |
|      | Ducat                                                    | Datare: Sf. sec. XIV Școală: Târgoviște Descoperit: jud. Dolj, com. Calopăr, Bâzdana Material: argint                                                                                      | Descriere avers: Mircea purtând coroană cu mai multe fleuroane, surcota ajustată pe trup și prinsă cu nasturi ce se prelungește cu o jupă plisată, purtând pe umeri o mantie căptușită cu hermină; ține în mâna dreaptă spada cu vârful în sus, dreaptă, iar în stânga globul cruciger. Cerc perlat exterior. Descriere revers: Bust Isus Cristos cu nimbul cruciat, acordând binecuvântarea și ținând în mâna stângă Evanghelia la piept; o parte din nimb și cap în afara cadrului. Cerc perlat exterior. Legendă revers: În părți IC – X(C- în afara cadrului) | Muzeul Olteniei. Secția de Istorie-Arheologie, Craiova | Cimec    |
|      | Ducat                                                    | Datare: Sf. sec. XIV Școală: Târgoviște Descoperit: jud. Dolj, com. Calopăr, Bâzdana Material: argint                                                                                      | Descriere avers: Mircea purtând coroană cu mai multe fleuroane, surcota ajustată pe trup și prinsă cu nasturi ce se prelungește cu o jupă plisată, purtând pe umeri o mantie căptușită cu hermină; ține în mâna dreaptă spada cu vârful în sus, dreaptă, iar în stânga globul cruciger; sub globul cruciger o stea cu 5 raze. Cerc perlat exterior. Descriere revers: Bust Isus Cristos cu nimbul cruciat, acordând binecuvântarea și ținând în mâna stângă Evanghelia la piept. Cerc perlat exterior. Legendă revers: În părți IC – X(C- parțial în afara cadrului). | Muzeul Olteniei. Secția de Istorie-Arheologie, Craiova | Cimec    |
|      | Ducat                                                    | Datare: Cca. 1415 Școală: Târgoviște Descoperit: jud. Dolj, com. Calopăr, Bâzdana Material: argint                                                                                         | Descriere avers: Mircea cel Bătrân în picioare, din față, purtând coroană deschisă cu o haină lungă de tip occidental, încheiată în nasturi, (surcotă),deasupra, și o mantie îmblănită, ține în mâna dreaptă suliță cu fierul ascuțit în poziție verticală, iar în mâna stângă stânga globul cruciger. Cerc perlat exterior. Descriere revers: Scut despicat și înclinat spre dreapta, în primul câmp fasciat (4 grinzi), în câmpul al doilea o siglă, timbrat pe colțul stâng de un coif în profil, spre dreapta, viziera deschisă; deasupra lui acvila cu aripile închise și capul întors spre o cruce cu brațe egale și ancorate. Cerc perlat exterior. | Muzeul Olteniei. Secția de Istorie-Arheologie, Craiova | Cimec    |
|      | Ducat                                                    | Datare: 1/4 sec. XV Școală: Turnu Severin Descoperit: jud. Dolj, com. Calopăr, Bâzdana Material: argint                                                                                    | Descriere avers: Legenda circulară. În centru Mircea în picioare, din față, poartă coroană, haină lungă cu 5 nasturi, centura dreaptă, simplă, lăsată mult pe șold, ține în dreapta vertical o lance cu un inel la mâner, chiar sub acesta. Cerc perlat exterior. Descriere revers: Legenda circulară, la centru scut înclinat spre dreapta despicat, câmpul I plin, câmpul II 3 fascii, timbrat de coif deschis în profil spre dreapta, în cimier acvilă cu aripile strânse. Cerc perlat exterior. | Muzeul Olteniei. Secția de Istorie-Arheologie, Craiova | Cimec    |
|      | Ducat                                                    | Datare: 1/4 sec. XV Școală: Turnu Severin Descoperit: jud. Dolj, com. Calopăr, Bâzdana Material: argint                                                                                    | Descriere avers: Legenda circulară. În centru Mircea în picioare, din față, poartă coroană, haină lungă cu 5 nasturi, centura dreaptă, simplă, lăsată mult pe șold, ține în dreapta vertical o lance cu un inel la mâner, chiar sub acesta. Cerc perlat exterior. Descriere revers: Legenda circulară la centru scut înclinat spre dreapta despicat, câmpul I plin, câmpul II 3 fascii, timbrat de coif deschis în profil spre dreapta, în cimier acvilă ca aripile strânse. Cerc perlat exterior. Legendă revers: Legendă parțial ștearsă și parțial în afara cadrului | Muzeul Olteniei. Secția de Istorie-Arheologie, Craiova | Cimec    |
|      | Ducat                                                    | Datare: 1/4 sec. XV Școală: Turnu Severin Descoperit: jud. Dolj, com. Calopăr, Bâzdana Material: argint                                                                                    | Descriere avers: Legenda circulară. În centru Mircea în picioare, din față, poartă coroană, haină lungă cu 5 nasturi, centura dreaptă, simplă, lăsată mult pe șold, ține în dreapta vertical o lance cu un inel la mâner, chiar sub acesta. Cerc perlat exterior. Descriere revers: Legenda circulară la centru scut înclinat spre dreapta despicat, câmpul I plin, câmpul II 3 fascii, timbrat de coif deschis în profil spre dreapta, în cimier acvilă ca aripile strânse. Cerc perlat exterior. Legendă revers: Legenda ștearsă probabil din circulație | Muzeul Olteniei. Secția de Istorie-Arheologie, Craiova | Cimec    |
|      | Ducat                                                    | Datare: 1/4 sec. XV Școală: Turnu Severin Descoperit: jud. Dolj, com. Calopăr, Bâzdana Material: argint                                                                                    | Descriere avers: Legenda circulară. În centru Mircea în picioare, din față, poartă coroană, haină lungă cu 5 nasturi, centura dreaptă, simplă, lăsată mult pe șold, ține în dreapta vertical o lance cu un inel la mâner, chiar sub acesta. Cerc perlat exterior. Descriere revers: Legenda circulară la centru scut înclinat spre dreapta despicat, câmpul I plin, câmpul II 4 fascii, timbrat de coif deschis în profil spre dreapta, în cimier acvilă ca aripile strânse. Cerc perlat exterior. Legendă revers: Legenda parțial ștearsă | Muzeul Olteniei. Secția de Istorie-Arheologie, Craiova | Cimec    |
|      | Ducat                                                    | Datare: 1/4 sec. XV Școală: Turnu Severin Descoperit: jud. Dolj, com. Calopăr, Bâzdana Material: argint                                                                                    | Descriere avers: Legenda circulară. În centru Mircea în picioare, din față, poartă coroană, haină lungă cu 5 nasturi, centura dreaptă, simplă, lăsată mult pe șold, ține în dreapta vertical o lance cu un inel la mâner, chiar sub acesta. Cerc perlat exterior. Descriere revers: Legenda circulară la centru scut înclinat spre dreapta despicat, câmpul I sigla ] , câmpul II 4 fascii, timbrat de coif deschis în profil spre dreapta, în cimier acvilă ca aripile strânse. Cerc perlat exterior. | Muzeul Olteniei. Secția de Istorie-Arheologie, Craiova | Cimec    |
|      | Ducat                                                    | Datare: 1/4 sec. XV Școală: Turnu Severin Descoperit: jud. Dolj, com. Calopăr, Bâzdana Material: argint                                                                                    | Descriere avers: Legenda circulară. În centru Mircea în picioare, din față, poartă coroană, haină lungă cu 5 nasturi, centura dreaptă, simplă, lăsată mult pe șold, ține în dreapta vertical o lance cu un inel la mâner, chiar sub acesta. Cerc perlat exterior. Descriere revers: Legenda circulară la centru scut înclinat spre dreapta despicat, câmpul I plin, câmpul II 4 fascii, timbrat de coif deschis în profil spre dreapta, în cimier acvilă ca aripile strânse. Cerc perlat exterior. Legendă revers: Legenda ștearsă, ieșit din cadru, din batere | Muzeul Olteniei. Secția de Istorie-Arheologie, Craiova | Cimec    |
|      | Ducat                                                    | Datare: 1/4 sec. XV Școală: Turnu Severin Descoperit: jud. Dolj, com. Calopăr, Bâzdana Material: argint                                                                                    | Descriere avers: Legenda circulară. În centru Mircea în picioare, din față, poartă coroană, haină lungă cu 5 nasturi, centura dreaptă, simplă, lăsată mult pe șold, ține în dreapta vertical o lance cu un inel la mâner, chiar sub acesta. Partea de jos a imaginii în afara cadrului, din batere. Cerc perlat exterior. Descriere revers: Legenda circulară la centru scut înclinat spre dreapta despicat, câmpul I sigla ] , câmpul II 4 fascii, timbrat de coif deschis în profil spre dreapta, în cimier acvilă ca aripile strânse. Cerc perlat exterior. Legendă revers: Restul legendei șters și ieșit din cadru, din batere | Muzeul Olteniei. Secția de Istorie-Arheologie, Craiova | Cimec    |
|      | Ducat                                                    | Datare: 1/4 sec. XV Școală: Turnu Severin Descoperit: jud. Dolj, com. Calopăr, Bâzdana Material: argint                                                                                    | Descriere avers: Legenda circulară. În centru Mircea în picioare, din față, poartă coroană, haină lungă cu 5 nasturi, centura dreaptă, simplă, lăsată mult pe șold, ține în dreapta vertical o lance cu un inel la mâner, chiar sub acesta. Cerc perlat exterior. Descriere revers: Legenda circulară la centru scut înclinat spre dreapta despicat, câmpul I sigla ] , câmpul II 4 fascii, timbrat de coif deschis în profil spre dreapta, în cimier acvilă ca aripile strânse. Cerc perlat exterior. | Muzeul Olteniei. Secția de Istorie-Arheologie, Craiova | Cimec    |
|      | Ducat                                                    | Datare: 1/4 sec. XV Școală: Turnu Severin Descoperit: jud. Dolj, com. Calopăr, Bâzdana Material: argint                                                                                    | Descriere avers: Legenda circulară. În centru Mircea în picioare, din față, poartă coroană, haină lungă cu 5 nasturi, centura dreaptă, simplă, lăsată mult pe șold, ține în dreapta vertical o lance cu un inel la mâner, chiar sub acesta. Cerc perlat exterior. Descriere revers: Legenda circulară la centru scut înclinat spre dreapta despicat, câmpul I plin, câmpul II 4 fascii, timbrat de coif deschis în profil spre dreapta, în cimier acvilă ca aripile strânse. Partea de jos a scutului heraldic în afara cadrului monedei. Cerc perlat exterior. | Muzeul Olteniei. Secția de Istorie-Arheologie, Craiova | Cimec    |
|      | Ducat                                                    | Datare: 1/4 sec. XV Școală: Turnu Severin Descoperit: jud. Dolj, com. Calopăr, Bâzdana Material: argint                                                                                    | Descriere avers: Legendă circulară Mihail încoronat, stând din față, ține în mâna dreaptă lancea, în stânga globul cruciger, poartă haină lungă strânsă la mijloc. Cerc perlat exterior. Descriere revers: Legendă circulară, în centru scut despicat înclinat spre dreapta, în câmpul I siglă, în câmpul II trei fascii. Pe colțul stâng al scutului coif deschis spre dreapta, în cimier acvilă cu aripile strânse. Cerc perlat exterior. | Muzeul Olteniei. Secția de Istorie-Arheologie, Craiova | Cimec    |
|      | Ducat                                                    | Datare: 1/4 sec. XV Școală: Turnu Severin Descoperit: jud. Dolj, com. Calopăr, Bâzdana Material: argint                                                                                    | Descriere avers: Legendă circulară Mihail încoronat, stând din față ține în mâna dreaptă lancea, în stânga globul cruciger, poartă haină lungă strânsă la mijloc. Cerc perlat exterior. Descriere revers: Legendă circulară, în centru scut despicat înclinat spre dreapta, în câmpul I siglă, în câmpul II trei fascii. Pe colțul stâng al scutului coif deschis spre dreapta, în cimier acvilă cu aripile strânse. Cerc perlat exterior. Legendă revers: Legenda ștearsă și în parte în afara cadrului | Muzeul Olteniei. Secția de Istorie-Arheologie, Craiova | Cimec    |
|      | Ban                                                      | Datare: 1/4 sec. XV Școală: Turnu Severin Descoperit: jud. Dolj, com. Calopăr, Bâzdana Material: argint                                                                                    | Descriere avers: Scut despicat, primul câmp plin, în câmpul II două grinzi, deasupra o cruce, capetele brațelor crestate. La dreapta inițiala P, în stânga litera C. Cerc perlat exterior. Descriere revers: Cruce cu brațele ancorate, în cantoane câte o stea cu 6 raze. Cerc perlat exterior. Legendă revers: Anepigraf | Muzeul Olteniei. Secția de Istorie-Arheologie, Craiova | Cimec    |
|      | Ducat                                                    | Datare: Sf. sec. XIV Școală: Târgoviște Descoperit: jud. Dolj, com. Calopăr, Bâzdana Material: argint                                                                                      | Descriere avers: Mircea purtând coroană cu mai multe fleuroane, surcota ajustată pe trup și prinsă cu nasturi ce se prelungește cu o jupă plisată, purtând pe umeri o mantie căptușită cu hermină, ține în mâna dreaptă spada cu vârful în sus, dreaptă, iar în stânga globul cruciger. Cerc perlat exterior. Descriere revers: Bust Isus Cristos cu nimbul cruciat, acordând binecuvântarea și ținând în mâna stângă Evanghelia la piept. Cerc perlat exterior. Legendă revers: În părți (I – în afara cadrului) C - XC | Muzeul Olteniei. Secția de Istorie-Arheologie, Craiova | Cimec    |
|      | Ducat                                                    | Datare: Sf. sec. XIV Școală: Târgoviște Descoperit: jud. Dolj, com. Calopăr, Bâzdana Material: argint                                                                                      | Descriere avers: Mircea purtând coroană cu mai multe fleuroane, surcota ajustată pe trup și prinsă cu nasturi ce se prelungește cu o jupă plisată, purtând pe umeri o mantie căptușită cu hermină, ține în mâna dreaptă spada cu vârful în sus, dreaptă, iar în stânga globul cruciger. Cerc perlat exterior. Descriere revers: Bust Isus Cristos cu nimbul cruciat, acordând binecuvântarea și ținând în mâna stângă Evanghelia la piept. Cerc perlat exterior. Legendă revers: În părți (IC – în afara cadrului) - XC | Muzeul Olteniei. Secția de Istorie-Arheologie, Craiova | Cimec    |
|      | Ducat                                                    | Datare: Sf. sec. XIV Școală: Târgoviște Descoperit: jud. Dolj, com. Calopăr, Bâzdana Material: argint                                                                                      | Descriere avers: Mircea purtând coroană cu mai multe fleuroane, surcota ajustată pe trup și prinsă cu nasturi ce se prelungește cu o jupă plisată, purtând pe umeri o mantie căptușită cu hermină; ține în mâna dreaptă spada cu vârful în sus, dreaptă, iar în stânga globul cruciger. Partea inferioară a imaginii în afara cadrului, din batere. Cerc perlat exterior. Descriere revers: Bust Isus Cristos cu nimbul cruciat, acordând binecuvântarea și ținând în mâna stângă Evanghelia la piept. Cerc perlat exterior. Legendă revers: În părți IC – X(C-în afara cadrului) | Muzeul Olteniei. Secția de Istorie-Arheologie, Craiova | Cimec    |
|      | Ducat                                                    | Datare: Sf. sec. XIV Școală: Târgoviște Descoperit: jud. Dolj, com. Calopăr, Bâzdana Material: argint                                                                                      | Descriere avers: Mircea purtând coroană cu mai multe fleuroane, surcota ajustată pe trup și prinsă cu nasturi ce se prelungește cu o jupă plisată, purtând pe umeri o mantie căptușită cu hermină; ține în mâna dreaptă spada cu vârful în sus, dreaptă, iar în stânga globul cruciger. Cerc perlat exterior. Descriere revers: Bust Isus Cristos cu nimbul cruciat, acordând binecuvântarea și ținând în mâna stângă Evanghelia la piept. Cerc perlat exterior. Legendă revers: În părți IC – X(C-în afara cadrului) | Muzeul Olteniei. Secția de Istorie-Arheologie, Craiova | Cimec    |
|      | Ducat                                                    | Datare: Sf. sec. XIV Școală: Târgoviște Descoperit: jud. Dolj, com. Calopăr, Bâzdana Material: argint                                                                                      | Descriere avers: Mircea purtând coroană cu mai multe fleuroane, surcota ajustată pe trup și prinsă cu nasturi ce se prelungește cu o jupă plisată, purtând pe umeri o mantie căptușită cu hermină; ține în mâna dreaptă spada cu vârful în sus, dreaptă, iar în stânga globul cruciger. Cerc perlat exterior. Descriere revers: Bust Isus Cristos cu nimbul cruciat, acordând binecuvântarea și ținând în mâna stângă Evanghelia la piept. Cerc perlat exterior. Legendă revers: În părți (I- în afara cadrului)C - XC | Muzeul Olteniei. Secția de Istorie-Arheologie, Craiova | Cimec    |
|      | Ducat                                                    | Datare: Sf. sec. XIV Școală: Târgoviște Descoperit: jud. Dolj, com. Calopăr, Bâzdana Material: argint                                                                                      | Descriere avers: Mircea purtând coroană cu mai multe fleuroane, surcota ajustată pe trup și prinsă cu nasturi ce se prelungește cu o jupă plisată; ține în mâna dreaptă spada cu vârful în sus iar în stânga globul cruciger. Cerc perlat exterior. Descriere revers: Bust Isus Cristos cu nimbul cruciat, acordând binecuvântarea și ținând în mâna stângă Evanghelia la piept. Legendă revers: În părți IC – (XC-parțial șters) | Muzeul Olteniei. Secția de Istorie-Arheologie, Craiova | Cimec    |
|      | Ducat                                                    | Datare: Cca. 1415 Școală: Târgoviște Descoperit: jud. Dolj, com. Calopăr, Bâzdana Material: argint                                                                                         | Descriere avers: Mircea cel Bătrân în picioare, din față, purtând coroană deschisă cu o haină lungă de tip occidental, încheiată în nasturi, (surcotă), deasupra și o mantie îmblănită, ține în mâna dreaptă suliță cu fierul ascuțit în poziție verticală, iar în mâna stângă stânga globul cruciger. Descriere revers: Scut despicat și înclinat spre dreapta, în primul câmp plin, al doilea fasciat, timbrat pe colțul stâng de un coif în profil, spre dreapta, viziera deschisă; deasupra lui acvila cu aripile închise și capul întors spre o cruce cu brațe egale și ancorate. | Muzeul Olteniei. Secția de Istorie-Arheologie, Craiova | Cimec    |
|      | Ducat                                                    | Datare: 1/4 sec. XV Școală: Turnu Severin Descoperit: jud. Dolj, com. Calopăr, Bâzdana Material: argint                                                                                    | Descriere avers: Legenda circulară. În centru Mircea în picioare, din față, poartă coroană, haină lungă cu 5 nasturi, centura dreaptă, simplă, lăsată mult pe șold, ține în dreapta vertical o lance cu un inel la mâner, chiar sub acesta. Cerc perlat exterior. Descriere revers: Legenda circulară la centru scut înclinat spre dreapta despicat, câmpul I plin, câmpul II 3 fascii, timbrat de coif deschis în profil spre dreapta, în cimier acvilă ca aripile strânse. Cerc perlat exterior. | Muzeul Olteniei. Secția de Istorie-Arheologie, Craiova | Cimec    |
|      | Ducat                                                    | Datare: 1/4 sec. XV Școală: Turnu Severin Descoperit: jud. Dolj, com. Calopăr, Bâzdana Material: argint                                                                                    | Descriere avers: Legenda circulară. În centru Mircea în picioare, din față, poartă coroană, haină lungă cu 5 nasturi, centura dreaptă, simplă, lăsată mult pe șold, ține în dreapta vertical o lance cu un inel la mâner, chiar sub acesta. Cerc perlat exterior. Descriere revers: Legenda circulară la centru scut înclinat spre dreapta despicat, câmpul I plin, câmpul II 3 fascii, timbrat de coif deschis în profil spre dreapta, în cimier acvilă ca aripile strânse. Jumătate din scut în afara cadrului monedei, din batere. Cerc perlat exterior. Legendă revers: În cea mai mare parte în afara cadrului. | Muzeul Olteniei. Secția de Istorie-Arheologie, Craiova | Cimec    |
|      | Ducat                                                    | Datare: 1/4 sec. XV Școală: Turnu Severin Descoperit: jud. Dolj, com. Calopăr, Bâzdana Material: argint                                                                                    | Descriere avers: Legenda circulară. În centru Mircea în picioare, din față, poartă coroană, haină lungă cu 5 nasturi, centura dreaptă, simplă, lăsată mult pe șold, ține în dreapta vertical o lance cu un inel la mâner, chiar sub acesta. Cerc perlat exterior. Descriere revers: Legenda circulară la centru scut înclinat spre dreapta despicat, câmpul I plin, câmpul II 3 fascii, timbrat de coif deschis în profil spre dreapta, în cimier acvilă ca aripile strânse. Scut parțial ieșit din cadrul monedei, din batere. Cerc perlat exterior. | Muzeul Olteniei. Secția de Istorie-Arheologie, Craiova | Cimec    |
|      | Ducat                                                    | Datare: 1/4 sec. XV Școală: Turnu Severin Descoperit: jud. Dolj, com. Calopăr, Bâzdana Material: argint                                                                                    | Descriere avers: Legenda circulară. În centru Mircea în picioare, din față, poartă coroană, haină lungă cu 5 nasturi, centura dreaptă, simplă, lăsată mult pe șold, ține în dreapta vertical o lance cu un inel la mâner, chiar sub acesta. Cerc perlat exterior. Descriere revers: Legenda circulară la centru scut înclinat spre dreapta despicat, câmpul I plin, câmpul II 3 fascii, timbrat de coif deschis în profil spre dreapta, în cimier acvilă ca aripile strânse. Cerc perlat exterior. Legendă revers: Legenda ștearsă și în afara cadrului, din batere | Muzeul Olteniei. Secția de Istorie-Arheologie, Craiova | Cimec    |
|      | Ducat                                                    | Datare: 1/4 sec. XV Școală: Turnu Severin Descoperit: jud. Dolj, com. Calopăr, Bâzdana Material: argint                                                                                    | Descriere avers: Legenda circulară. În centru Mircea în picioare, din față, poartă coroană, haină lungă cu 5 nasturi, centura dreaptă, simplă, lăsată mult pe șold, ține în dreapta vertical o lance cu un inel la mâner, chiar sub acesta. Cerc perlat exterior. Descriere revers: Legenda circulară la centru scut înclinat spre dreapta despicat, câmpul I plin, câmpul II 3 fascii, timbrat de coif deschis în profil spre dreapta, în cimier acvilă ca aripile strânse. Cerc perlat exterior. Legendă revers: În mare parte ștearsă și ieșită din cadru. | Muzeul Olteniei. Secția de Istorie-Arheologie, Craiova | Cimec    |
|      | Ducat                                                    | Datare: 1/4 sec. XV Școală: Turnu Severin Descoperit: jud. Dolj, com. Calopăr, Bâzdana Material: argint                                                                                    | Descriere avers: Legenda circulară. În centru Mircea în picioare, din față, poartă coroană, haină lungă cu 5 nasturi, centura dreaptă, simplă, lăsată mult pe șold, ține în dreapta vertical o lance cu un inel la mâner, chiar sub acesta. Cerc perlat exterior. Descriere revers: Legenda circulară la centru scut înclinat spre dreapta despicat, câmpul I plin, câmpul II 3 fascii, timbrat de coif deschis în profil spre dreapta, în cimier acvilă ca aripile strânse. O parte din scut în afara cadrului, din batere. Cerc perlat exterior. Legendă revers: O parte din legendă în afara cadrului din batere. | Muzeul Olteniei. Secția de Istorie-Arheologie, Craiova | Cimec    |
|      | Ducat                                                    | Datare: 1/4 sec. XV Școală: Turnu Severin Descoperit: jud. Dolj, com. Calopăr, Bâzdana Material: argint                                                                                    | Descriere avers: Legenda circulară. În centru Mircea în picioare, din față, poartă coroană, haină lungă cu 5 nasturi, centura dreaptă, simplă, lăsată mult pe șold, ține în dreapta vertical o lance cu un inel la mâner, chiar sub acesta. Cerc perlat exterior. Descriere revers: Legenda circulară la centru scut înclinat spre dreapta despicat, câmpul I plin, câmpul II 3 fascii, timbrat de coif deschis în profil spre dreapta, în cimier acvilă ca aripile strânse. Cerc perlat exterior. Legendă revers: Legendă ștearsă. | Muzeul Olteniei. Secția de Istorie-Arheologie, Craiova | Cimec    |
|      | Ducat                                                    | Datare: 1/4 sec. XV Școală: Turnu Severin Descoperit: jud. Dolj, com. Calopăr, Bâzdana Material: argint                                                                                    | Descriere avers: Legenda circulară. În centru Mircea în picioare, din față, poartă coroană, haină lungă cu 5 nasturi, centura dreaptă, simplă, lăsată mult pe șold, ține în dreapta vertical o lance cu un inel la mâner, chiar sub acesta. Cerc perlat exterior. Descriere revers: Legenda circulară la centru scut înclinat spre dreapta despicat, câmpul I plin, câmpul II 3 fascii, timbrat de coif deschis în profil spre dreapta, în cimier acvilă ca aripile strânse. Cerc perlat exterior. Legendă revers: Legendă ștearsă parțial. | Muzeul Olteniei. Secția de Istorie-Arheologie, Craiova | Cimec    |
|      | Ducat                                                    | Datare: 1/4 sec. XV Școală: Turnu Severin Descoperit: jud. Dolj, com. Calopăr, Bâzdana Material: argint                                                                                    | Descriere avers: Legenda circulară. În centru Mircea în picioare, din față, poartă coroană, haină lungă cu 5 nasturi, centura dreaptă, simplă, lăsată mult pe șold, ține în dreapta vertical o lance cu un inel la mâner, chiar sub acesta. Cerc perlat exterior. Descriere revers: Legenda circulară la centru scut înclinat spre dreapta despicat, câmpul I plin, câmpul II 3 fascii, timbrat de coif deschis în profil spre dreapta, în cimier acvilă ca aripile strânse. O parte din scut în afara cadrului monedei, din batere. Cerc perlat exterior. Legendă revers: Legendă ștearsă și în afara cadrului. | Muzeul Olteniei. Secția de Istorie-Arheologie, Craiova | Cimec    |
|      | Ducat                                                    | Datare: 1/4 sec. XV Școală: Turnu Severin Descoperit: jud. Dolj, com. Calopăr, Bâzdana Material: argint                                                                                    | Descriere avers: Legenda circulară. În centru Mircea în picioare, din față, poartă coroană, haină lungă cu 5 nasturi, centura dreaptă, simplă, lăsată mult pe șold, ține în dreapta vertical o lance cu un inel la mâner, chiar sub acesta. Cerc perlat exterior. Descriere revers: Legenda circulară la centru scut înclinat spre dreapta despicat, câmpul I plin, câmpul II 3 fascii, timbrat de coif deschis în profil spre dreapta, în cimier acvilă ca aripile strânse. Cerc perlat exterior. Legendă revers: Restul legendei șters. | Muzeul Olteniei. Secția de Istorie-Arheologie, Craiova | Cimec    |
|      | Ducat                                                    | Datare: 1/4 sec. XV Școală: Turnu Severin Descoperit: jud. Dolj, com. Calopăr, Bâzdana Material: argint                                                                                    | Descriere avers: Legenda circulară. În centru Mircea în picioare, din față, poartă coroană, haină lungă cu 5 nasturi, centura dreaptă, simplă, lăsată mult pe șold, ține în dreapta vertical o lance cu un inel la mâner, chiar sub acesta. Cerc perlat exterior. Descriere revers: Legenda circulară la centru scut înclinat spre dreapta despicat, câmpul I plin, câmpul II 3 fascii, timbrat de coif deschis în profil spre dreapta, în cimier acvilă ca aripile strânse. Cerc perlat exterior. Legendă revers: Legendă ștearsă și în afara cadrului. | Muzeul Olteniei. Secția de Istorie-Arheologie, Craiova | Cimec    |
|      | Ducat                                                    | Datare: 1/4 sec. XV Școală: Turnu Severin Descoperit: jud. Dolj, com. Calopăr, Bâzdana Material: argint                                                                                    | Descriere avers: Legenda circulară. În centru Mircea în picioare, din față, poartă coroană, haină lungă cu 5 nasturi, centura dreaptă, simplă, lăsată mult pe șold, ține în dreapta vertical o lance cu un inel la mâner, chiar sub acesta. Cerc perlat exterior. Descriere revers: Legenda circulară la centru scut înclinat spre dreapta despicat, câmpul I plin, câmpul II 3 fascii, timbrat de coif deschis în profil spre dreapta, în cimier acvilă ca aripile strânse. Cerc perlat exterior. | Muzeul Olteniei. Secția de Istorie-Arheologie, Craiova | Cimec    |
|      | Ducat                                                    | Datare: 1/4 sec. XV Școală: Turnu Severin Descoperit: jud. Dolj, com. Calopăr, Bâzdana Material: argint                                                                                    | Descriere avers: Legenda circulară. În centru Mircea în picioare, din față, poartă coroană, haină lungă cu 5 nasturi, centura dreaptă, simplă, lăsată mult pe șold, ține în dreapta vertical o lance cu un inel la mâner, chiar sub acesta. Cerc perlat exterior. Descriere revers: Legenda circulară la centru scut înclinat spre dreapta despicat, câmpul I plin, câmpul II 3 fascii, timbrat de coif deschis în profil spre dreapta, în cimier acvilă ca aripile strânse. Cerc perlat exterior. Legendă revers: Legendă ștearsă parțial. | Muzeul Olteniei. Secția de Istorie-Arheologie, Craiova | Cimec    |
|      | Ducat                                                    | Datare: 1/4 sec. XV Școală: Turnu Severin Descoperit: jud. Dolj, com. Calopăr, Bâzdana Material: argint                                                                                    | Descriere avers: Legenda circulară. În centru Mircea în picioare, din față, poartă coroană, haină lungă cu 5 nasturi, centura dreaptă, simplă, lăsată mult pe șold, ține în dreapta vertical o lance cu un inel la mâner, chiar sub acesta. Cerc perlat exterior. Descriere revers: Legenda circulară la centru scut înclinat spre dreapta despicat, câmpul I plin, câmpul II 4 fascii, timbrat de coif deschis în profil spre dreapta, în cimier acvilă ca aripile strânse. Cerc perlat exterior. | Muzeul Olteniei. Secția de Istorie-Arheologie, Craiova | Cimec    |
|      | Ducat                                                    | Datare: 1/4 sec. XV Școală: Turnu Severin Descoperit: jud. Dolj, com. Calopăr, Bâzdana Material: argint                                                                                    | Descriere avers: Legenda circulară. În centru Mircea în picioare, din față, poartă coroană, haină lungă cu 5 nasturi, centura dreaptă, simplă, lăsată mult pe șold, ține în dreapta vertical o lance cu un inel la mâner, chiar sub acesta. Cerc perlat exterior. Descriere revers: Legenda circulară la centru scut înclinat spre dreapta despicat, câmpul I plin, câmpul II 3 fascii, timbrat de coif deschis în profil spre dreapta, în cimier acvilă cu aripile strânse. Cerc perlat exterior. | Muzeul Olteniei. Secția de Istorie-Arheologie, Craiova | Cimec    |
|      | Ducat                                                    | Datare: 1/4 sec. XV Școală: Turnu Severin Descoperit: jud. Dolj, com. Calopăr, Bâzdana Material: argint                                                                                    | Descriere avers: Legenda circulară. În centru Mircea în picioare, din față, poartă coroană, haină lungă cu 5 nasturi, centura dreaptă, simplă, lăsată mult pe șold, ține în dreapta o lance înclinată, cu un inel la mâner, chiar sub acesta. Cerc perlat exterior. Descriere revers: Legenda circulară la centru scut înclinat spre dreapta despicat, câmpul I plin, câmpul II 4 fascii, timbrat de coif deschis în profil spre dreapta, în cimier acvilă ca aripile strânse. Cerc perlat exterior. | Muzeul Olteniei. Secția de Istorie-Arheologie, Craiova | Cimec    |
|      | Ducat                                                    | Datare: 1/4 sec. XV Școală: Turnu Severin Descoperit: jud. Dolj, com. Calopăr, Bâzdana Material: argint                                                                                    | Descriere avers: Legenda circulară. În centru Mircea în picioare, din față, poartă coroană, haină lungă cu 5 nasturi, centura dreaptă, simplă, lăsată mult pe șold, ține în dreapta vertical o lance cu un inel la mâner, chiar sub acesta. Cerc perlat exterior. Descriere revers: Legenda circulară la centru scut înclinat spre dreapta despicat, câmpul I sigla ], câmpul II 4 fascii, timbrat de coif deschis în profil spre dreapta, în cimier acvilă ca aripile strânse. Cerc perlat exterior. Legendă revers: Legenda ștearsă din circulație. | Muzeul Olteniei. Secția de Istorie-Arheologie, Craiova | Cimec    |
|      | Nomisma                                                  | Datare: Secolul X Descoperit: jud. Gorj, com. Bălești Material: AV | Descriere avers: Iisus Christos Pantocrator, bust, văzut din față, purtând nimb cruciger, tunică și colobion, cu mîna dreaptă binecuvântează în mâna stângă ține Evangheliile. Cerc perlat exterior. Descriere revers: Constantin al VII-lea și Roman al II-lea, bust, văzuți din față, purtând stemmata crucigere. Constantin poartă divitision, iar Roman, chlamys, între ei țin o cruce patriarhală de ceremonie cu hasta lungă. Cerc perlat exterior Legendă revers: COnStΛntCЄROmΛn'AЧЧIb | Colecții particulare, Timiș                            | Cimec    |

## Fond
| Foto | Informații generale | Detalii tehnice                                   | Descriere | Deținător                | Legături |
| ---- | ------------------- | ------------------------------------------------- | --------- | ------------------------ | -------- |
|      | Follis - 40 nummia  | Datare: 580-581 Școală: Nicomedia Material: bronz |           | Muzeul Olteniei, Craiova | Cimec    |
|      | Sestertius          | Datare: 134-138 Școală: Roma Material: bronz      |           | Muzeul Olteniei, Craiova | Cimec    |